# Ropaje

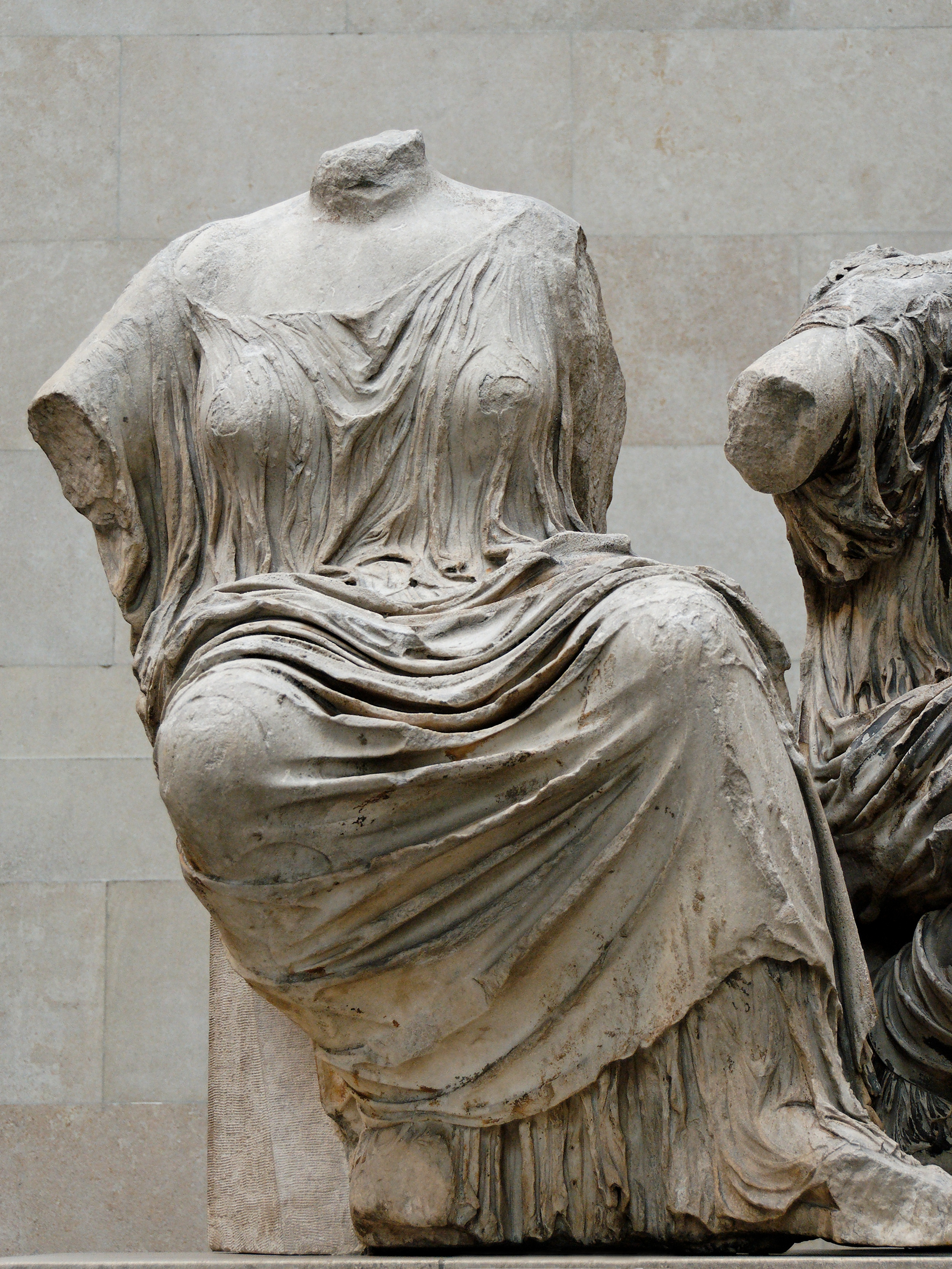
Frontón Este del Partenón, Fidias, ca. 450 a. C.

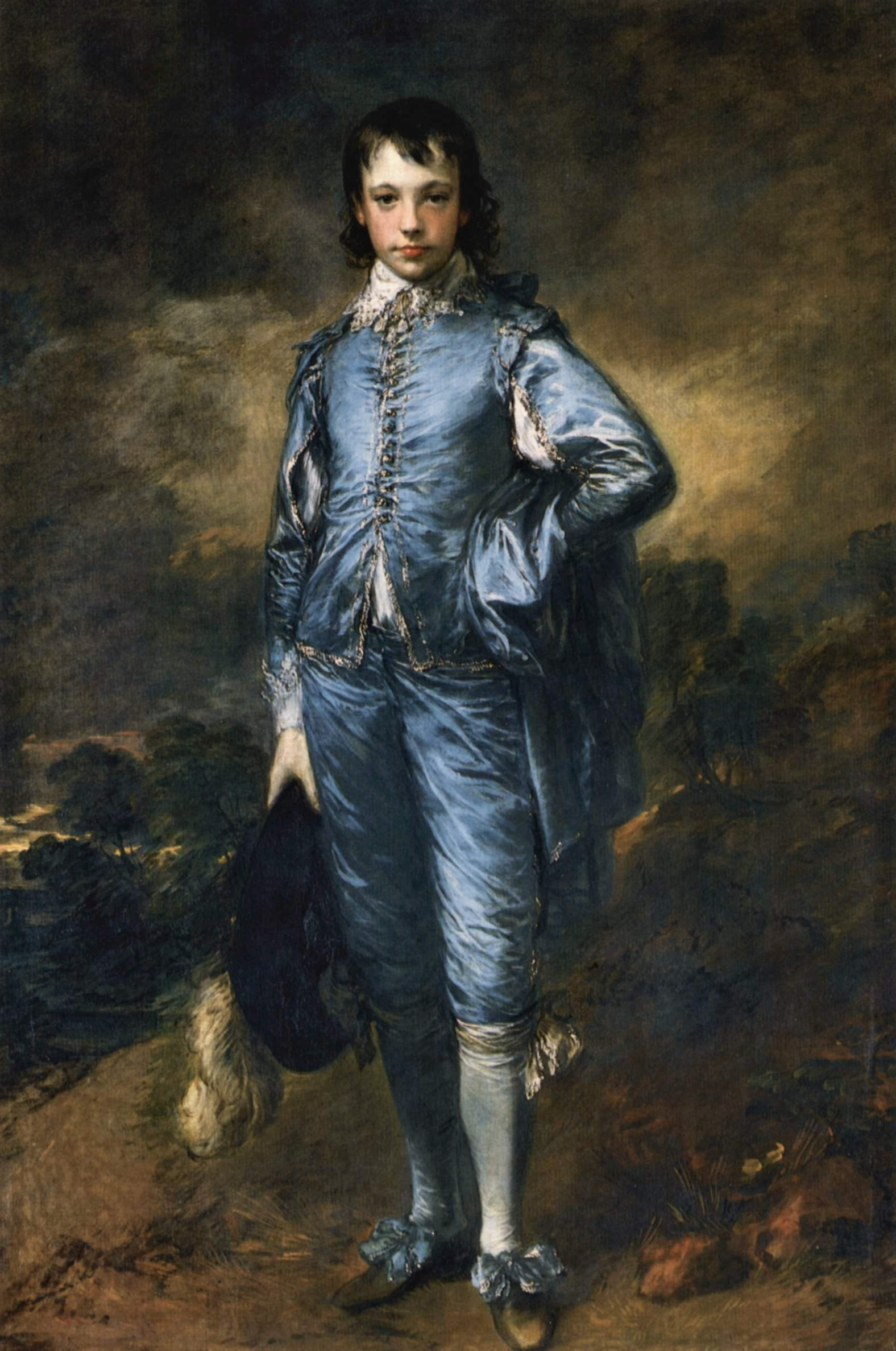
El joven azul, de Gainsborough, ca. 1770.

Ropaje es un término utilizado para la representación artística de la indumentaria en las artes figurativas, especialmente de la que se acomoda al cuerpo formando pliegues, e incluso se adhiere a él, revelando sus formas de una manera similar a la de la escultura griega clásica (los panneggio bagnato -"paños mojados"- característicos de Fidias) y que se fue imitando en la pintura y escultura medievales con mayor o menor esquematización según la época (pliegues rígidos, formando líneas paralelas en el Románico -primitivismo similar al de la escultura griega arcaica-, mayor sensación de gravedad y variedad de formas en el Gótico -bucles, crestas y depresiones, estilo denominado Muldenfaltenstil en Centroeuropa-); mientras que el ropaje tiene un tratamiento propio, independiente del cuerpo, en la escultura helenística o el Barroco.
Con el término jetter (palabra francesa traducible como "tirar" o "echarse") se hace referencia a la ordenación de ese ropaje, la caída de cuyos pliegues se denomina drapeado (del francés draper -"cubrir"-).
La representación de las telas, con sus característicos colores y texturas, es un importante desafío para pintores y escultores, que habitualmente les conceden gran parte de la superficie pictórica de retratos y otros géneros en que se representa la figura humana, en perjuicio de la carnación (la representación de la piel en las zonas desnudas). Otras zonas específicas de la superficie pictórica se denominan, en la representación de animales, pelaje o plumaje; en la de joyas y guirnaldas (con una determinada técnica), pastillaje; y en la del paisaje, celaje, ramaje, follaje, etc.
Algunos artistas menores, como Joseph Van Aken, se especializaron como "pintores de ropajes", siendo contratados por otros pintores para realizar esa parte de las obras. En los talleres de producción masiva, como el de Rubens, era habitual que los maestros se reservaran sólo para una parte de las superficies, dejando las otras en manos de sus aprendices. Hasta tal punto estas prácticas eran comunes, que cuando no era así, se destacaba, como es el caso de Gainsborough.

## Pintura

### Edad Antigua
La pintura egipcia representaba de modo convencional los ropajes. En la cerámica griega, los distintos estilos fueron complicándolos desde la simplicidad del periodo geométrico (donde en las figuras humanas no se distinguen los contornos de la anatomía y del ropaje) hasta el retorcimiento del llamado estilo florido (pintor de Midias, ático, finales del siglo V a. C.), que se caracterizó por el gusto por la ornamentación, y en concreto por las poses contorneadas que permiten pliegues complejos y un gran cuidado en los bordados de los trajes y las joyas.

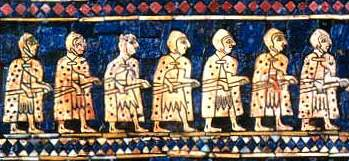
Estandarte de Ur, ca. 2500 a. C.
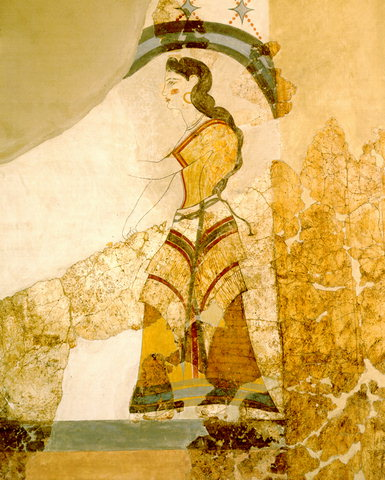
La dama del papiro, fresco de Acrotiri (Santorini), ca. 1600 a. C.
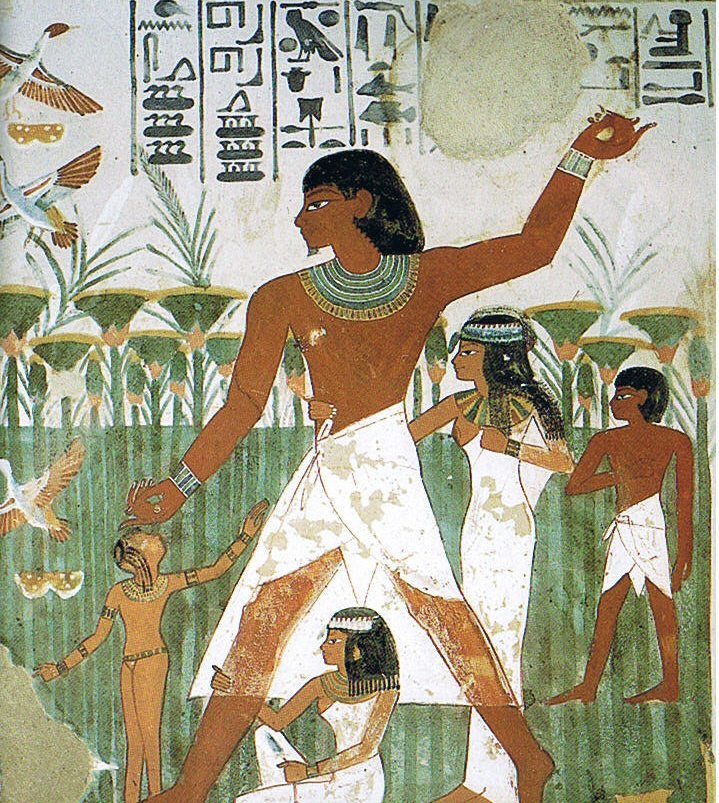
Tumba de Najt, ca. 1400 a. C.
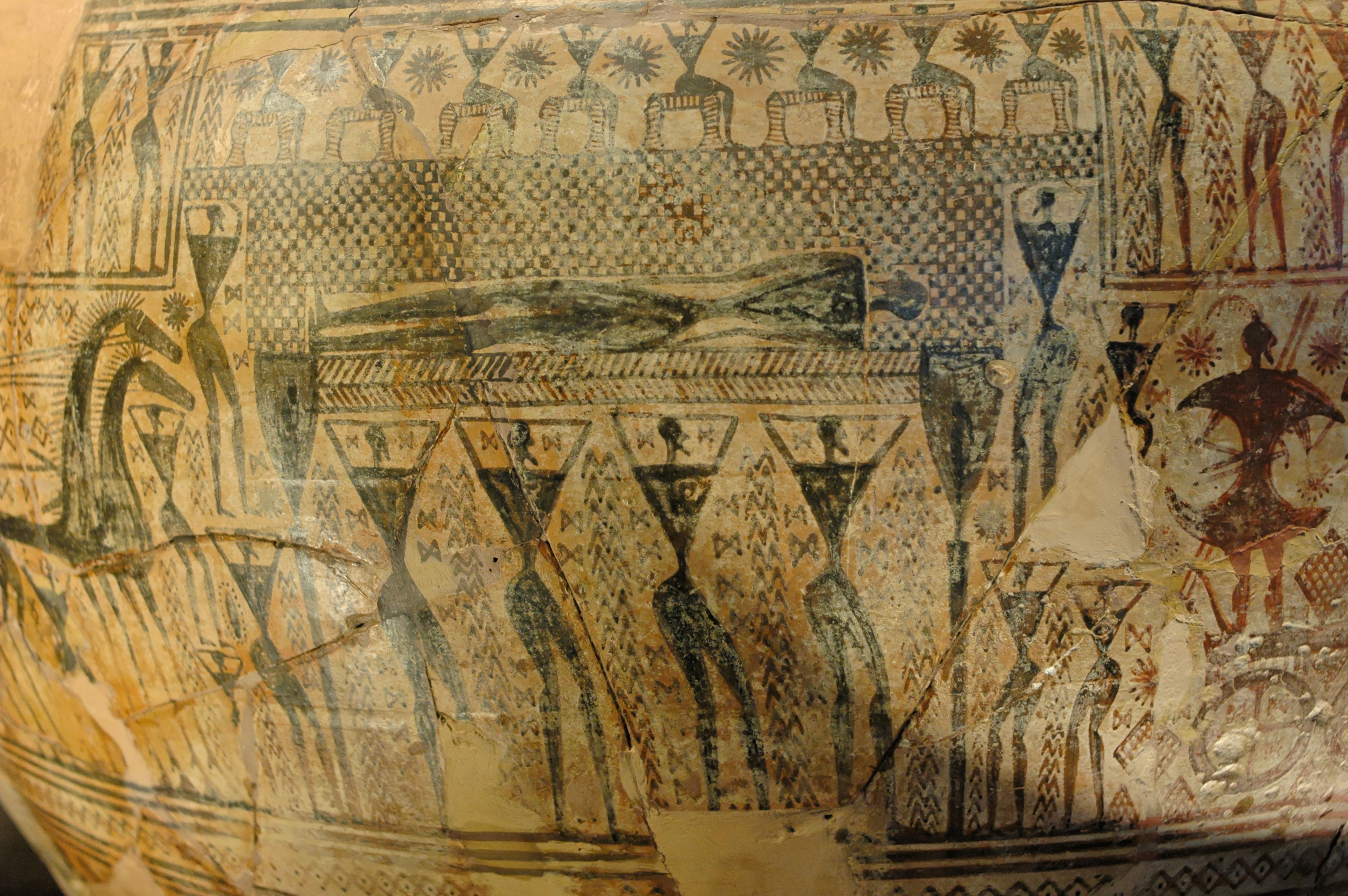
Escena funeraria en una crátera del maestro del Dípylon, ca. 750 a. C.
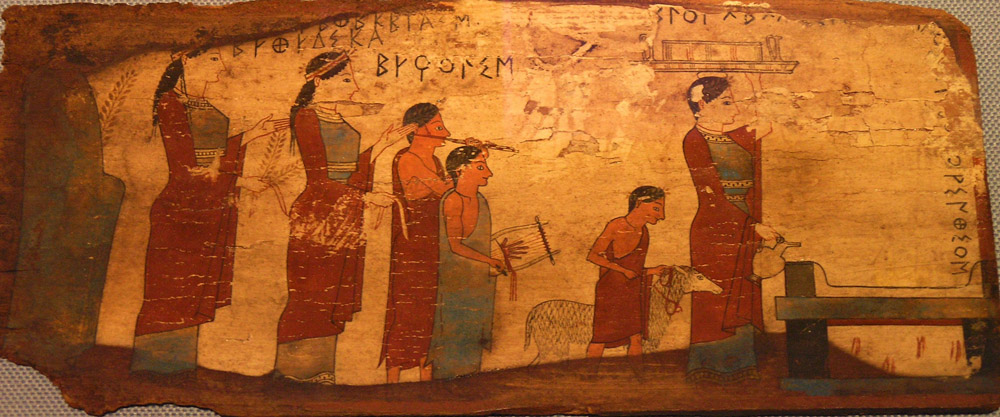
Sacrificio a las cárites, pinax procedente de Corinto, ca. 540 a. C.
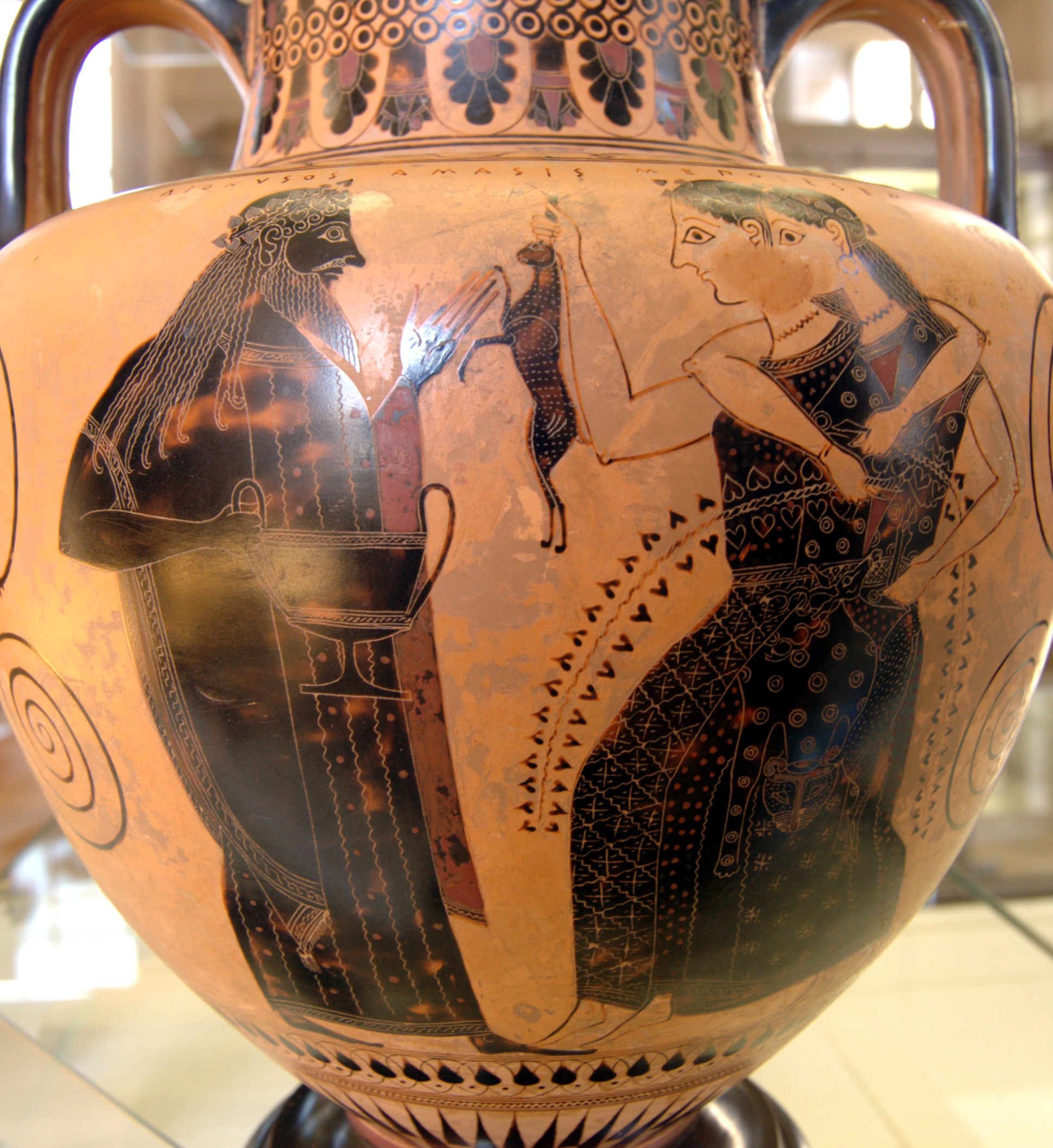
Dionisos y las ménades en un ánfora de cerámica de figuras negras del pintor de Amasis, ca. 540 a. C.
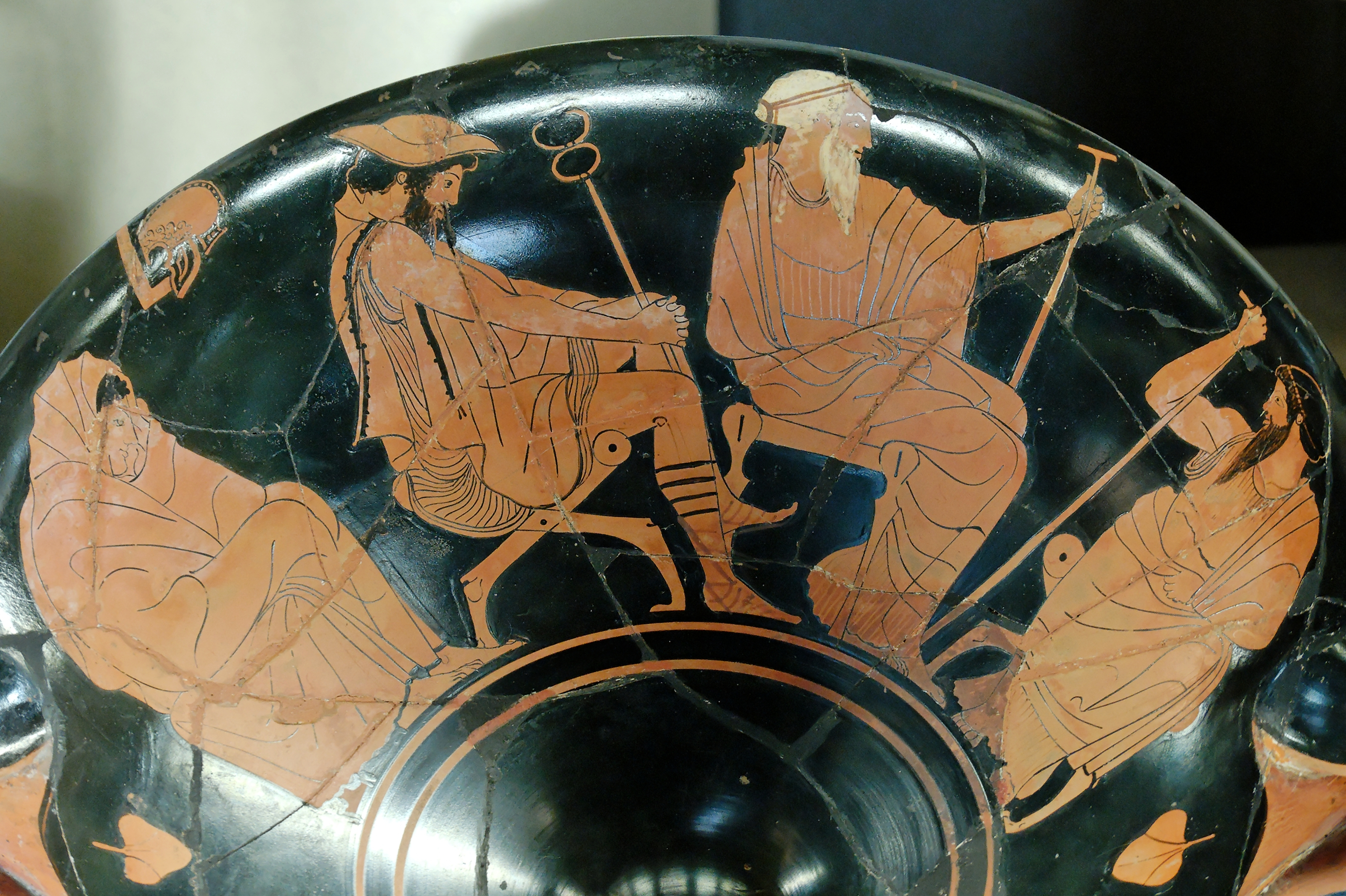
La embajada a Aquiles en un kylix ático de cerámica de figuras rojas del pintor de Tarquinia, ca. 470 a. C.
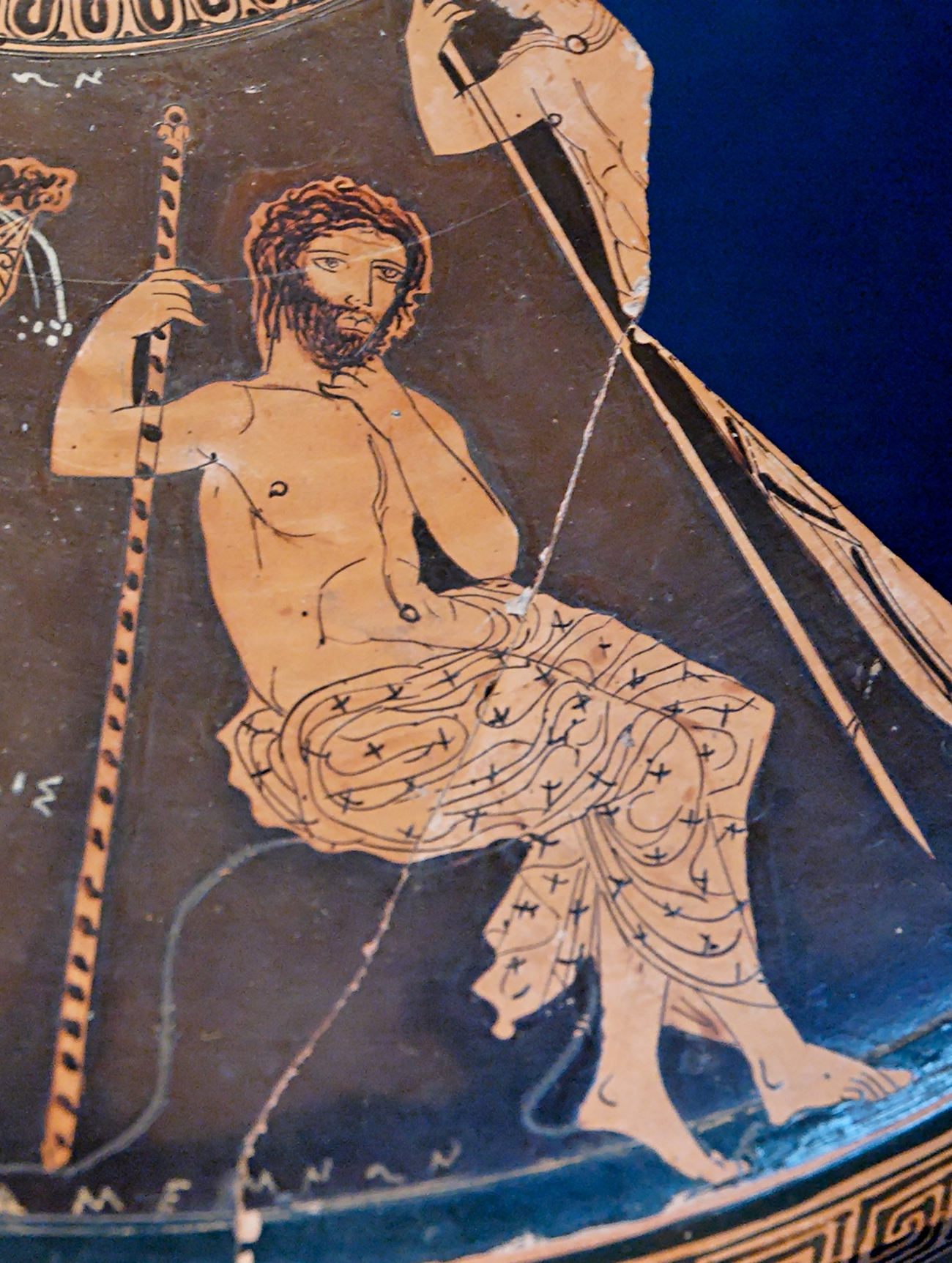
Agamenón en un lekanis del círculo del pintor de Midias, ca. 410 a. C.
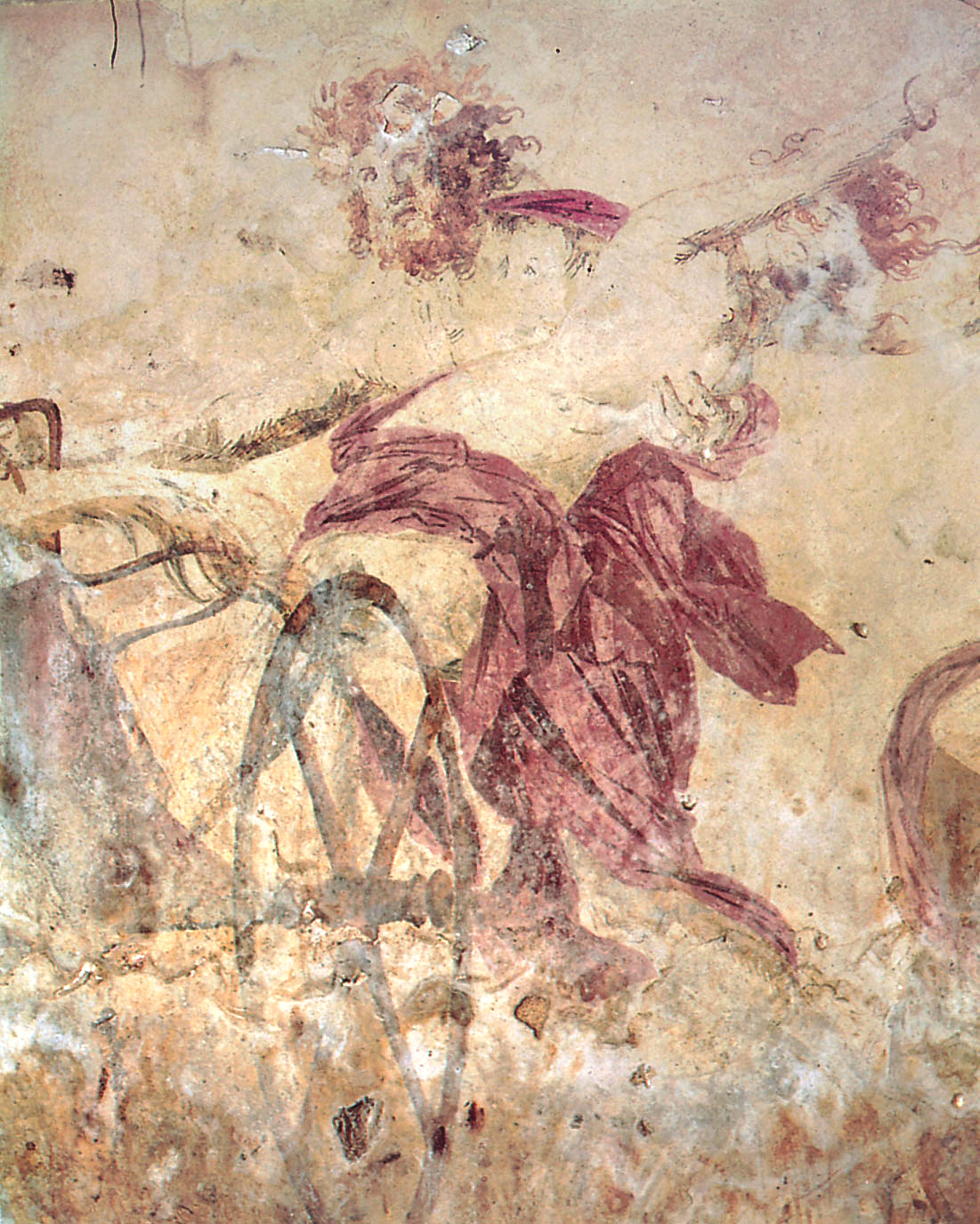
Hades secuestrando a Perséfone, fresco de las tumbas reales de Vergina, ca. 350 a. C.
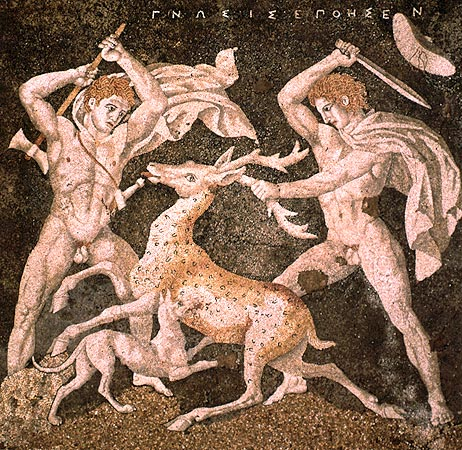
La caza del ciervo, mosaico de la Casa del secuestro de Helena firmado por "Gnosis", Pella, ca. 300 a. C.
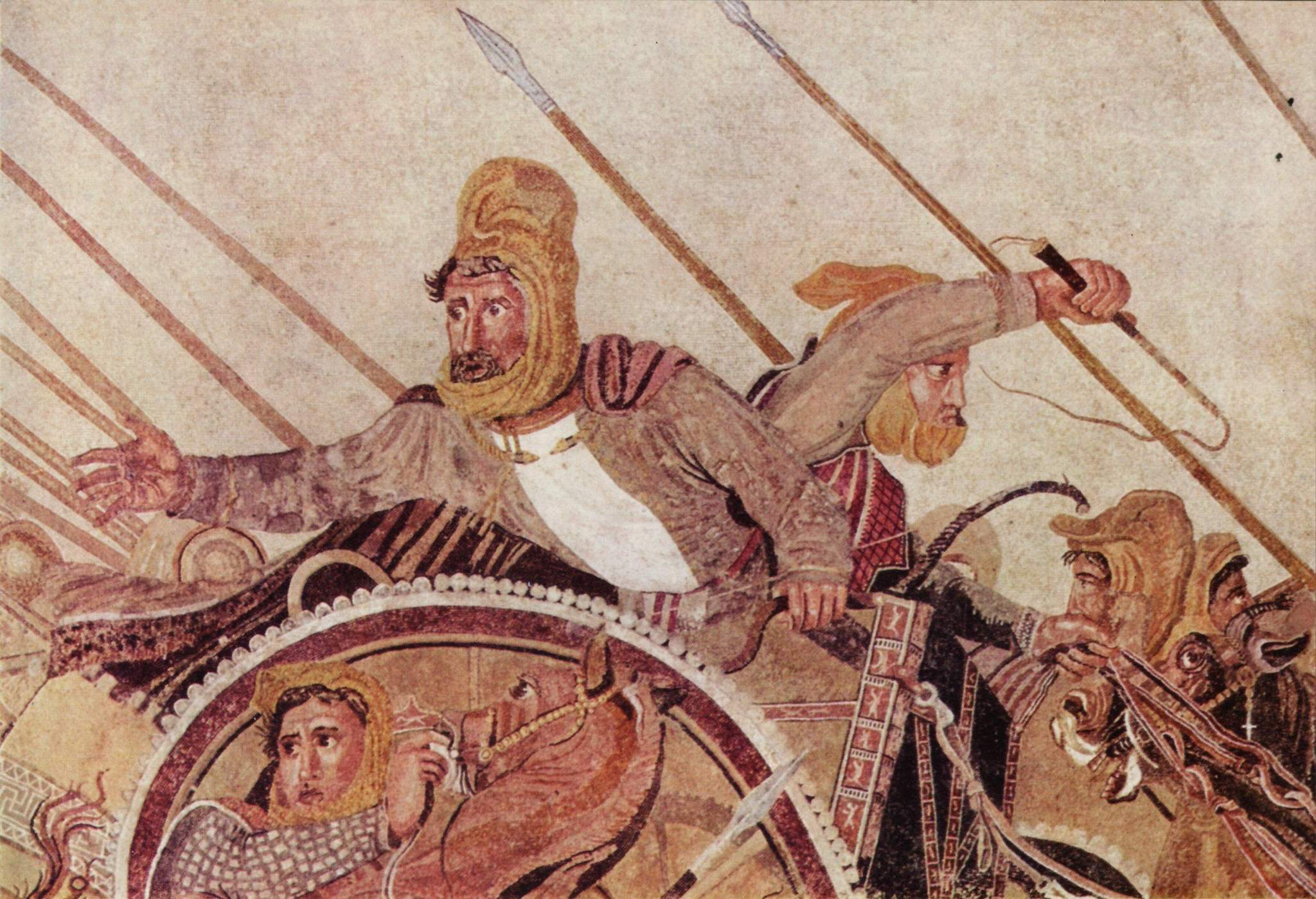
Detalle del mosaico de Issos, ca. 100 a. C.
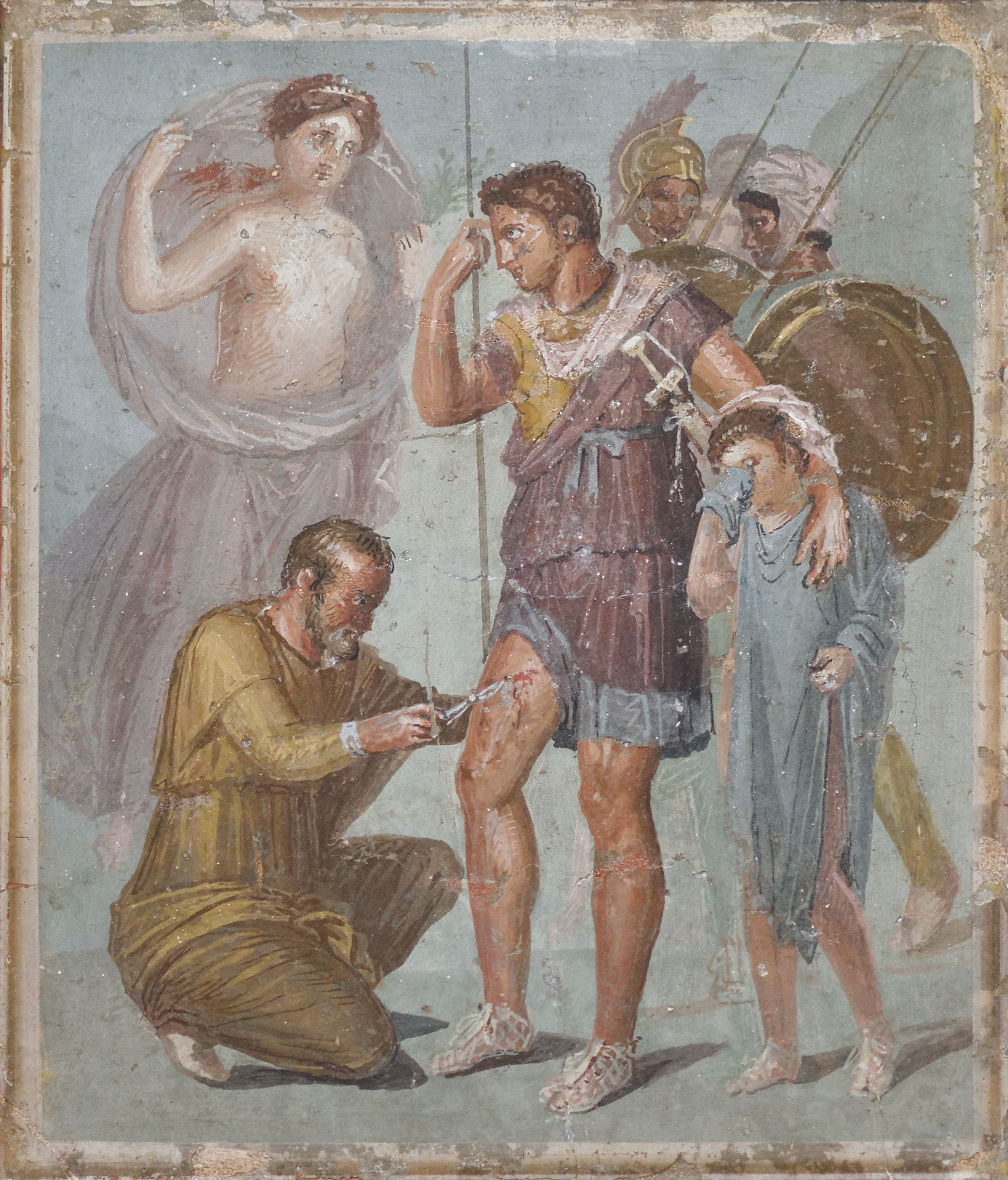
Curación de Eneas en un fresco pompeyano de la Casa di Sirico, antes del 79 d. C.
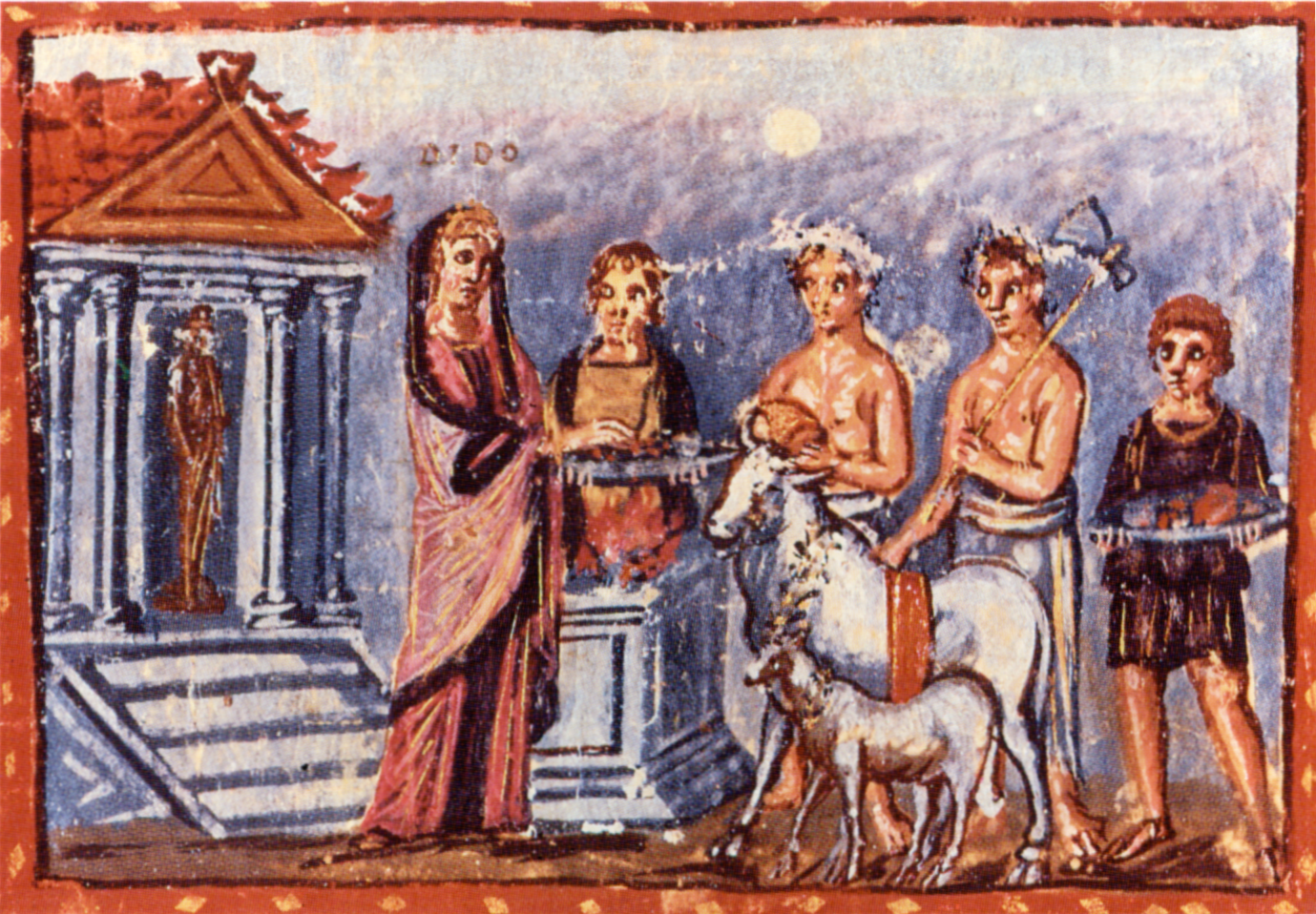
Sacrificio de Dido, ilustración del Vergilius Vaticanus, ca. 400.

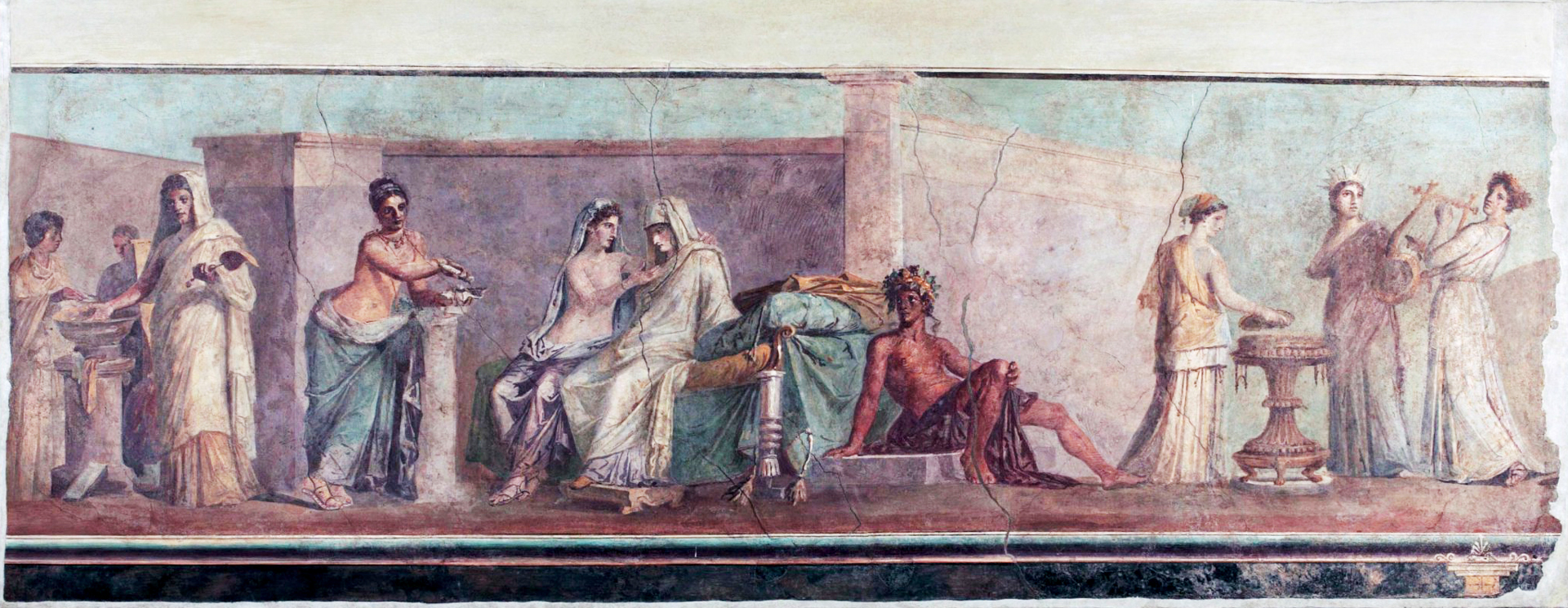
Bodas aldobrandinas.

### Edad Media
La cristianización del Imperio romano supuso la adopción y transformación de las convenciones formales del arte clásico. Mosaicos y códices iluminados fueron los soportes preferentes para la representación de los ropajes, que en la pintura paleocristiana pasaron a cubrir a santos, vírgenes y cristos de un modo similar a como lo hacían con dioses paganos o emperadores. La transformación estilística que se produjo en la pintura bizantina y prerrománica supuso una acentuada esquematización formal, que se fue suavizando en el tardorrománico y sobre todo en la pintura gótica. Pinturas murales al fresco y tablas al temple pasaron a ser los soportes y técnicas más empleados.

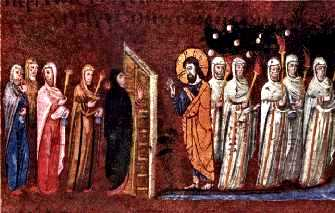
Las vírgenes necias y las vírgenes prudentes, en el Codex Rossanensis, siglo VI.
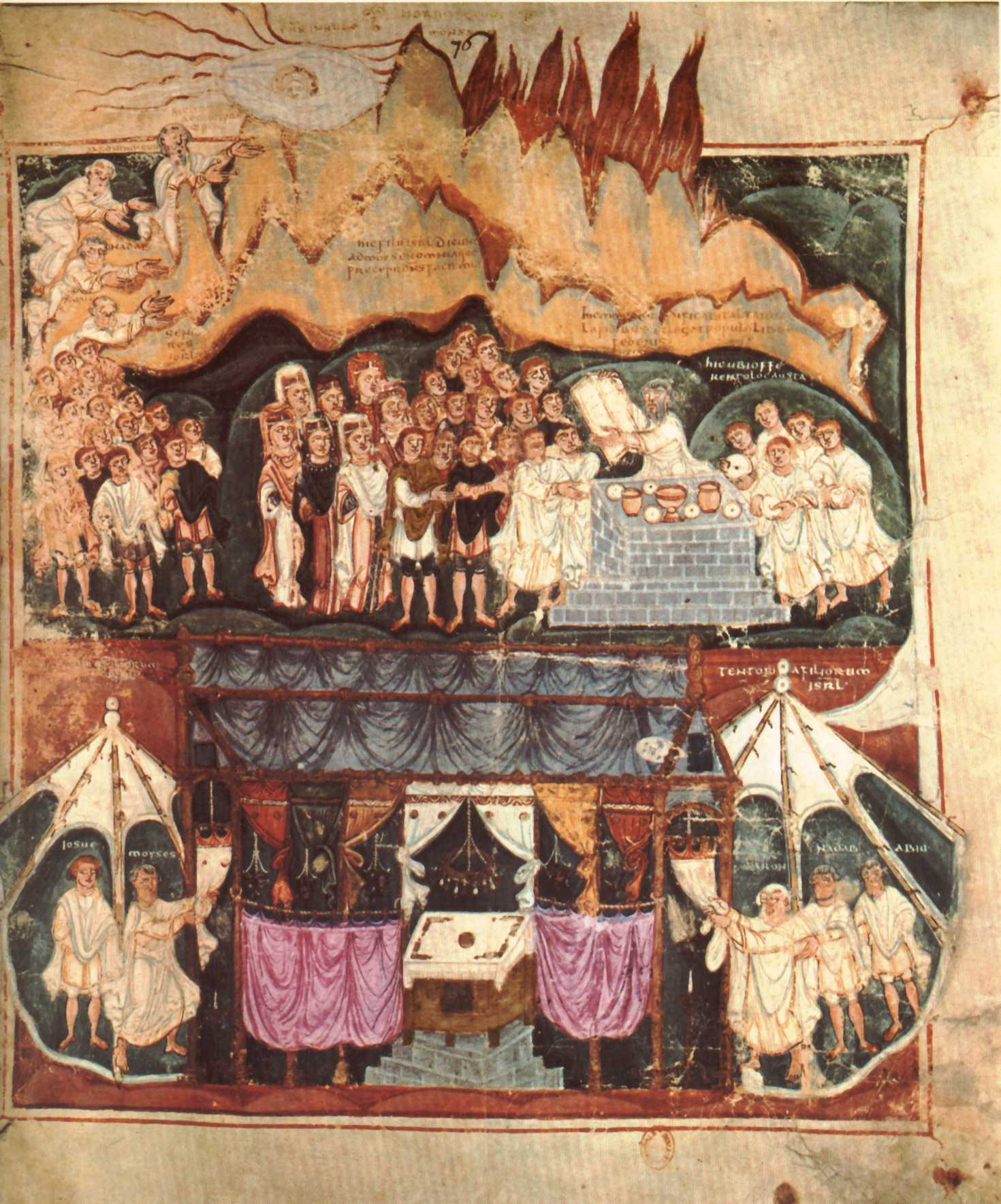
Moisés recibiendo la Ley en el Pentateuco Ashburnham, siglo VI.
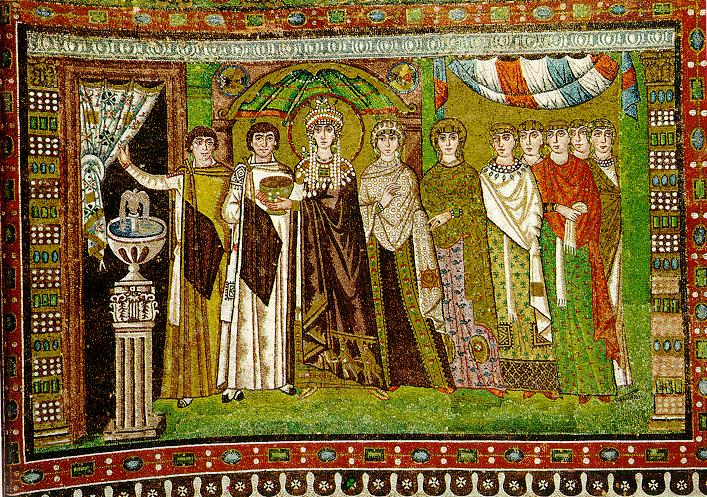
Teodora y su corte en los mosaicos de San Vital de Rávena, siglo VI.
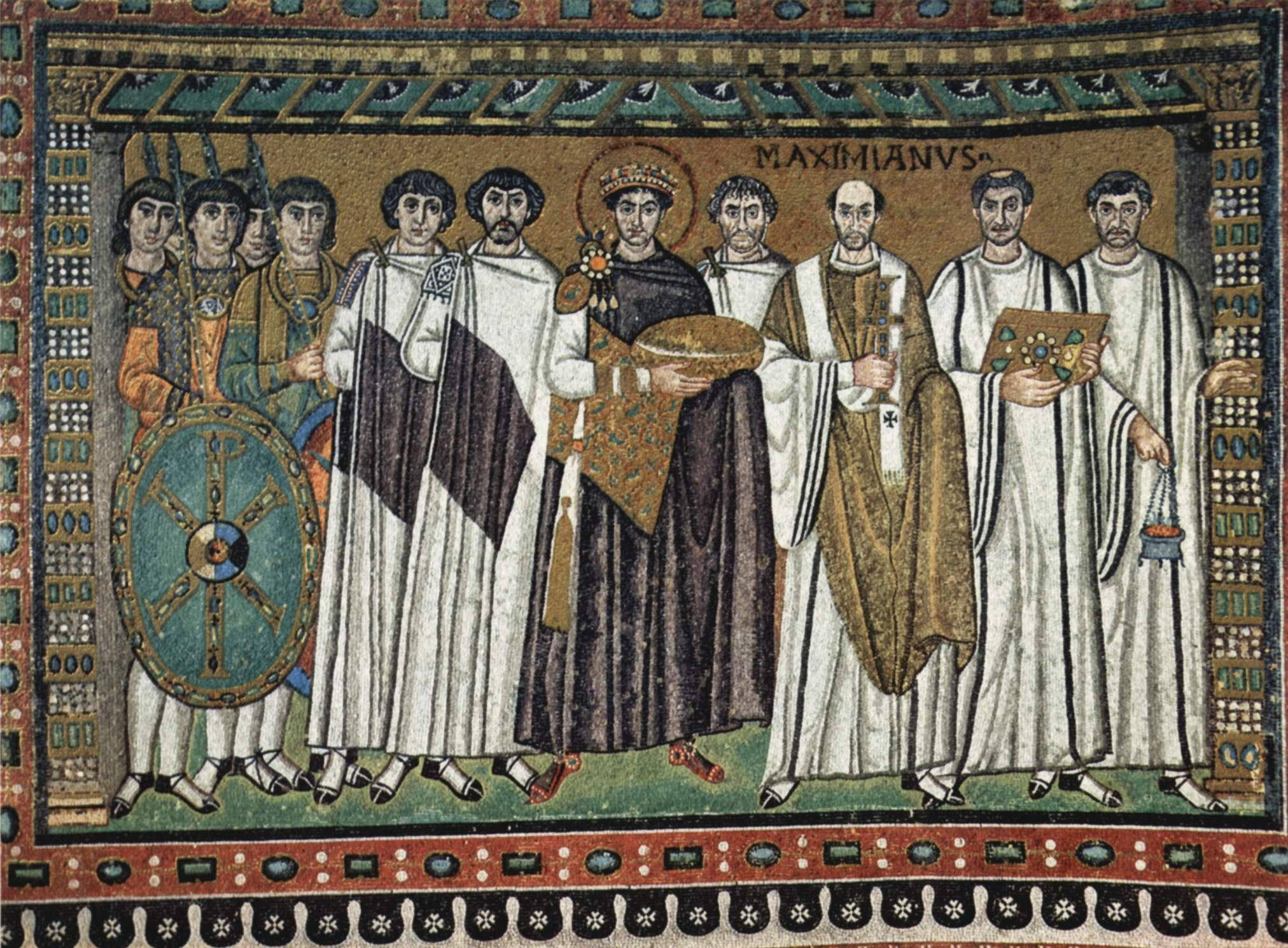
Justiniano y su corte en los mosaicos de San Vital de Rávena, siglo VI.
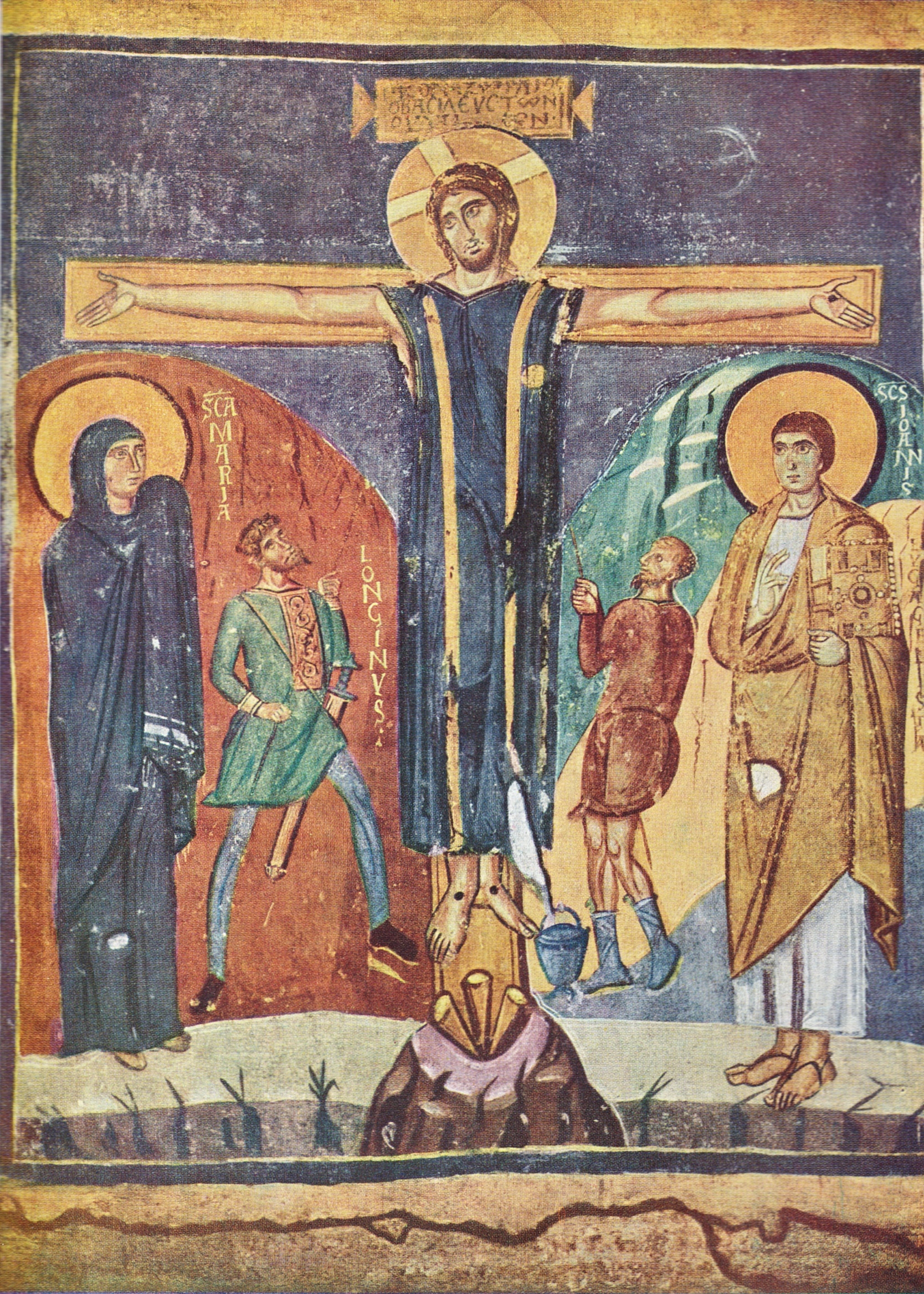
Stabat Mater de Santa Maria Antiqua,[17] ca. 740.
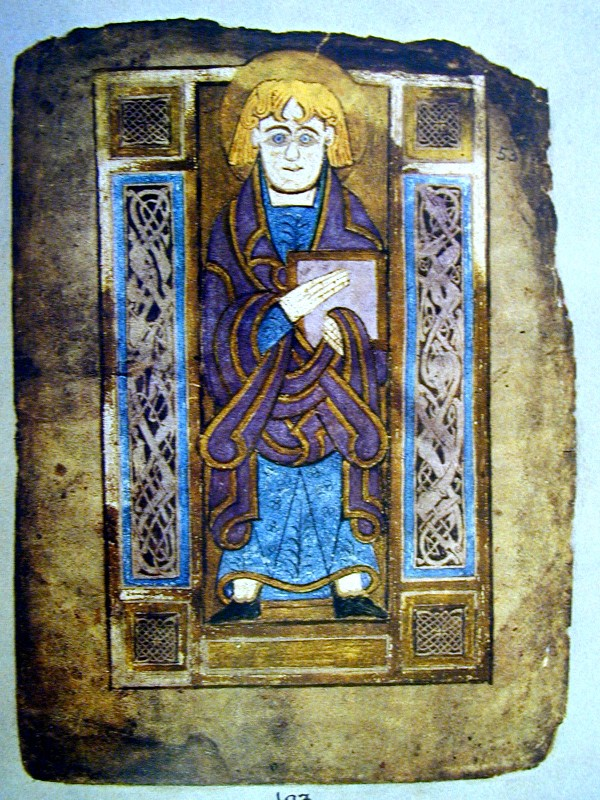
Ilustración del Libro de Mulling,[18] siglo VIII.
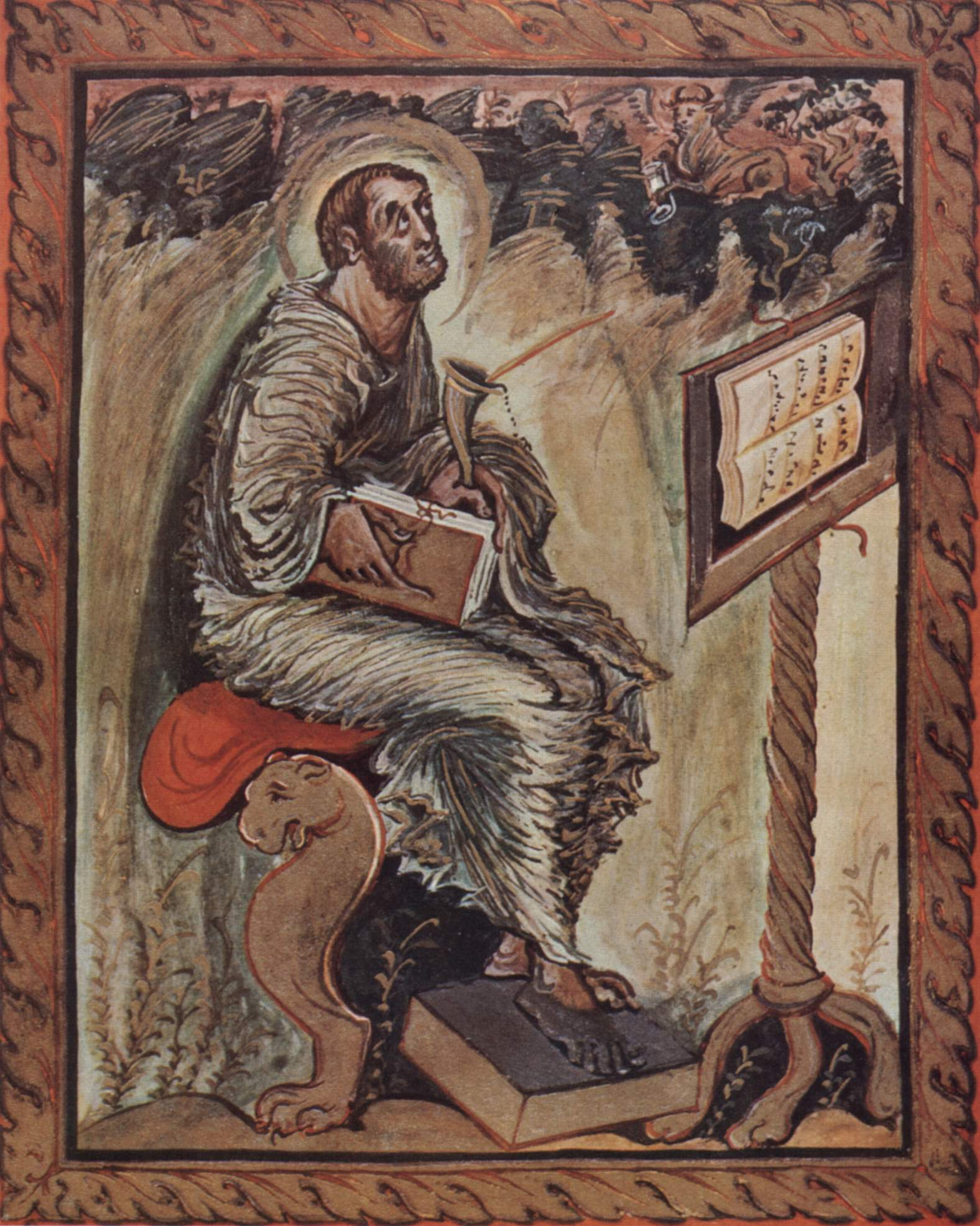
Ilustración del Evangelario de Ebo,[19] del Maestro de la Nueva Escuela Palatina de Carlos el Gordo, ca. 823.
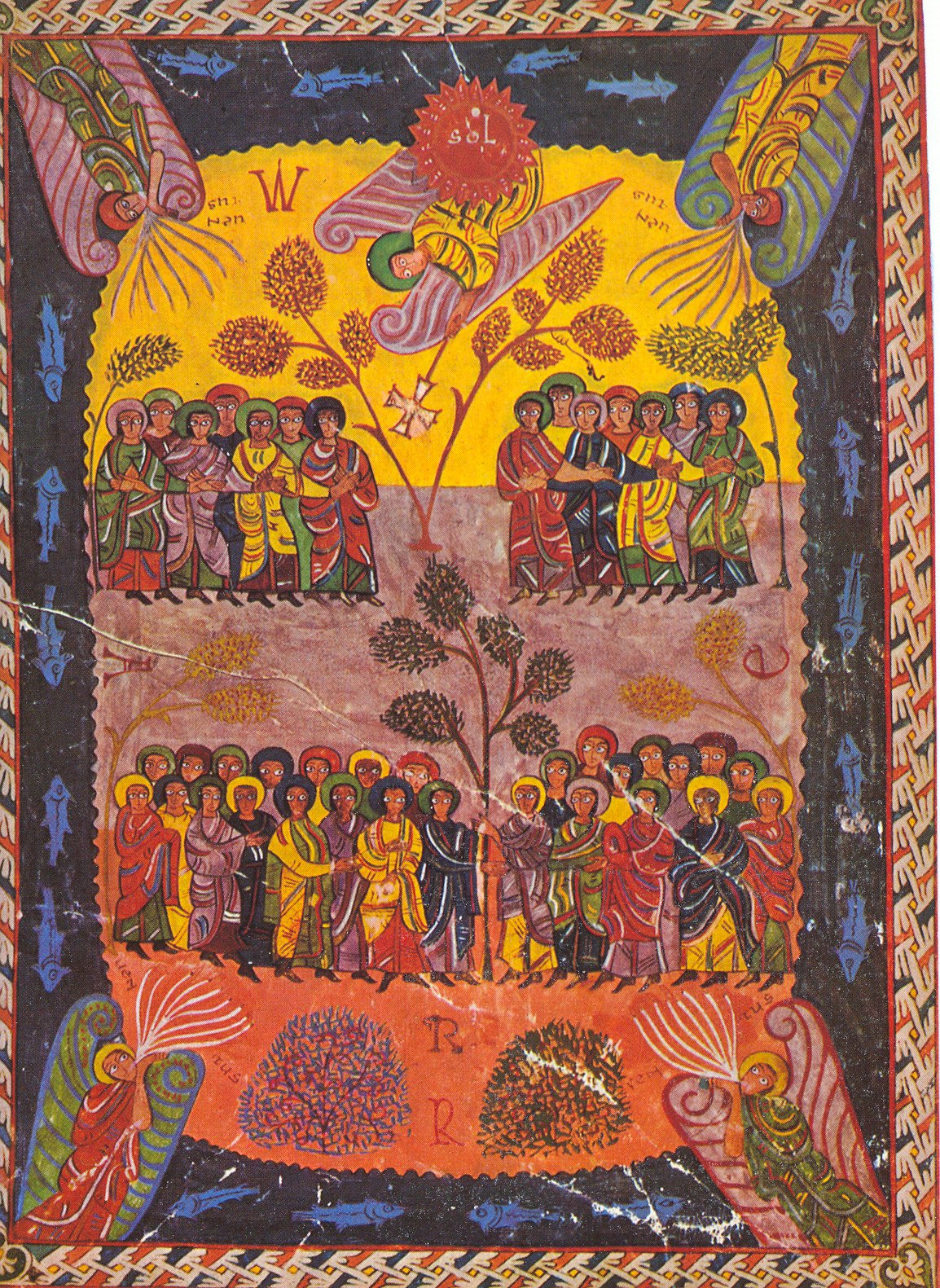
Ilustración del Beato Morgan, ca. 950.
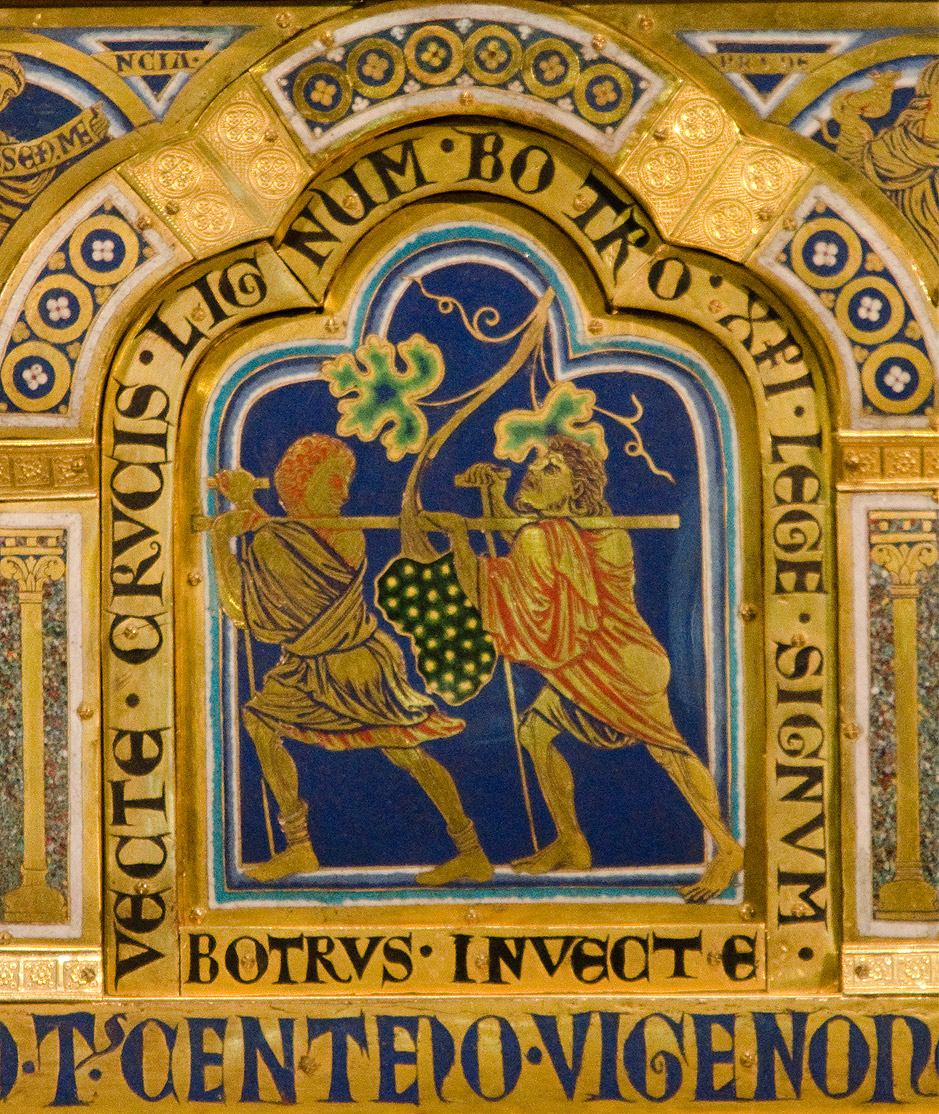
Esmalte del Altar de Verdún o de Klosterneuburg,[20] de Nicolás de Verdún, ca. 1181.
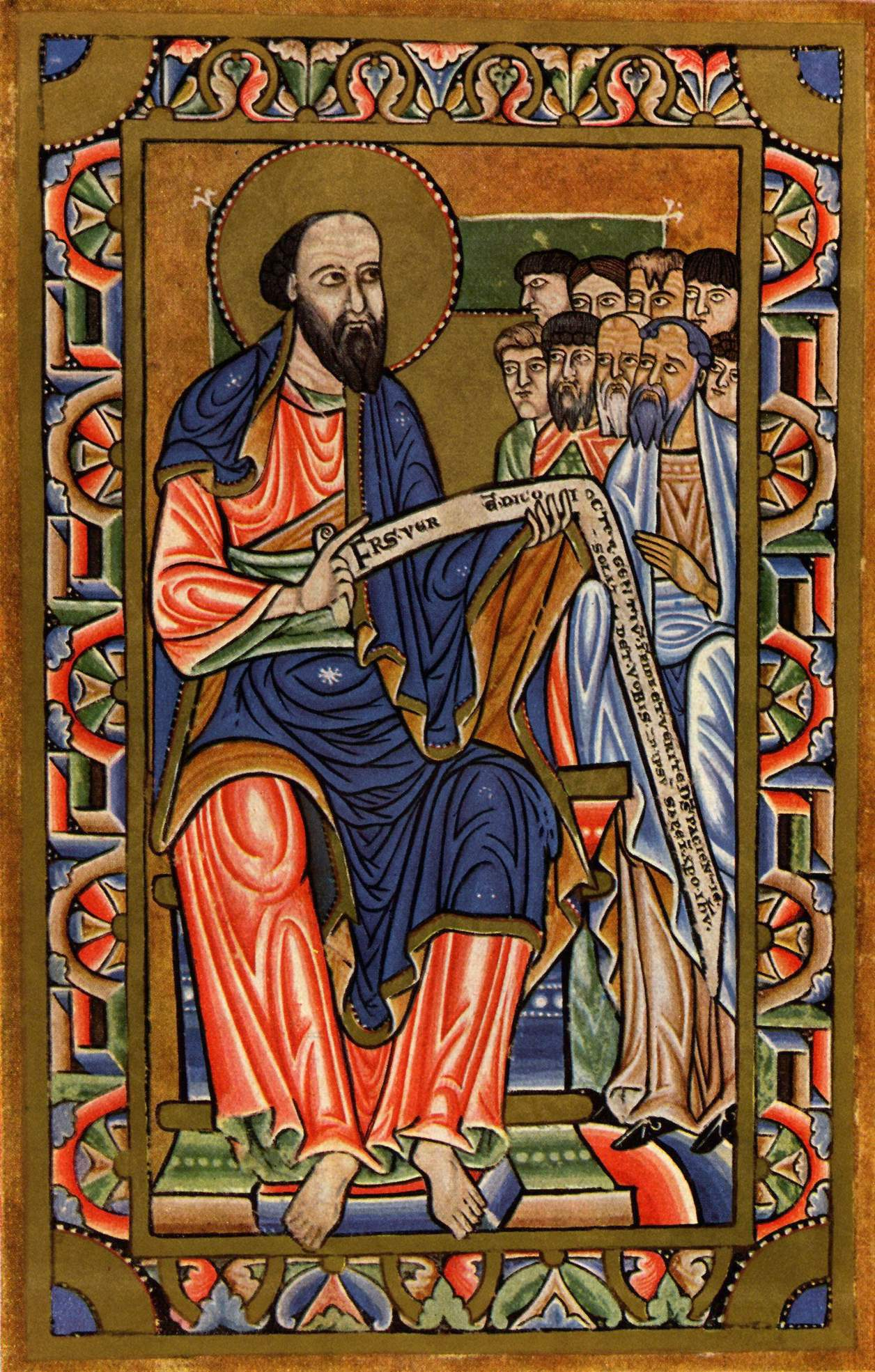
Ilustración de un códice, Maestro de Halberstadt, ca. 1185.
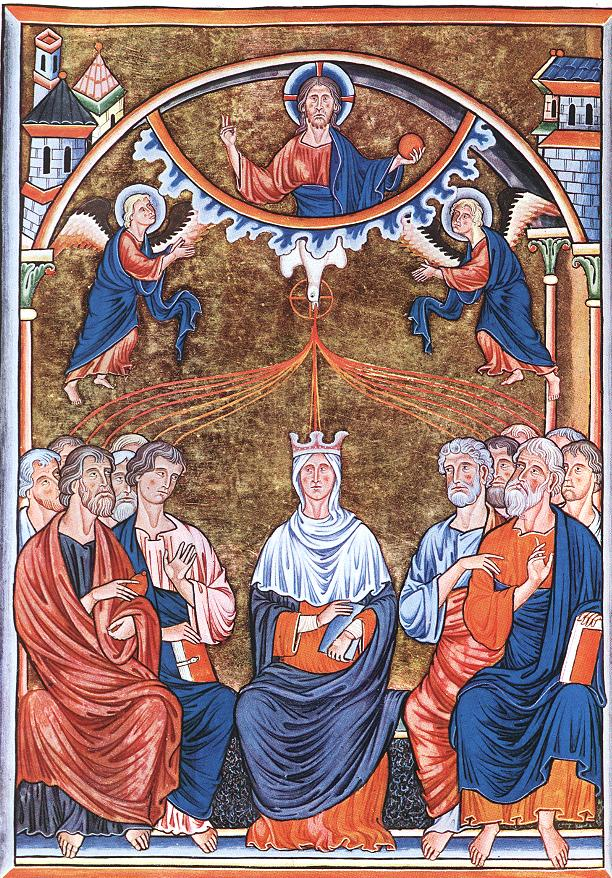
Psalterio Ingeborg,[21] ca. 1195.
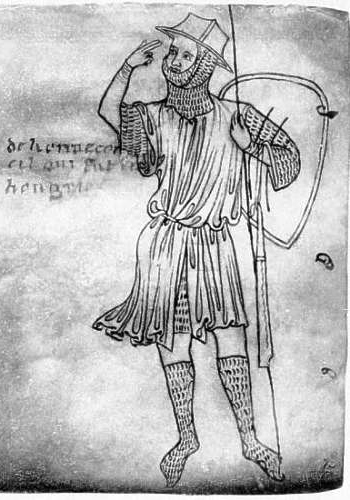
Dibujo del Livre de portraiture, de Villard de Honnecourt, ca. 1250.
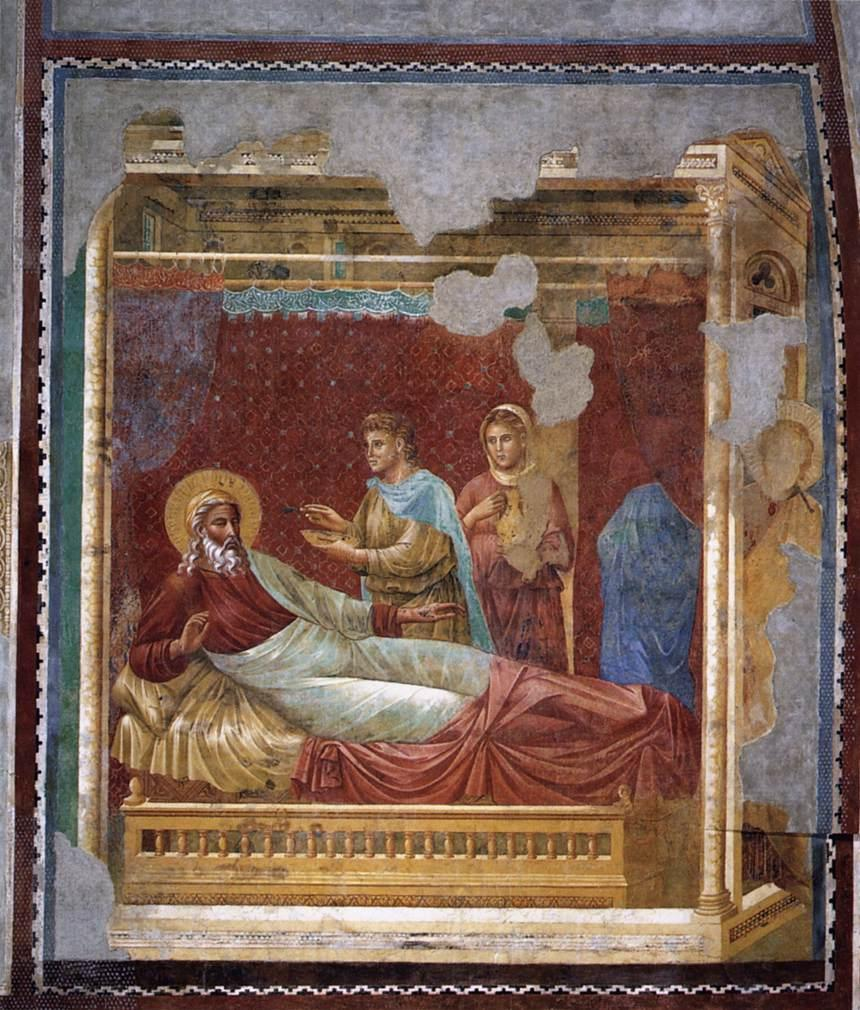
Isaac rechazando a Esaú, del Maestro de Isaac, ca. 1295.
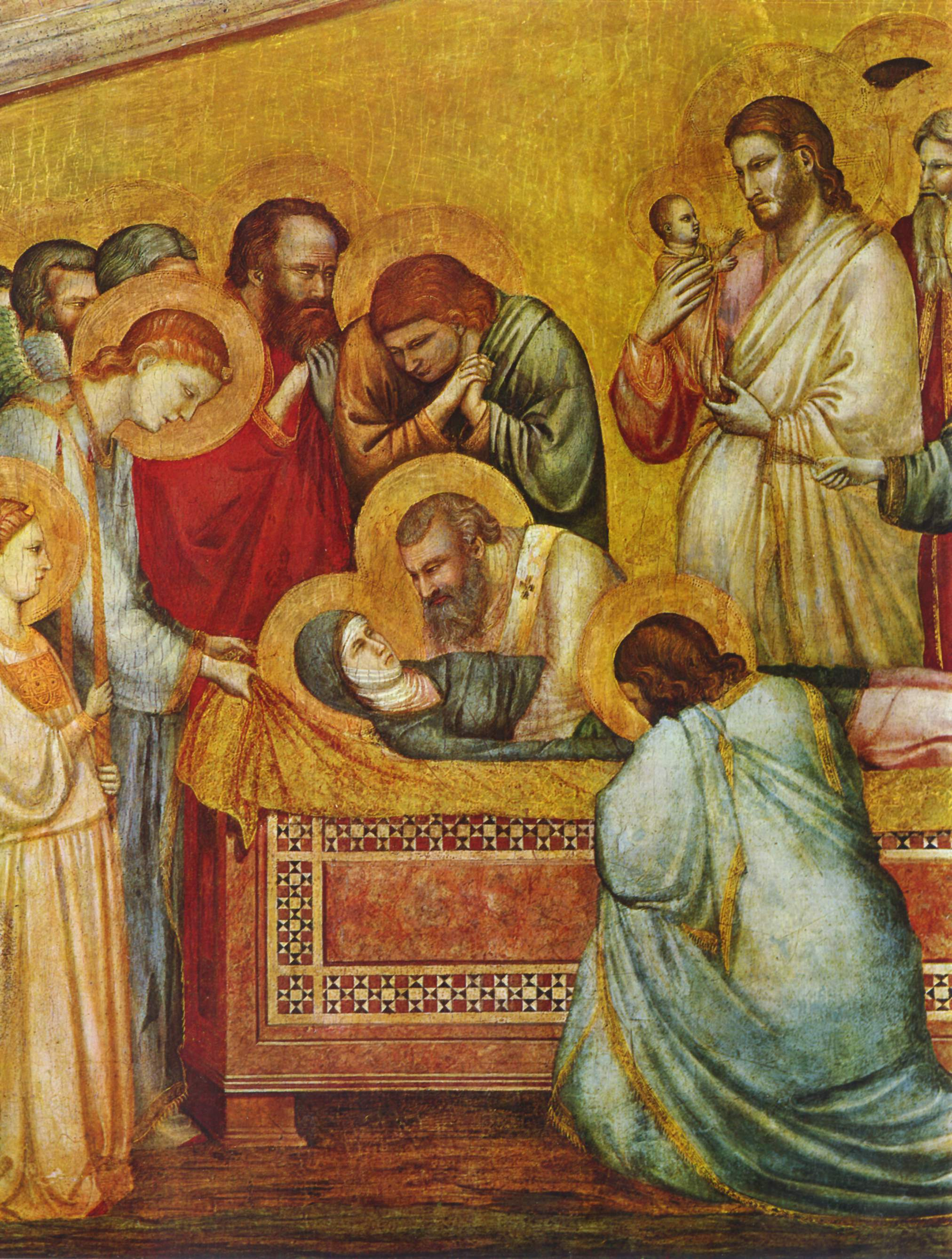
Detalle de La dormición de la Virgen, de Giotto, ca. 1300.

### Siglo XV
El comercio internacional de telas se estableció a través de las rutas comerciales europeas desde la Baja Edad Media, con sus principales centros en Flandes e Italia. La identificación de tejidos y tintes con riqueza hizo que se demandara a los pintores la representación de sofisticados ropajes en complejas composiciones. El aspecto "acartonado" es característico de los pliegues de mantos y otros paños en la pintura del siglo XV. La invención del óleo permitió una sutileza nunca antes posible en la ejecución de detalles y transparencias (veladuras).
Un aspecto particular fue la representación de alfombras orientales.

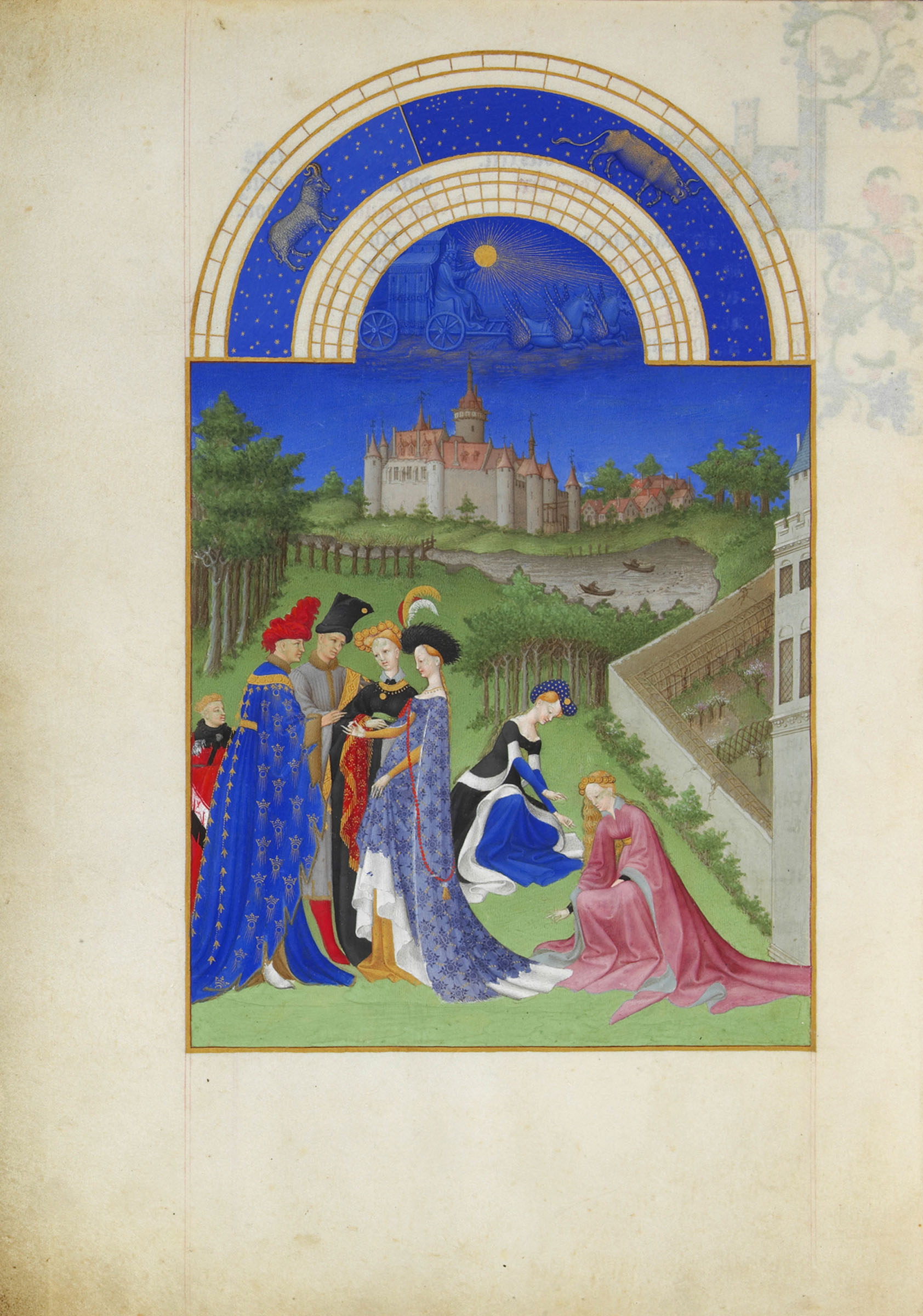
Las muy ricas horas del Duque de Berry, de los hermanos Limbourg, ca. 1415.
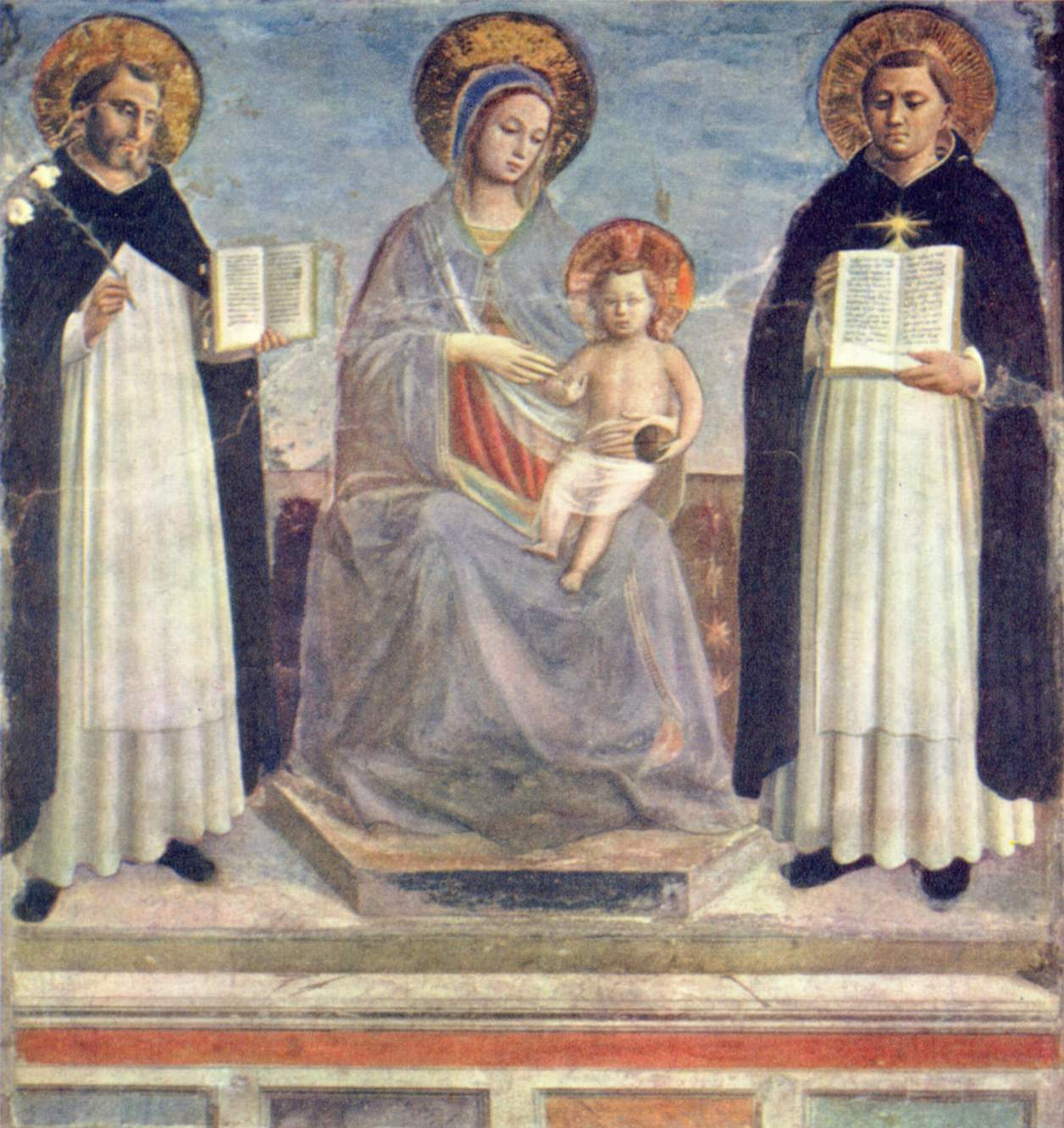
Sacra conversazione, de Fra Angelico, ca. 1420.
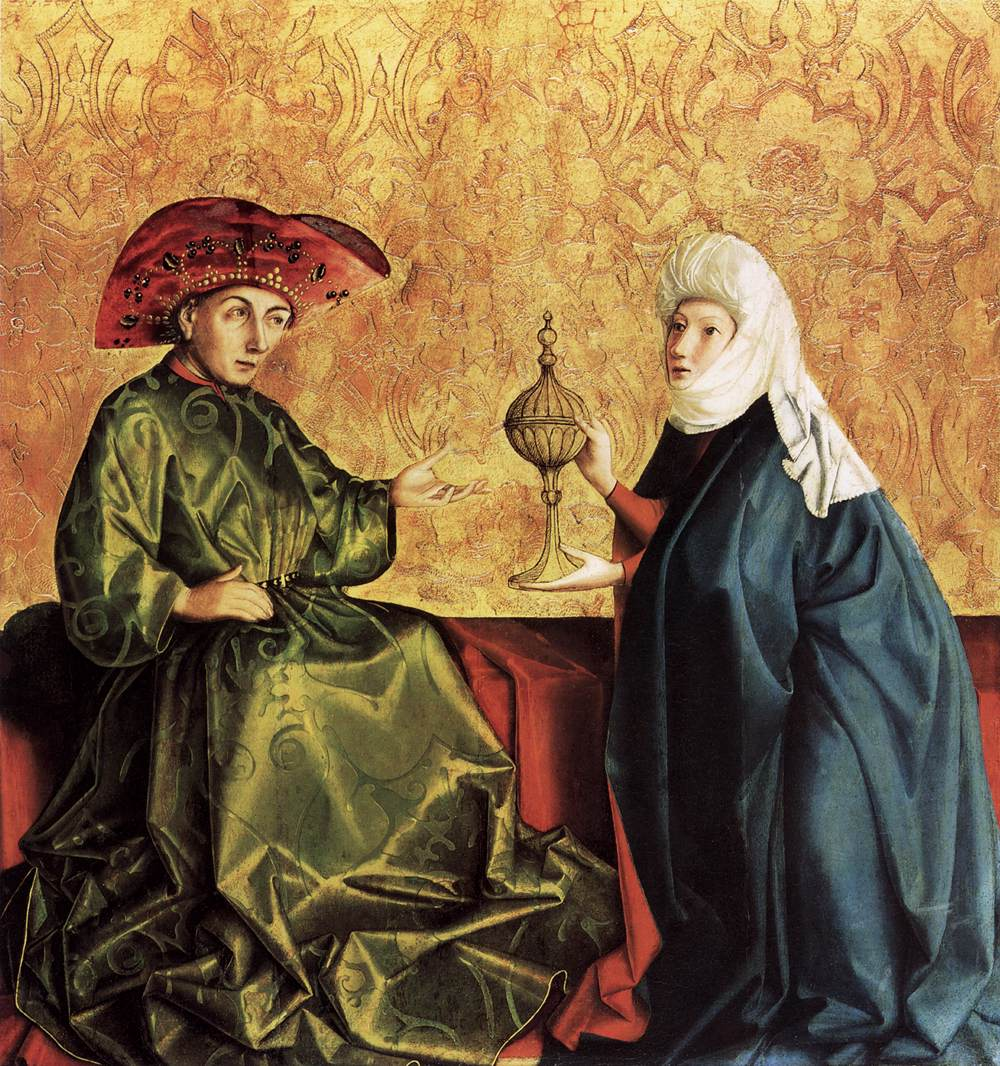
Salomón y la reina de Saba, de Konrad Witz, 1435.
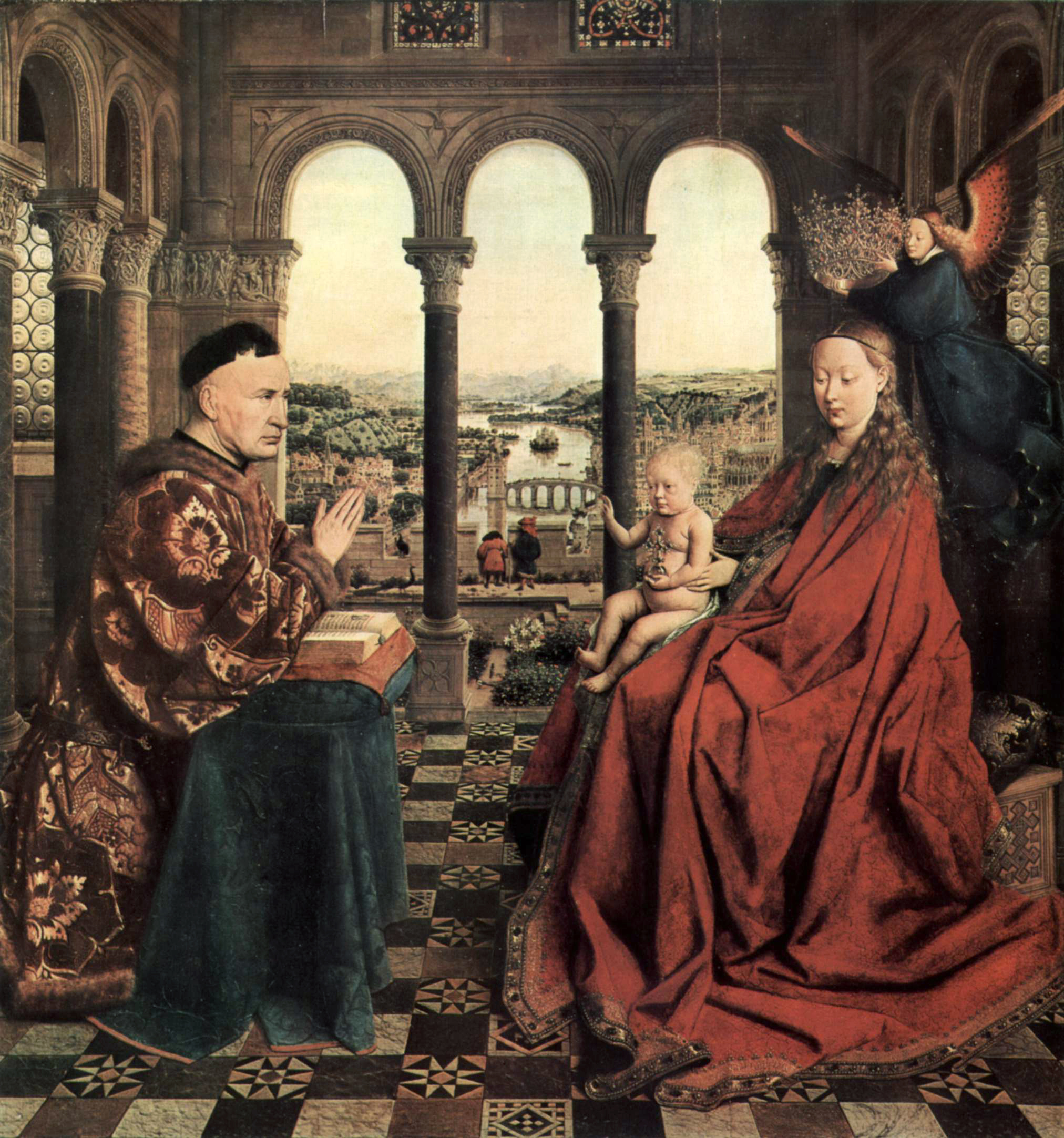
Virgen del canciller Rolin, de Jan van Eyck, 1435.
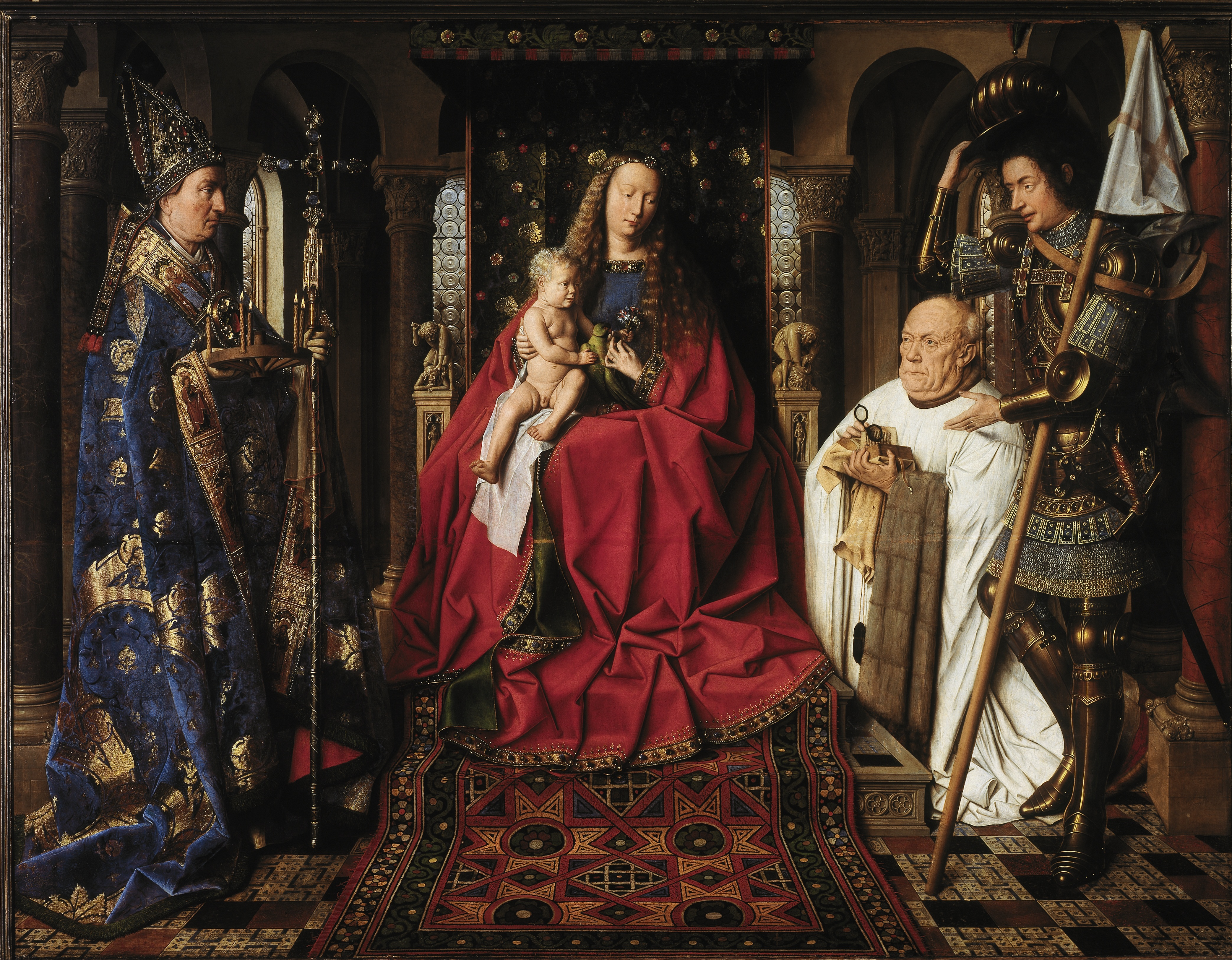
Virgen del canónigo Van der Paele, del mismo, 1436.
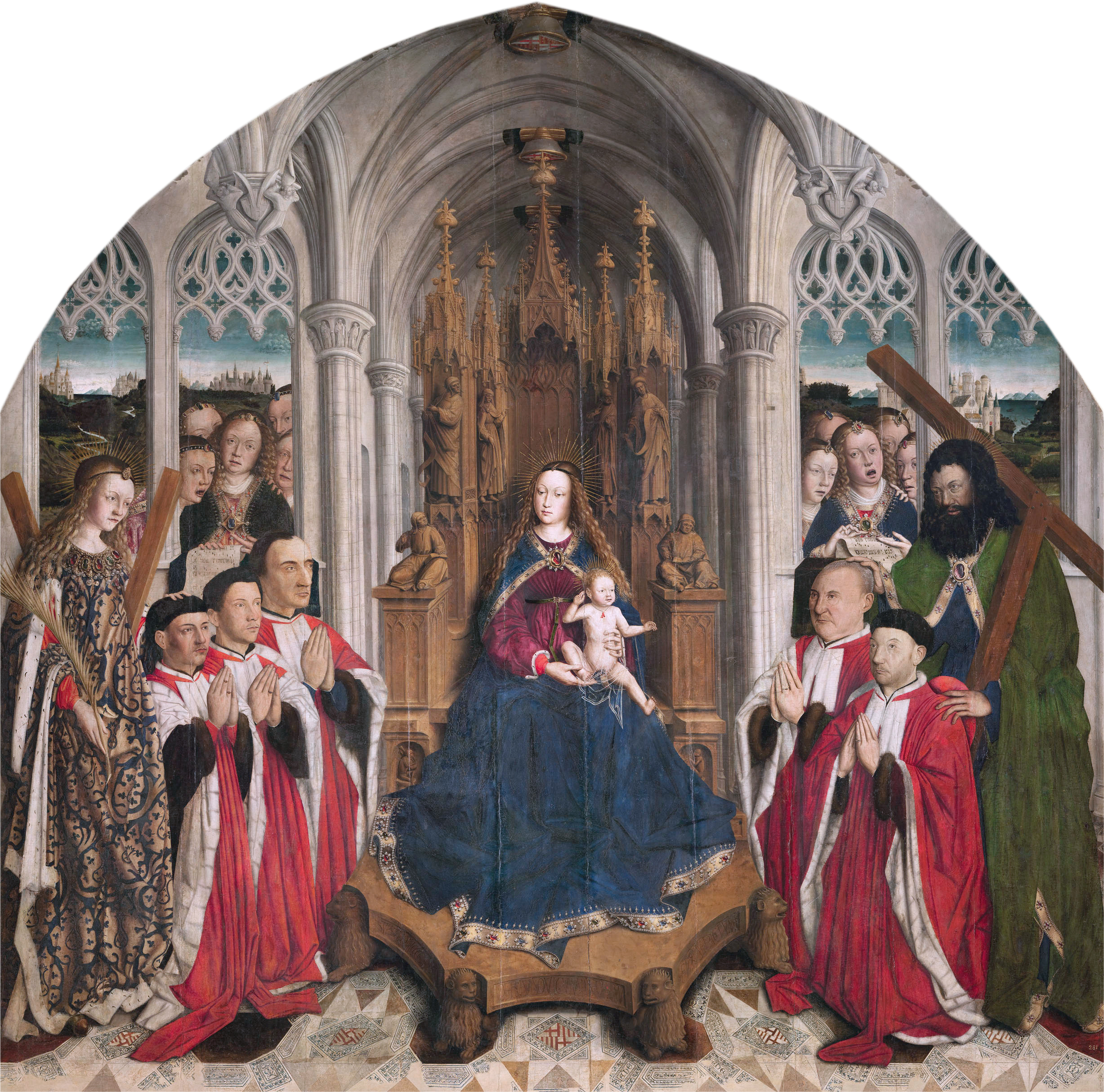
Virgen dels Consellers, de Lluis Dalmau, ca. 1445.
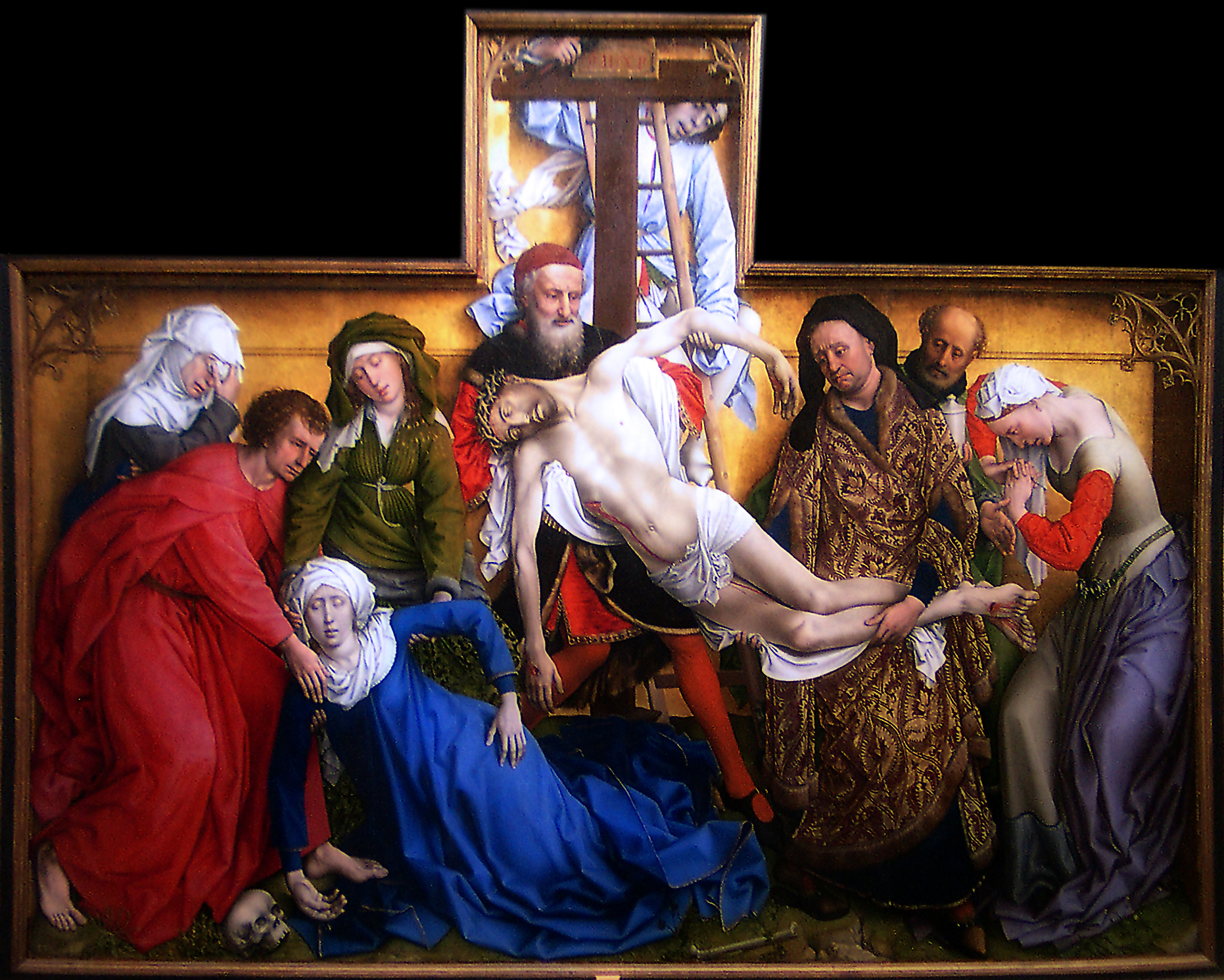
Descendimiento, de Van der Weyden, ca. 1450.
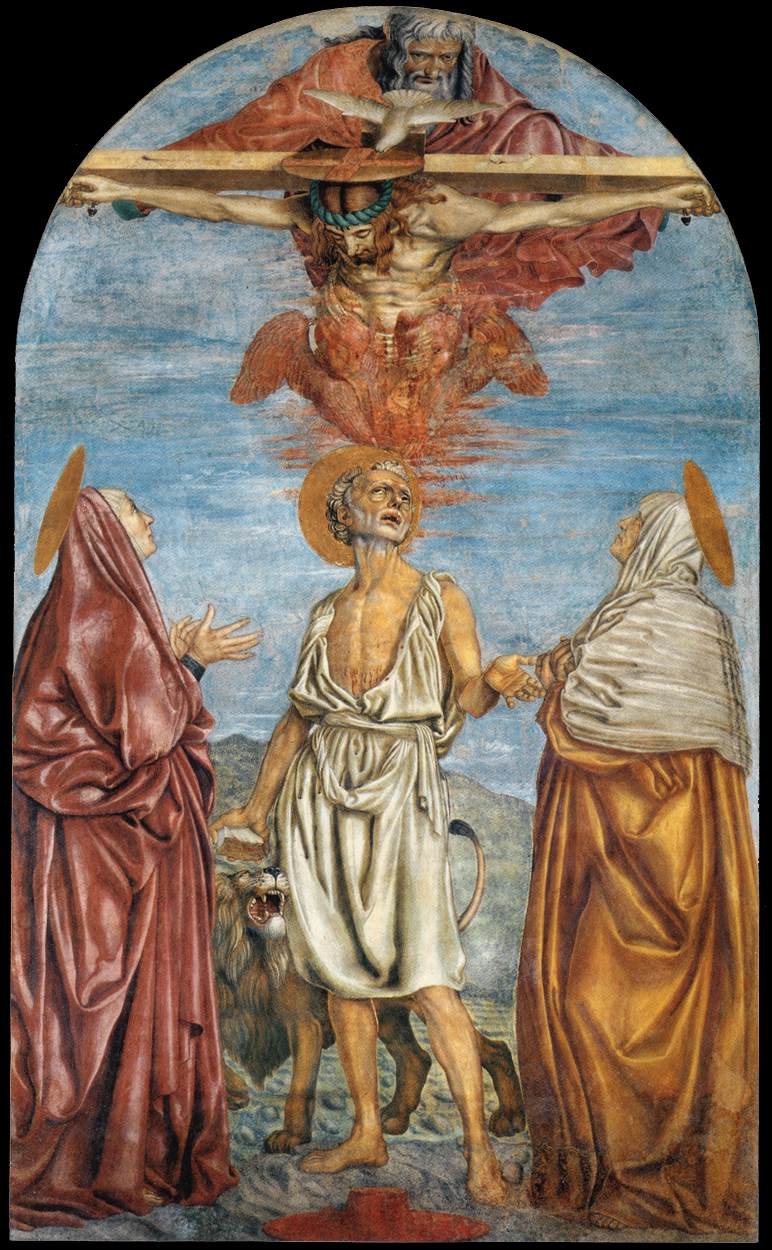
Trinidad con Santos, de Andrea del Castagno, 1453.
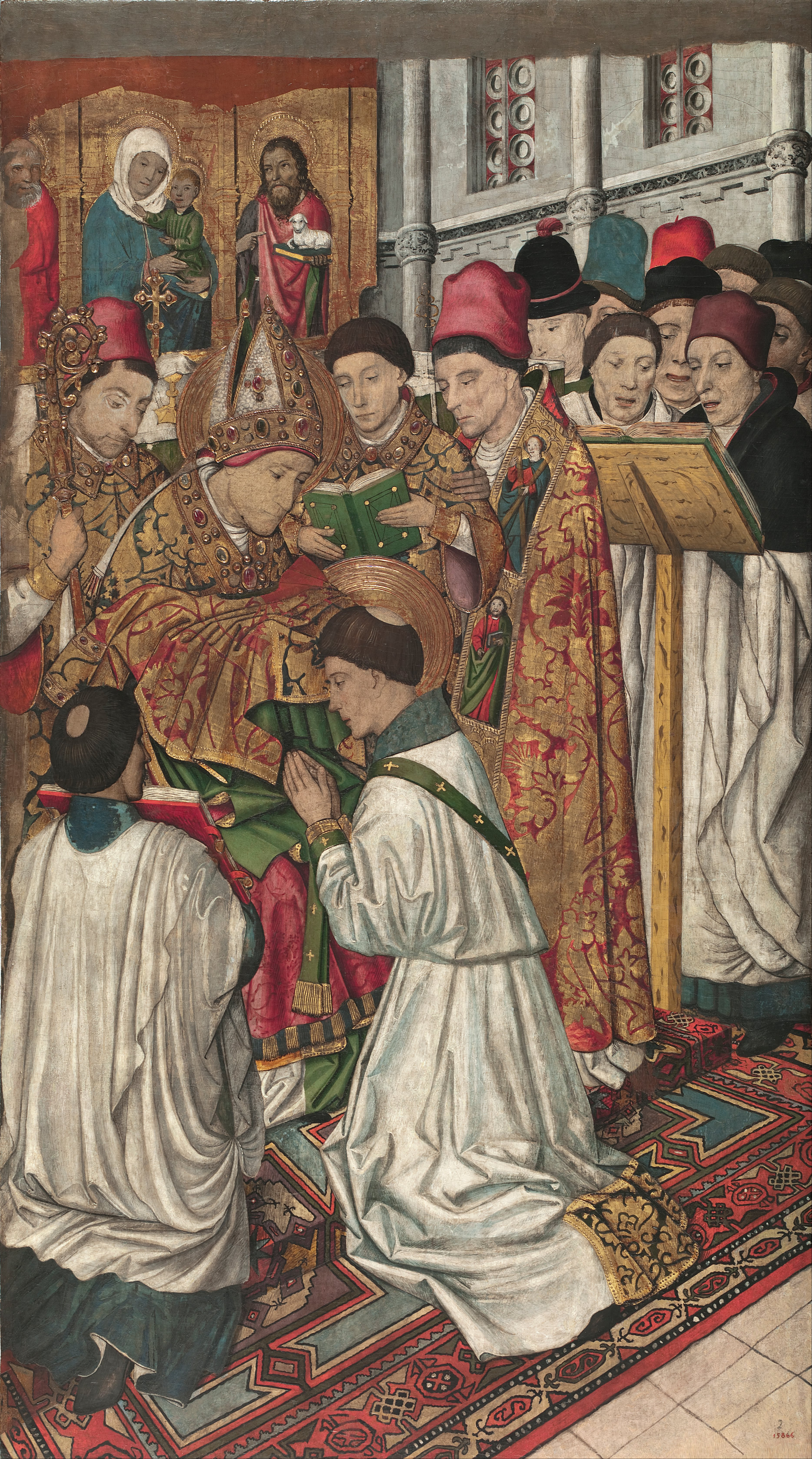
San Vicente ordenado por San Valerio, de Jaume Huguet, ca. 1455.
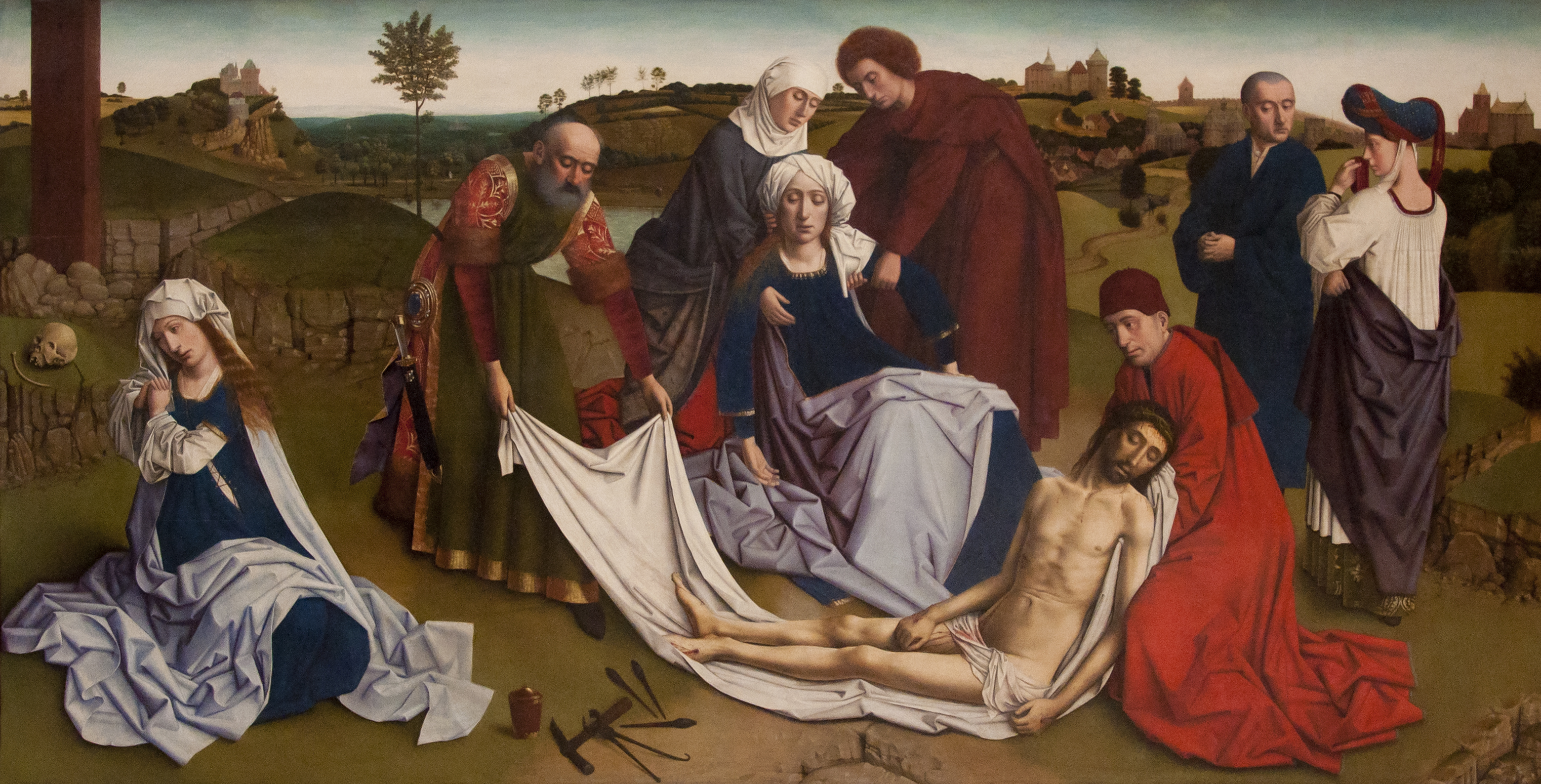
Lamentación sobre Cristo muerto, de Petrus Christus, 1460.
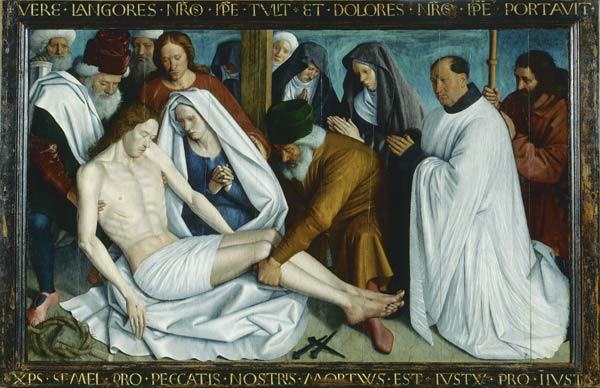
Pietà de Nouans, de Jean Fouquet, ca. 1460.
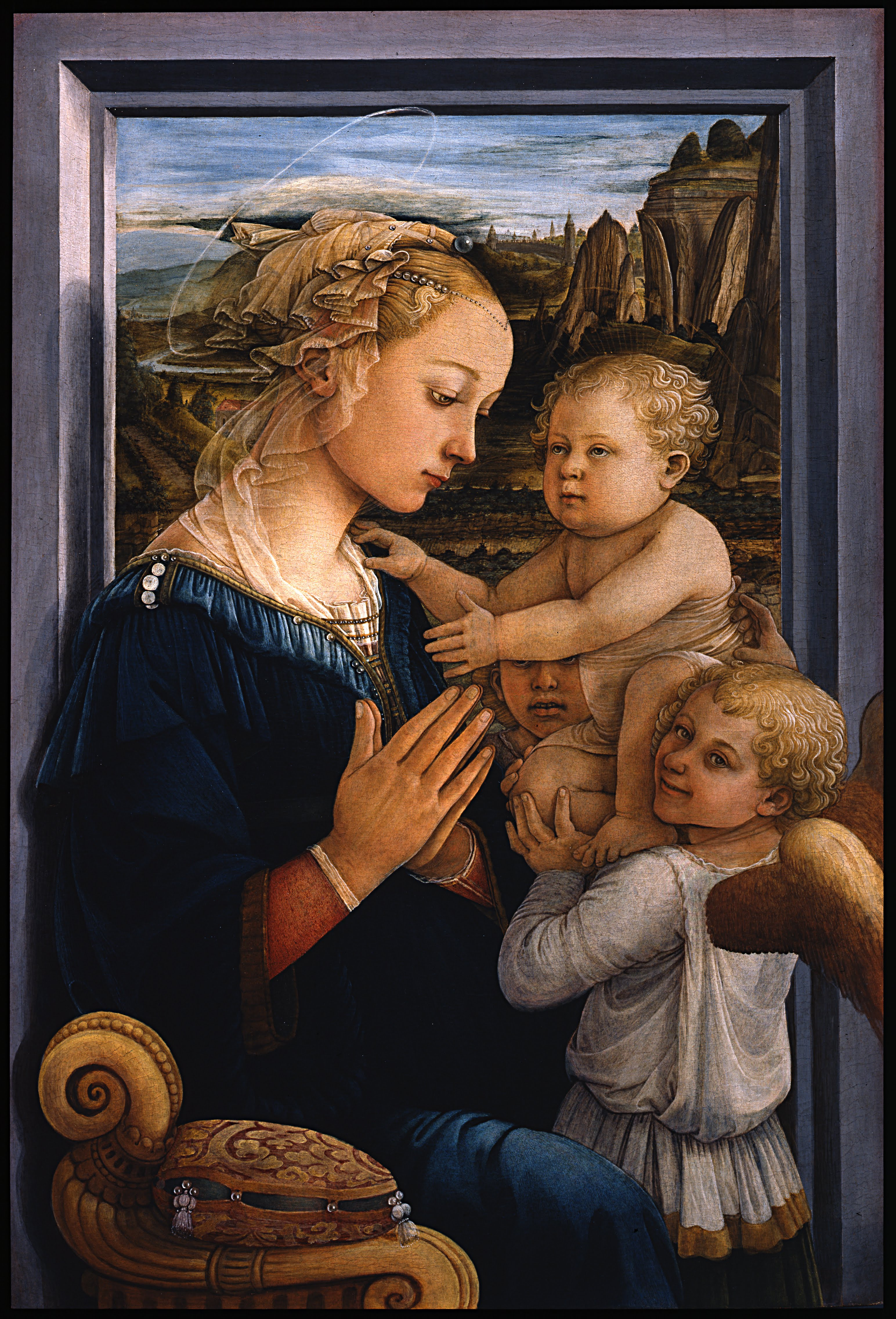
Madonna con niño y ángeles, llamada Lippina,[24] de Filippo Lippi, ca. 1465.
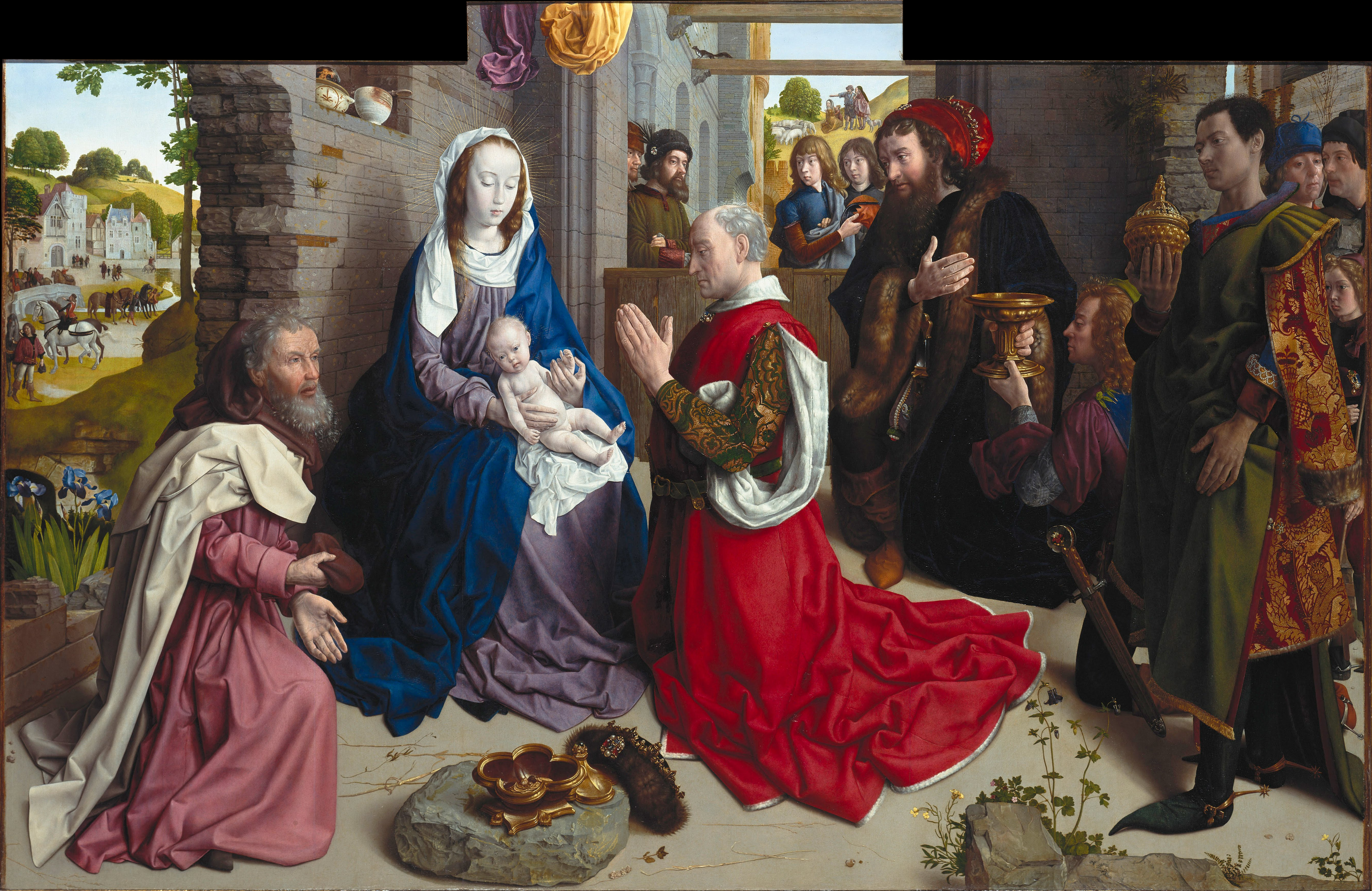
Adoración de los reyes, llamada retablo Monforte,[25] de Hugo van der Goes, ca. 1470.
Retablo de São Vicente de Fora,[26] de Nuno Gonçalves, ca. 1470.
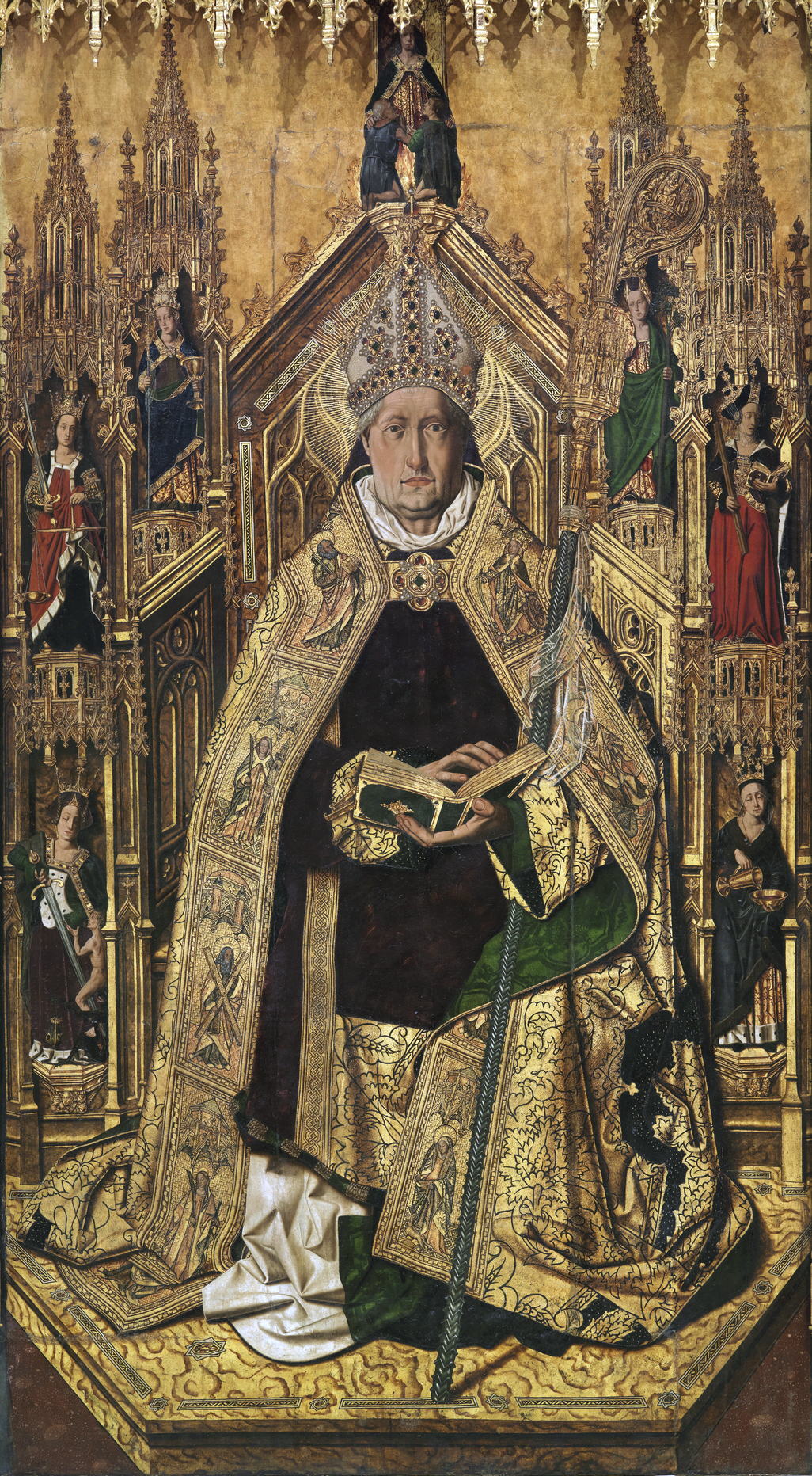
Santo Domingo de Silos, de Bartolomé Bermejo, ca. 1475.
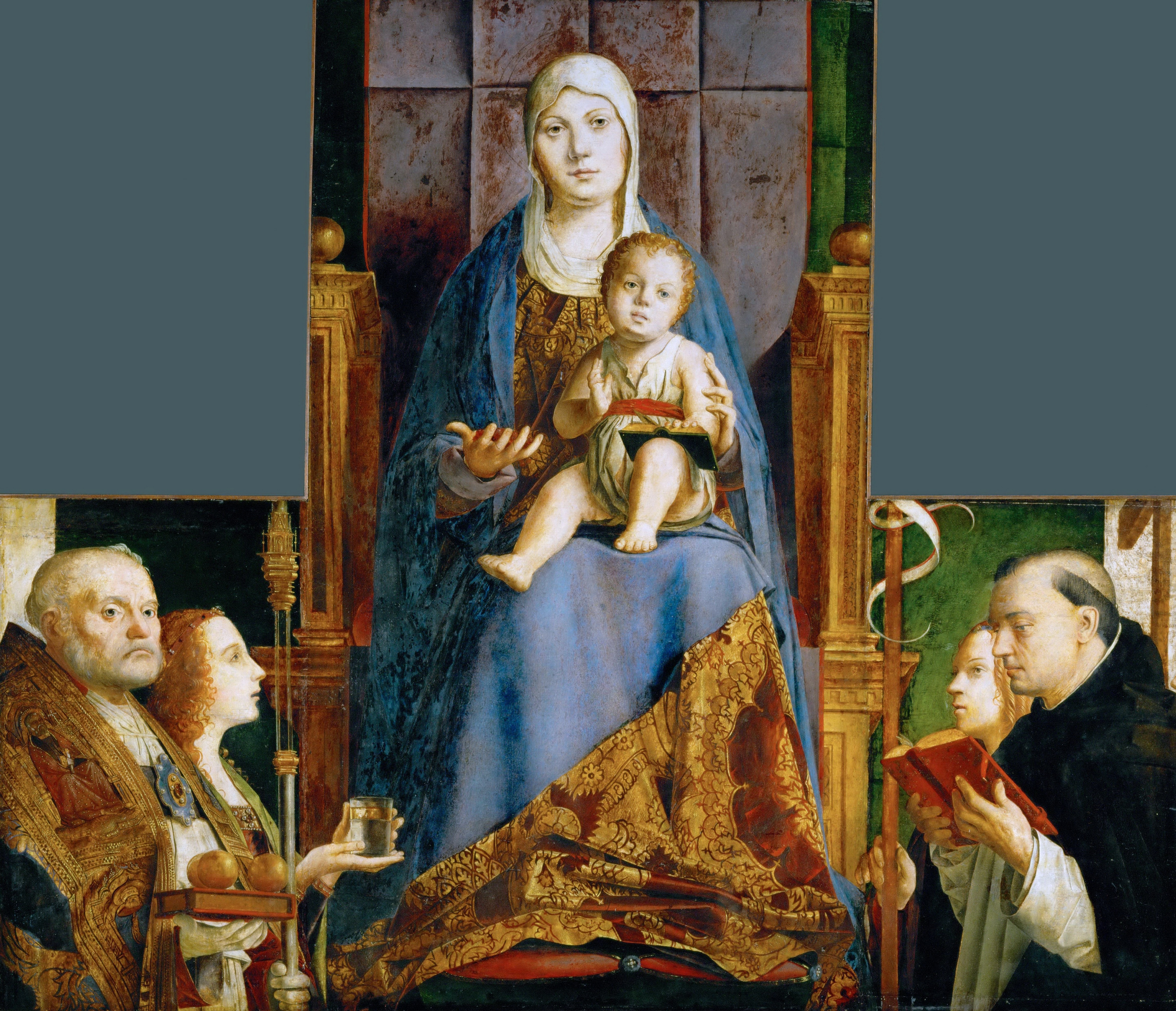
Pala di San Cassiano, de Antonello da Messina, 1476.
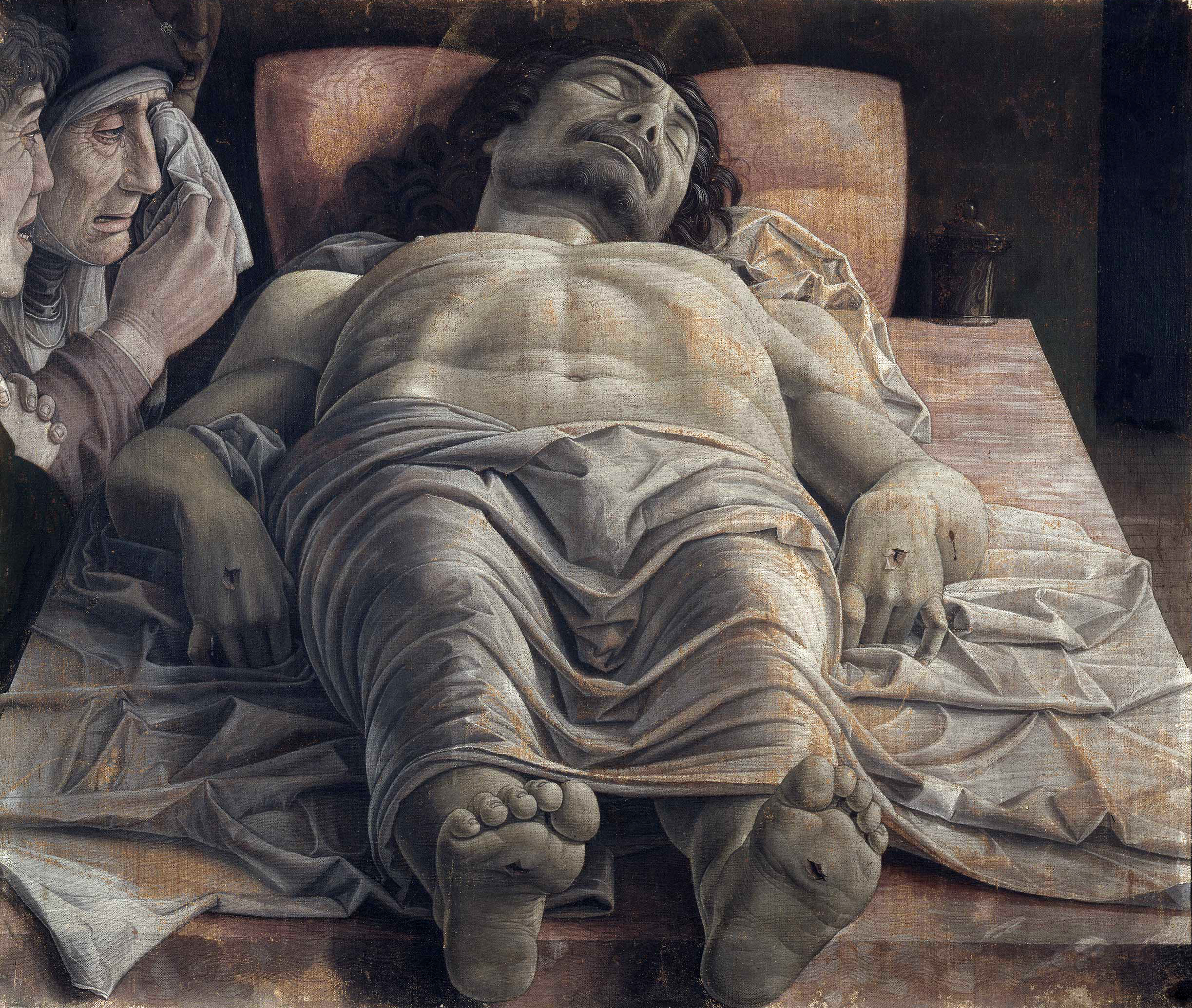
Lamentación sobre Cristo muerto, de Andrea Mantegna, ca. 1480.
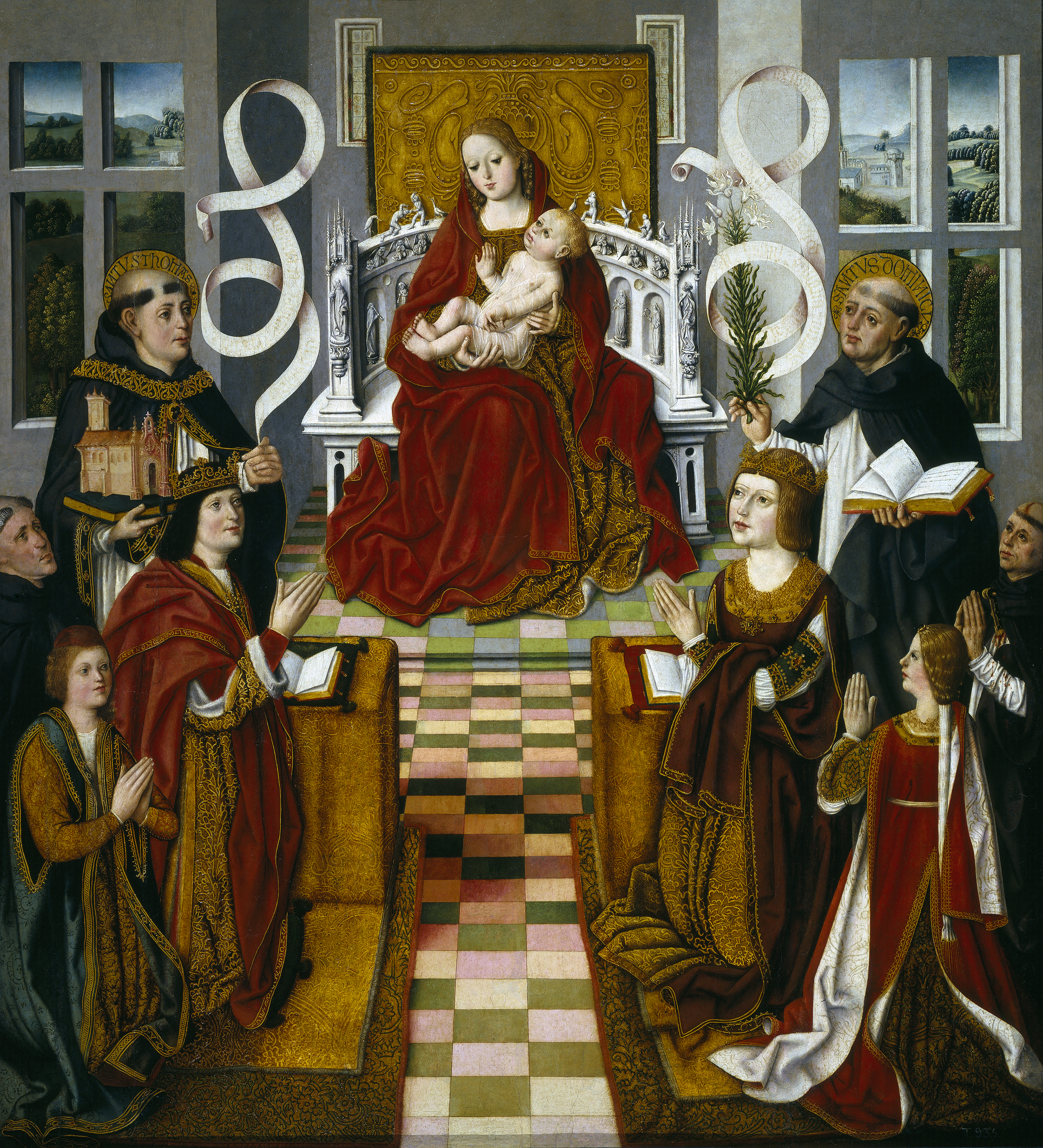
Virgen de los Reyes Católicos, maestro hispanoflamenco (atribución debatida), ca. 1492.
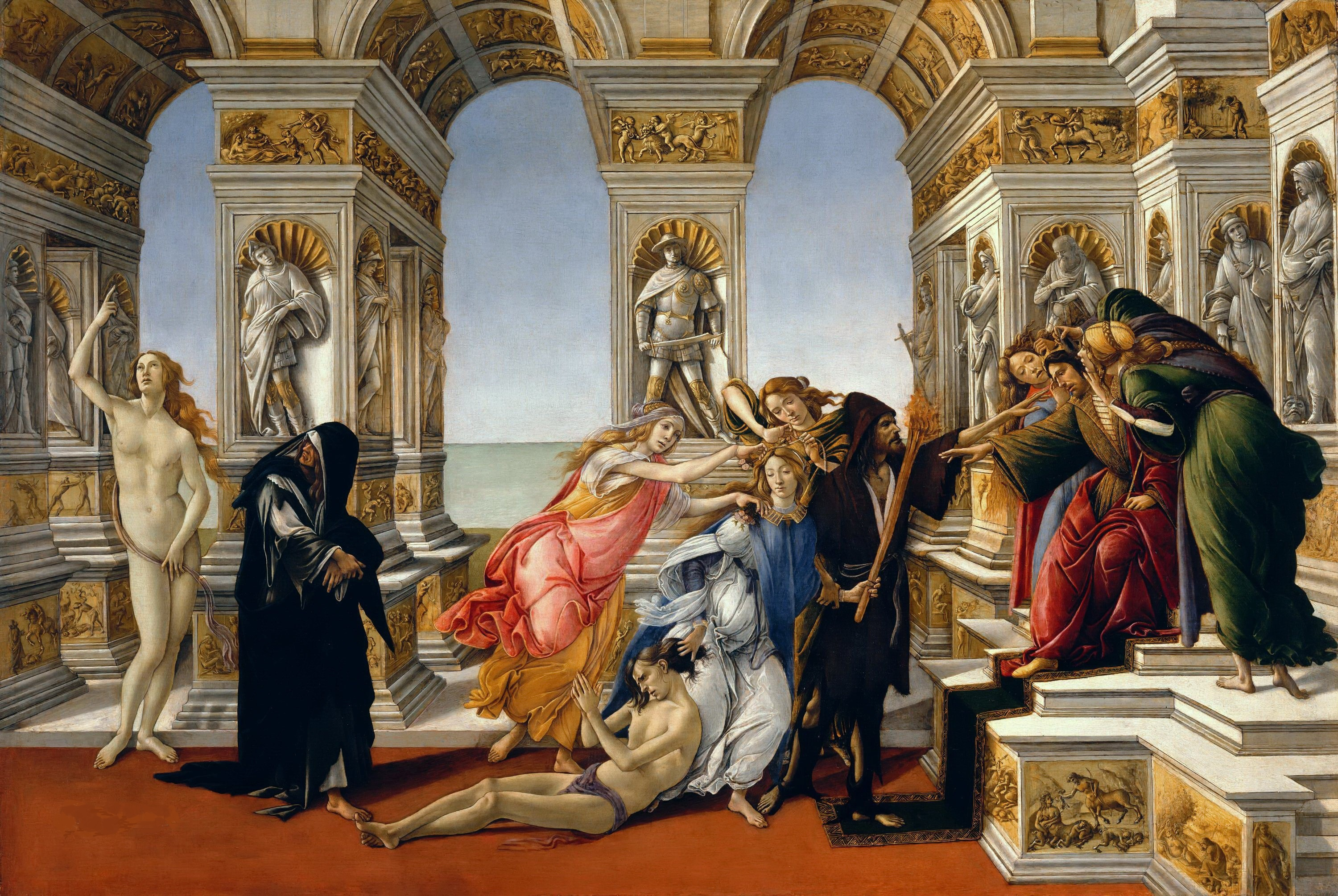
La Calumnia de Apeles, de Botticelli, 1495.
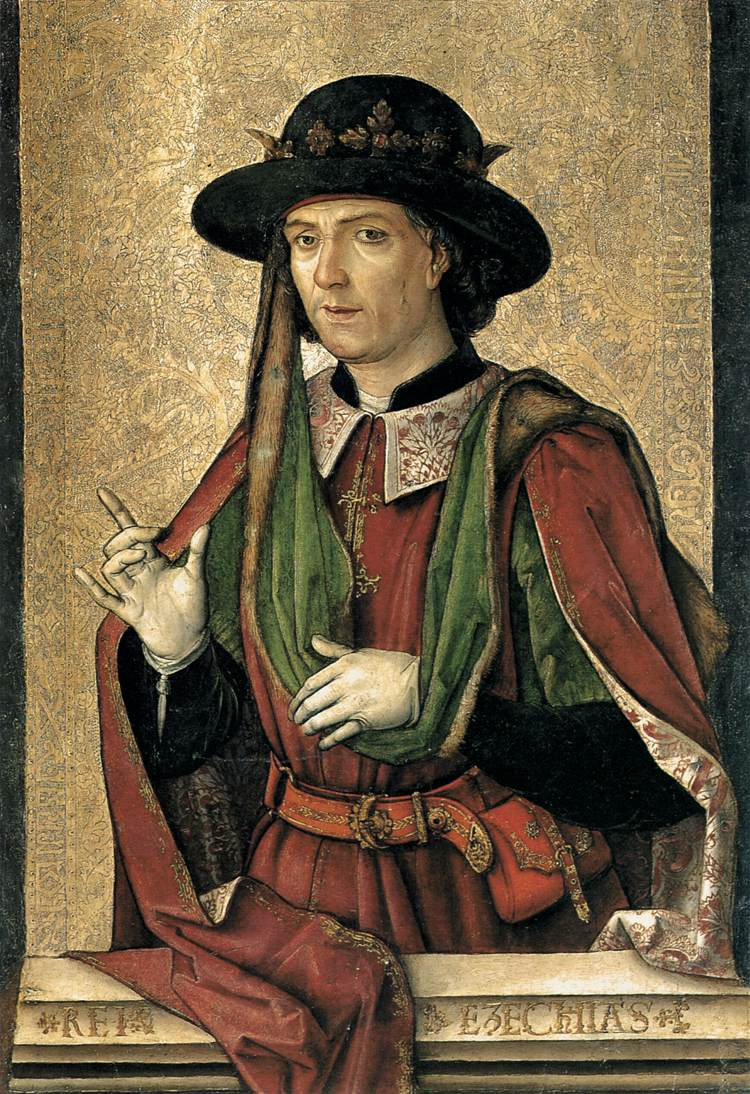
Ezequiel, de Pedro Berruguete, ca. 1500.
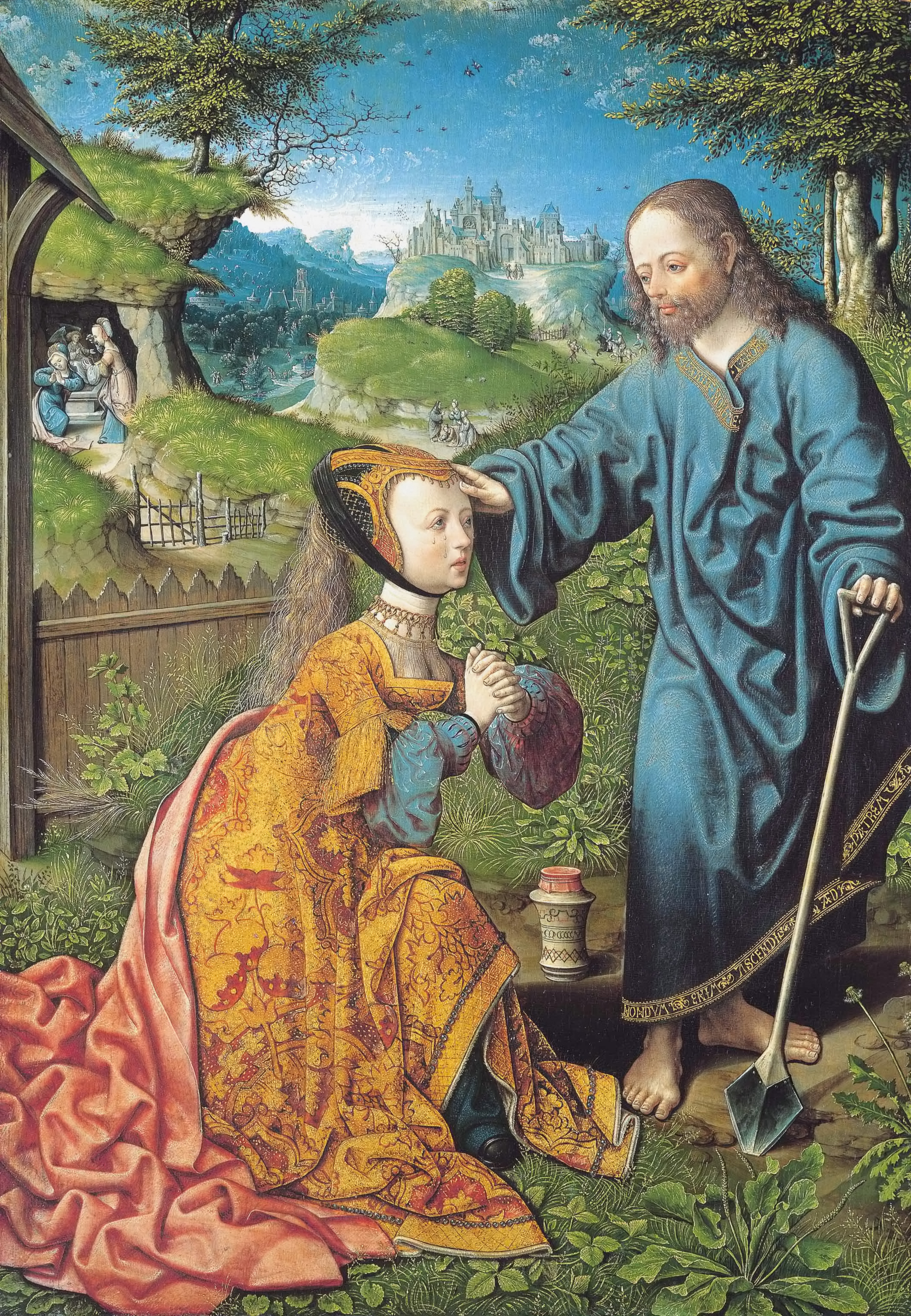
Noli me tangere, de Jacob Cornelisz. van Oostsanen, 1507.

### Edad Moderna
Desde comienzos del siglo XVI, la escuela veneciana (los Bellini, Giorgione, Tiziano, Tintoretto) significó un punto culminante en la representación de los ropajes, en un emporio comercial con acceso a todo tipo de tintes y a los más sofisticados, paños, sedas y brocados. El siglo XVIII significó la eclosión de la escuela inglesa (Gainsborough, Reynolds) y su particulares poses y vestiduras (la denominada grand manner), muy influida por la impronta que dejó en su retratística el flamenco Van Dyck (siglo XVII). No menos importantes fueron las influencias mutuas y los desarrollos propios en las escuelas flamenca, holandesa, española o francesa. El tratamiento de las telas en Zurbarán ha sido objeto de especial consideración.

Renacimiento pleno y Manierismo
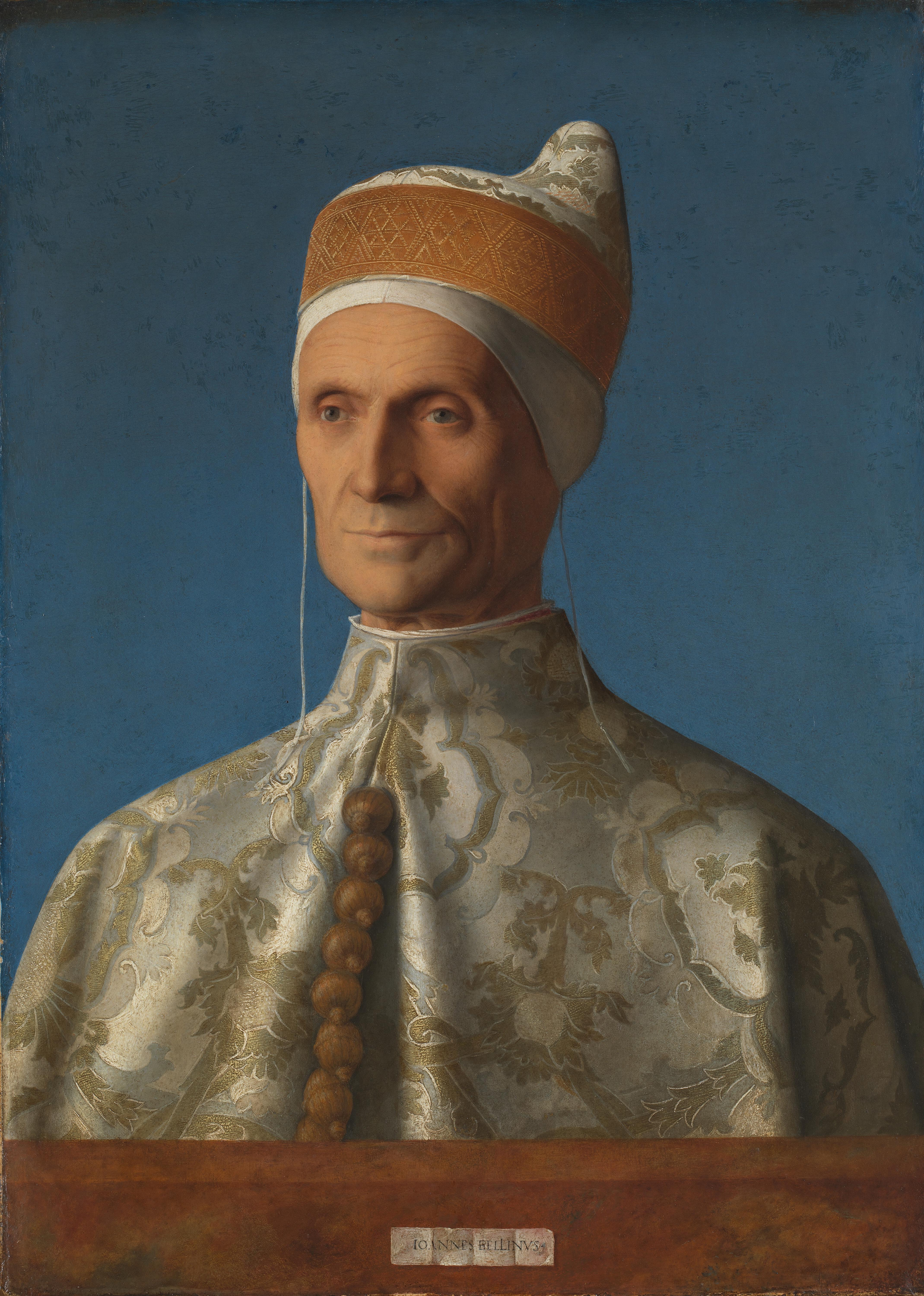
El Dogo Leonardo Loredan, de Giovanni Bellini, ca. 1501.
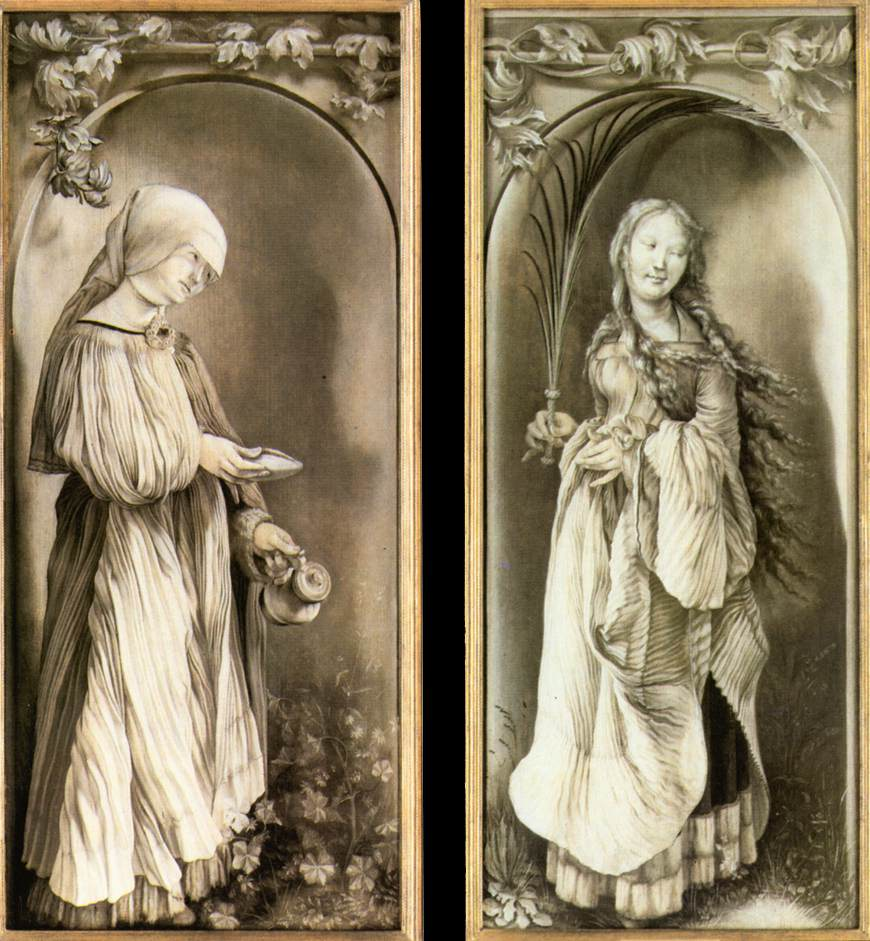
Grisalla del retablo Heller,[29] de Grünewald, ca. 1503.
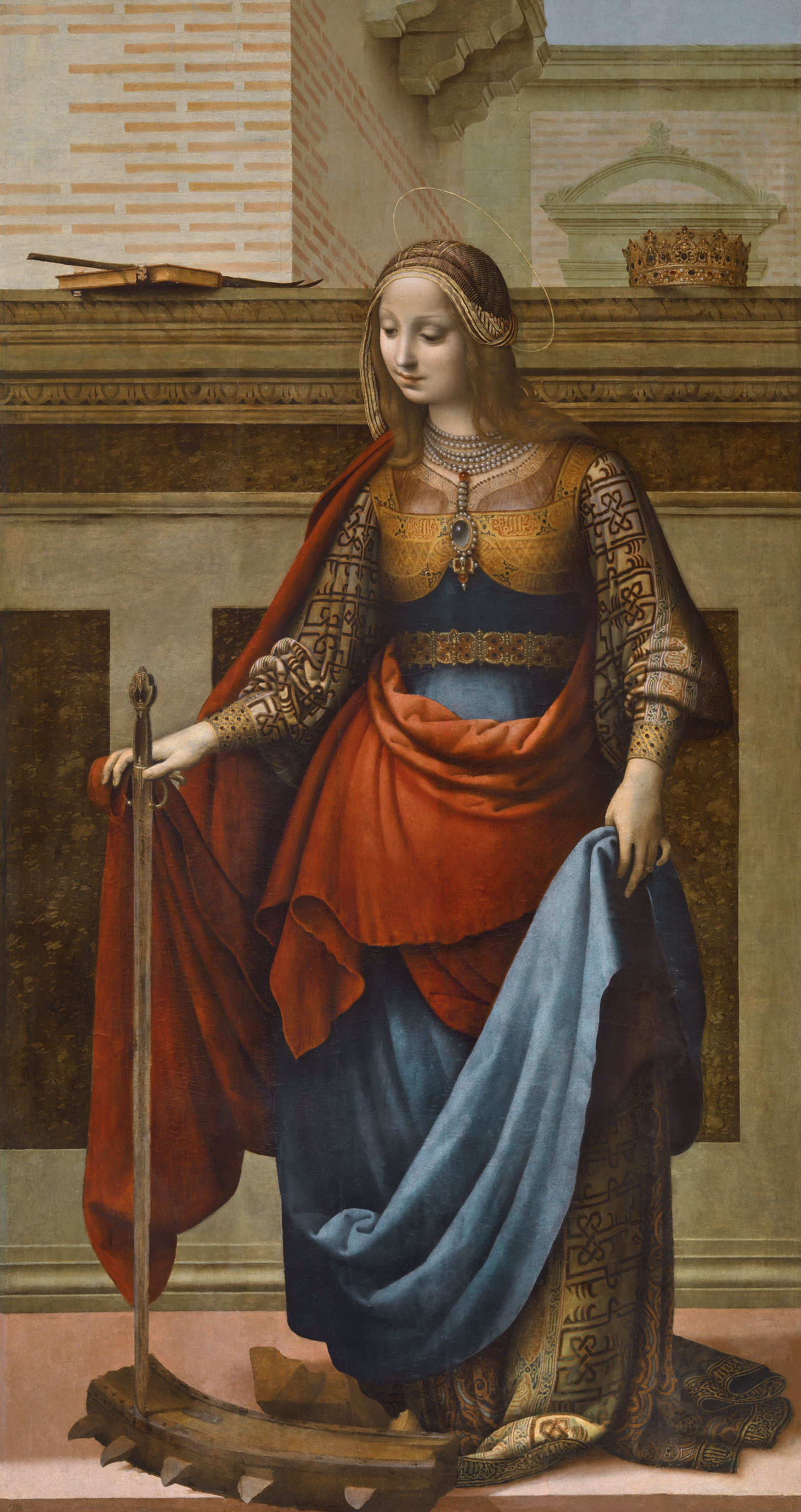
Santa Catalina, de Yáñez de la Almedina, ca. 1505.
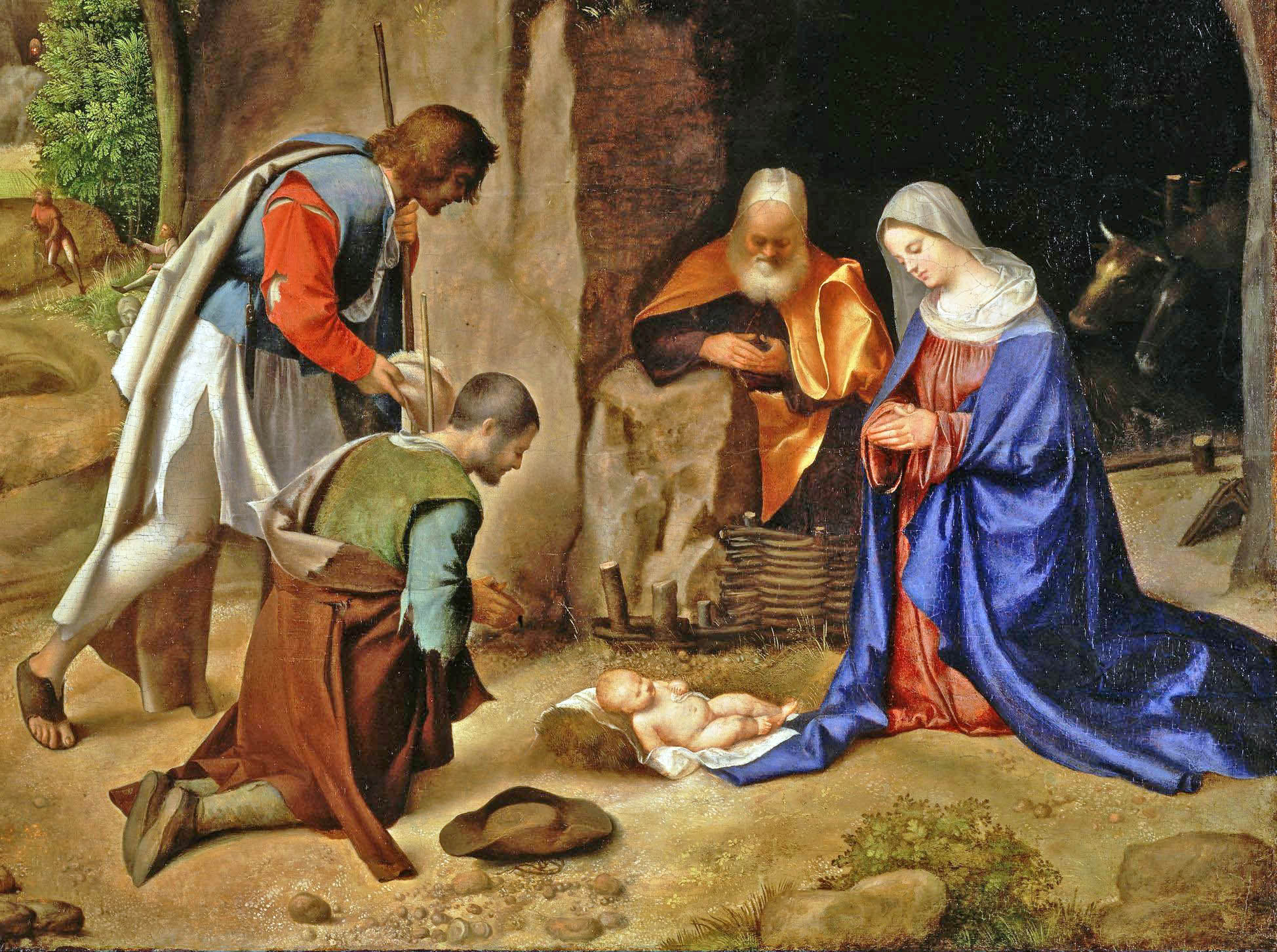
Detalle de La adoración de los pastores, de Giorgione, ca. 1505.
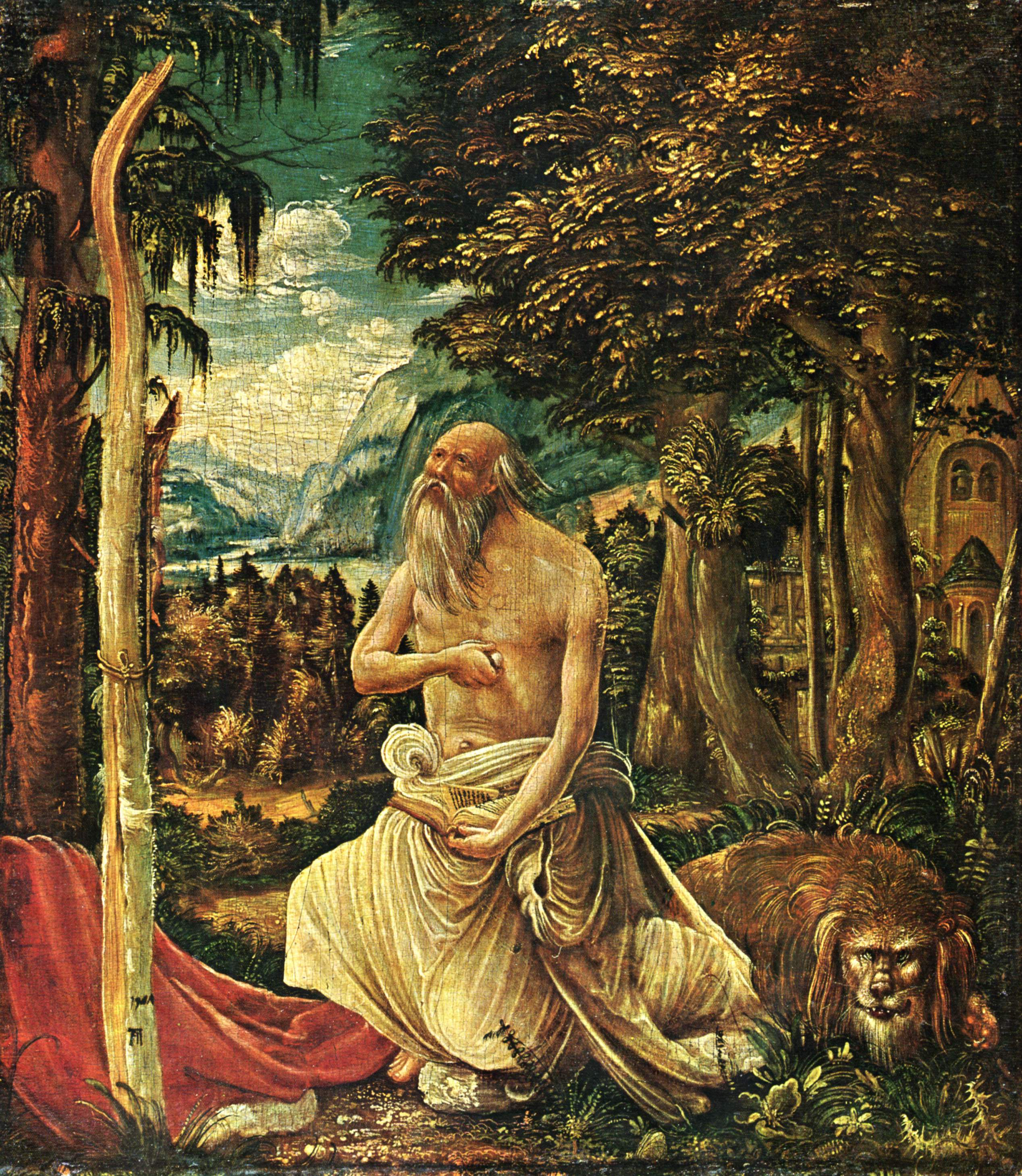
San Jerónimo penitente, de Altdorfer, 1507.
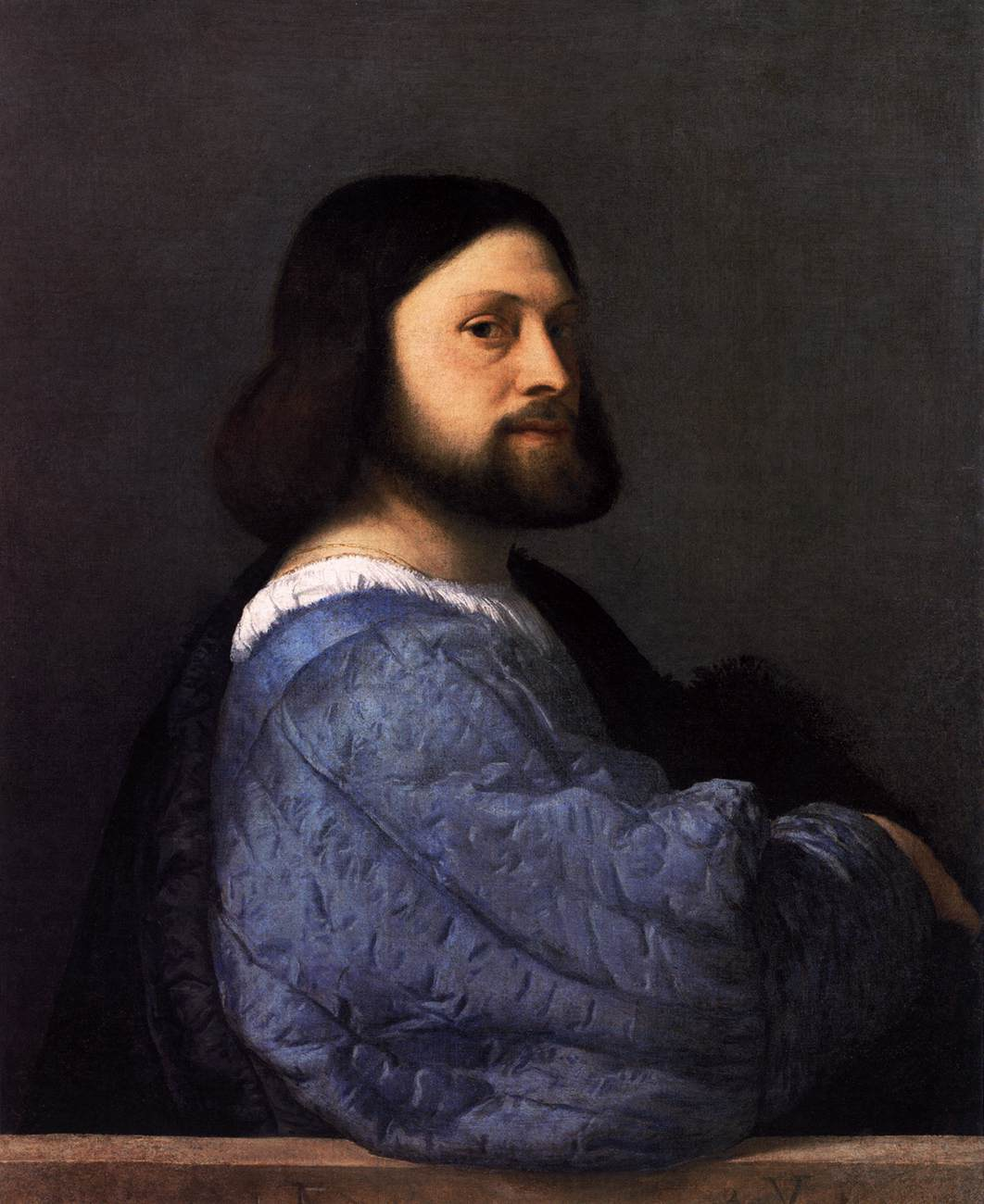
El hombre de la manga azul, de Tiziano, 1510.
La Virgen, el Niño Jesús y Santa Ana, de Leonardo da Vinci, 1513.
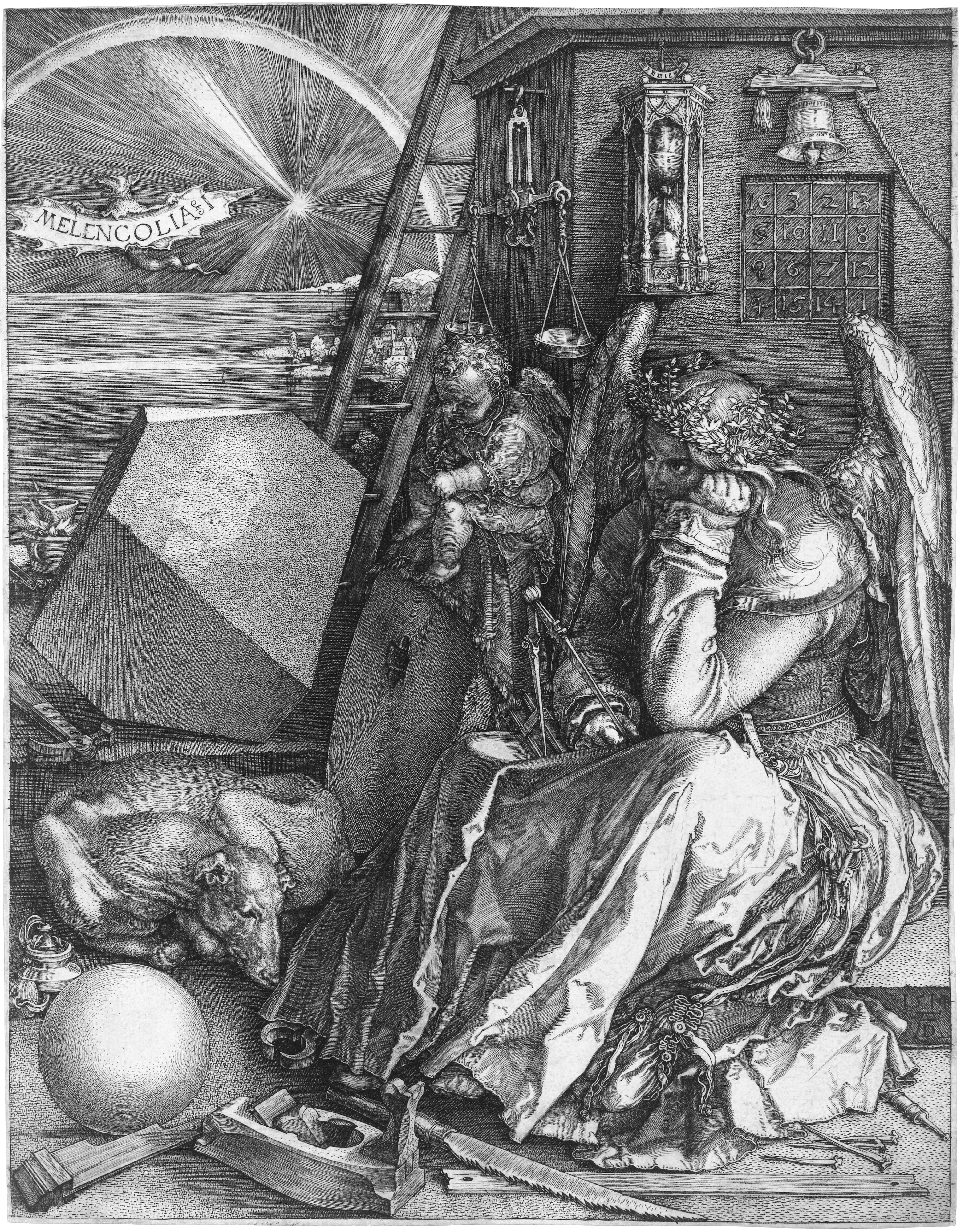
Melencolia I, de Durero, 1514.
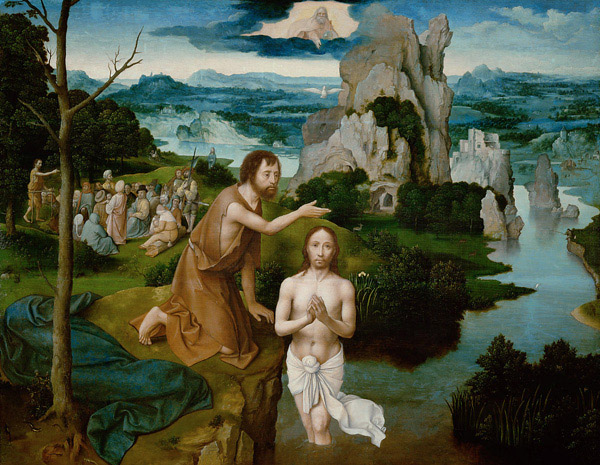
Bautismo de Cristo, de Joaquín Patinir, 1515.
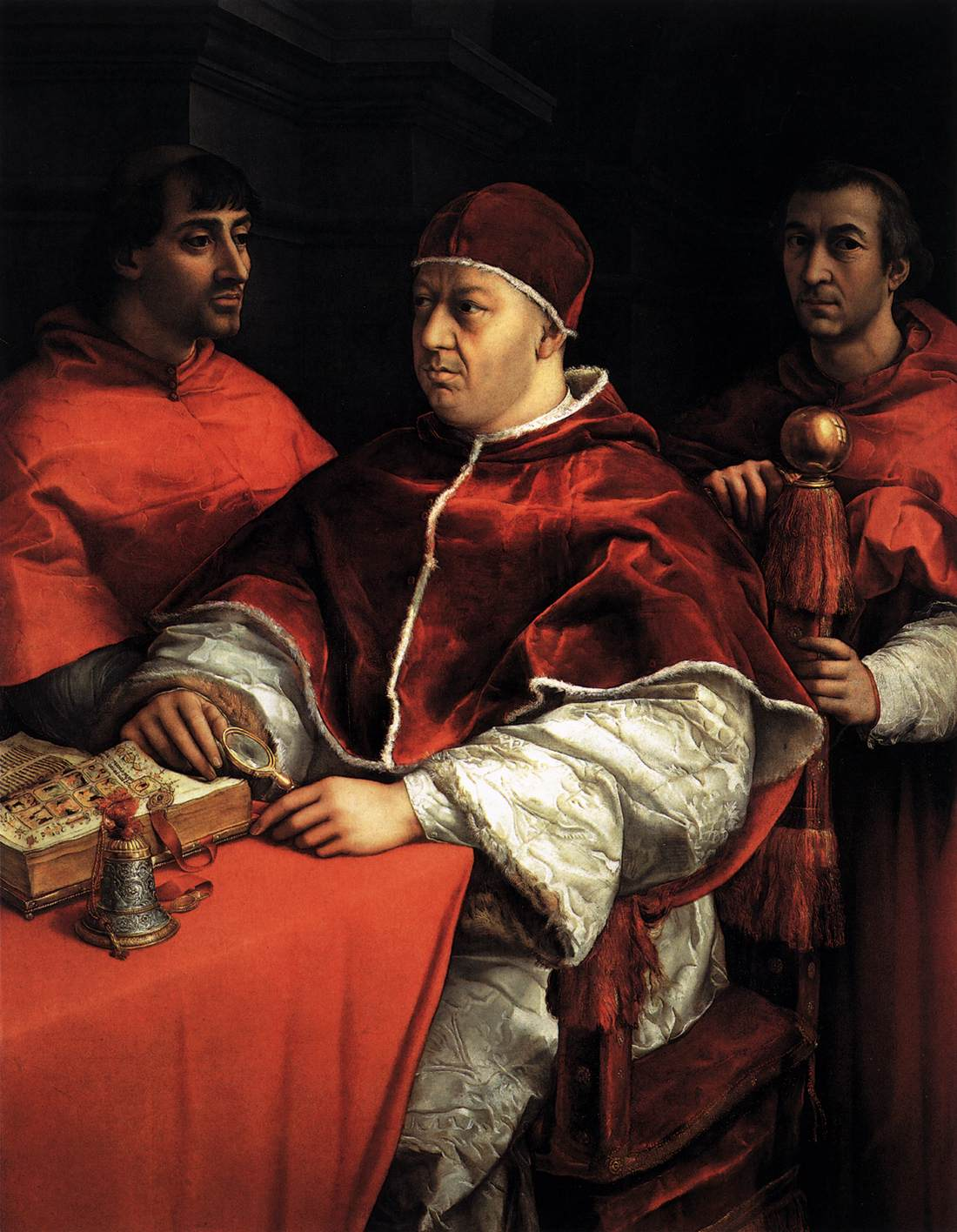
León X con dos cardenales, de Rafael, ca. 1518.
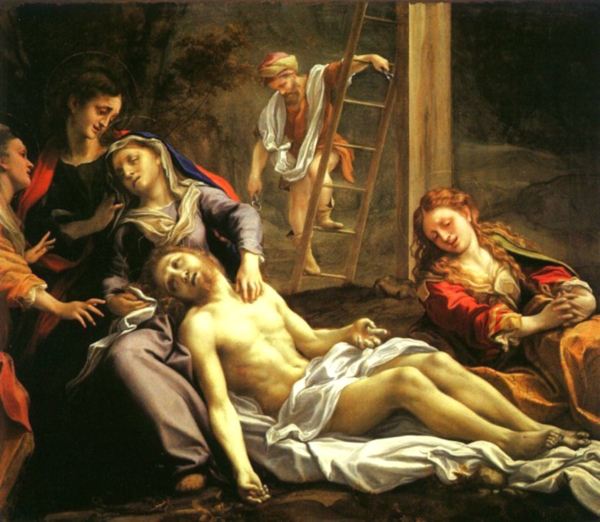
Llanto sobre Cristo muerto, de Correggio, 1522.
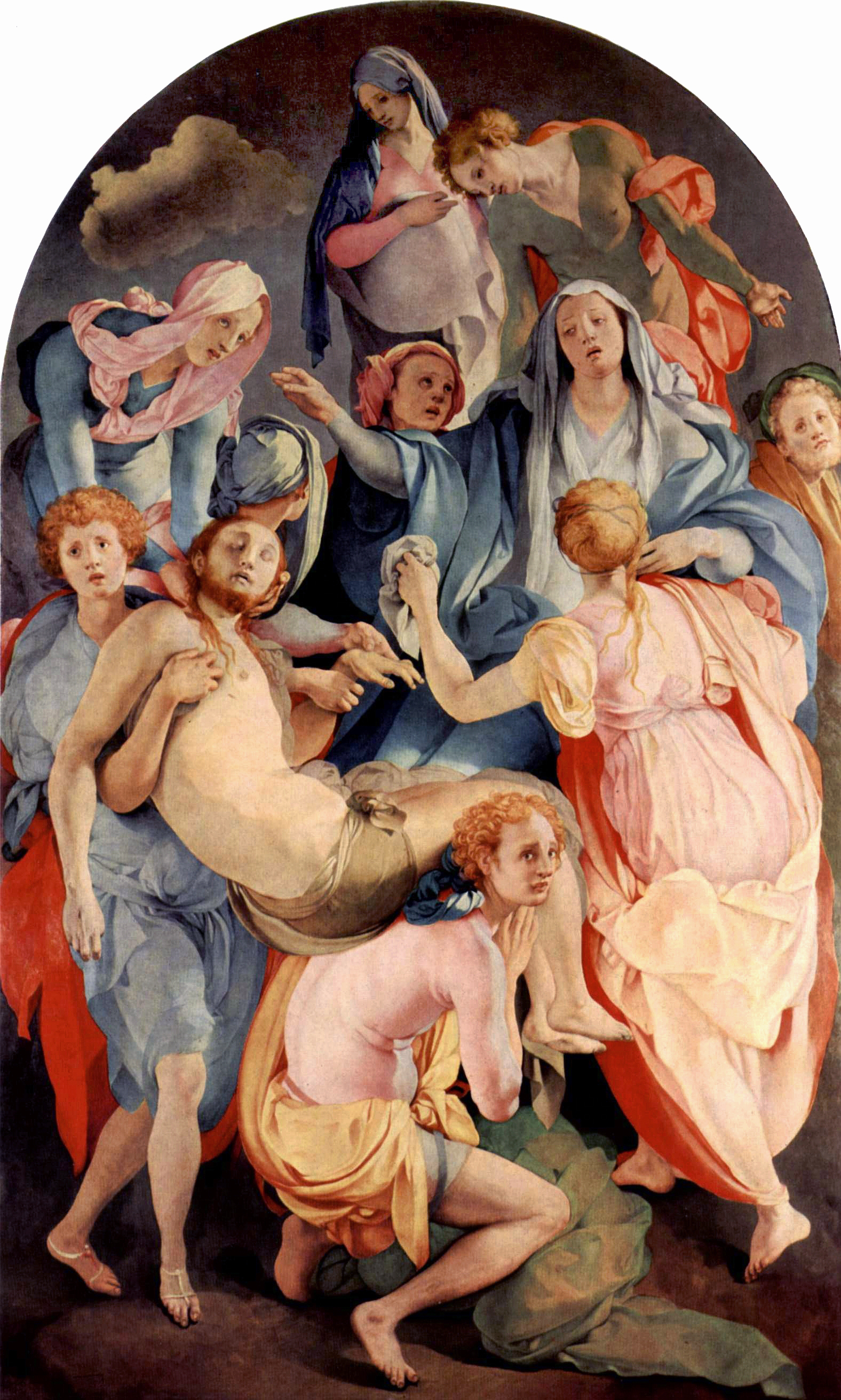
El Descendimiento de la cruz, de Pontormo, 1528.
Los embajadores, de Hans Holbein el Joven, 1533.
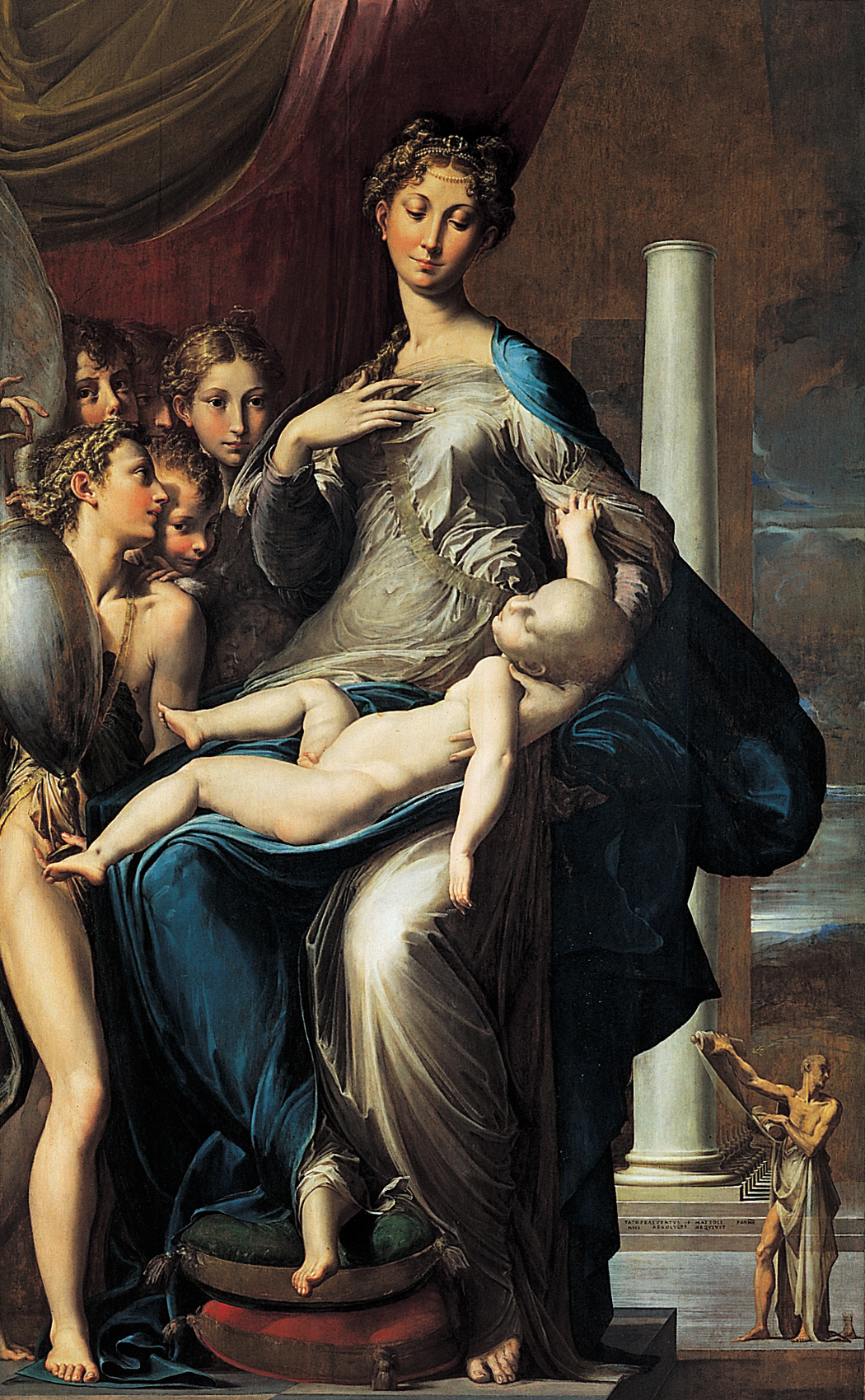
La Madonna dal Collo Lungo, del Parmigianino, ca. 1535.
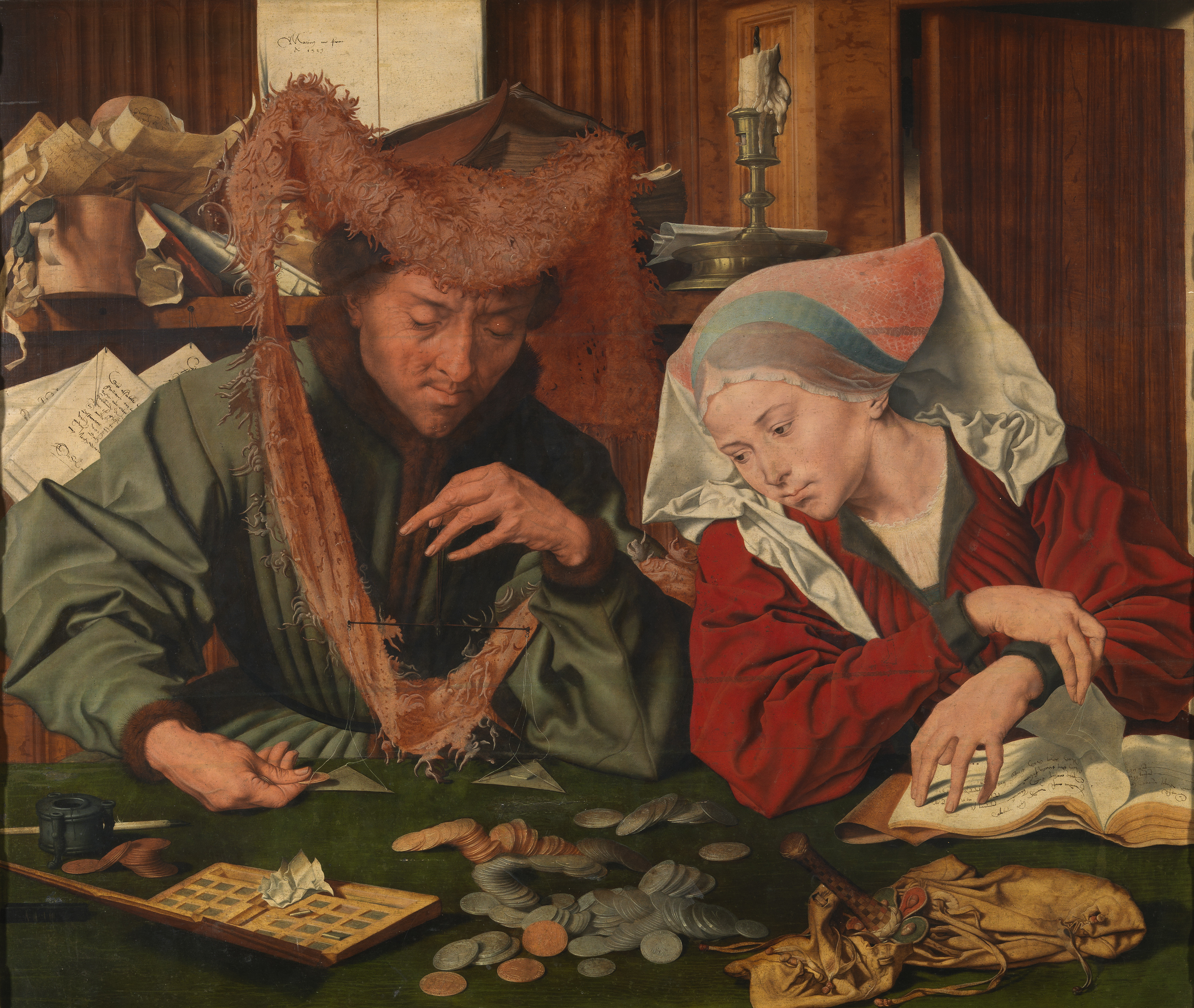
El cambista y su mujer, de Marinus, 1539.
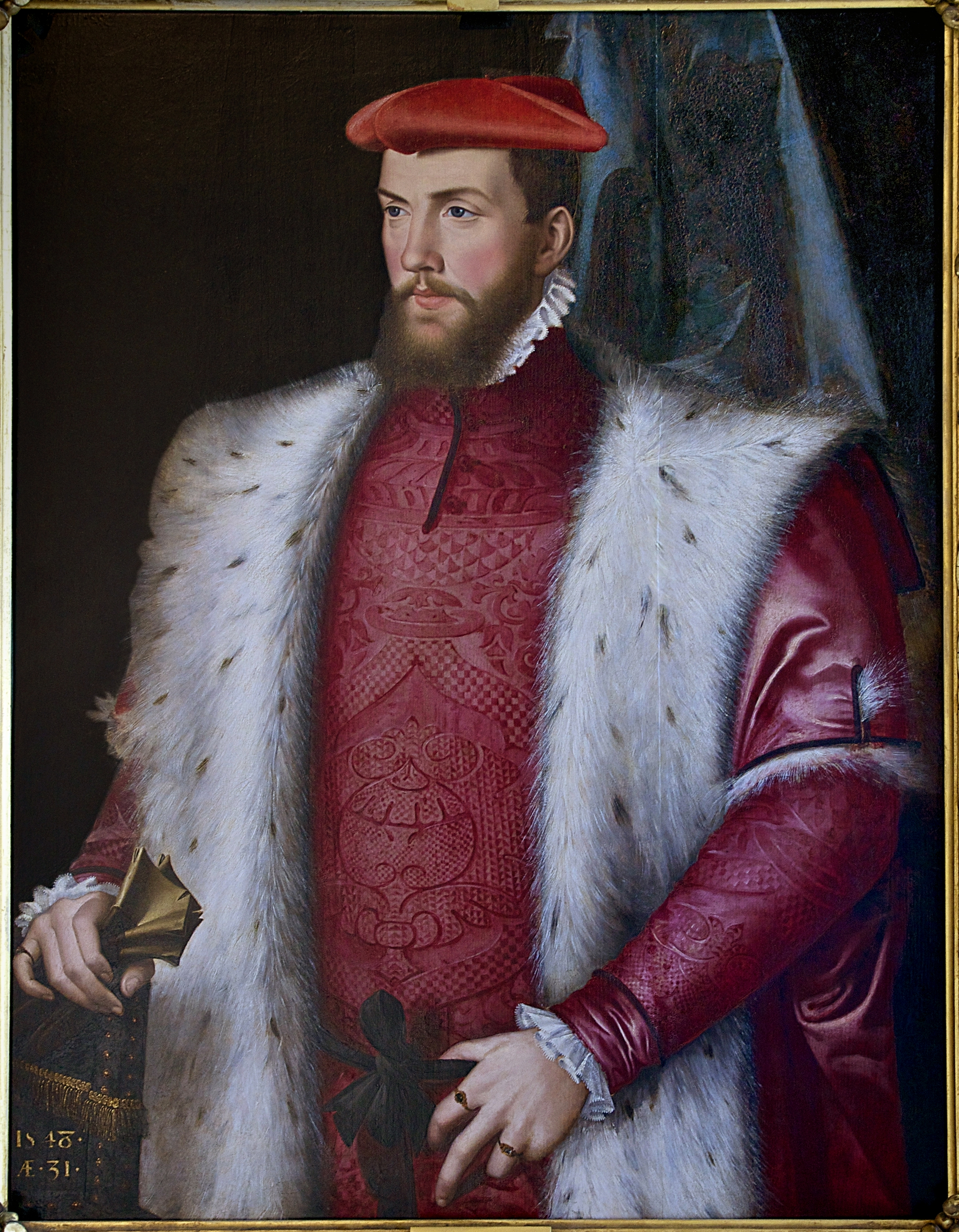
Retrato de Odet de Coligny, de François Clouet, 1548.
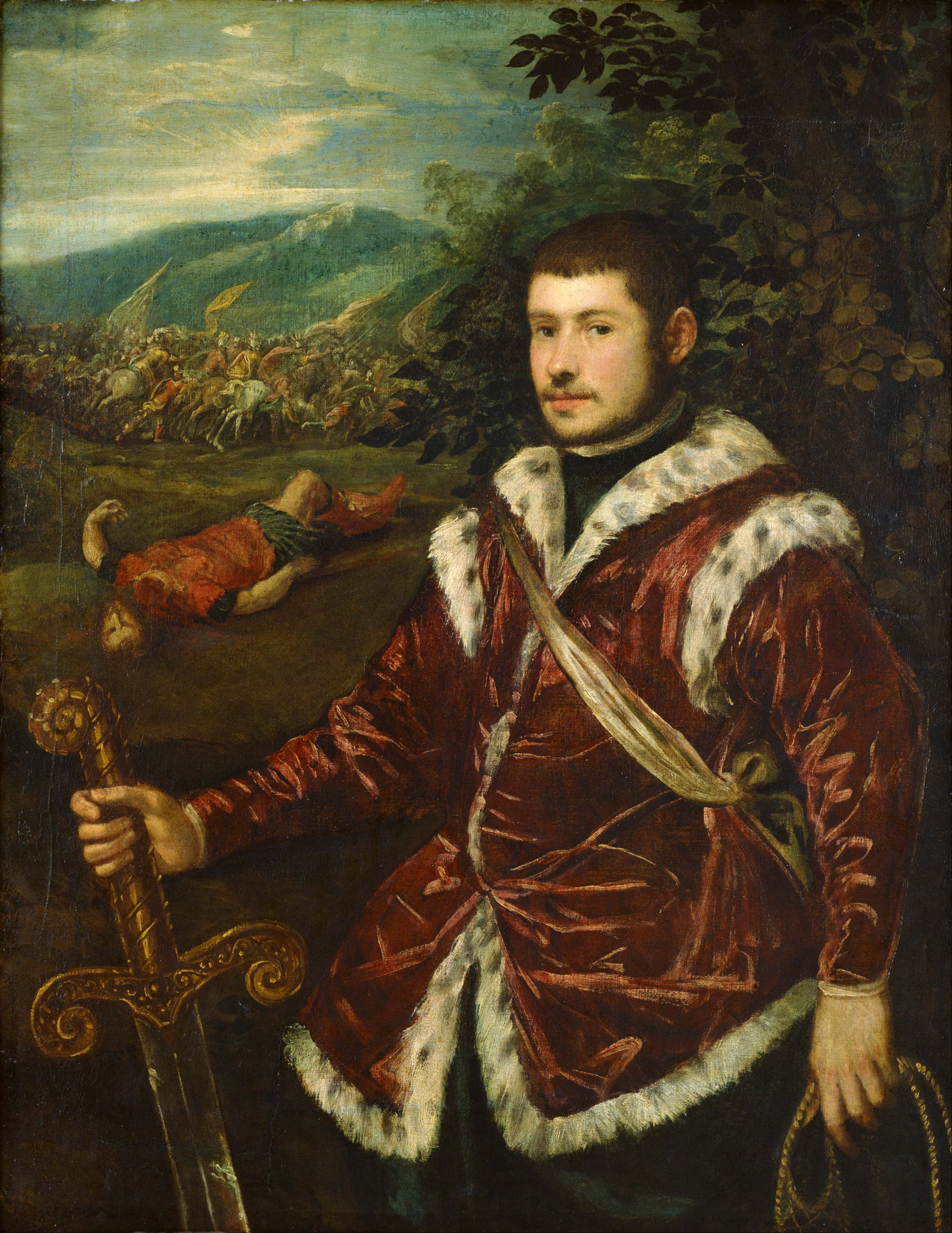
Retrato de joven como David, de Tintoretto, ca. 1555.
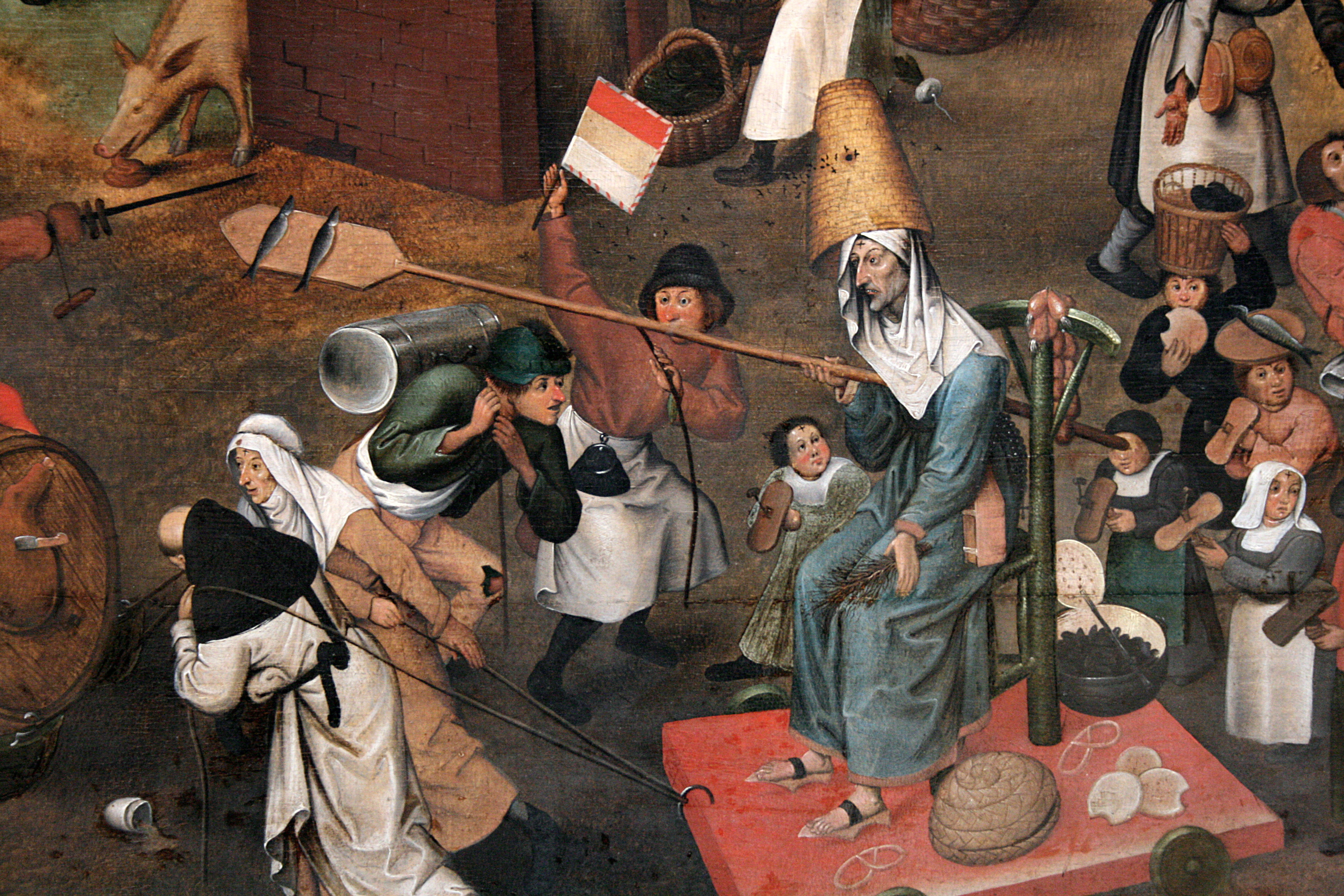
Detalle de El combate entre don carnaval y doña cuaresma, de Pieter Brueghel el Joven, 1559.
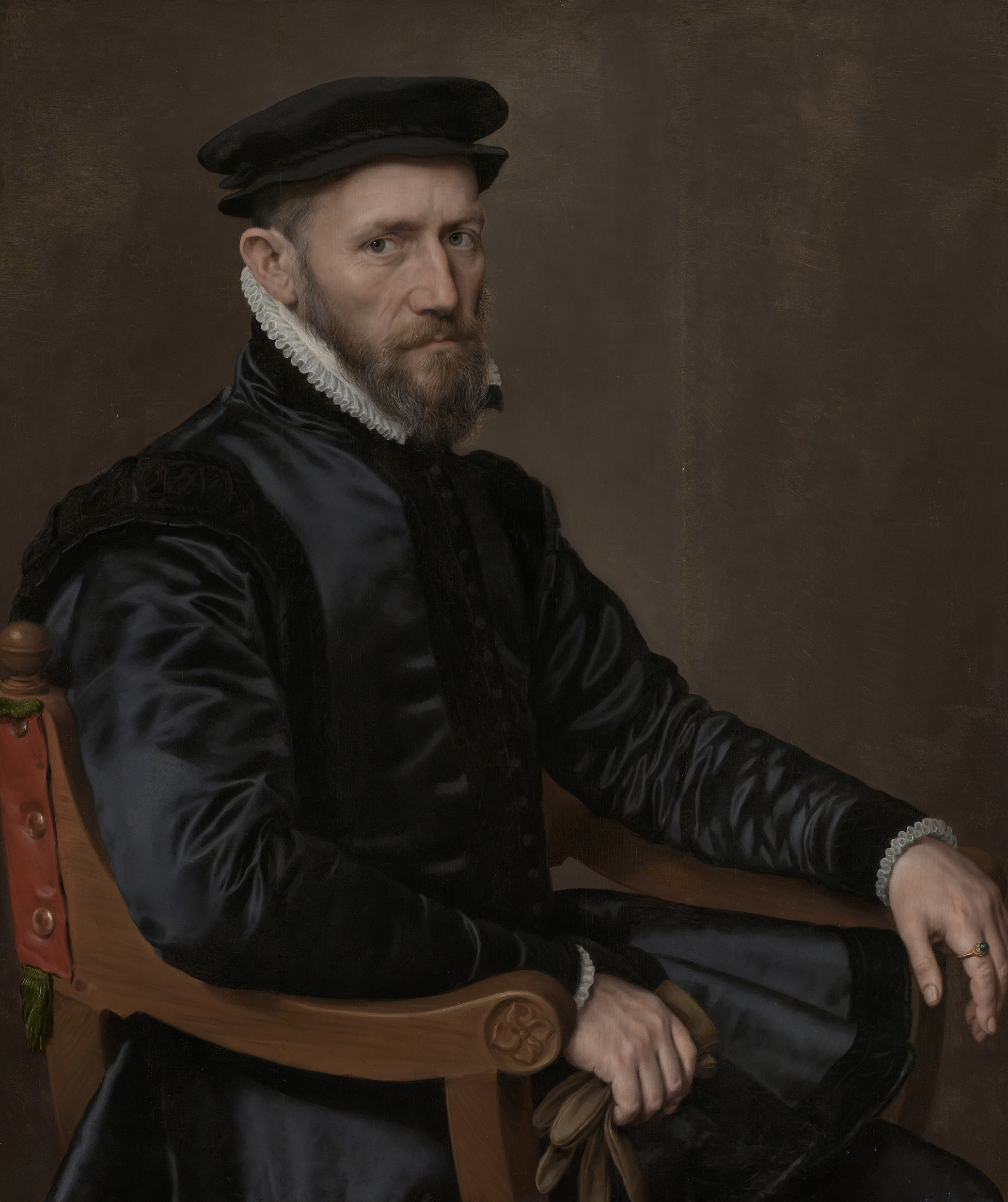
Retrato de sir Thomas Gresham, de Antonio Moro, ca. 1560.
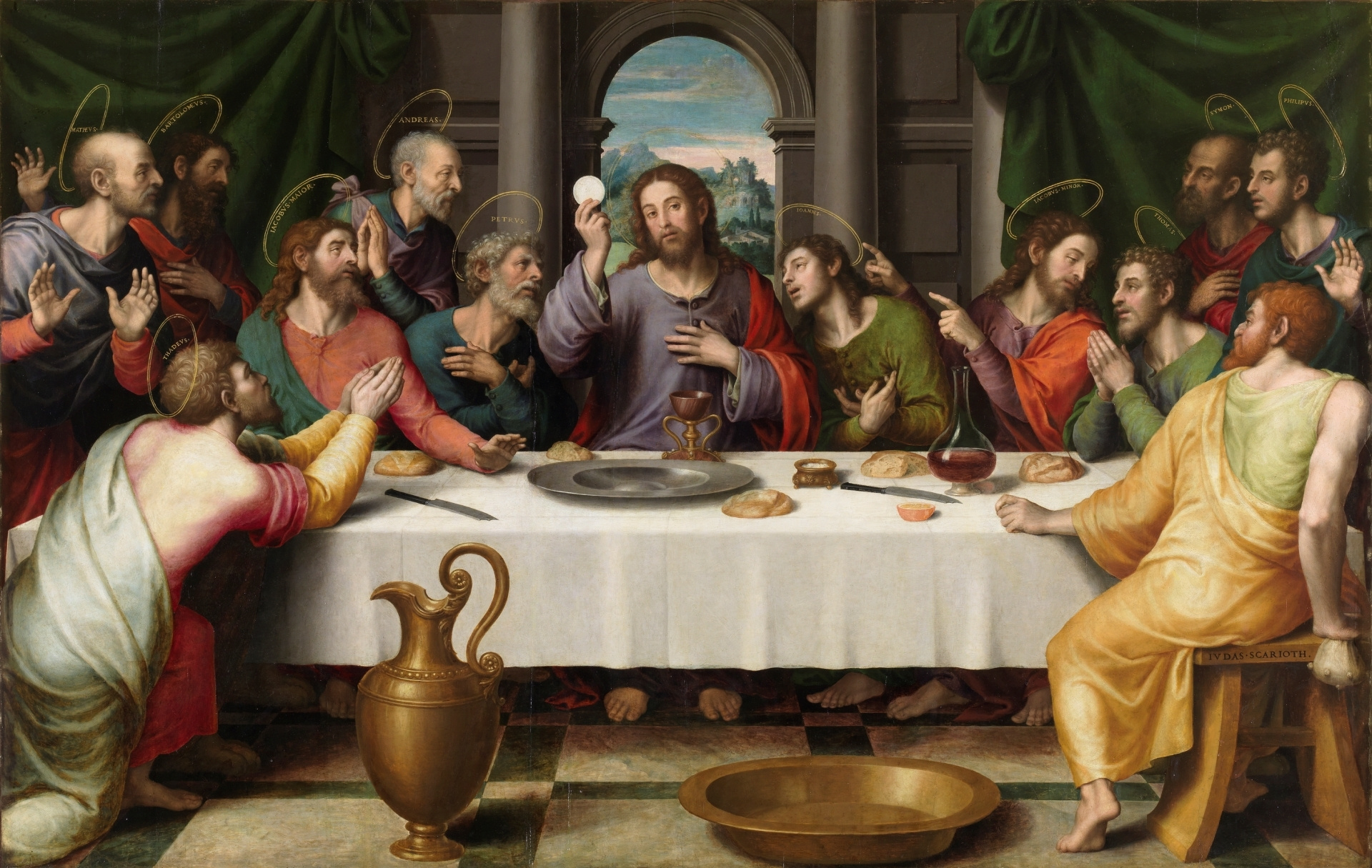
La última cena, de Juan de Juanes, 1562.
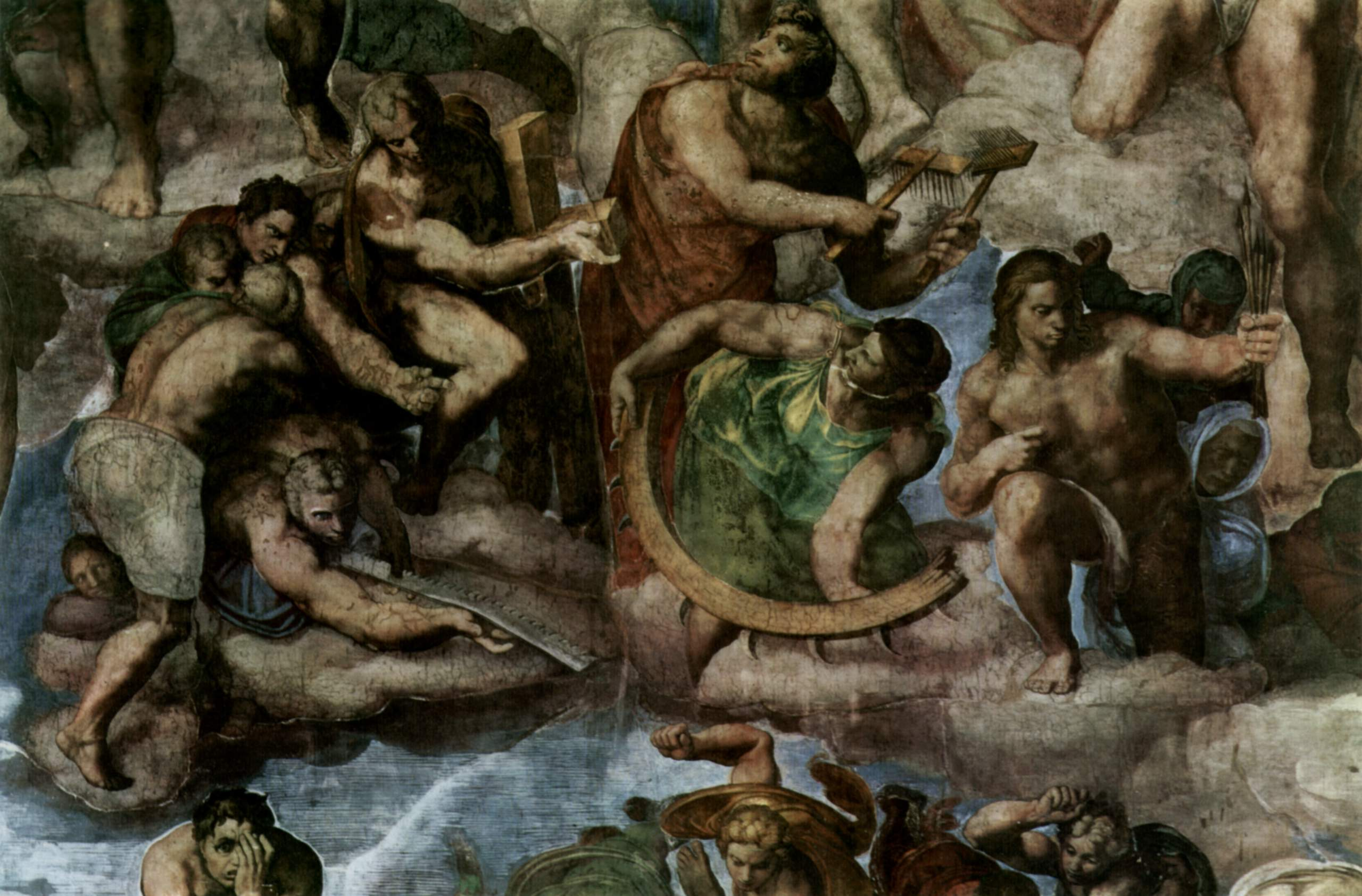
Ropajes púdicos añadidos por Daniele da Volterra "il Braghettone" en 1565 sobre los desnudos del Juicio Final de Miguel Ángel en la Capilla Sixtina.
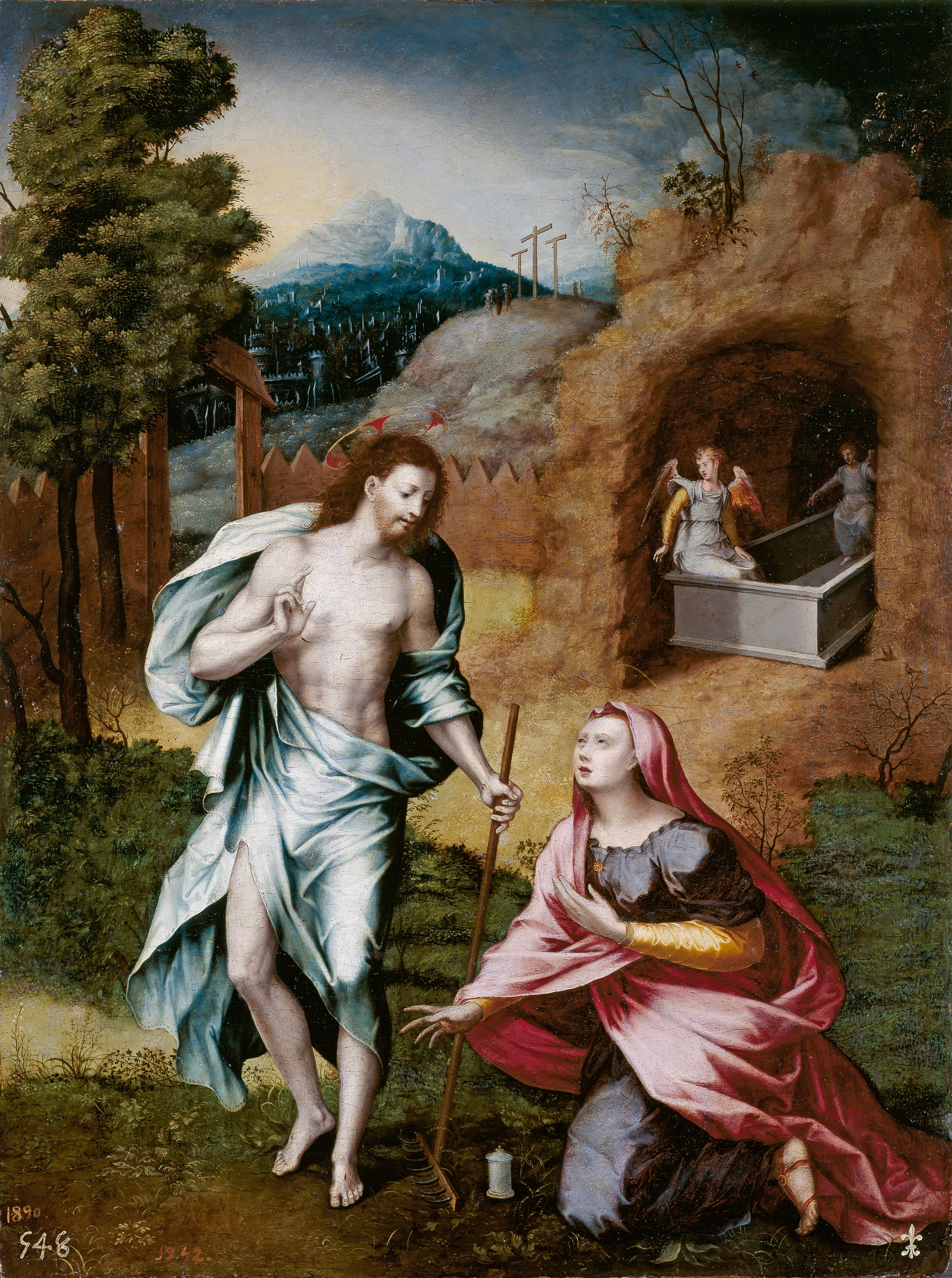
Noli me tangere, de Jerónimo Cósida, 1570.
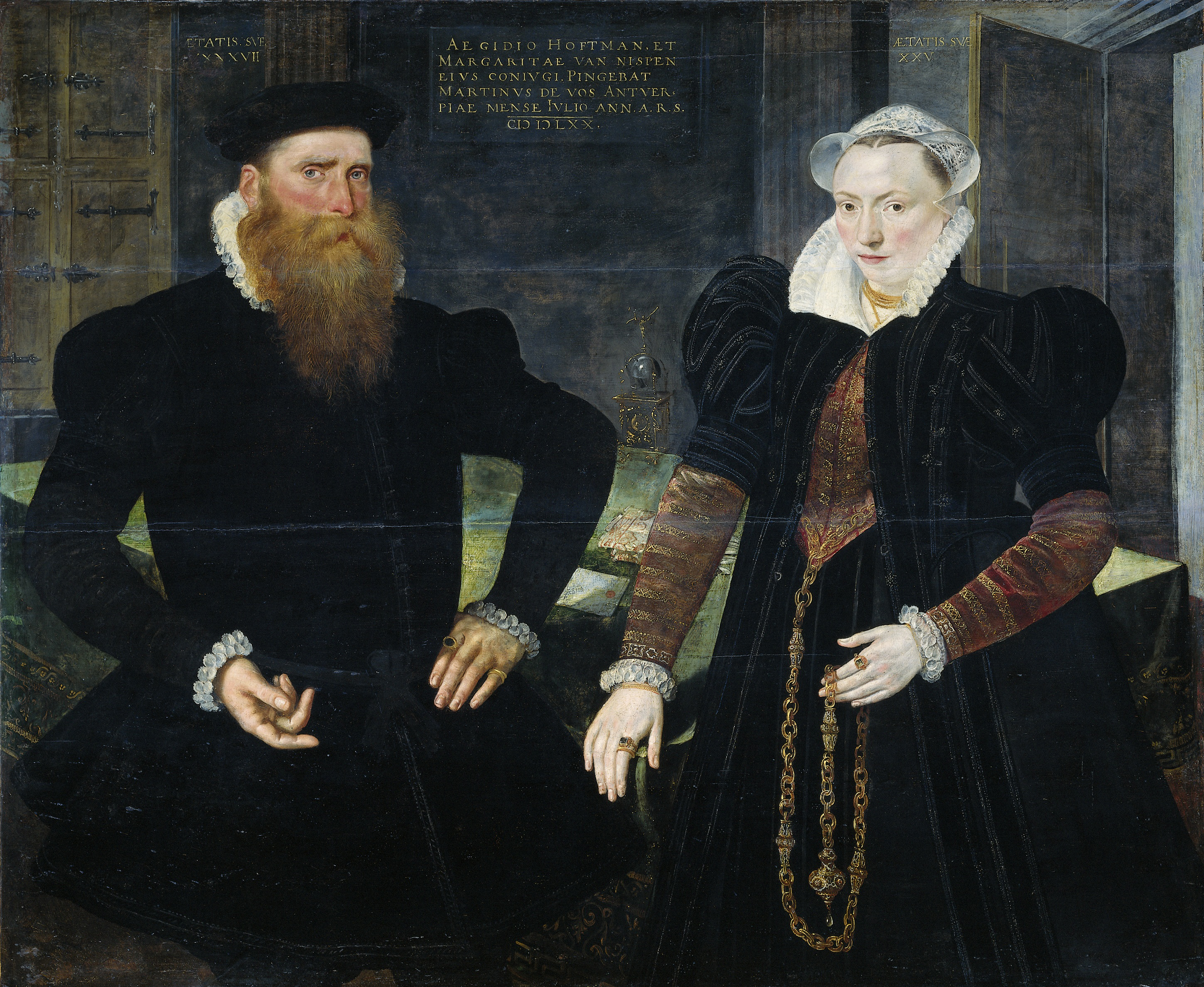
Retrato de Gillis Hooftman y su mujer, de Marten de Vos, 1570.
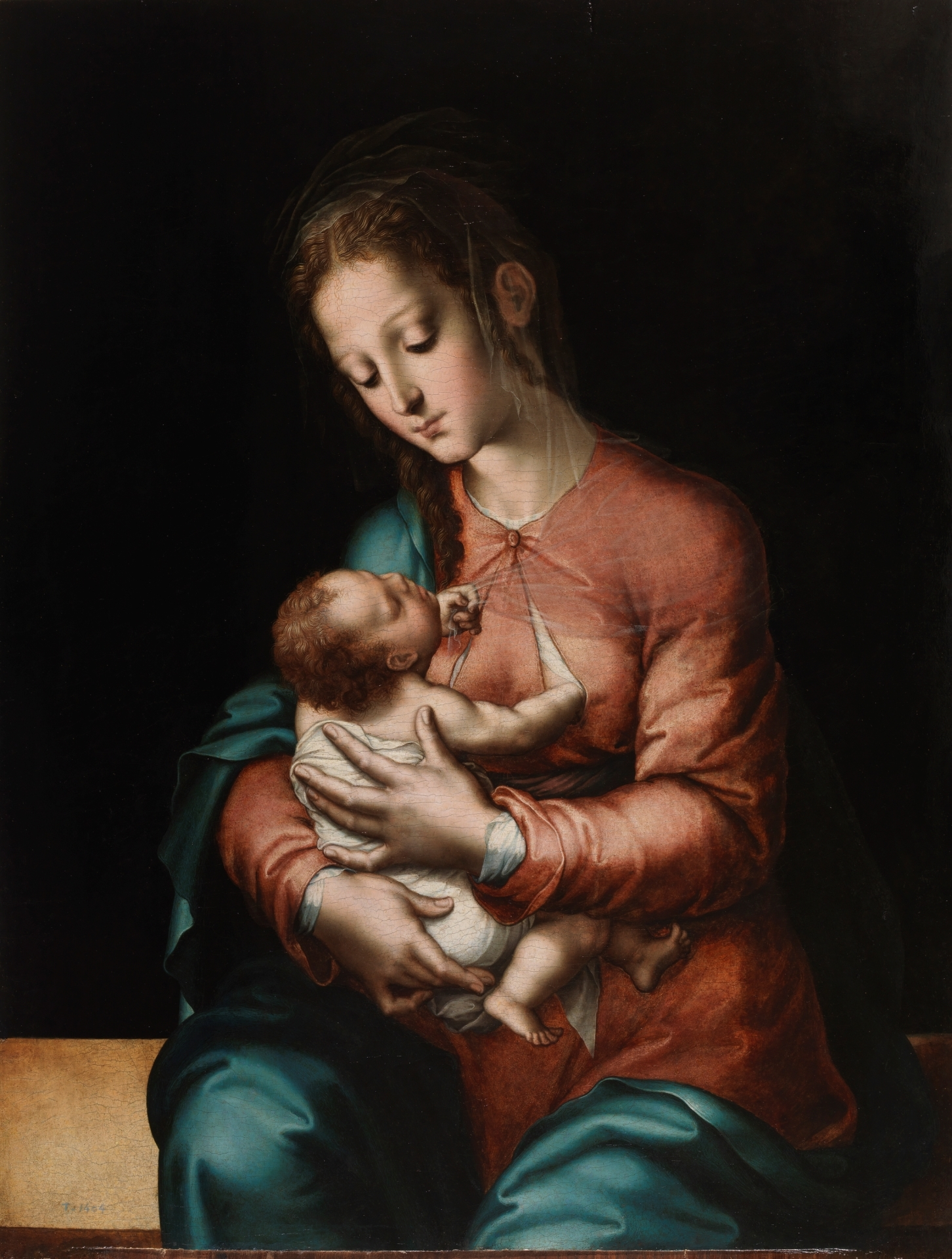
Virgen de la leche, de Luis de Morales, ca. 1570.
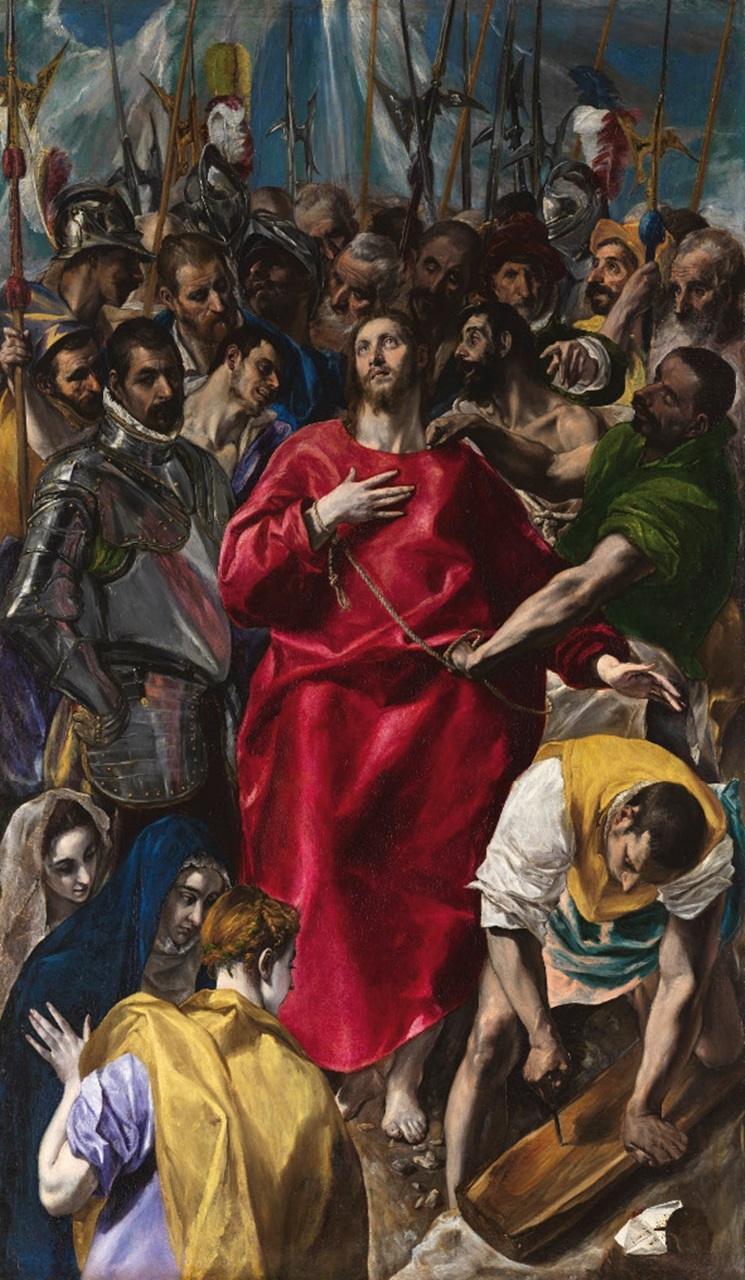
El expolio, de El Greco, ca. 1578.
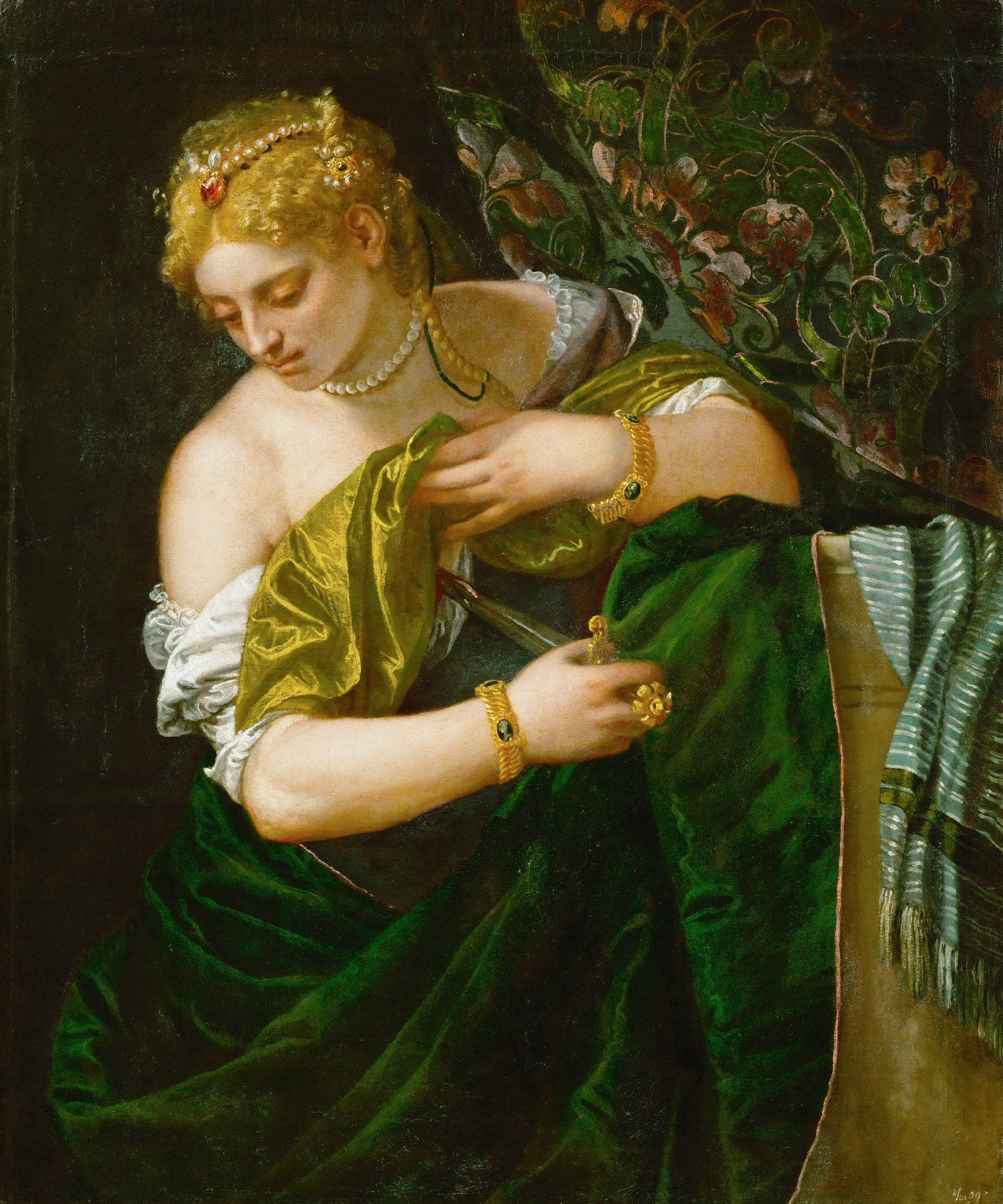
Lucrecia, del Veronés, ca. 1580.

Barroco y Clasicismo

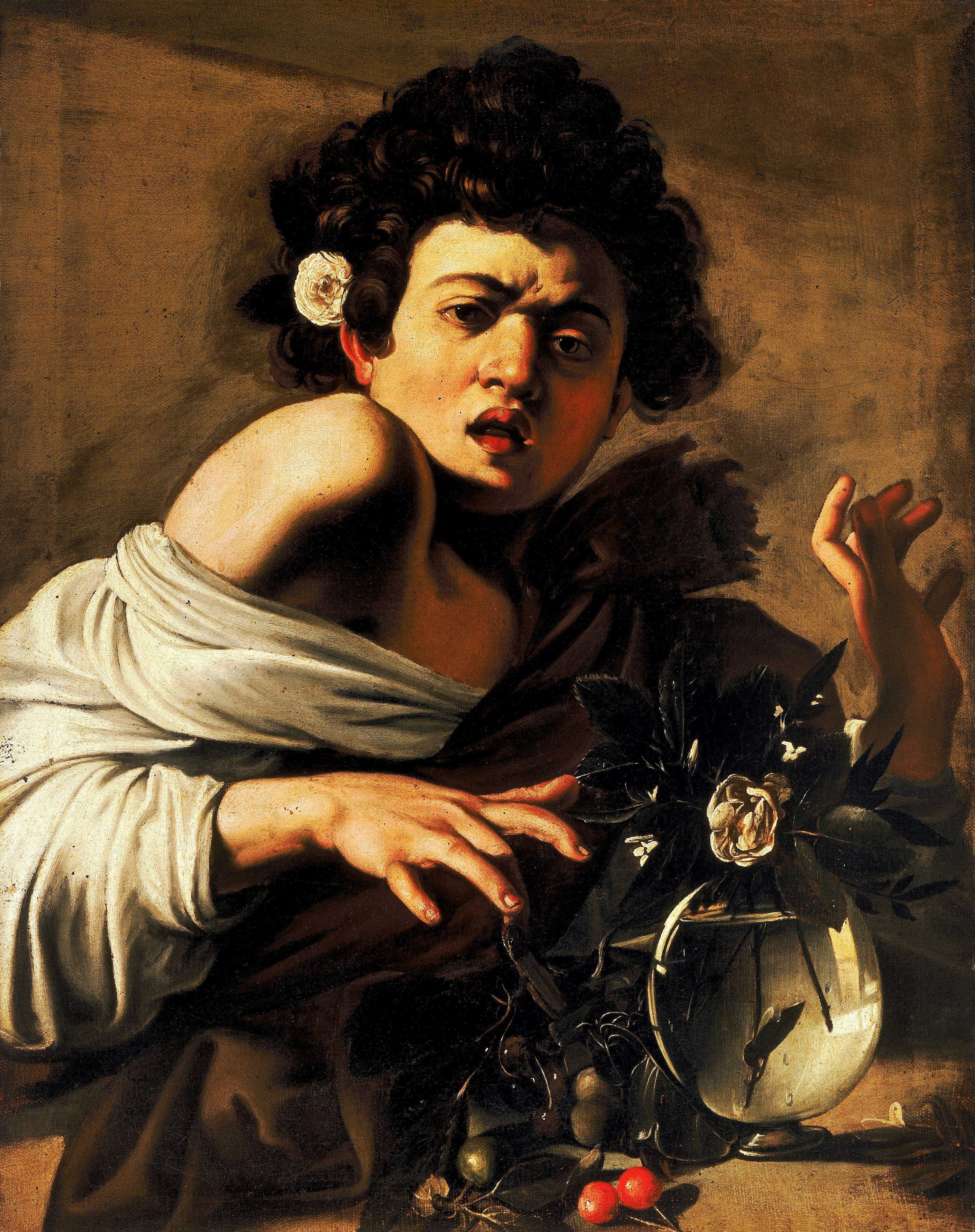
Chico mordido por una lagartija, de Caravaggio, 1596.
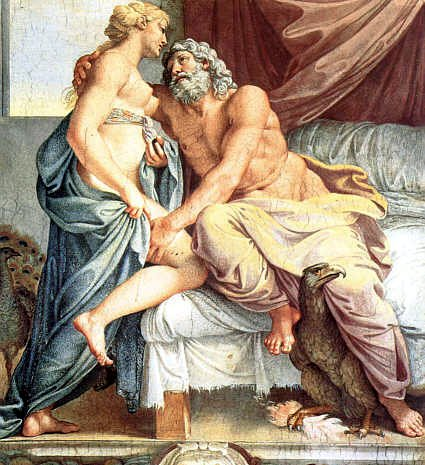
Júpiter y Juno, detalle de Los amores de los dioses[30] de Annibale Carracci, 1597-1608 (Galería Farnese, Palazzo Farnese).
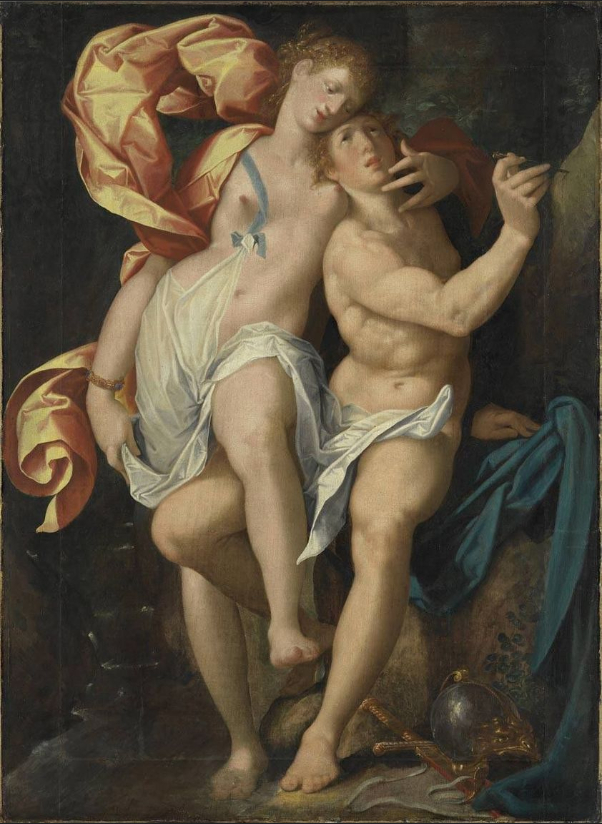
Angélica y Medor, de Bartholomeus Spranger, ca. 1600.
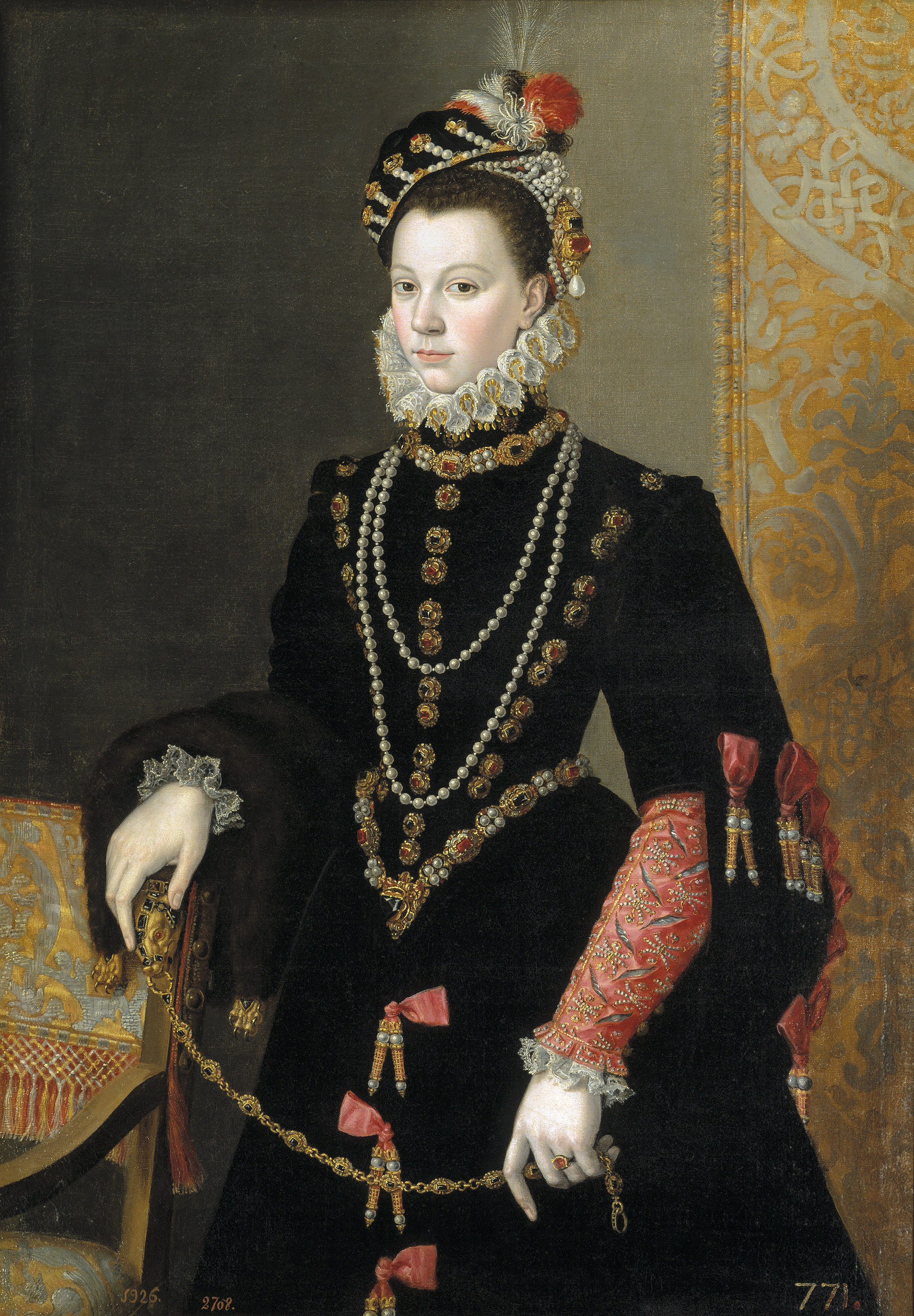
Isabel de Valois, de Juan Pantoja de la Cruz, ca. 1605.
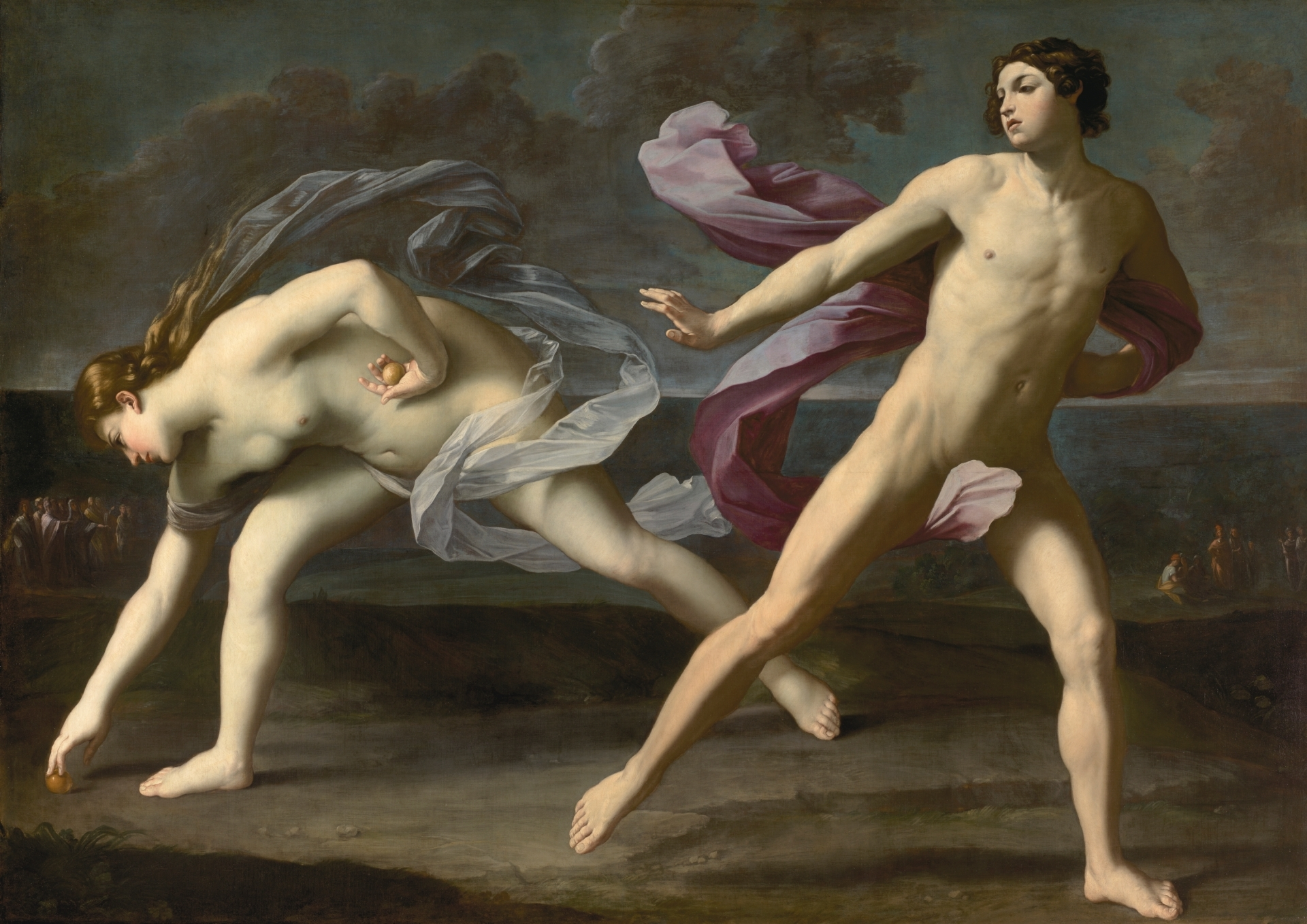
Atalanta e Hipómenes, de Guido Reni, 1618.
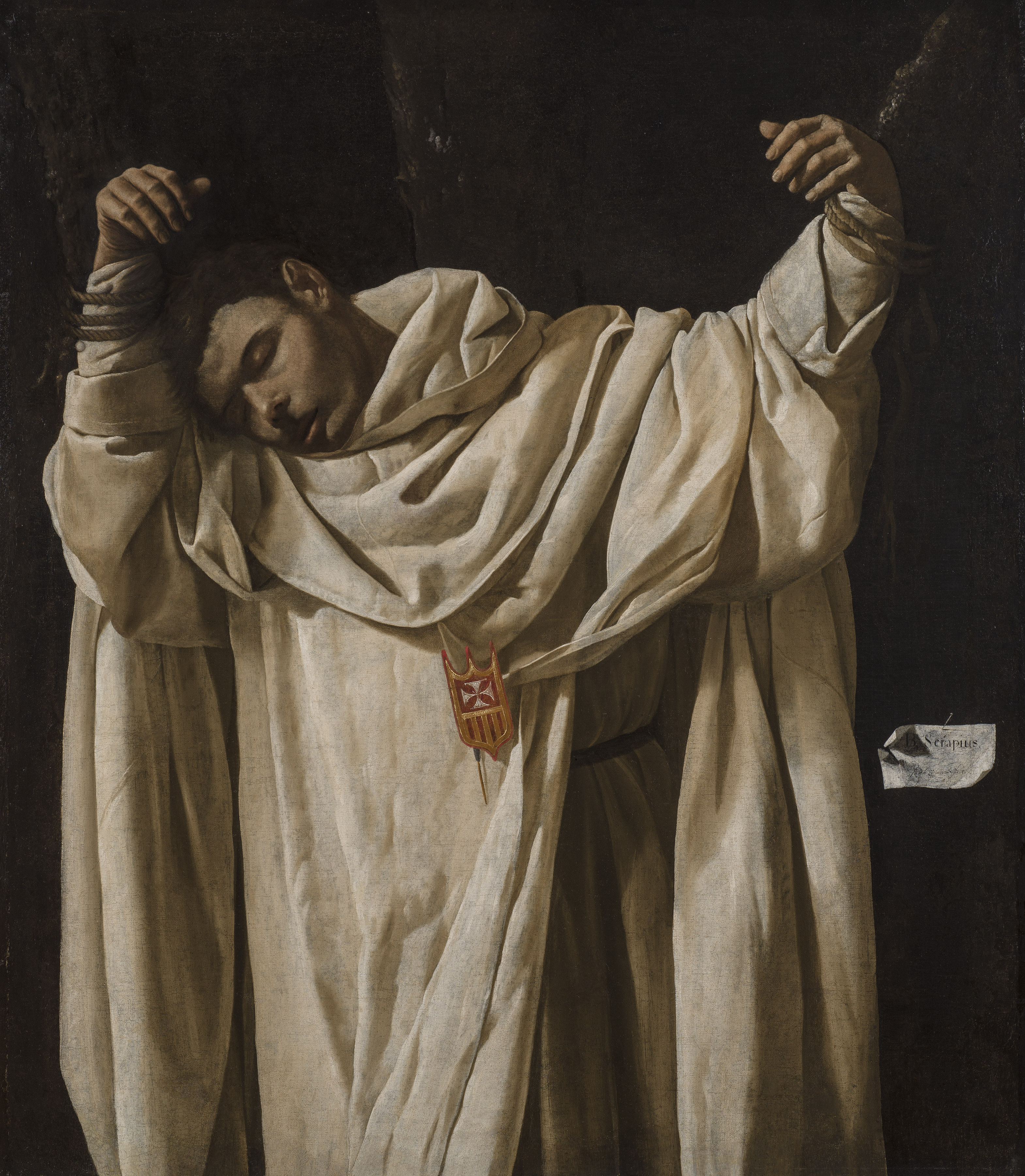
San Serapio, de Zurbarán, 1628.
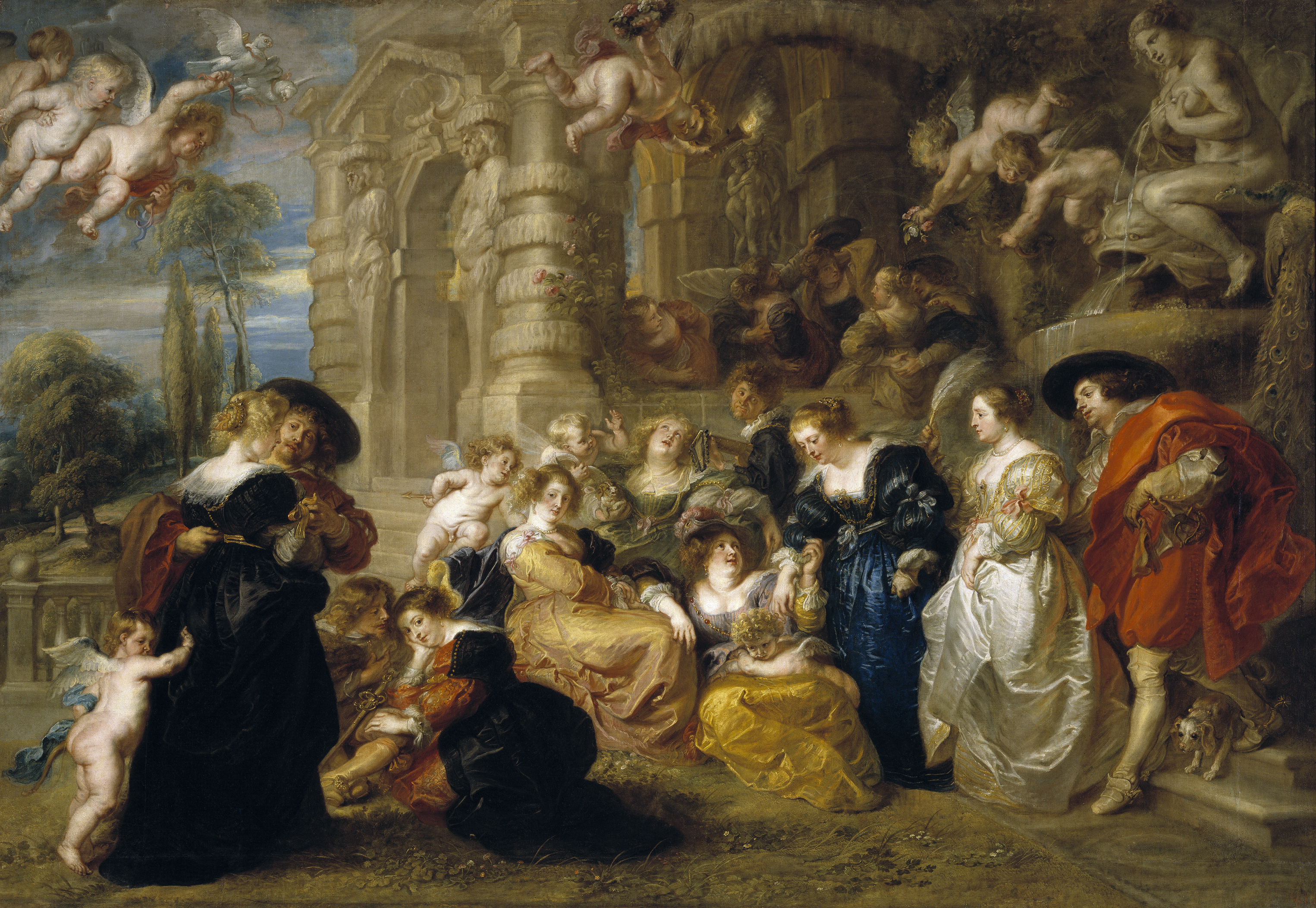
El jardín del amor, de Rubens, 1630.
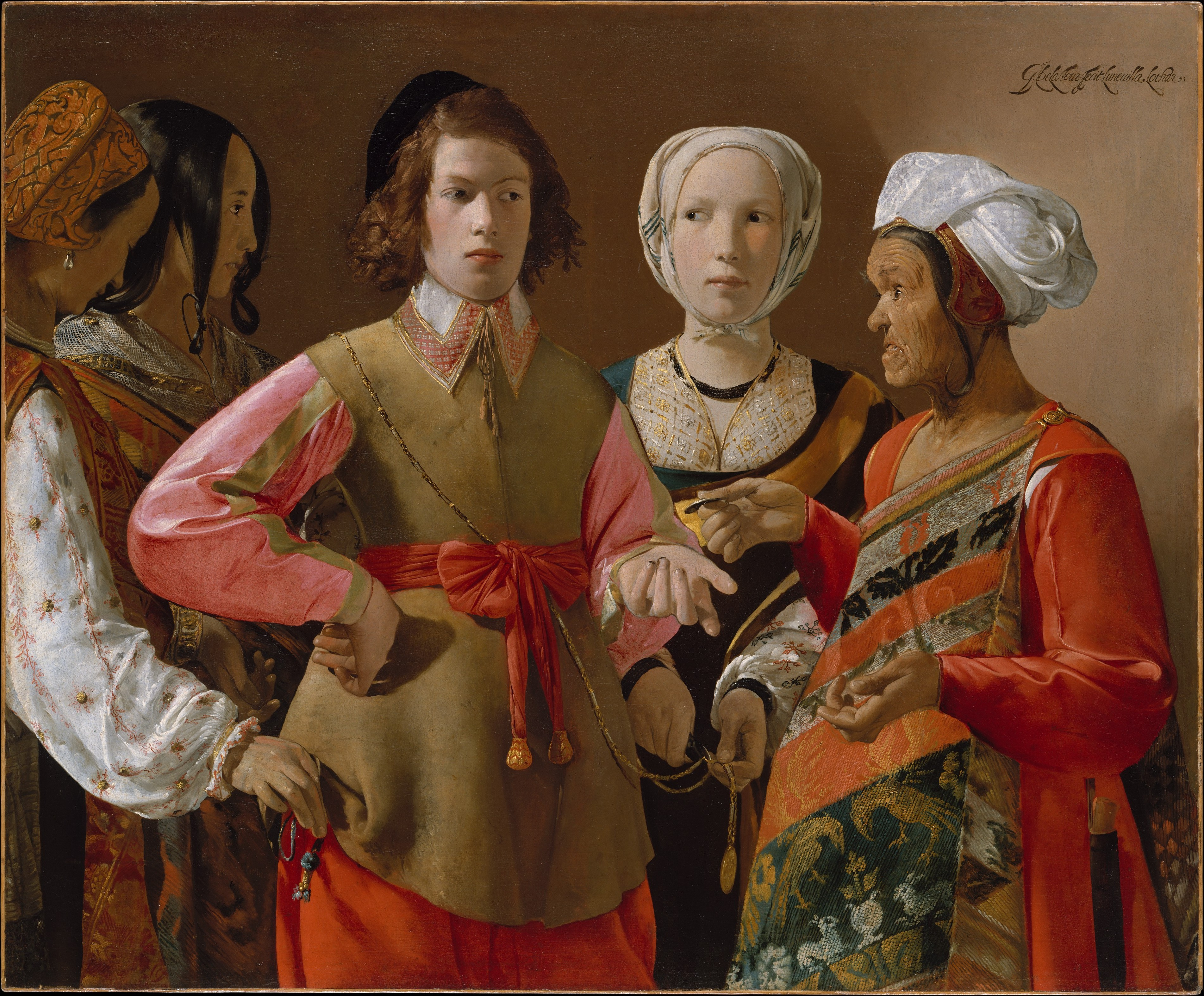
La buenaventura, de Georges de La Tour, ca. 1633.
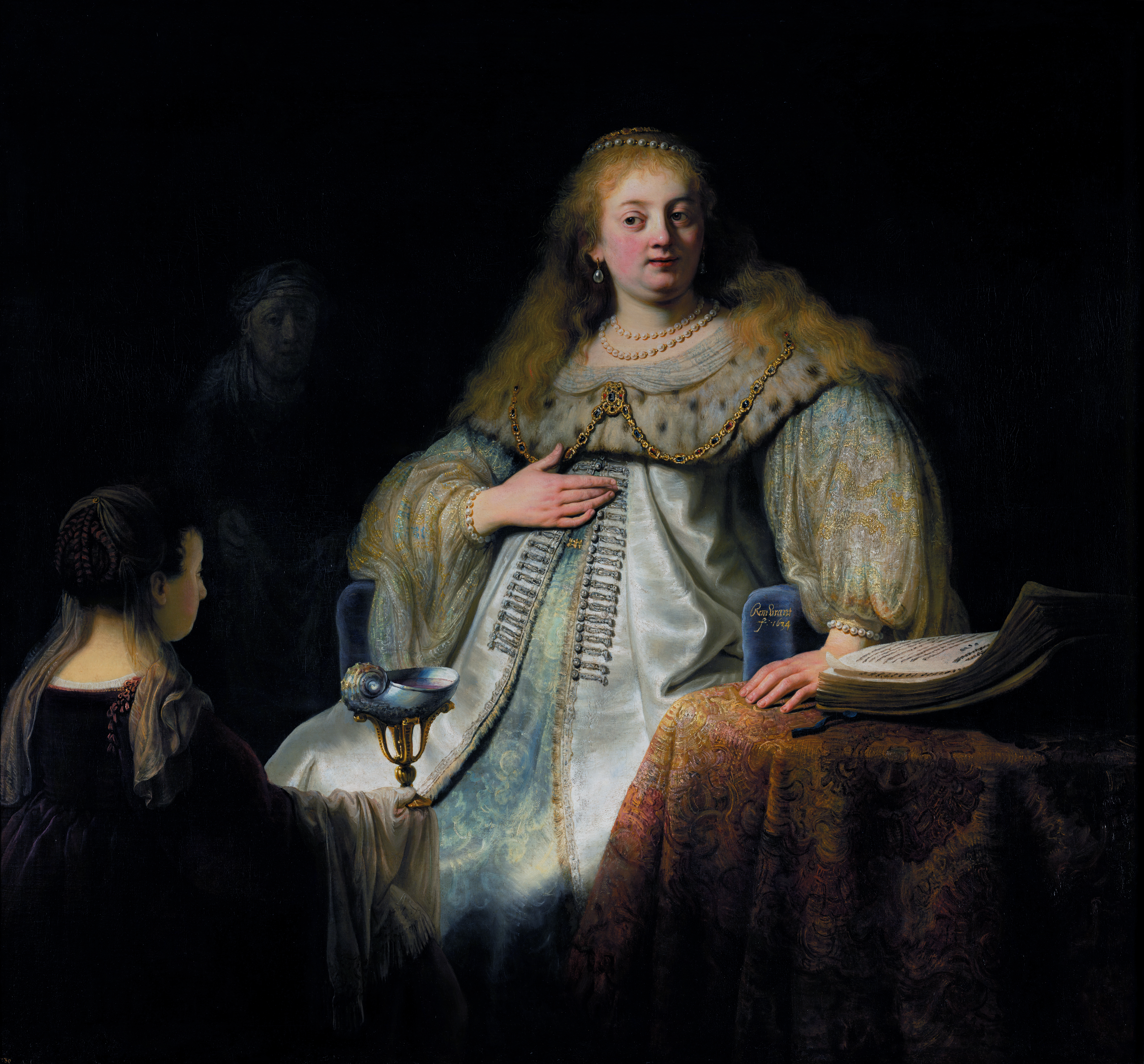
Artemisa, de Rembrandt, 1634.
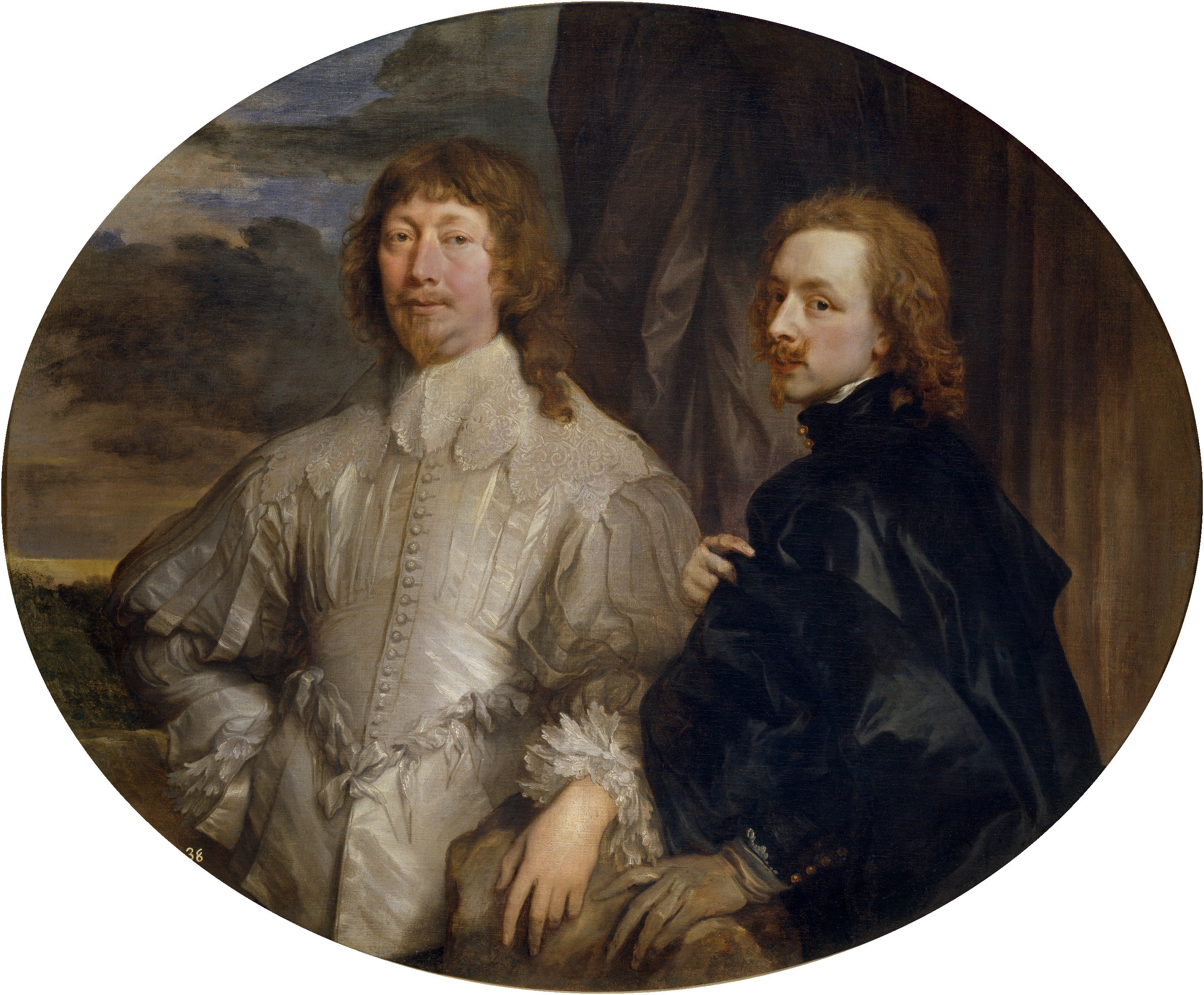
Sir Endymion Porter y Anton van Dyck, de éste, ca. 1635.
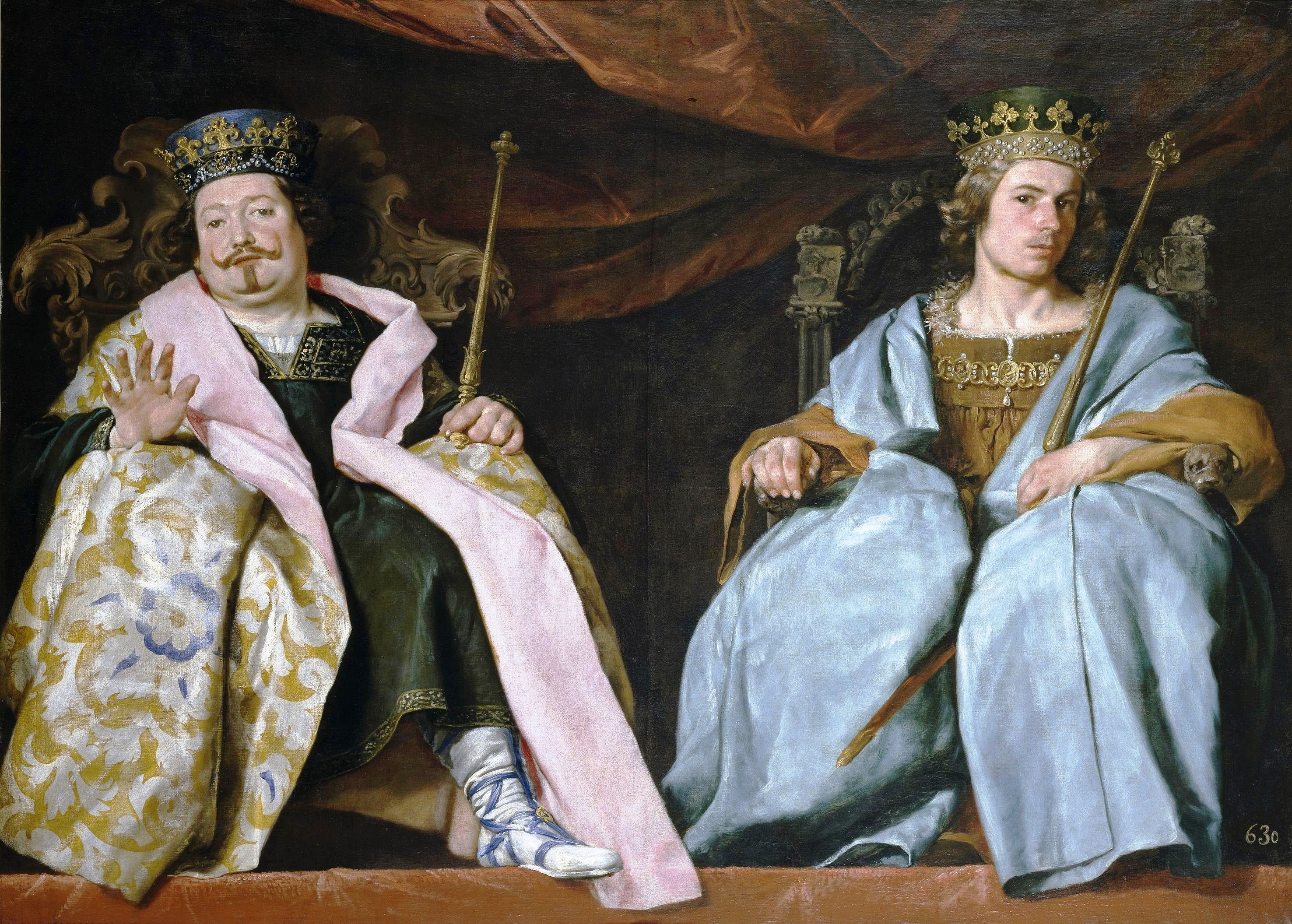
Reyes visigodos, de Alonso Cano, mediados del XVII.
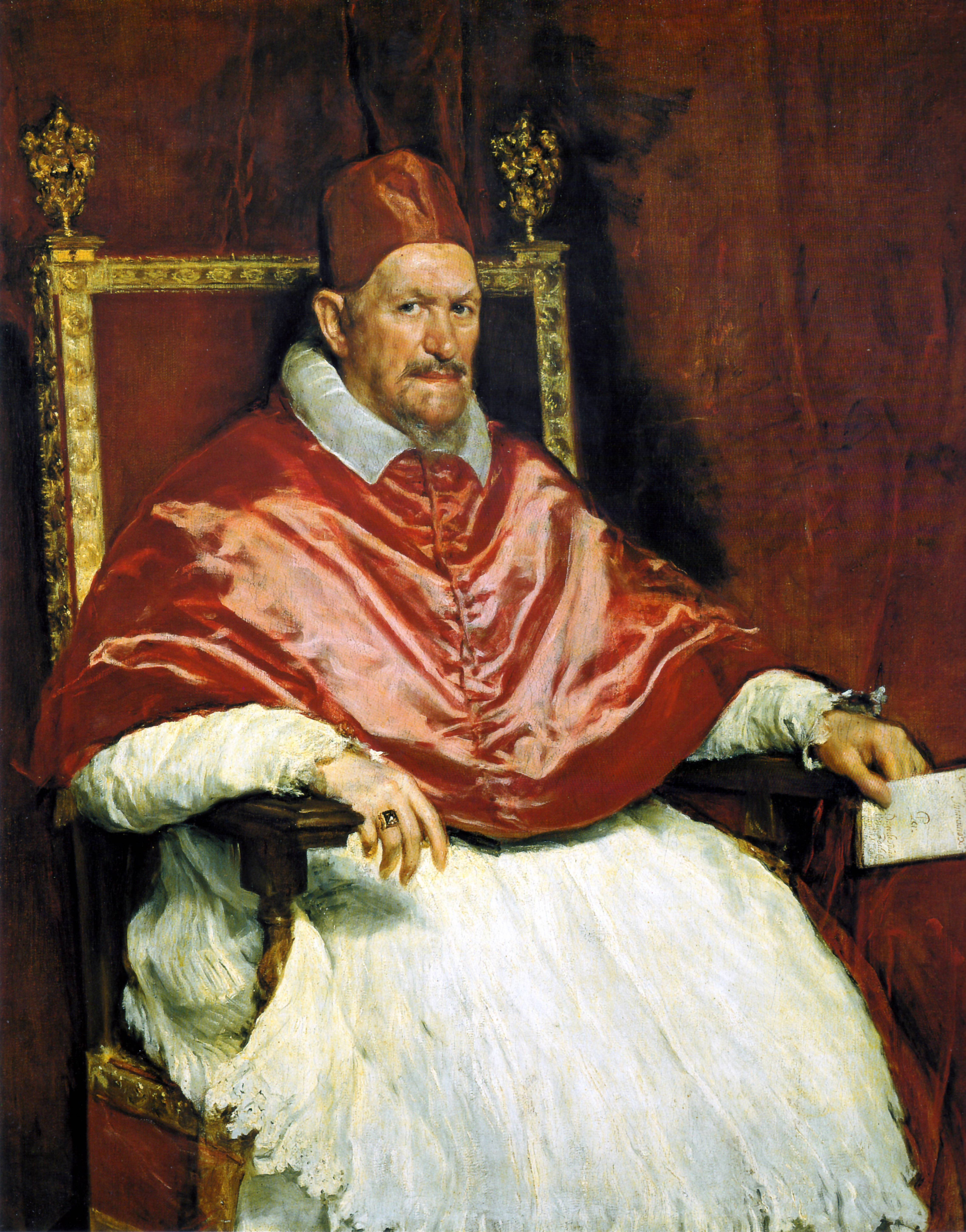
Retrato de Inocencio X, de Velázquez, 1650.
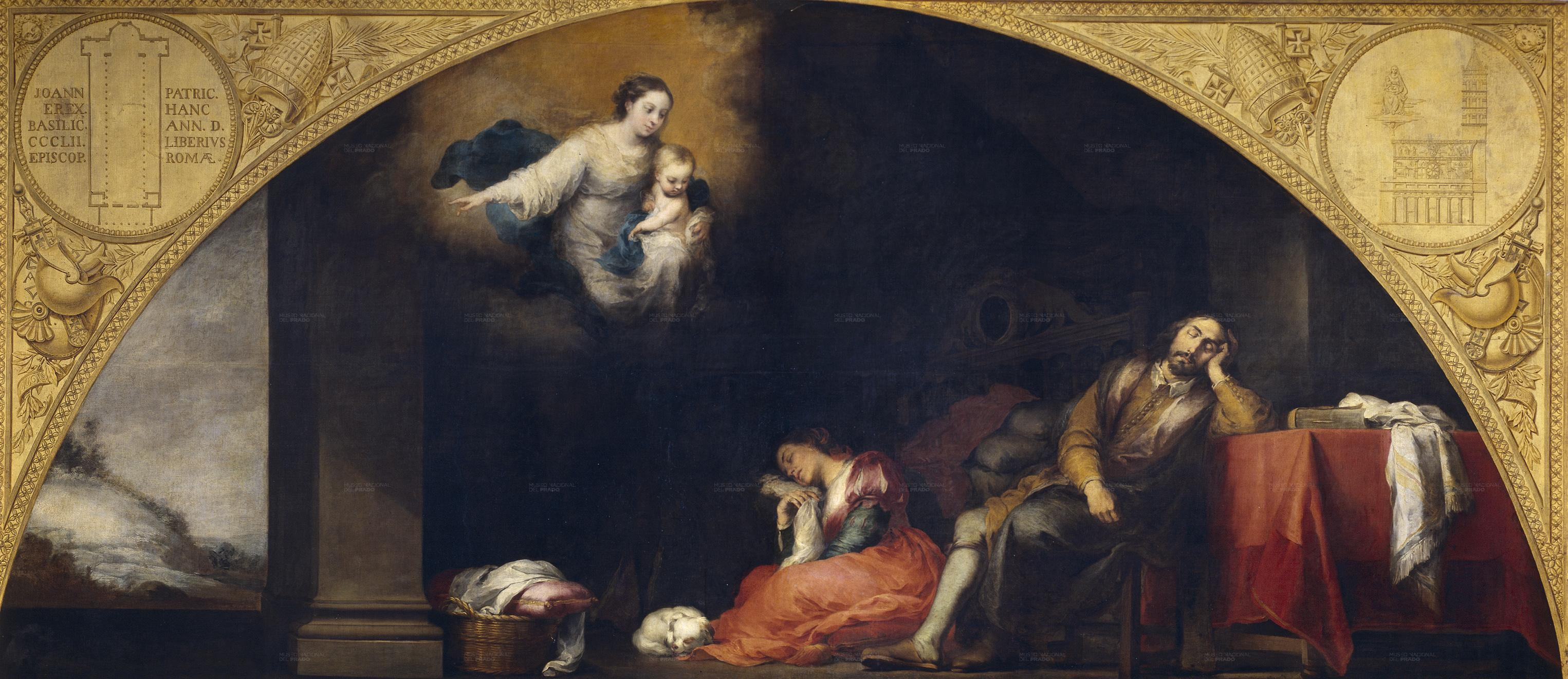
El sueño del patricio, de Murillo, 1662-1665.
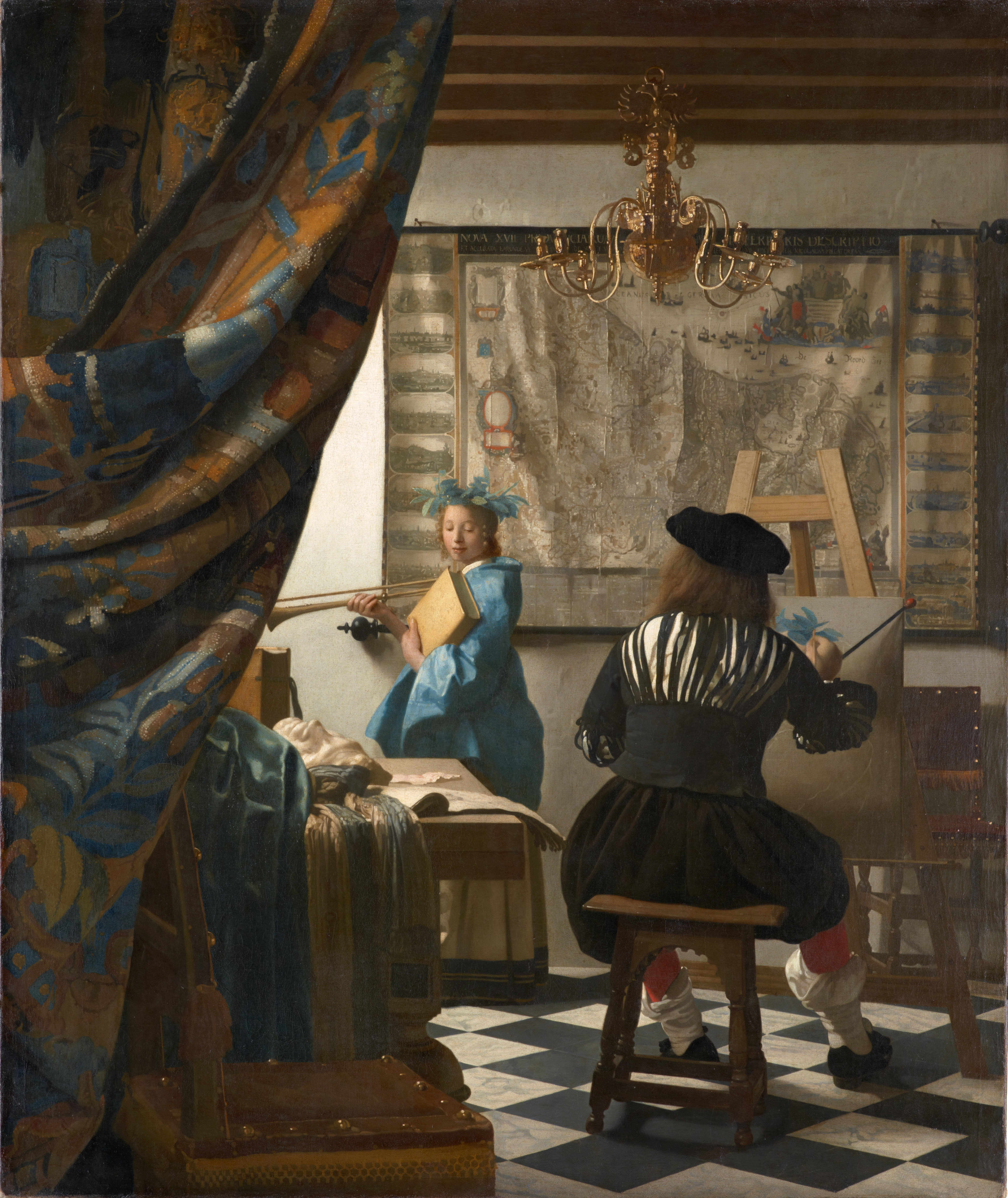
El arte de la pintura, de Vermeer, ca. 1667.
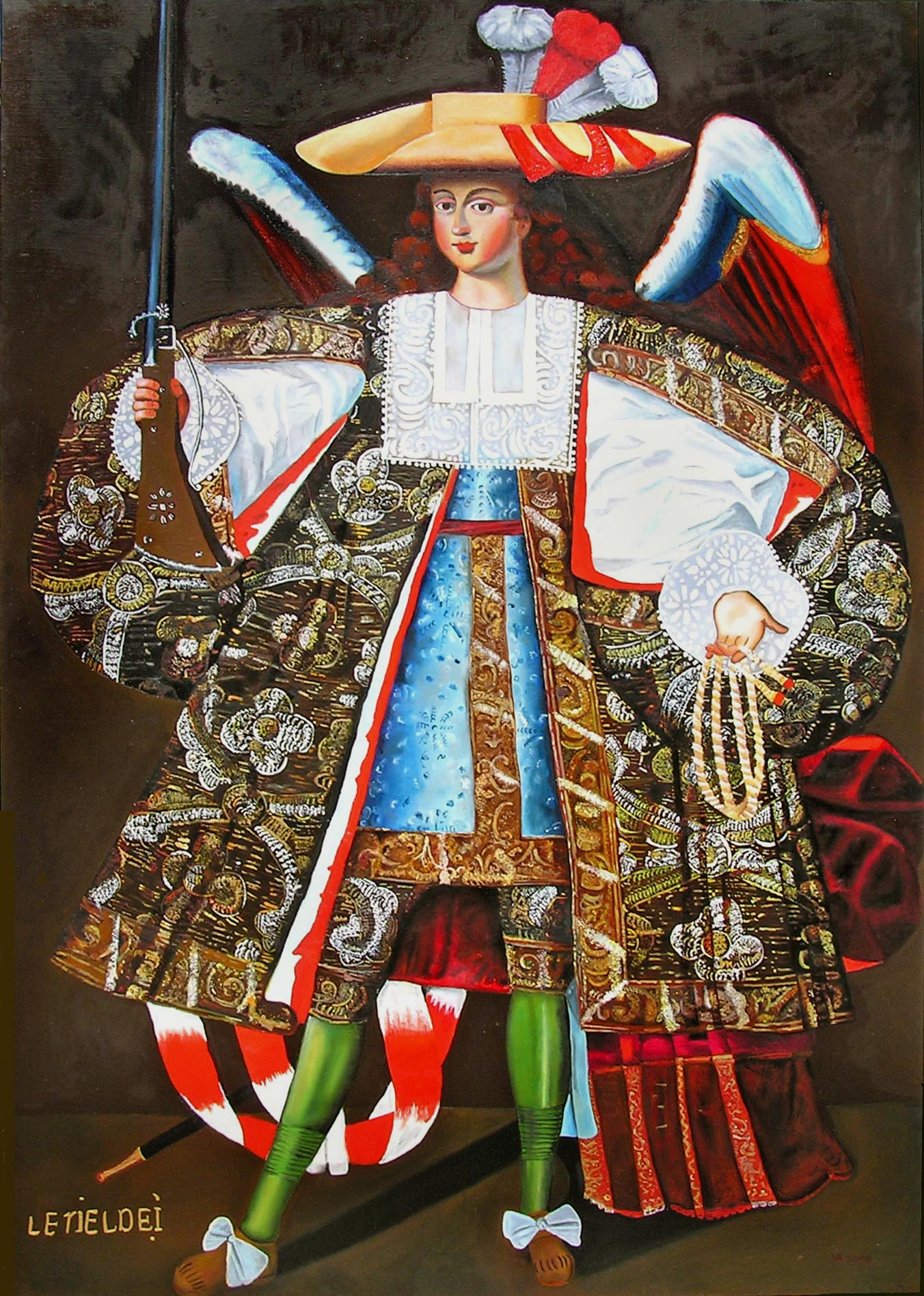
Ángel arcabucero, escuela del maestro de Calamarca, ca. 1700.
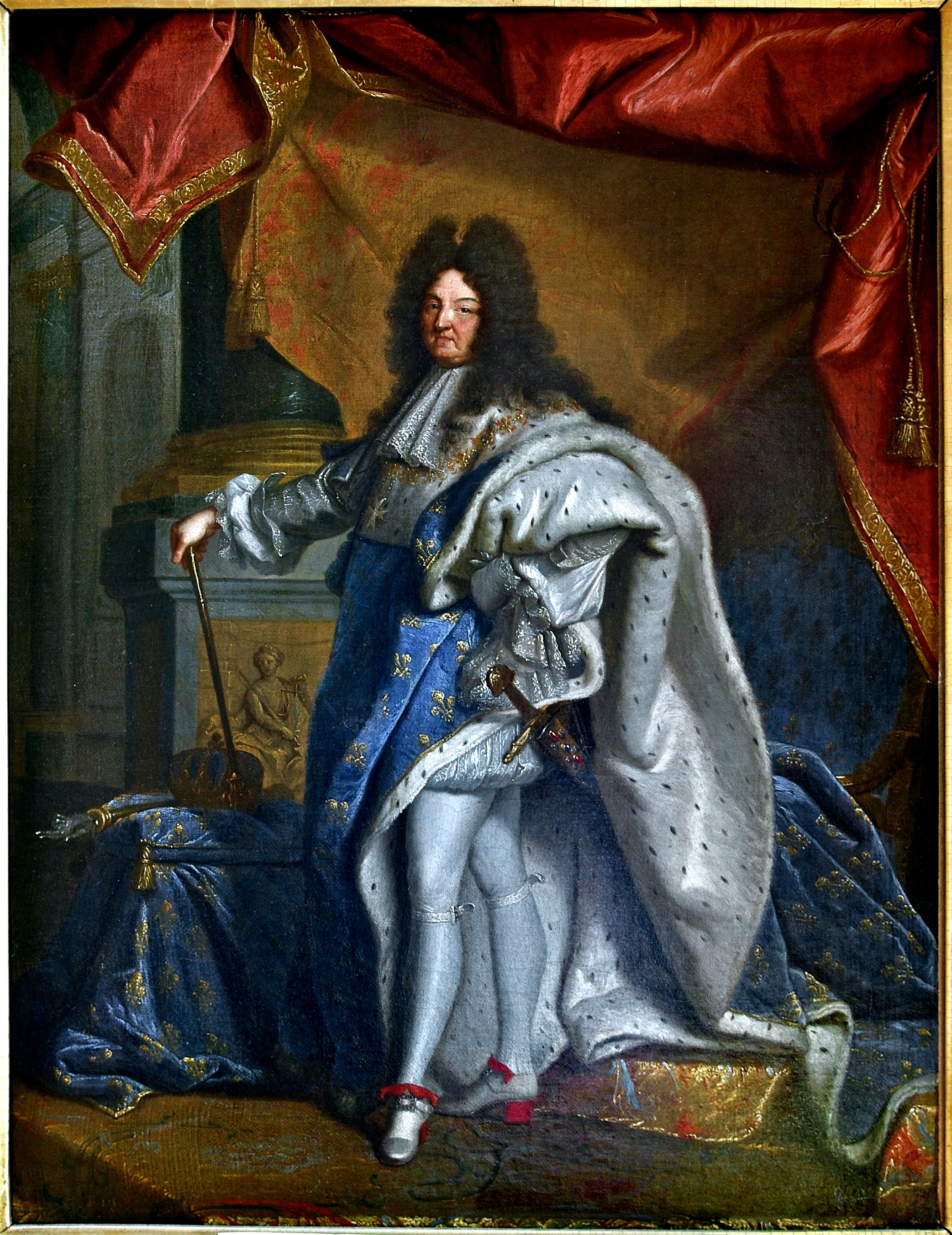
Luis XIV, de Rigaud, 1701.
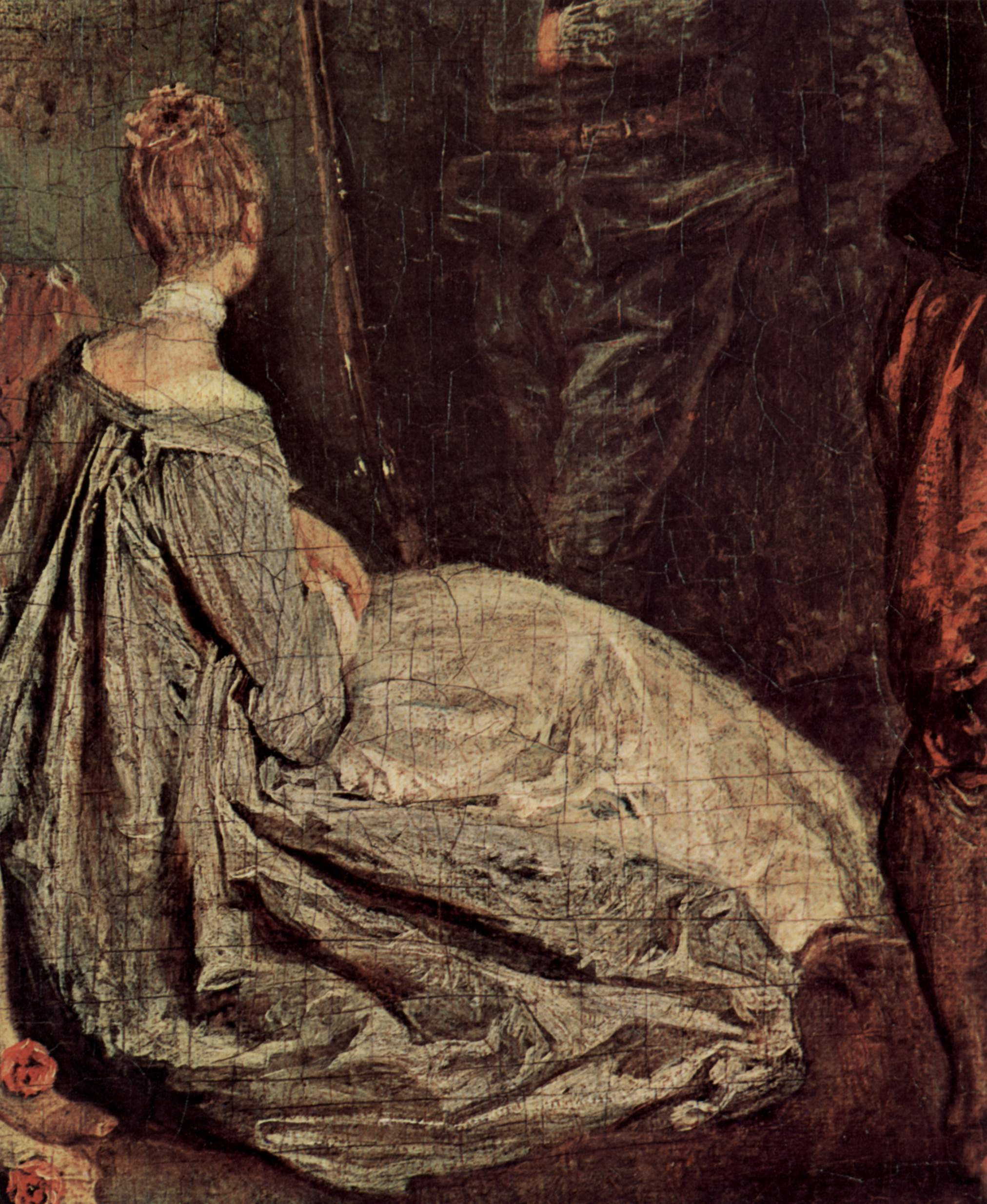
Descanso durante la cacería, de Watteau, ca. 1720.
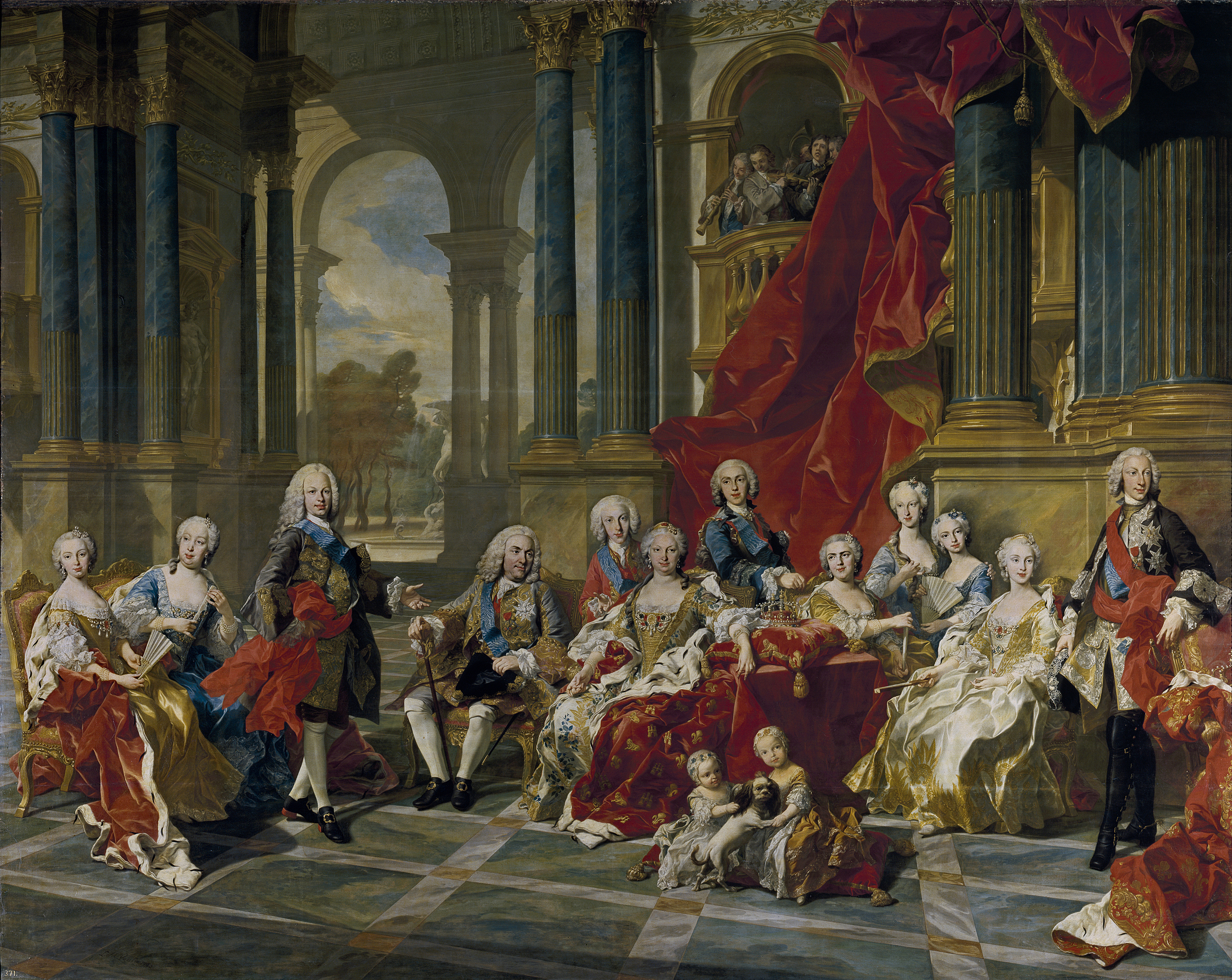
La familia de Felipe V, de Louis Michel van Loo, 1743.
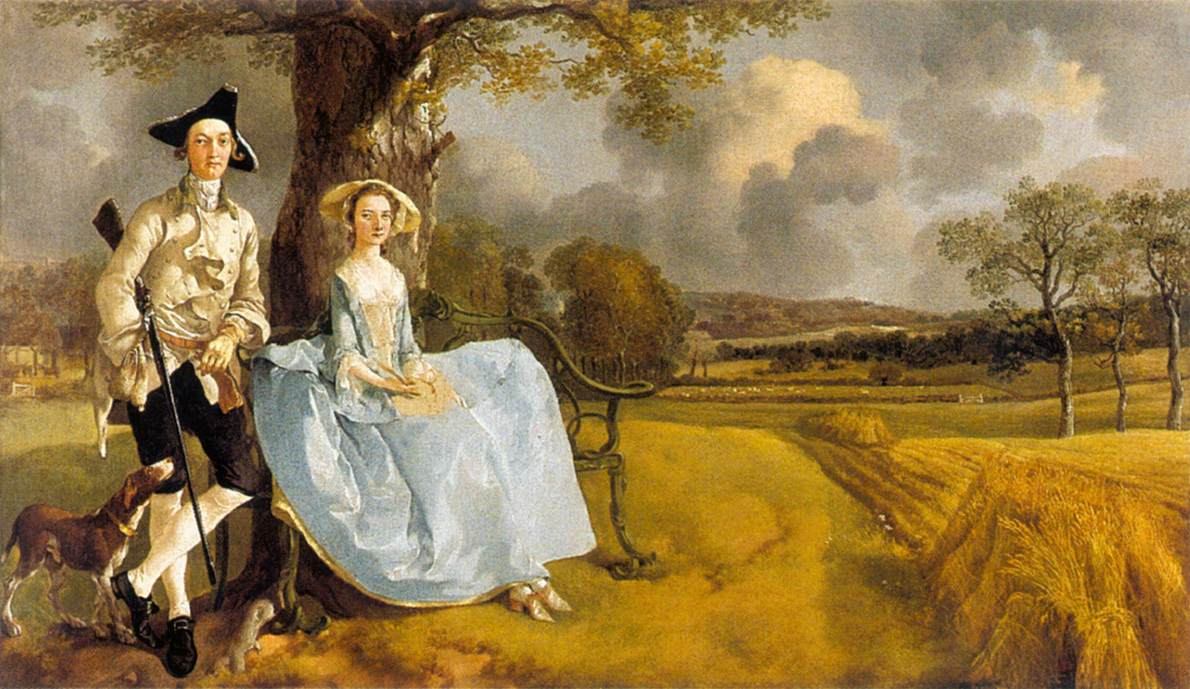
El Señor y la Señora Andrews, de Gainsborough, 1749.
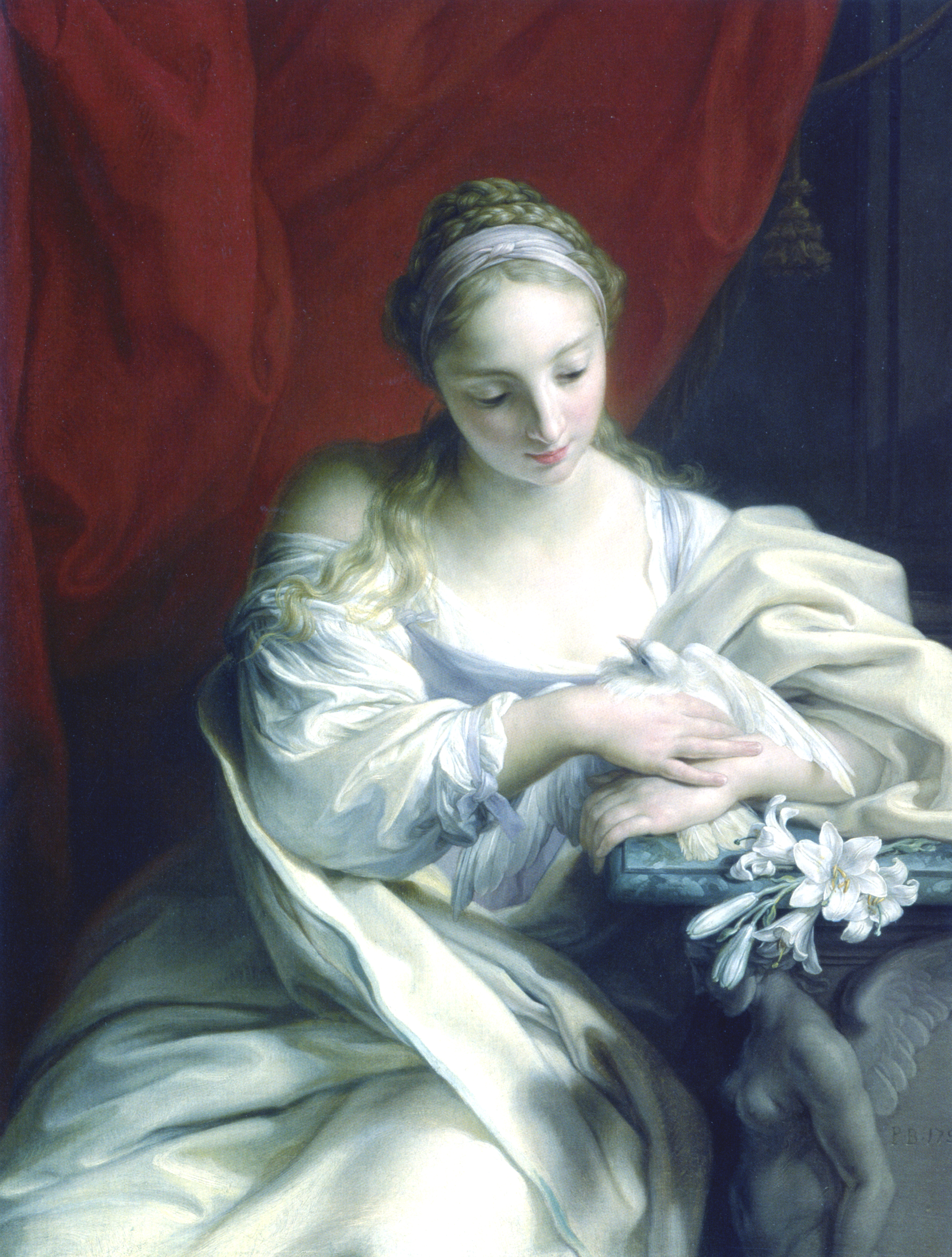
Pureza de corazón, de Pompeo Batoni, 1752.
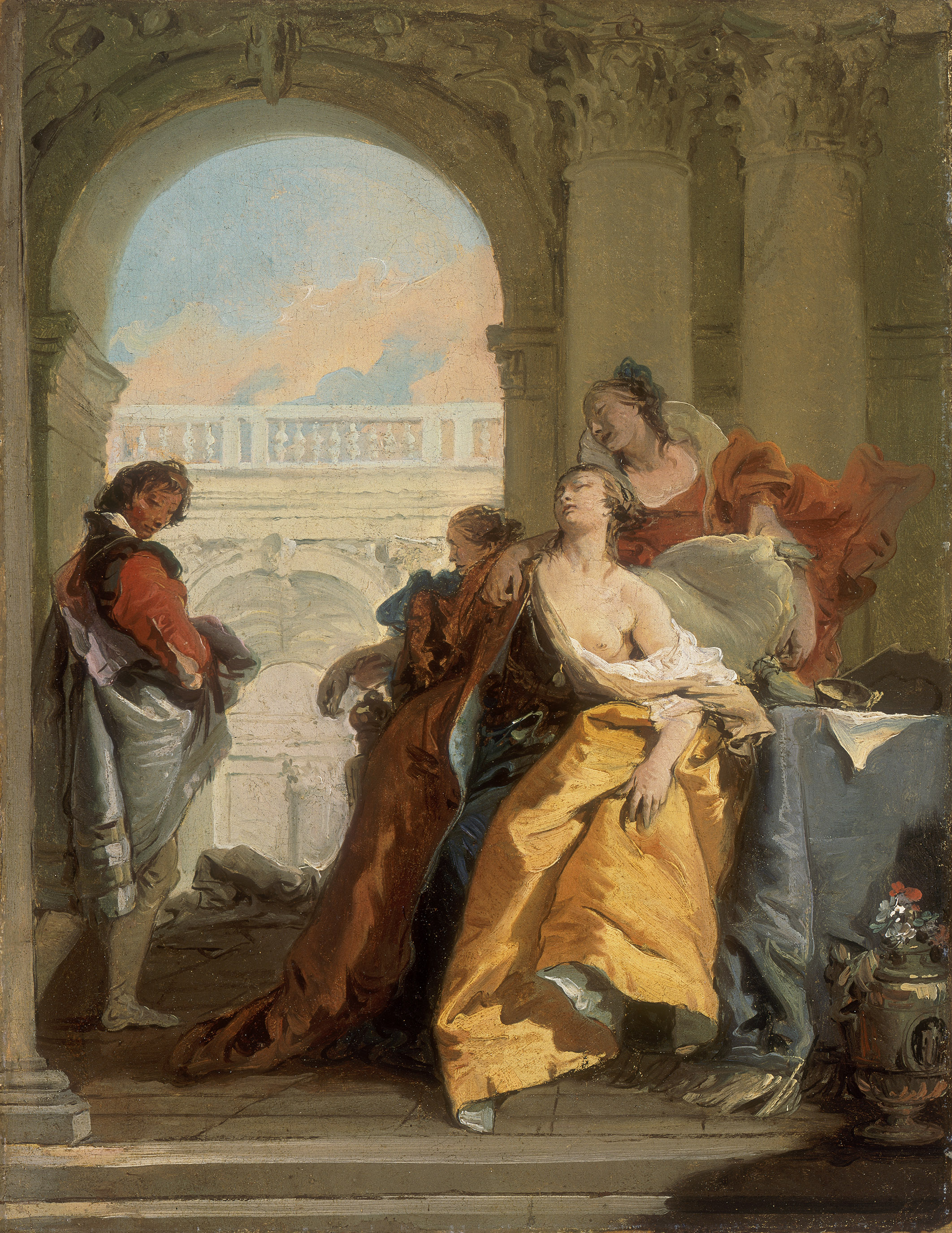
La muerte de Sofonisba, de Tiépolo, ca. 1755.
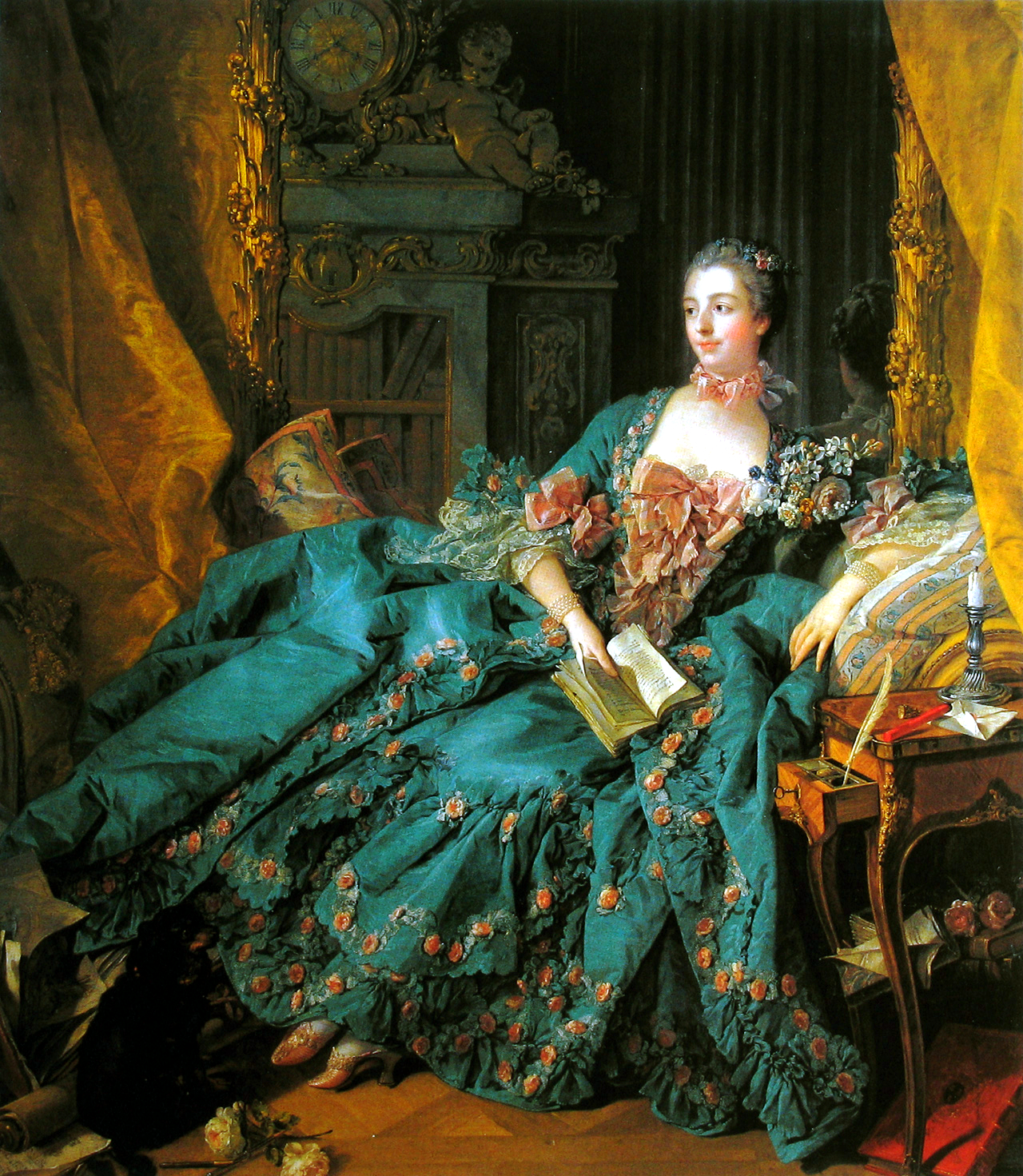
La marquesa de Pompadour, de Boucher, 1756.
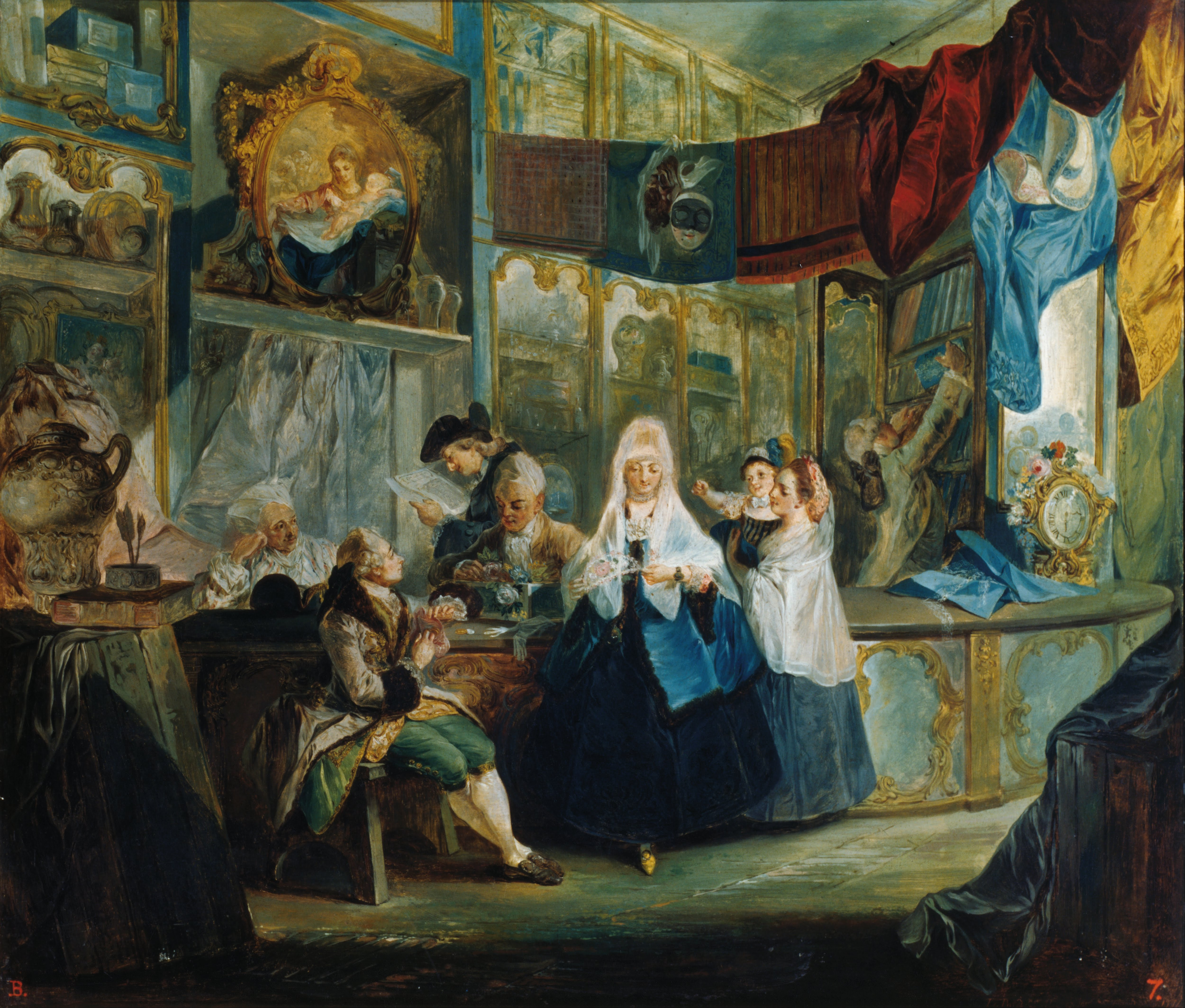
La tienda, de Luis Paret, 1772.

### Edad Contemporánea
La Edad Contemporánea cambió de forma radical la relación entre artista y cliente, que pasó a ser el anónimo mercado de arte. Las convenciones estéticas del academicismo se mantuvieron en un segmento cada vez más desafiado por las sucesivas iniciativas rupturistas (refusés, indépendants, sezession, avant-garde). La representación de los ropajes dependía de la forma en que cada movimiento pictórico o artista interpretaba o re-construía los conceptos tradicionales de la perspectiva, el volumen, la textura, la luz y el color (impresionismo, futurismo, cubismo); o los diluía (con el caso de la pintura abstracta, que carece de referente figurativo).
Finales del XVIII y comienzos del XIX: neoclasicismo y romanticismo

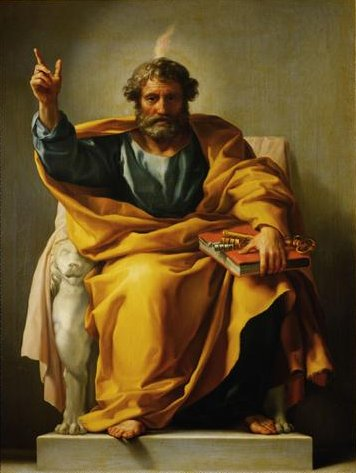
El apóstol Pedro, de Mengs, ca. 1773-1776.
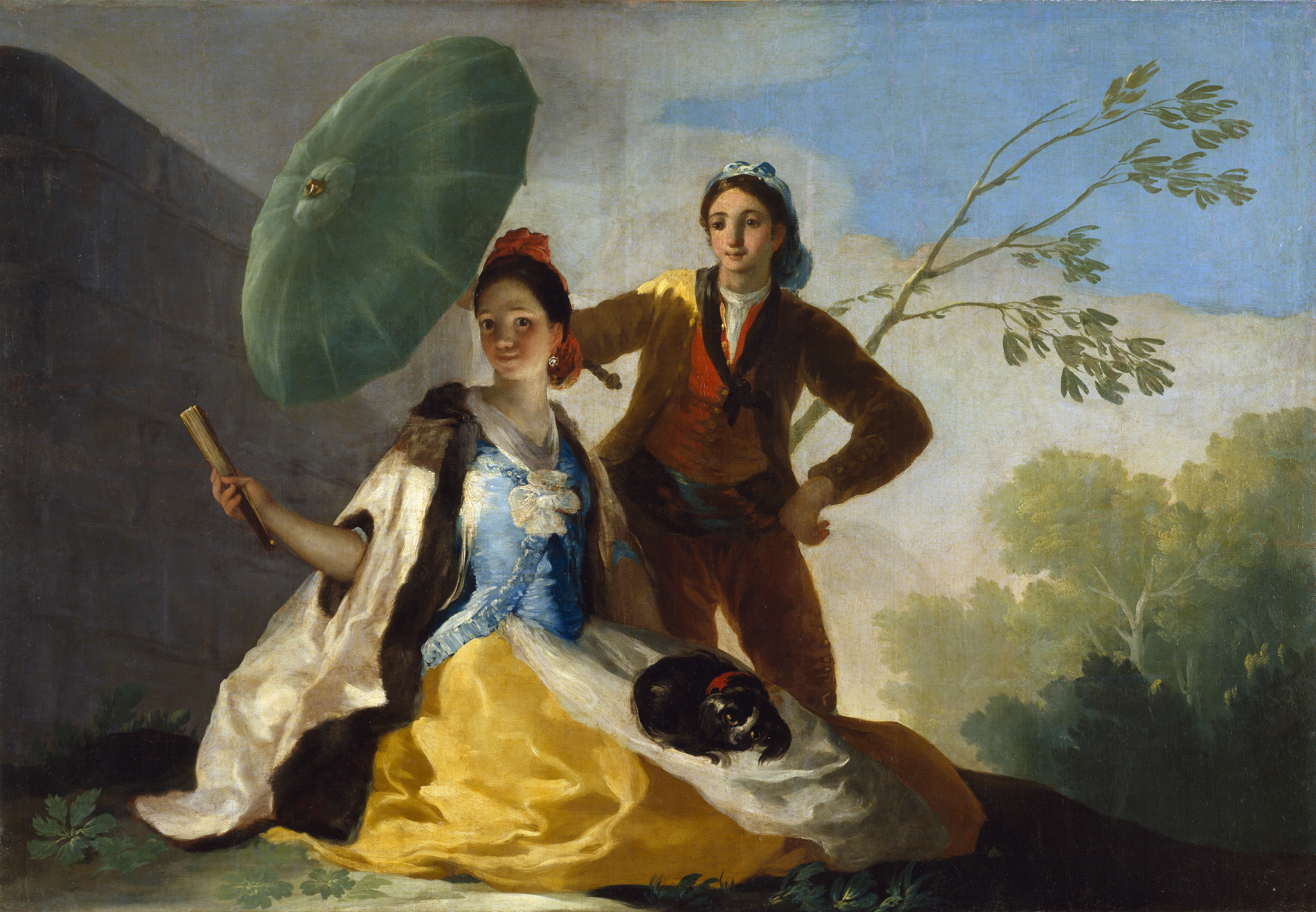
El quitasol, de Goya, 1777.
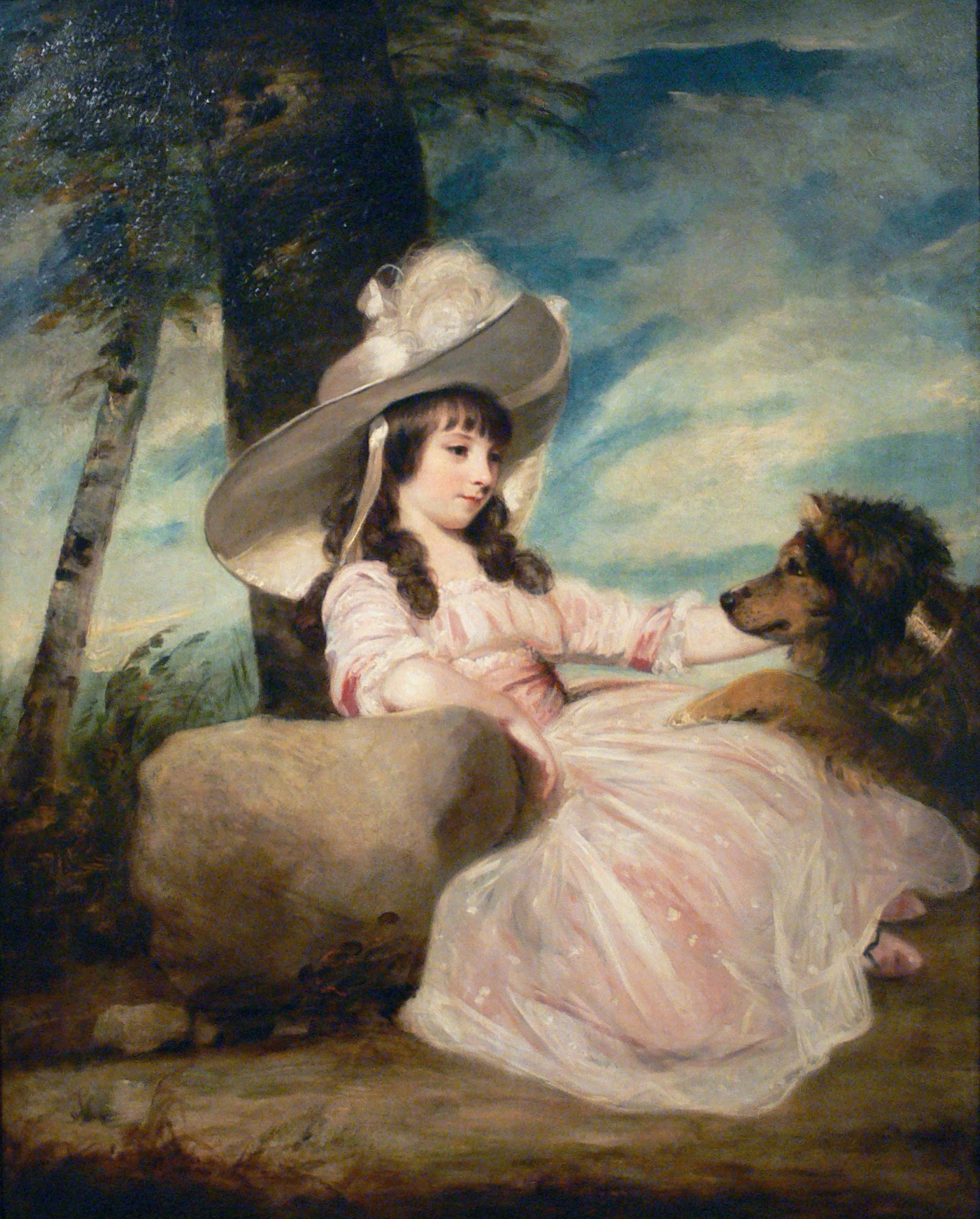
Anna Ward, de Reynolds, ca. 1787.
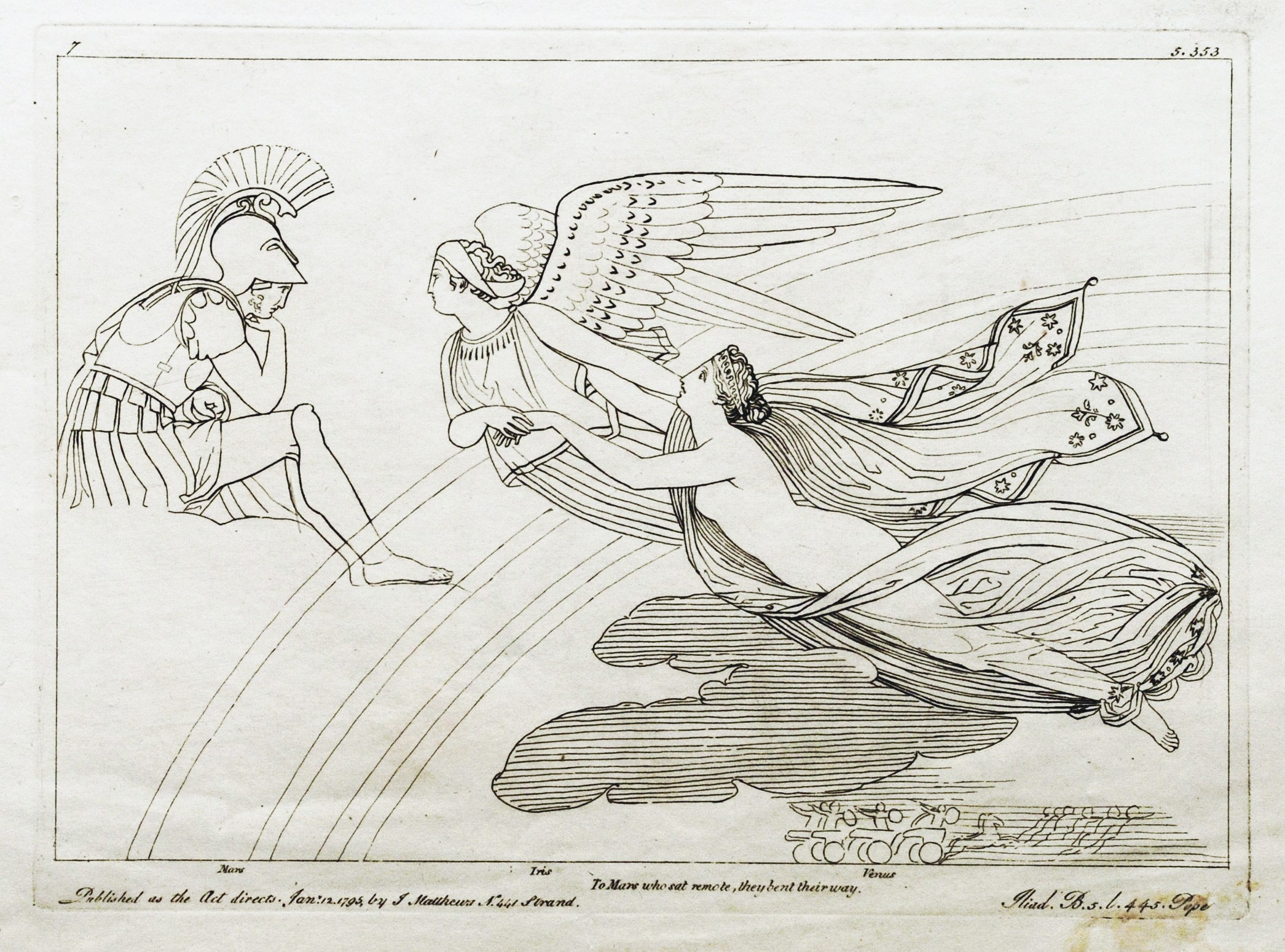
Ilustración de La Ilíada, de John Flaxman, 1793.
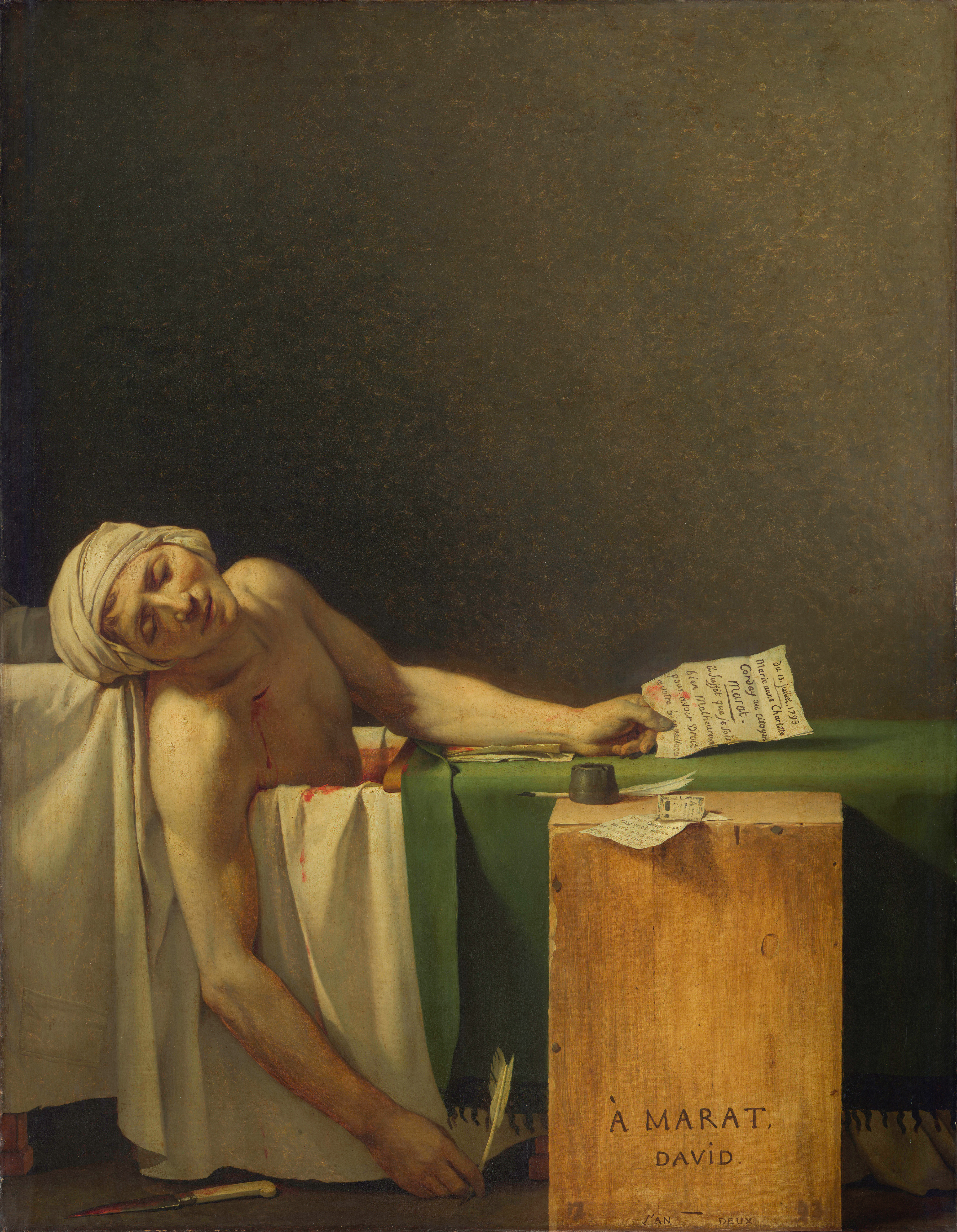
La muerte de Marat, de Jacques-Louis David, 1797.
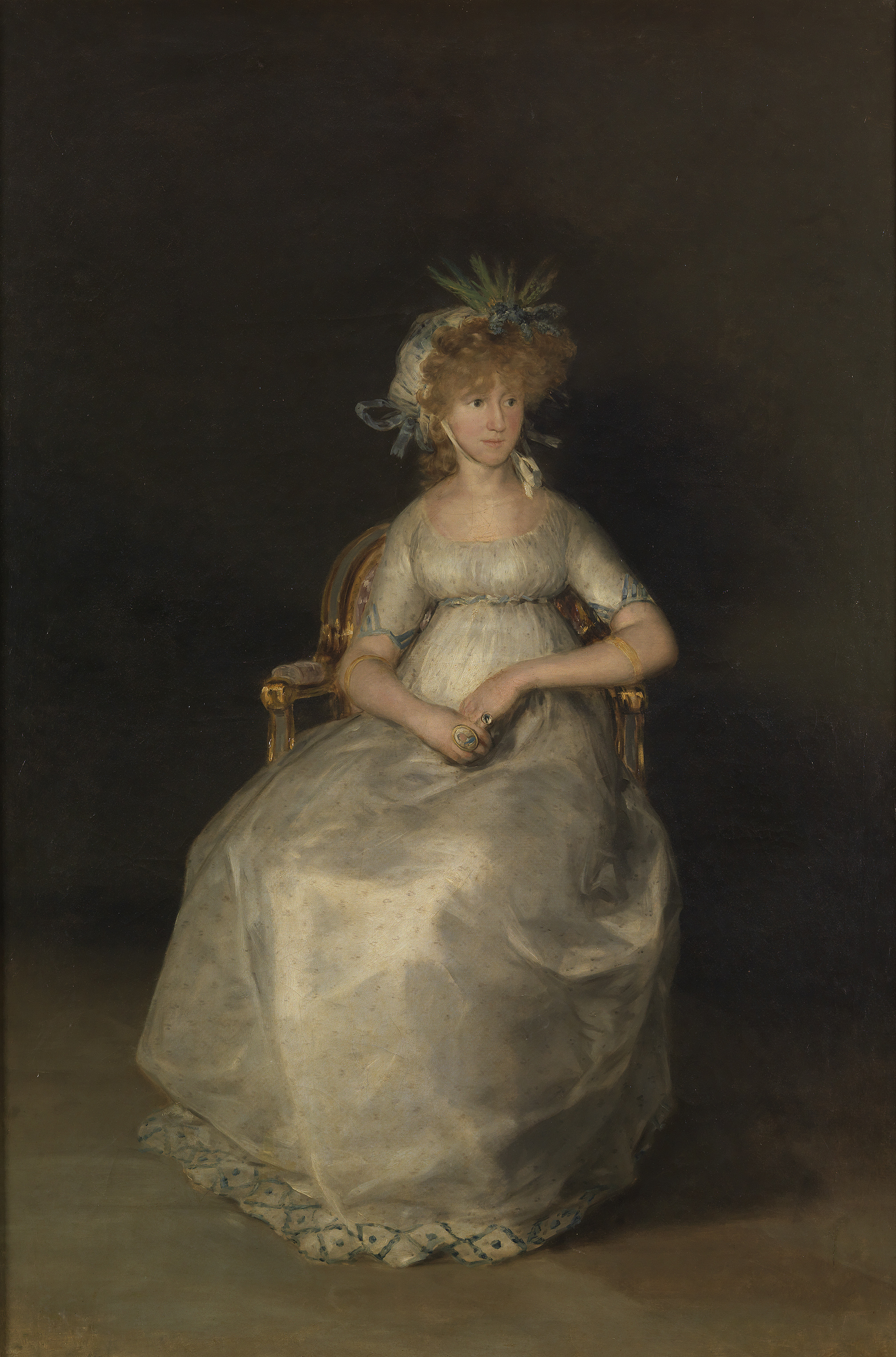
La condesa de Chinchón, de Goya, 1800.
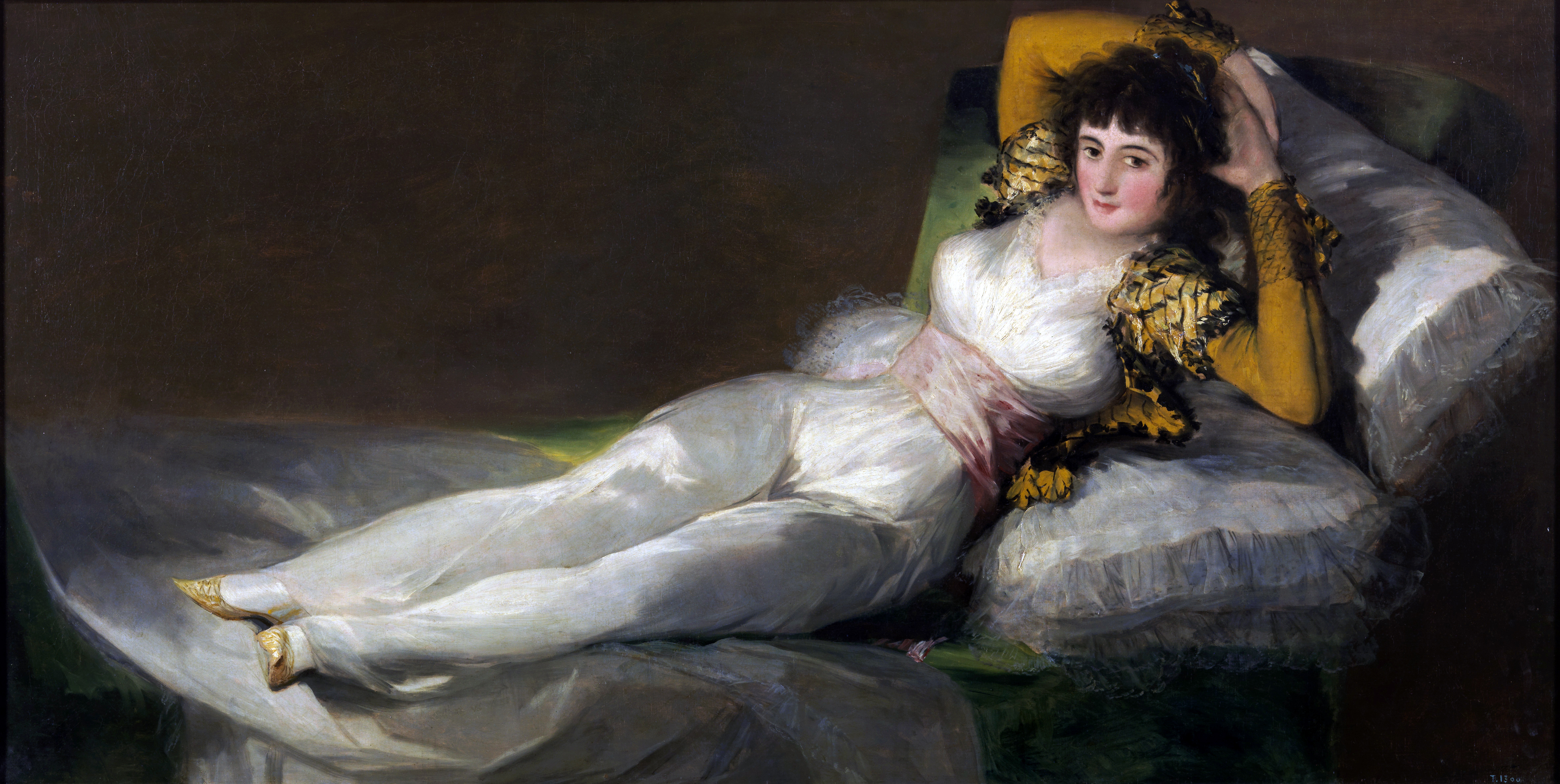
La maja vestida, de Goya, ca. 1802-1805.
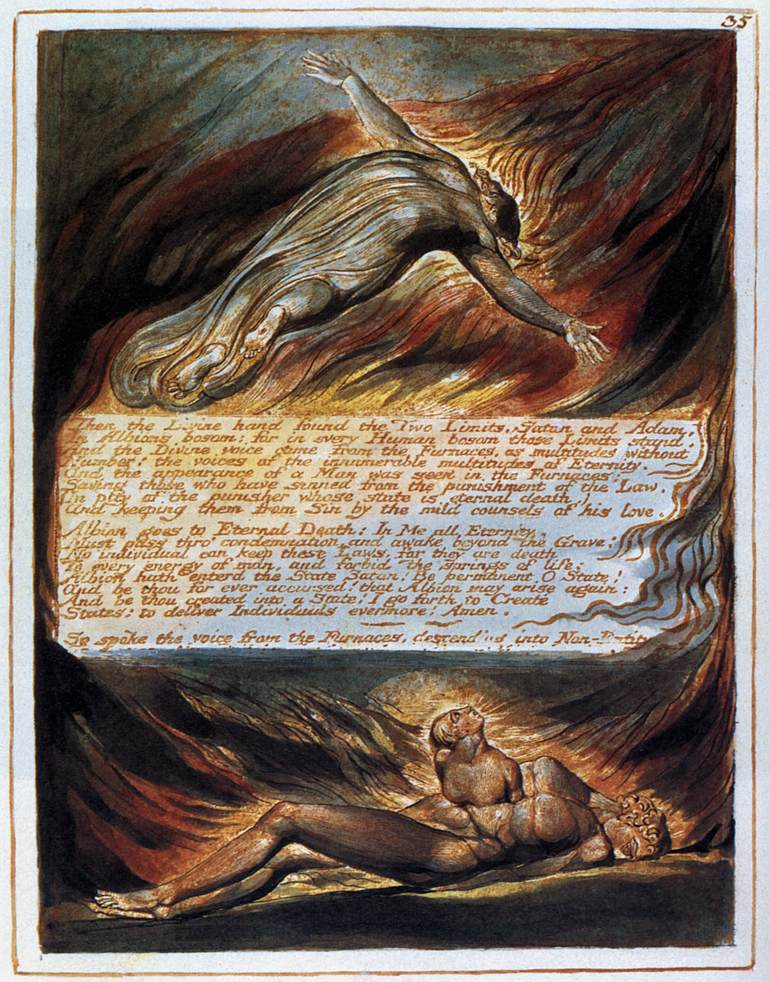
Ilustración de Jerusalem The Emanation of the Giant Albion,[32] de William Blake, 1804-1820.
La coronación de Napoleón, de David, 1805-1808.
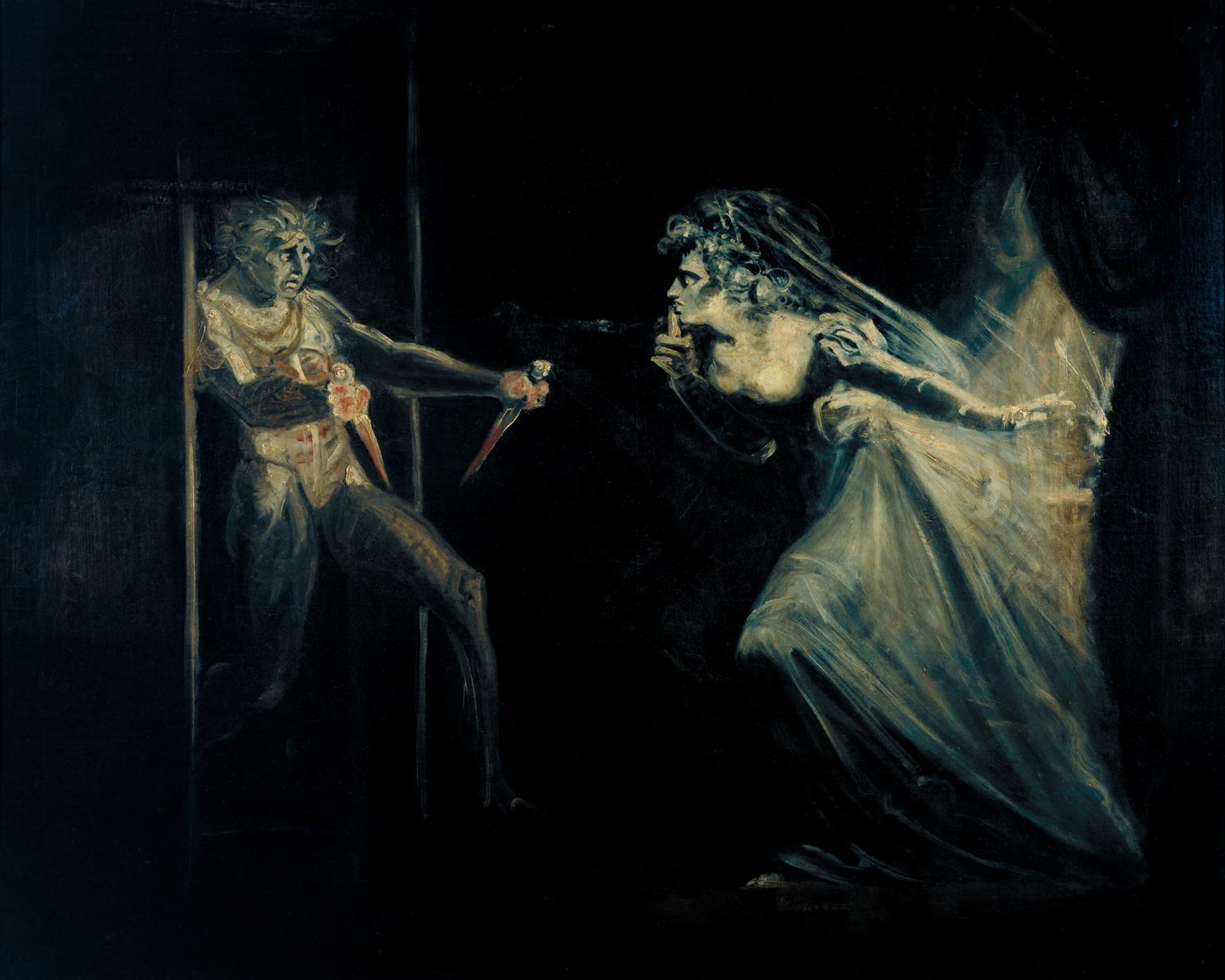
Lady Macbeth con los puñales, de Füssli, 1812.
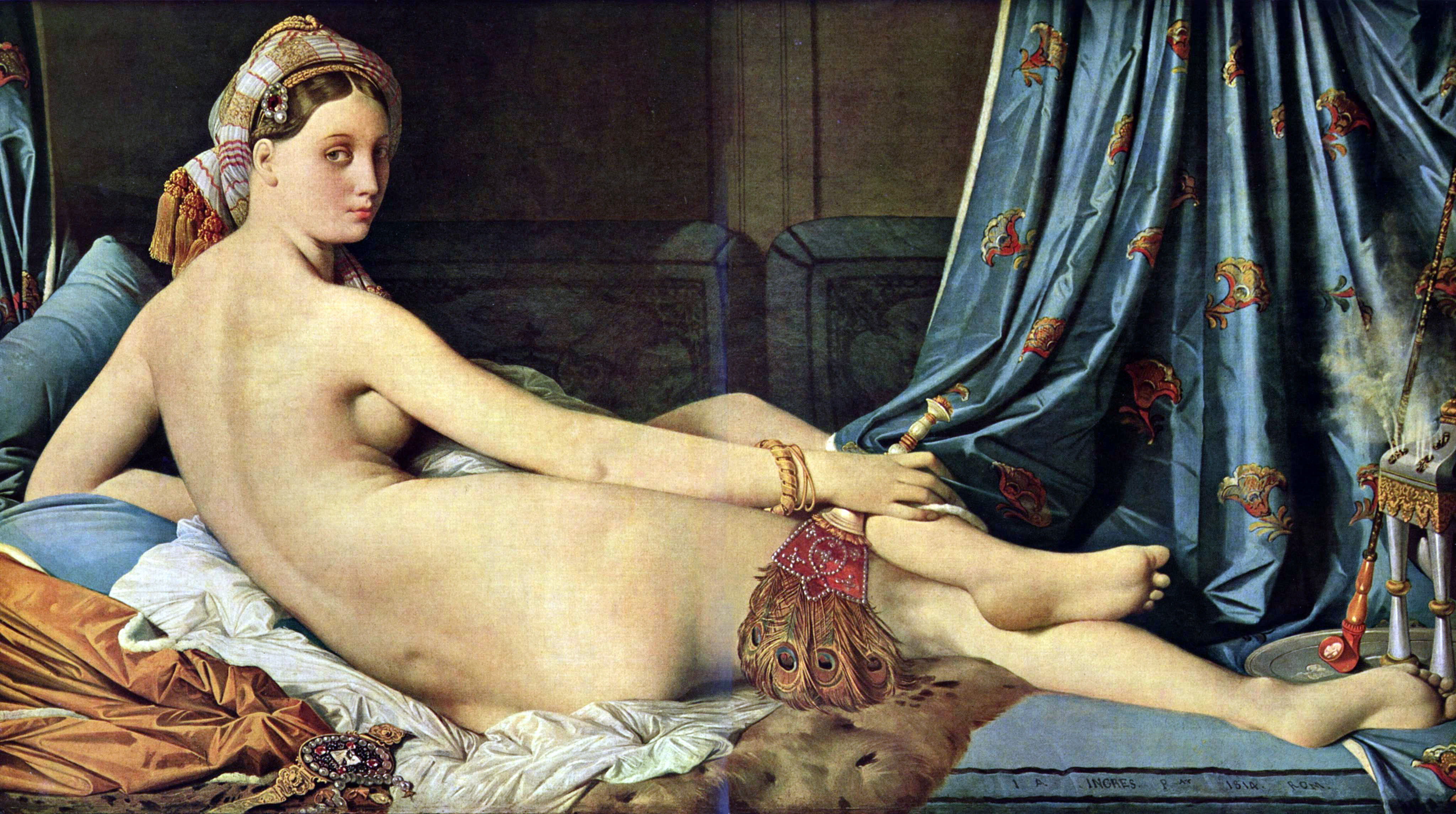
La gran odalisca, de Ingres, 1814.
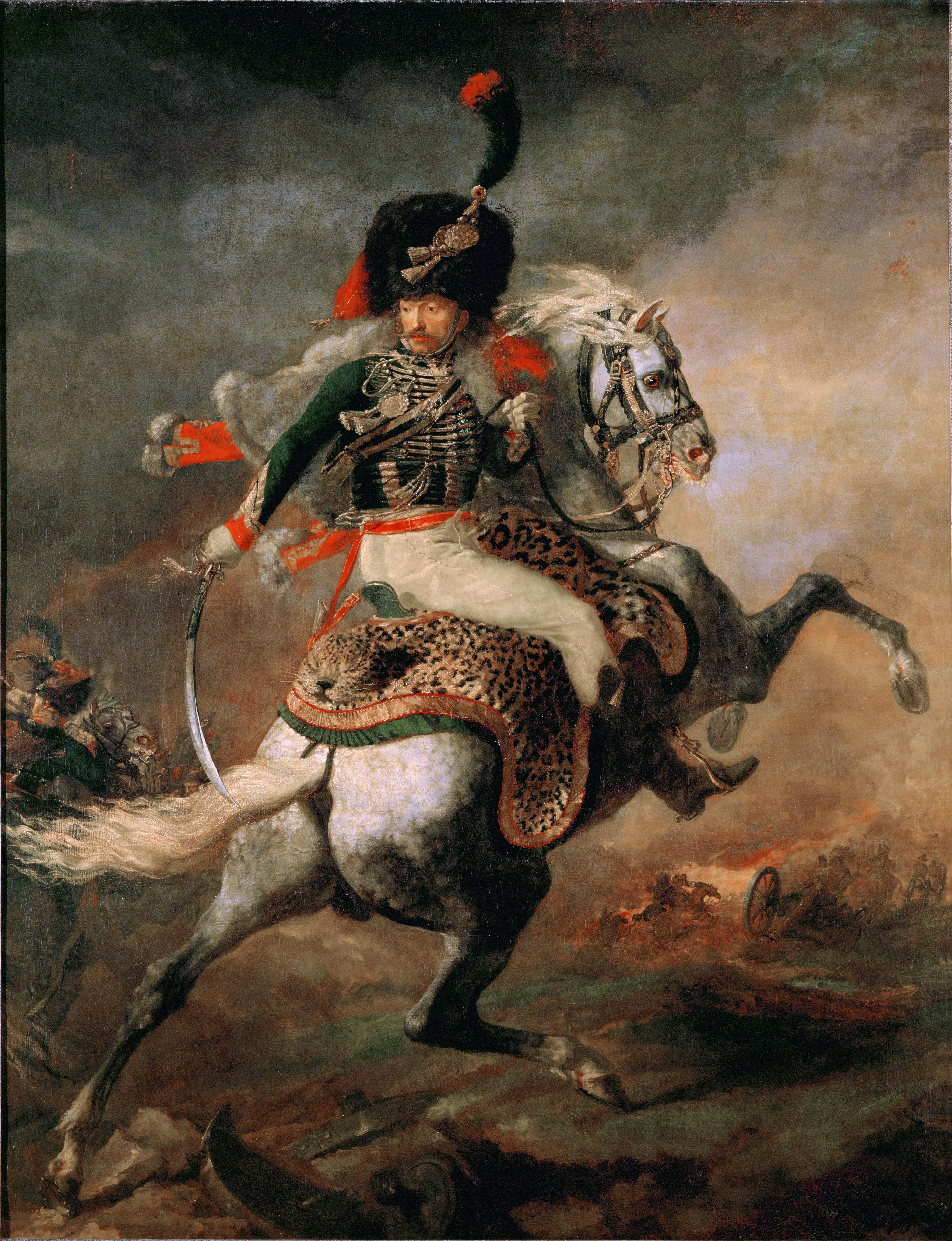
Oficial de la guardia imperial, de Gericault, 1814.
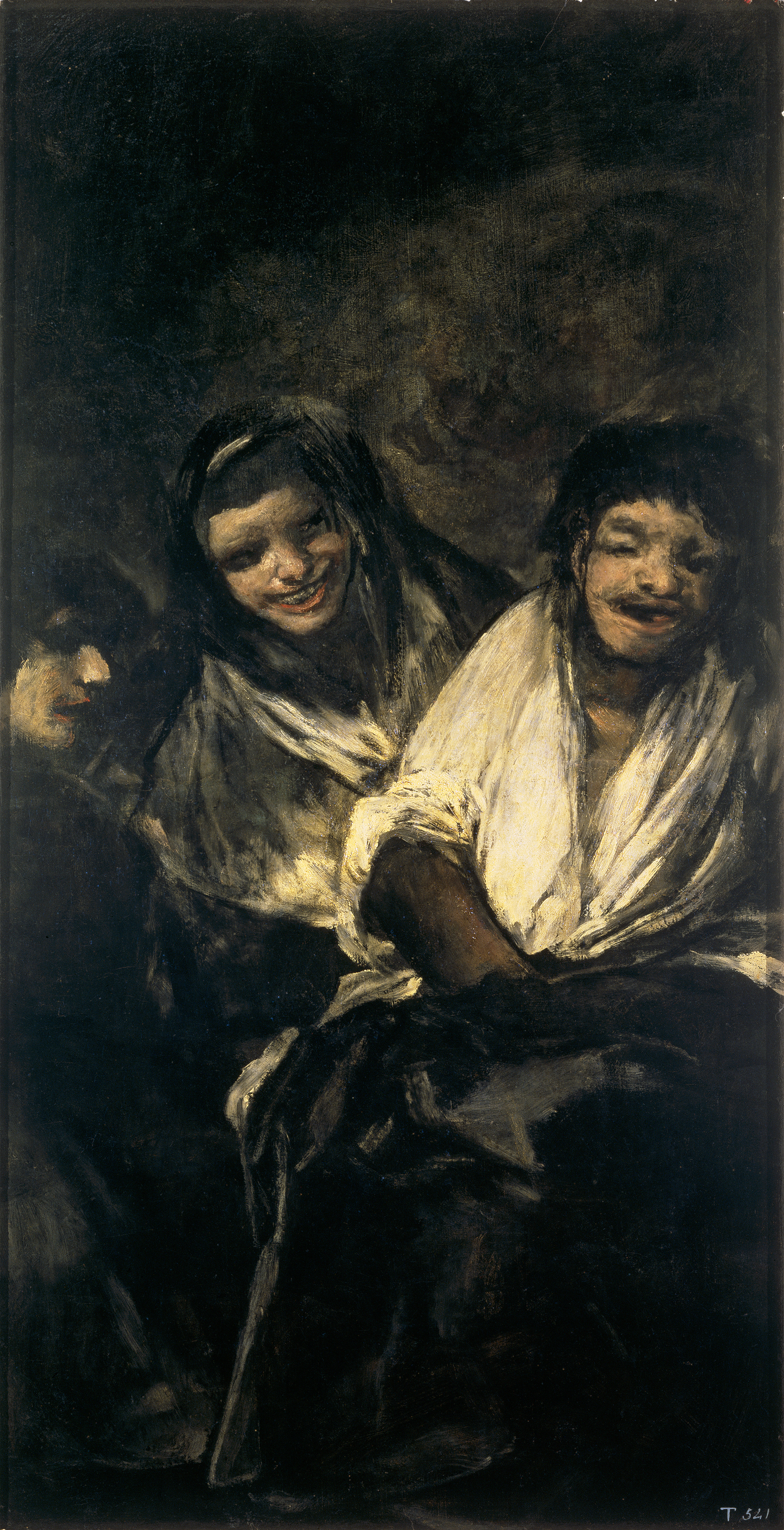
Dos mujeres y un hombre, de Goya, 1819-123 (una de las "pinturas negras").
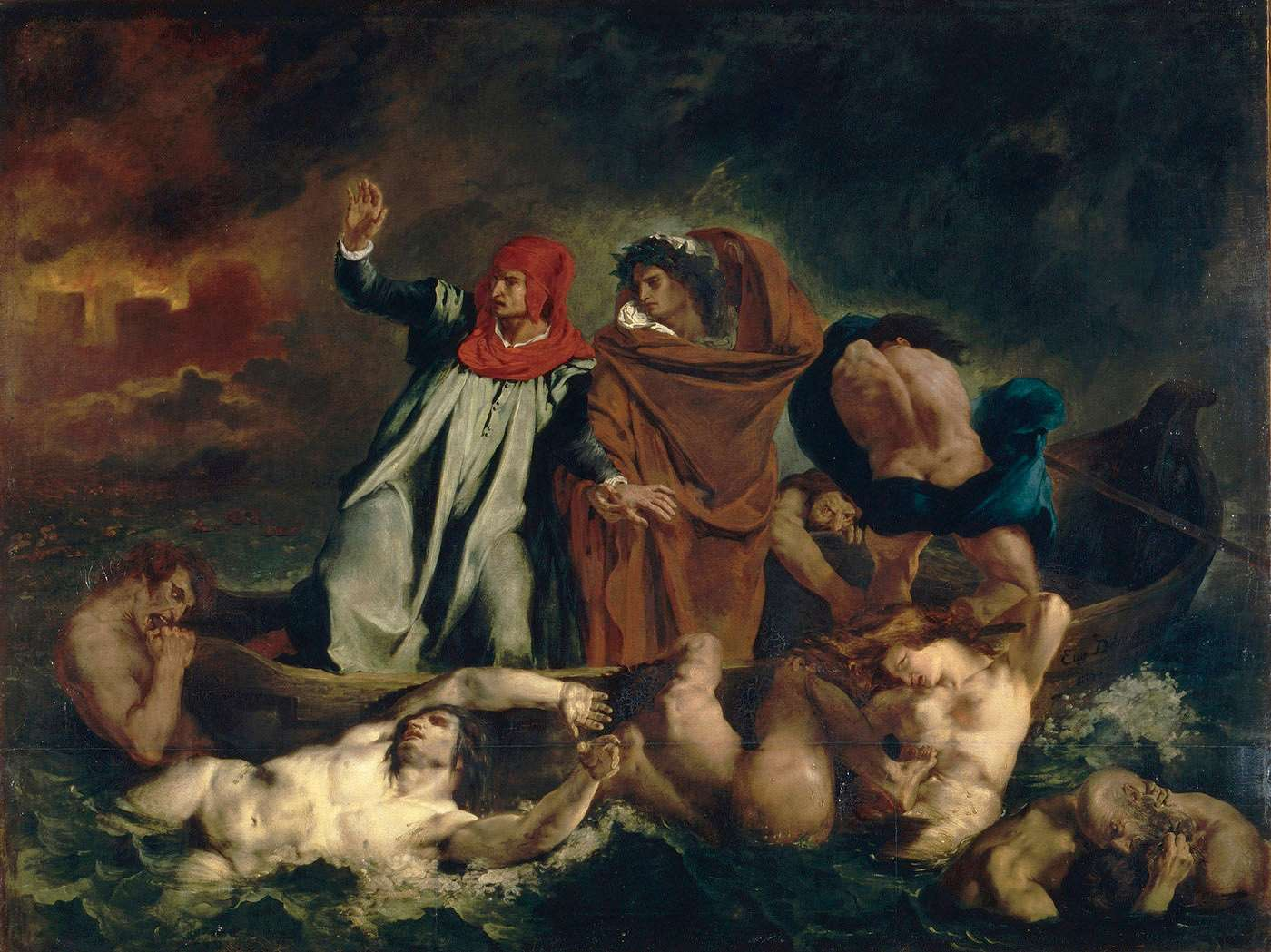
La barca de Dante, de Delacroix, 1822.
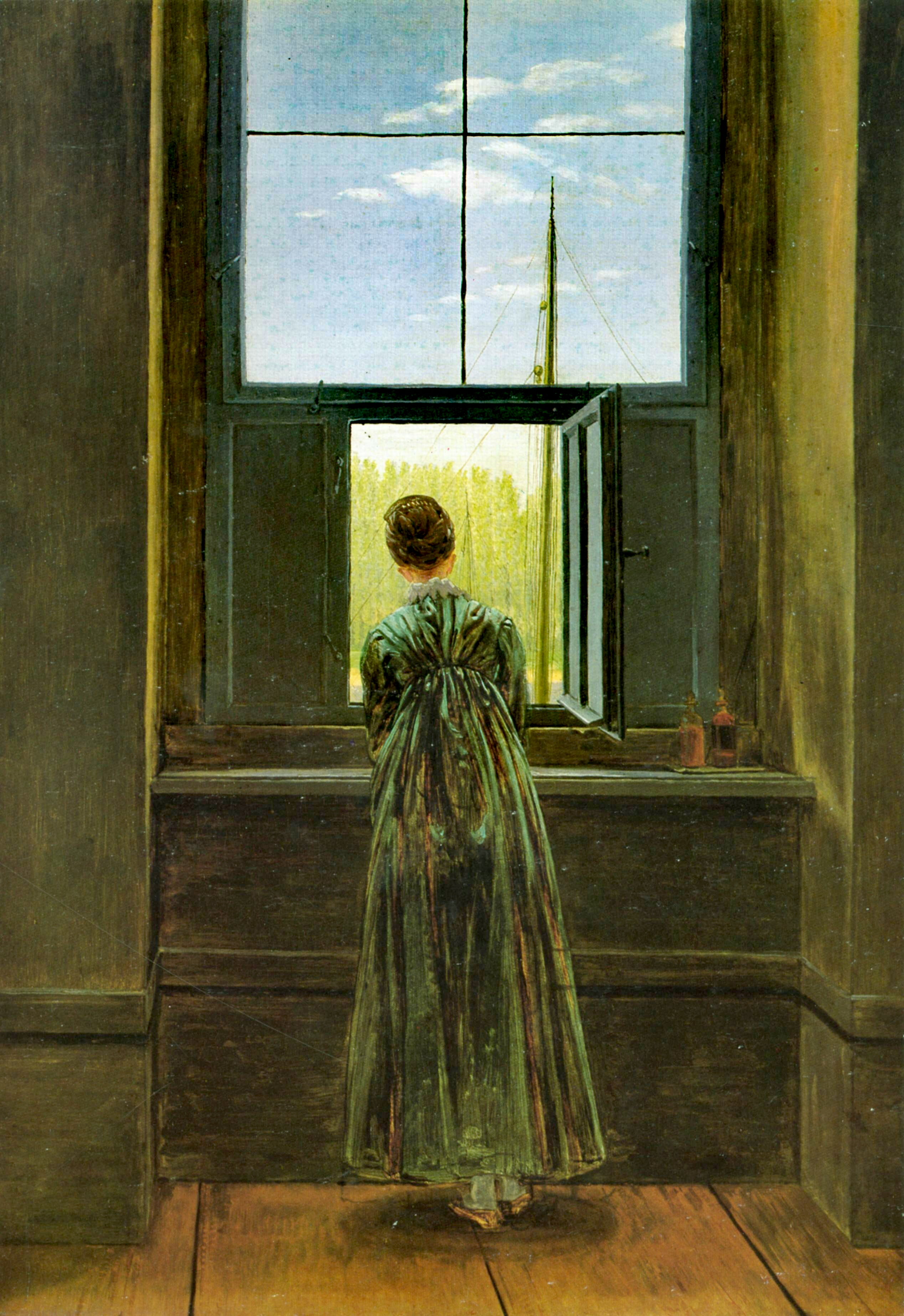
Mujer en la ventana, de Caspar David Friedrich, 1822.
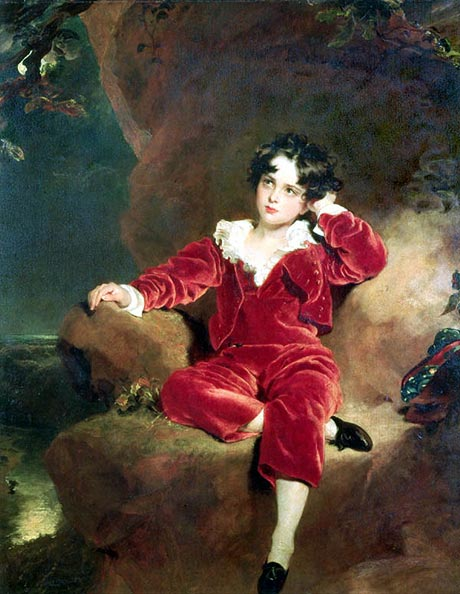
Master Lambton, de Thomas Lawrence, 1825.
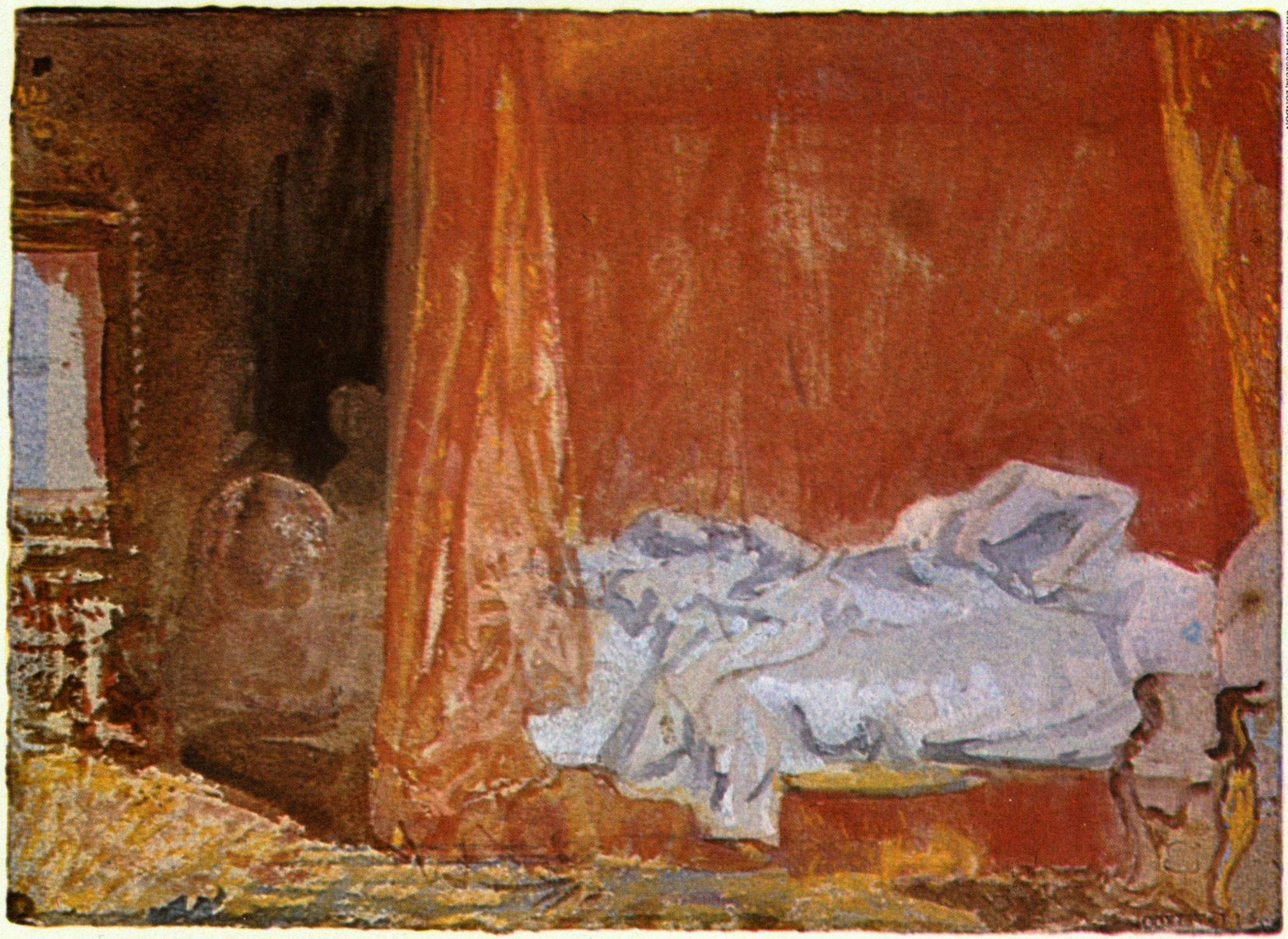
Dormitorio, de Turner, ca. 1825-1850.

Décadas centrales del siglo XIX: realismo e impresionismo
De la fundación de la hermandad prerrafaelita (1848) a la última exposición impresionista (1886)

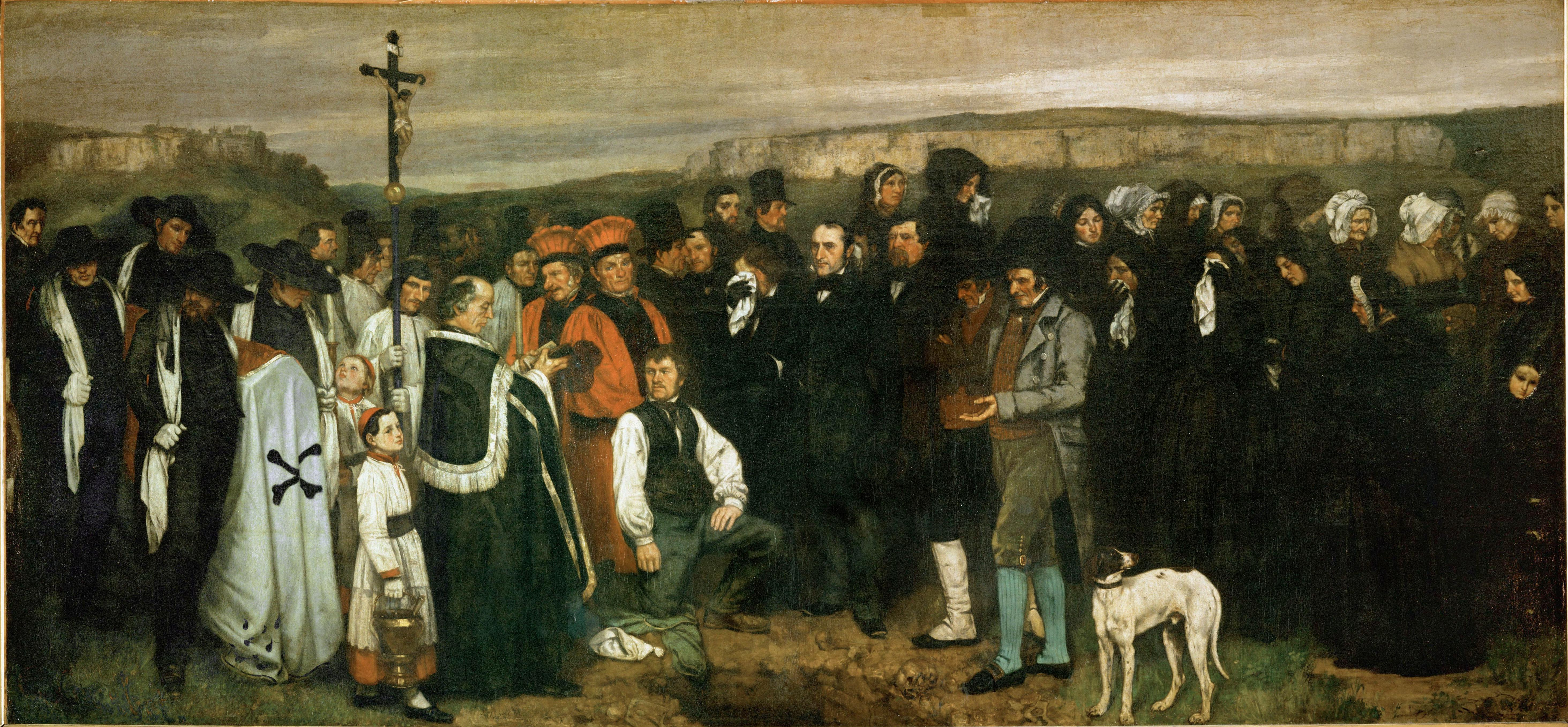
Entierro en Ornans, de Courbet, 1850.
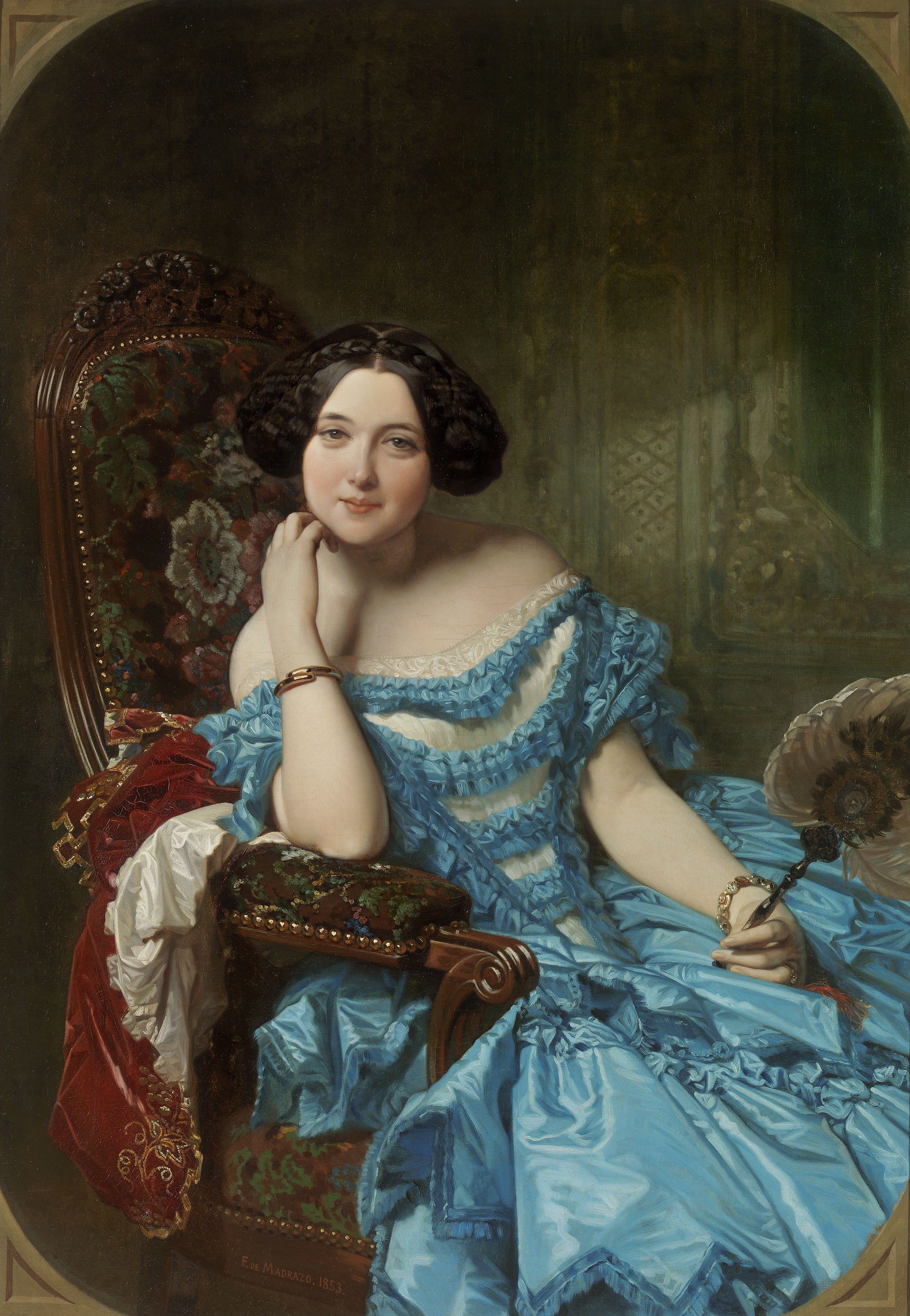
La condesa de Vilches, de Federico de Madrazo, 1853.
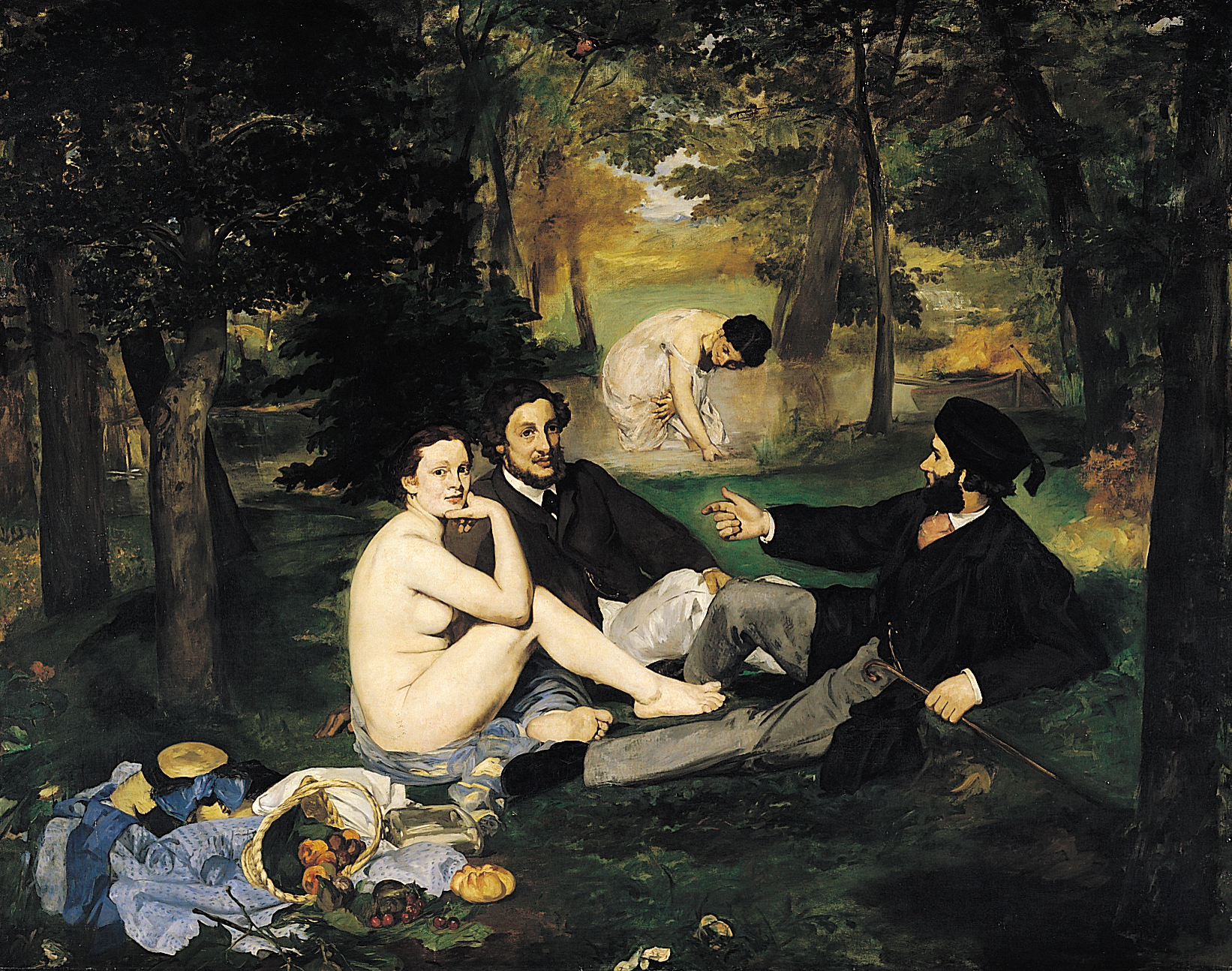
Le déjeuner sur l'herbe, de Manet, 1863.
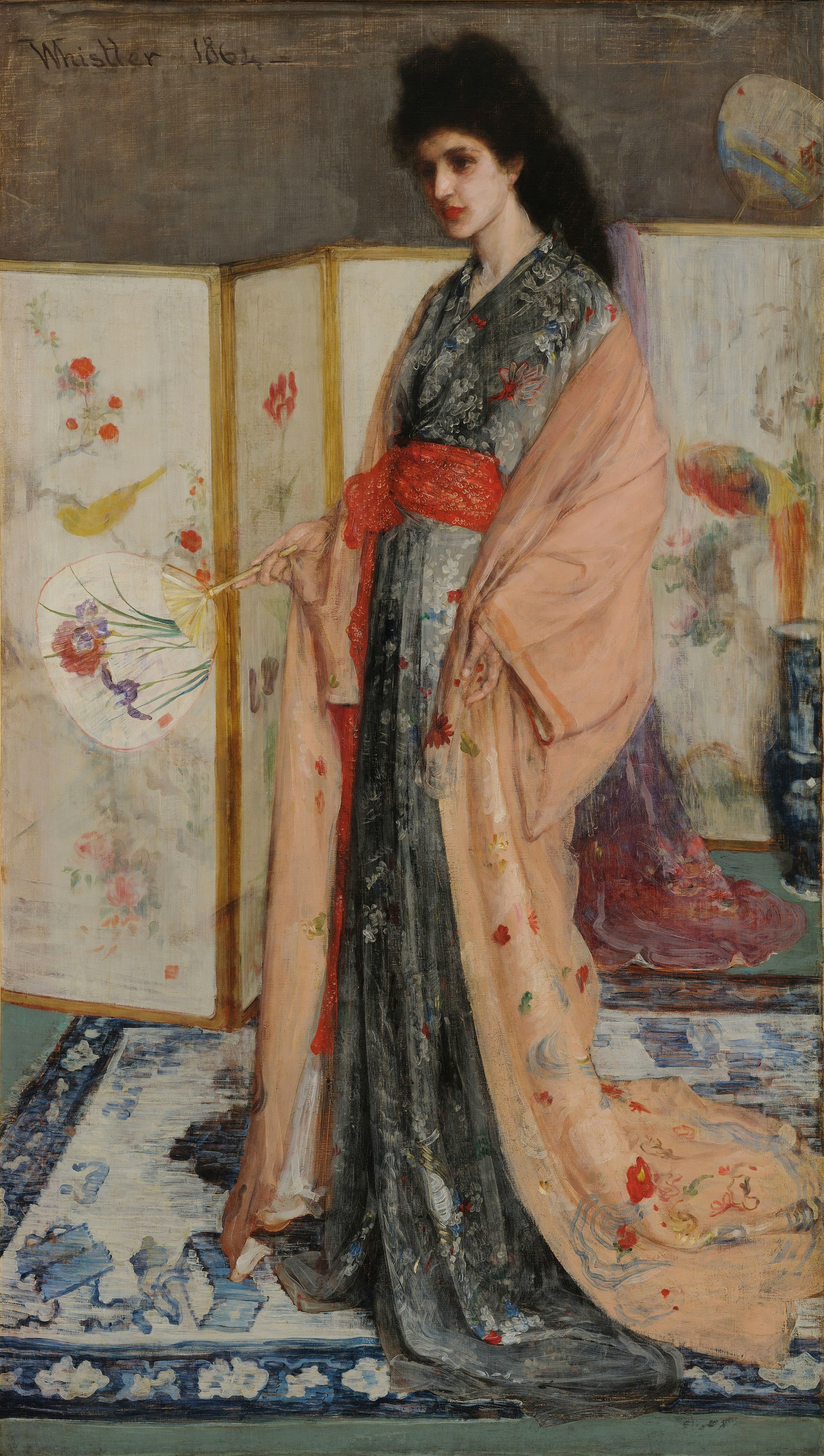
La princesa del país de la porcelana, de James McNeill Whistler, 1863-1865.
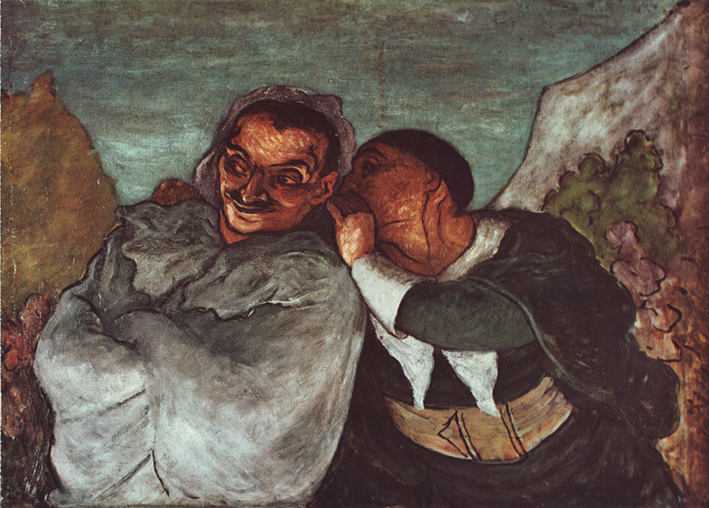
Crispín y Escarpín, de Daumier, ca. 1864.
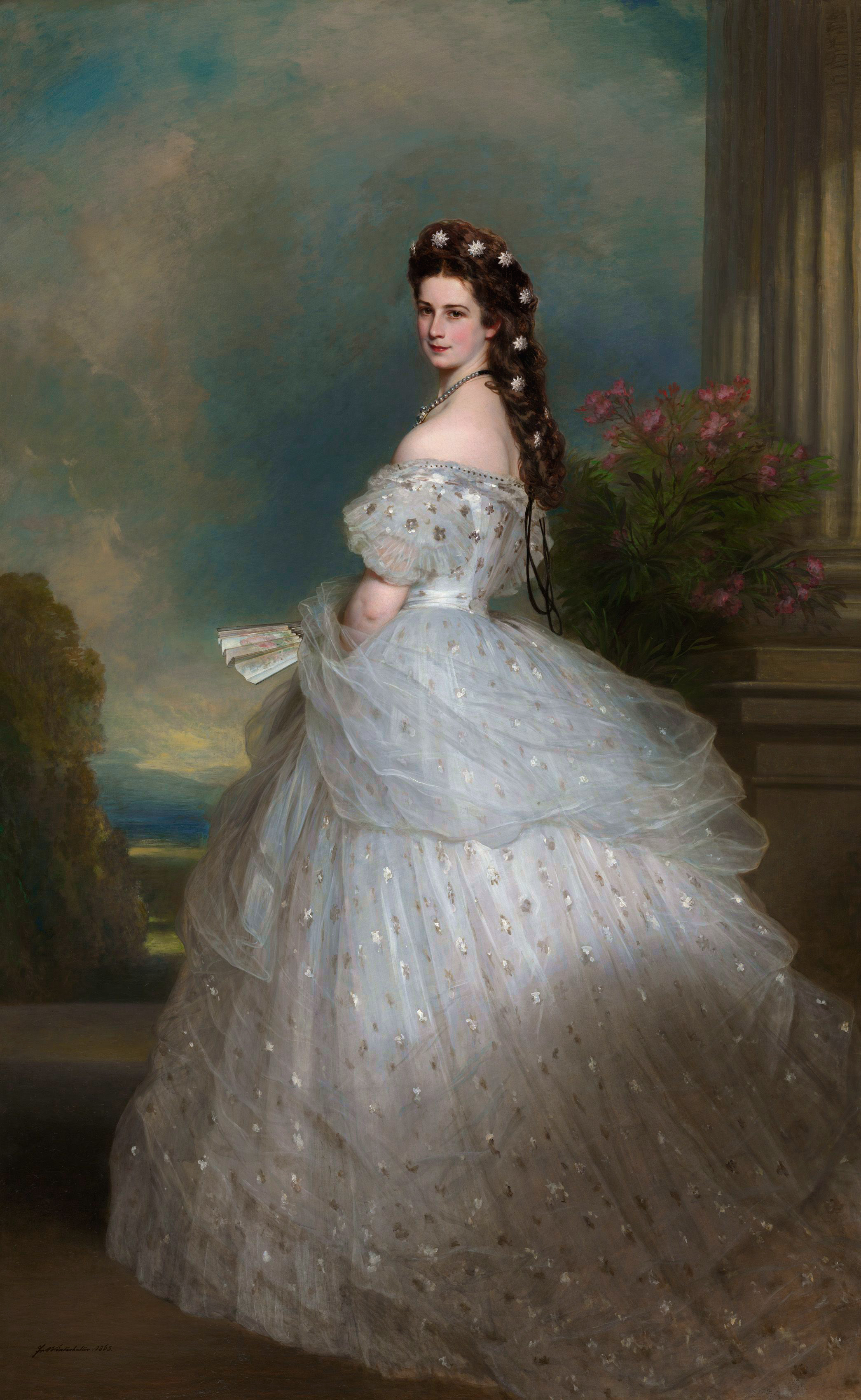
La emperatriz Isabel de Austria, de Franz Xaver Winterhalter, 1865.
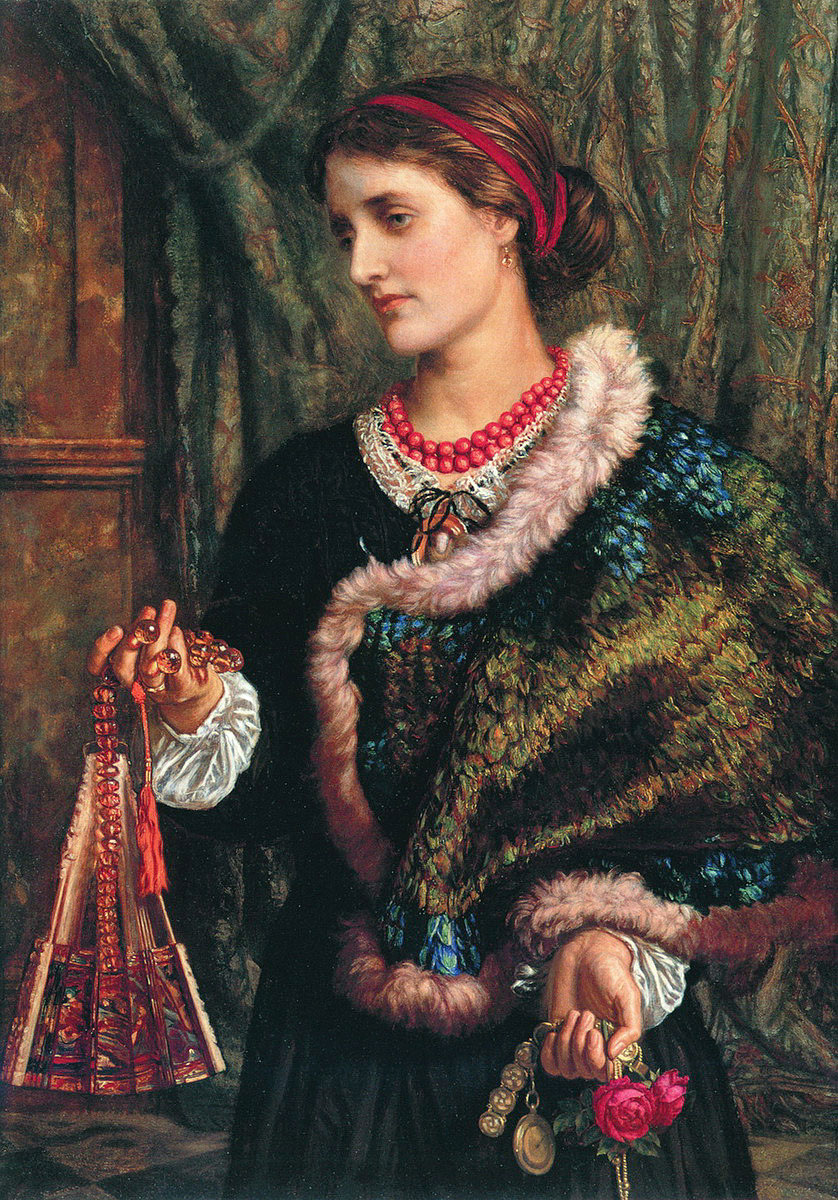
El cumpleaños, de William Holman Hunt, 1868.
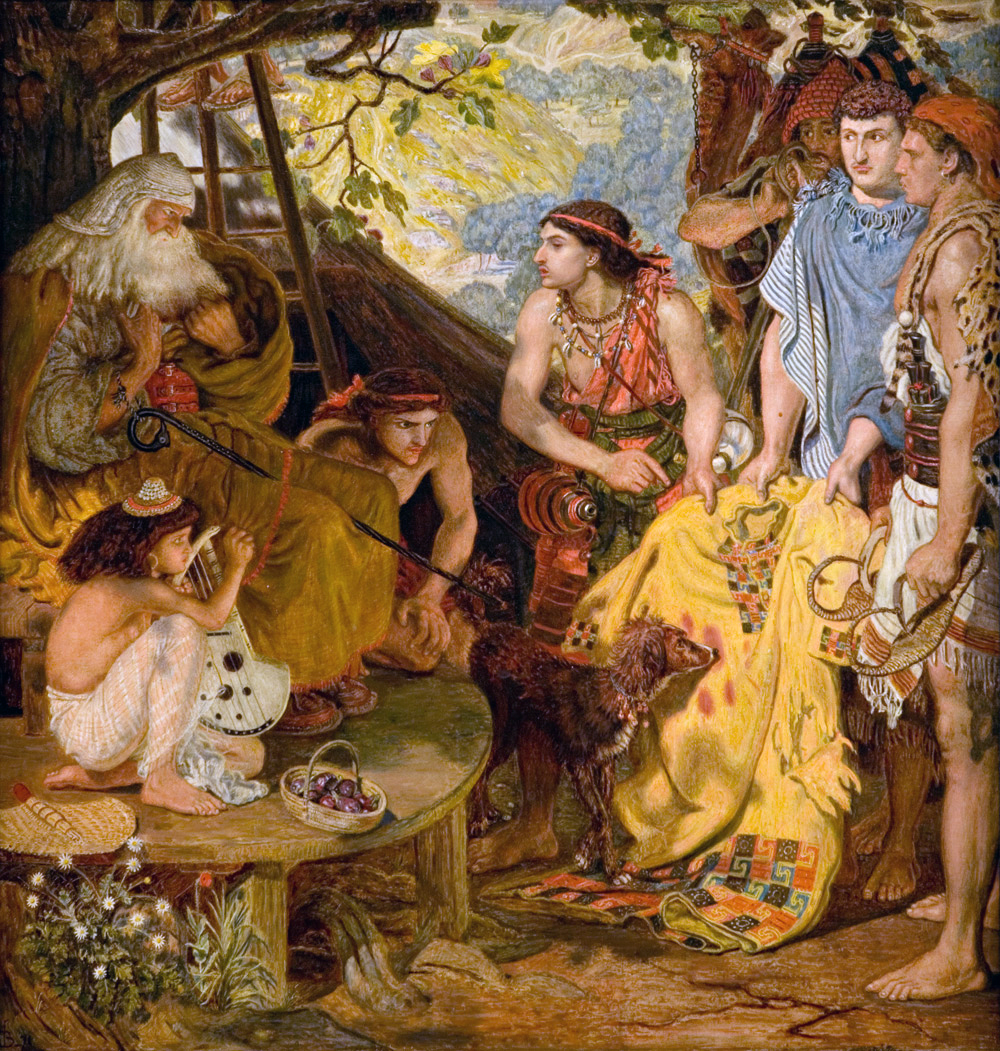
Jacob y la túnica de José, de Ford Madox Brown, ca. 1870.
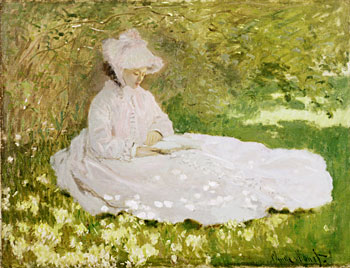
Primavera, de Monet, 1872.
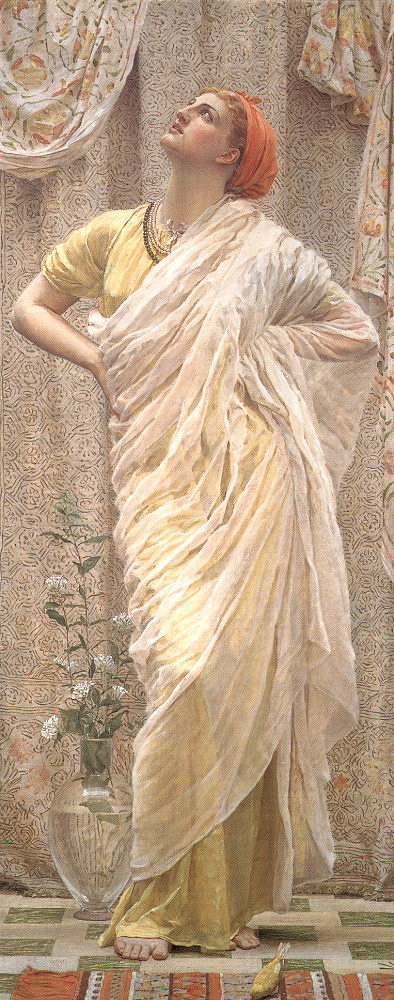
Pájaros, de Albert Joseph Moore, 1878.
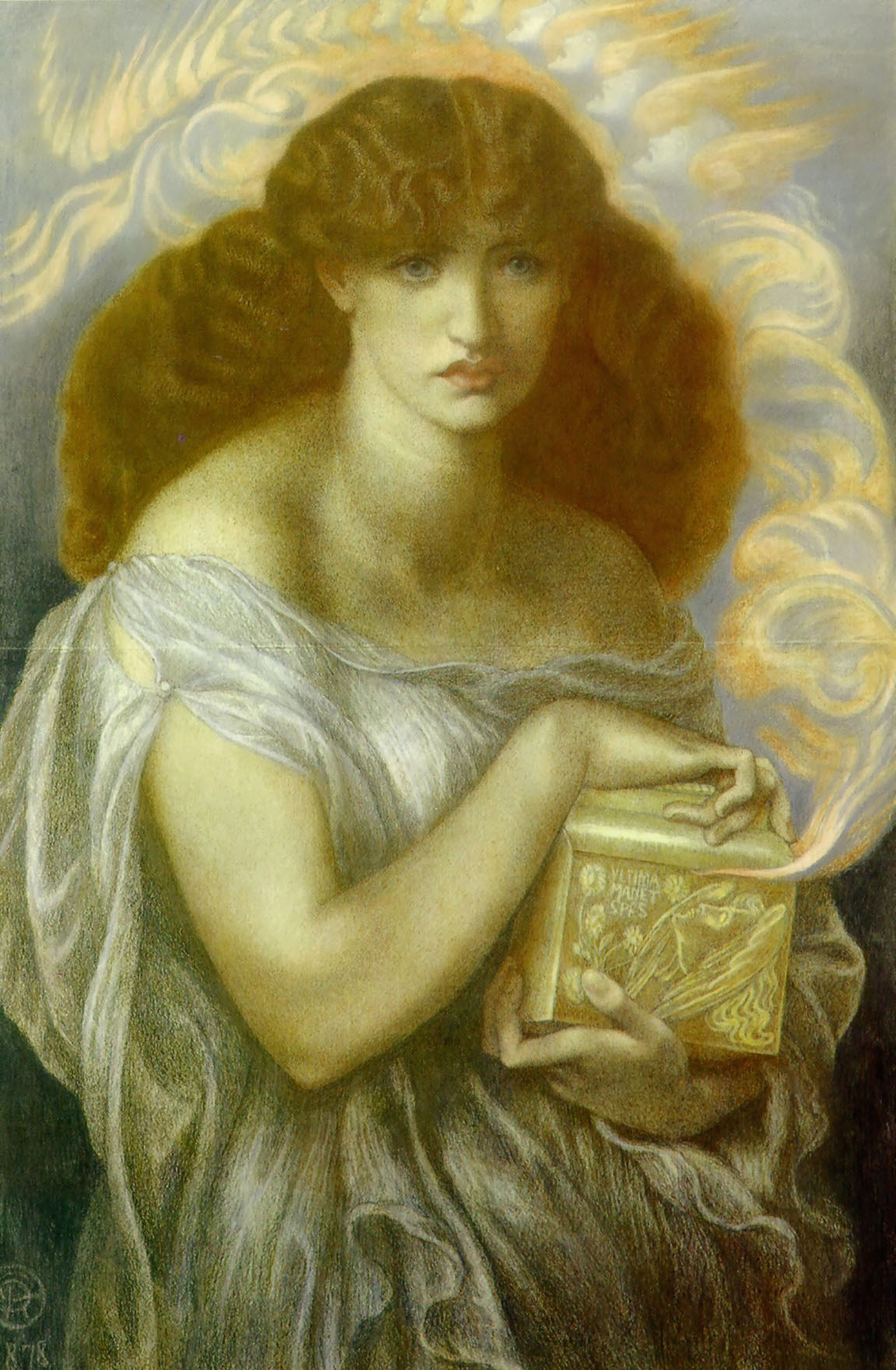
Pandora, de Dante Gabriel Rossetti, 1879.
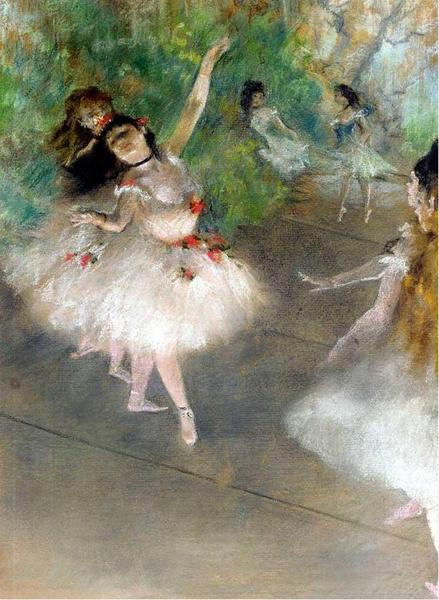
Bailarinas, de Degas, ca. 1880.
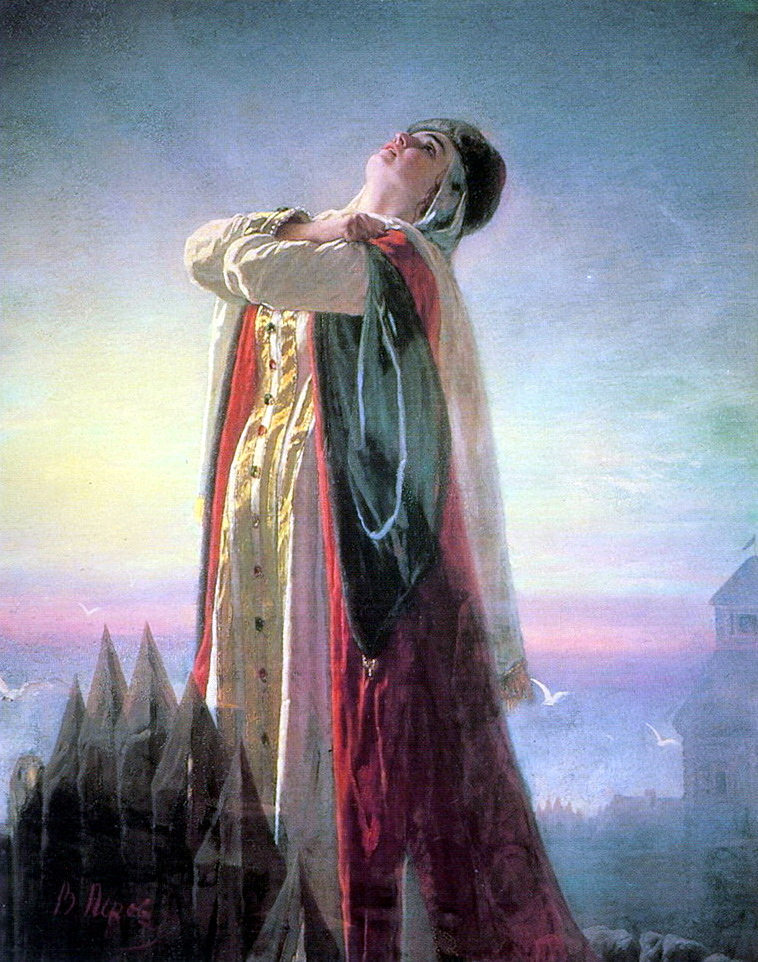
El lamento de Yaroslavna, de Vasili Perov, 1881.
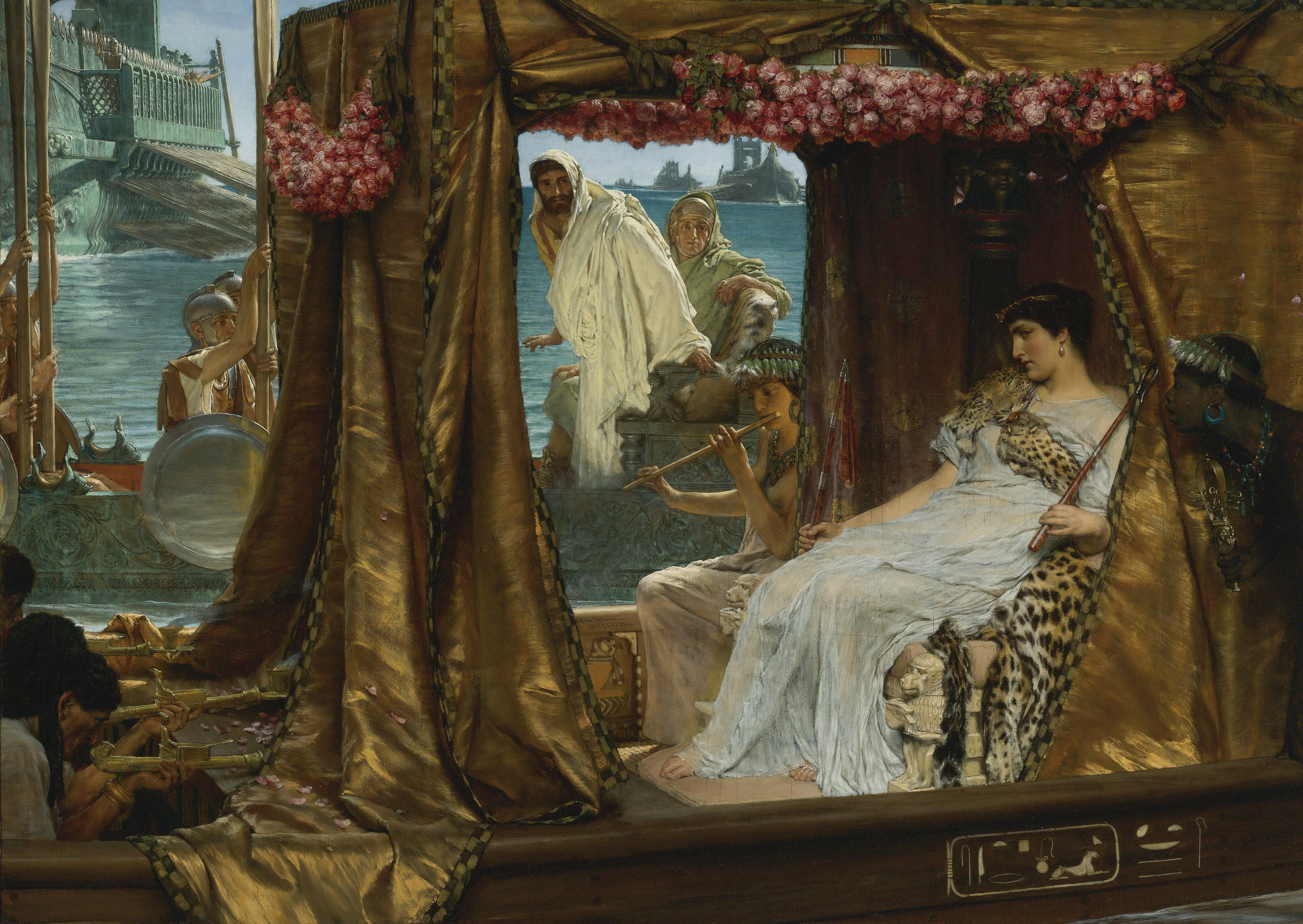
El encuentro de Antonio y Cleopatra, de Alma-Tadema, 1885.

Finales del XIX y comienzos del XX: postimpresionismo, modernismo y vanguardias

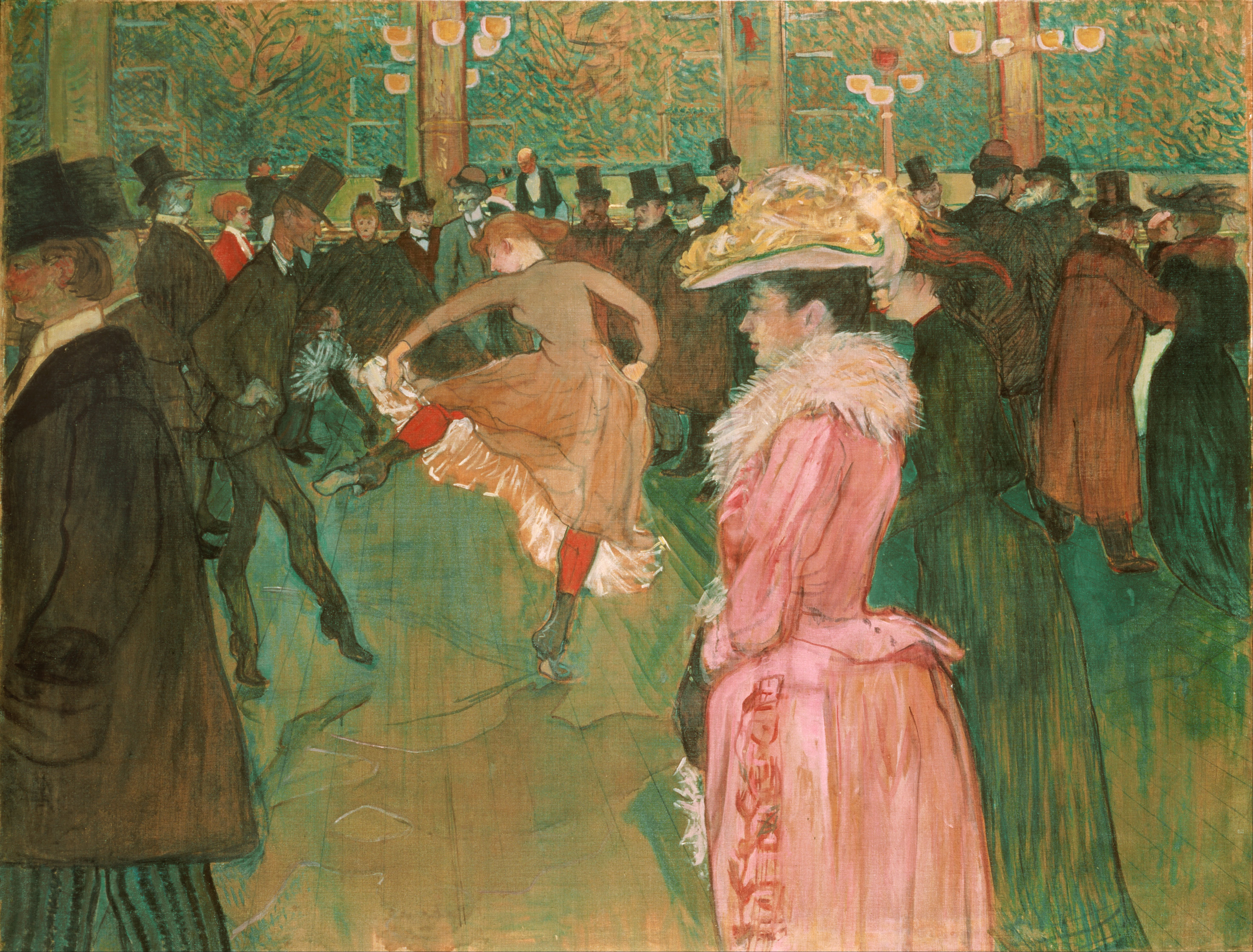
En el Moulin Rouge, de Toulouse-Lautrec, 1890.
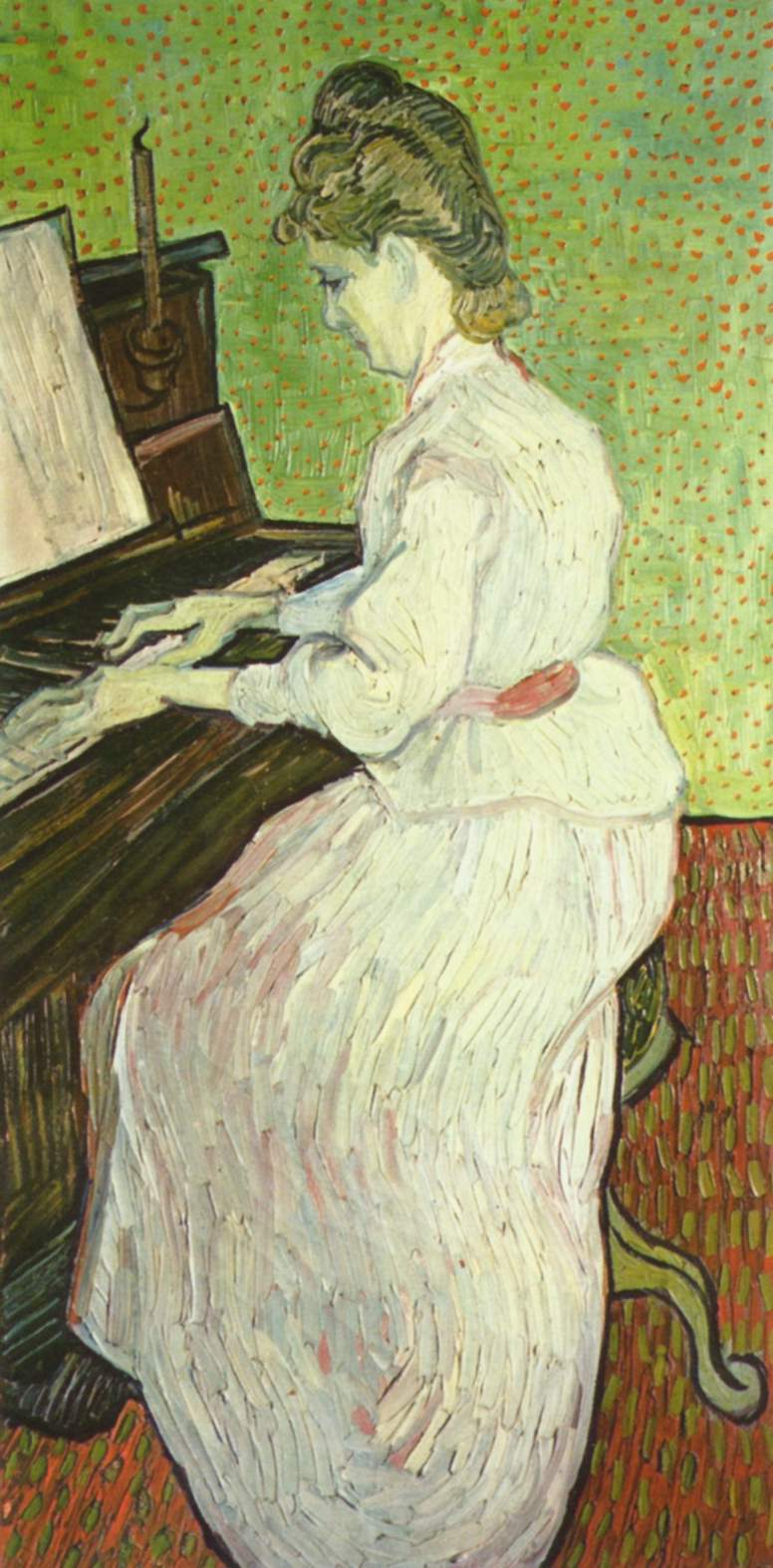
La señorita Gadchet al piano, de Van Gogh, 1890.
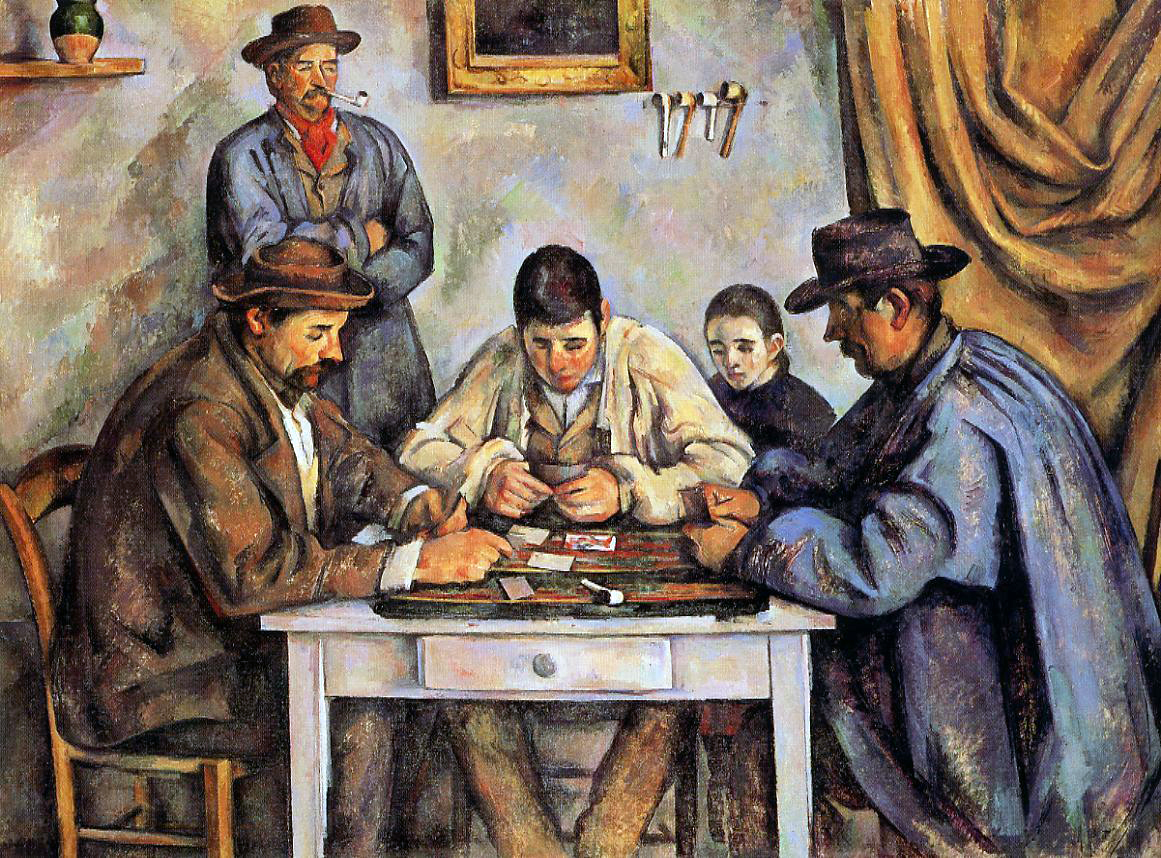
Los jugadores de cartas, de Cézanne, 1890.
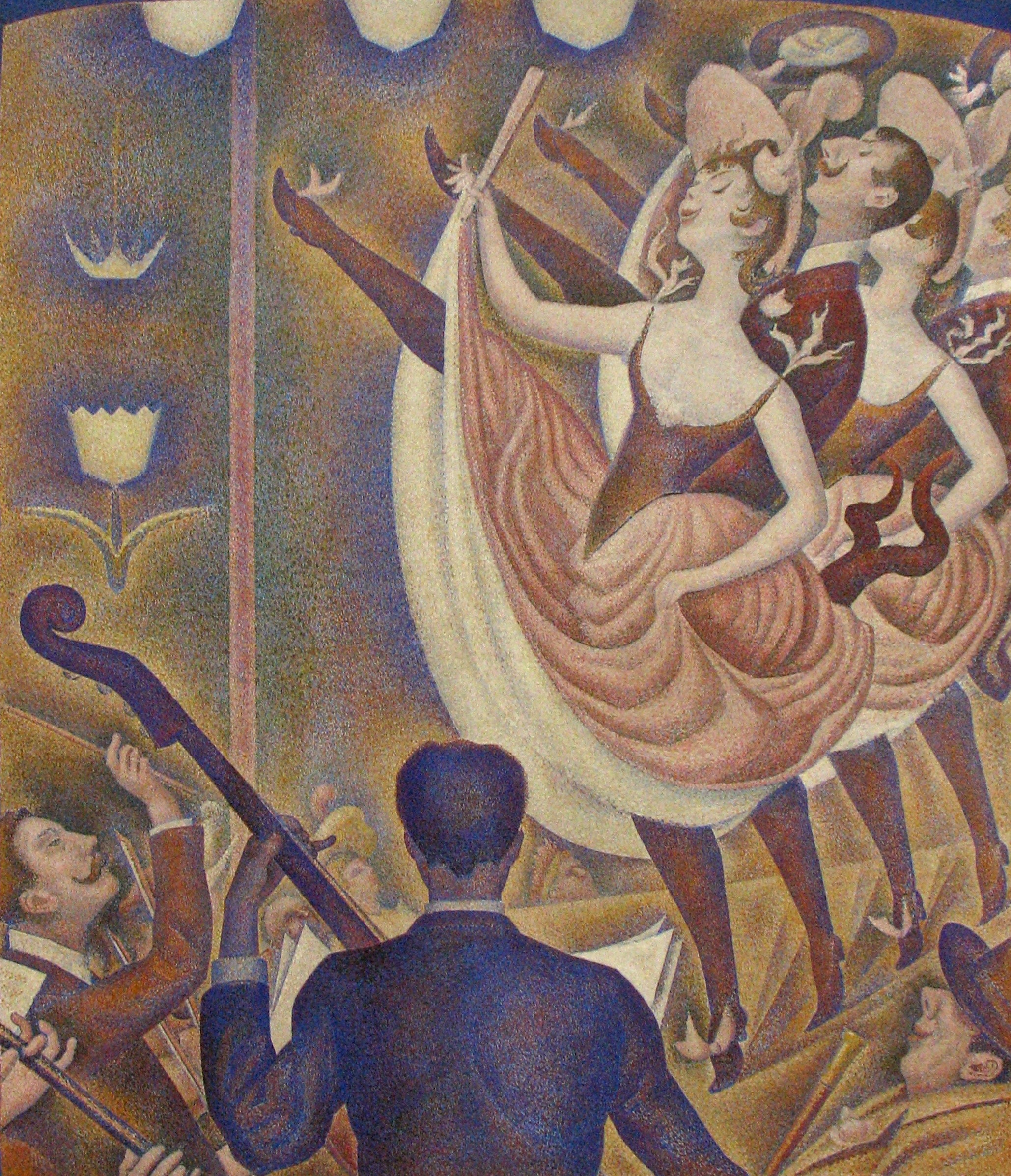
Can Can, de Seurat, 1890.
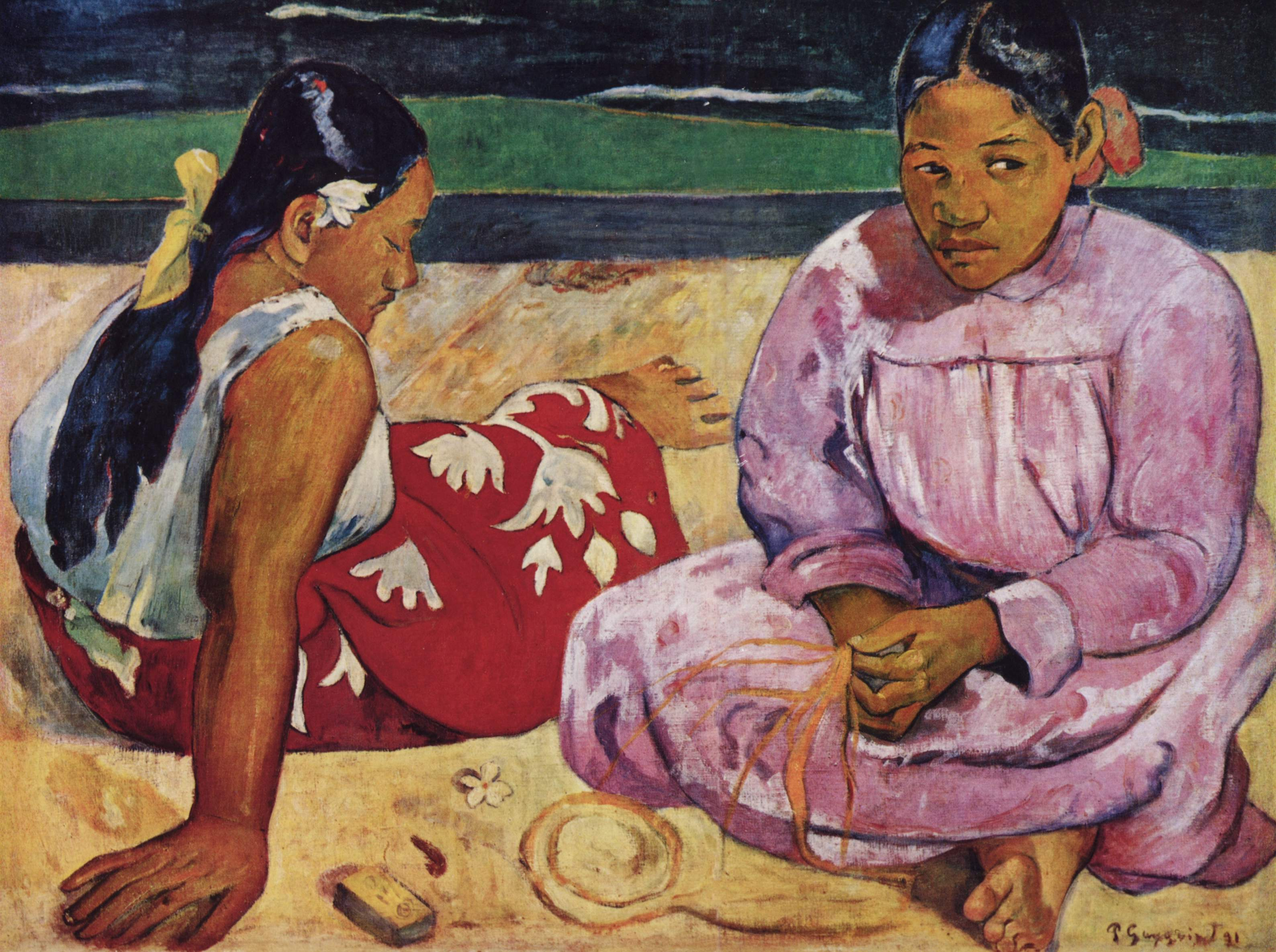
Mujeres de Tahiti, de Gauguin, 1891.
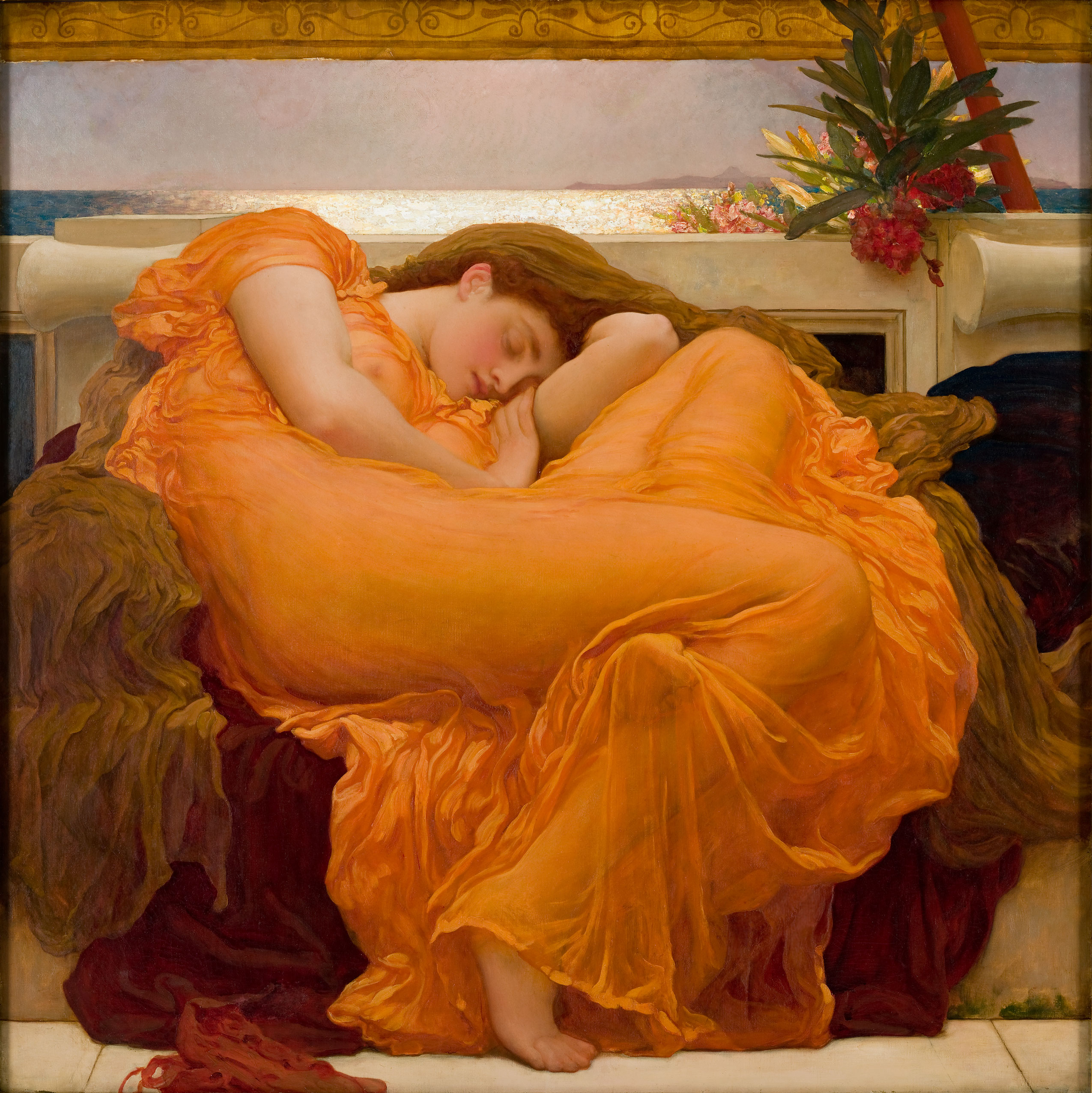
Flaming June, de Frederic Lord Leighton, 1895.
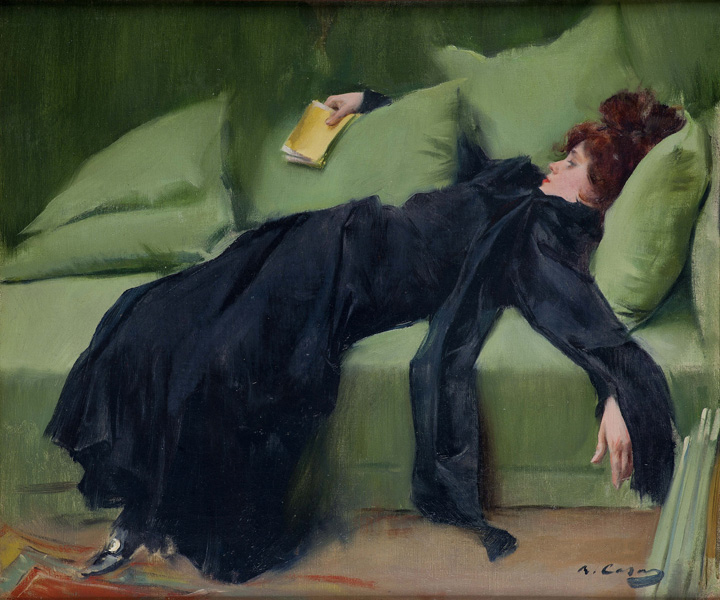
Joven decadente, de Ramón Casas, 1899.
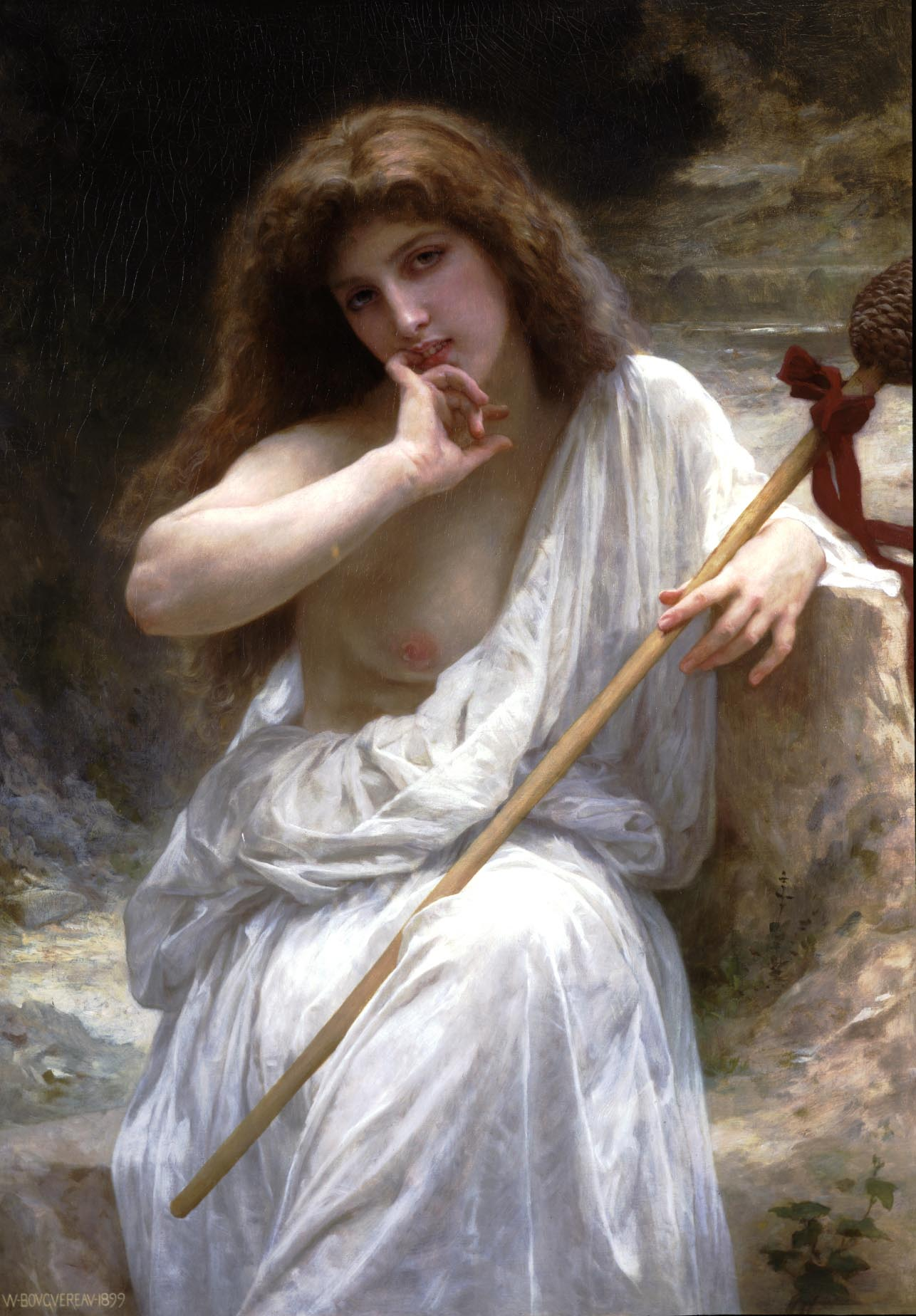
Malicia, de William-Adolphe Bouguereau, 1899.
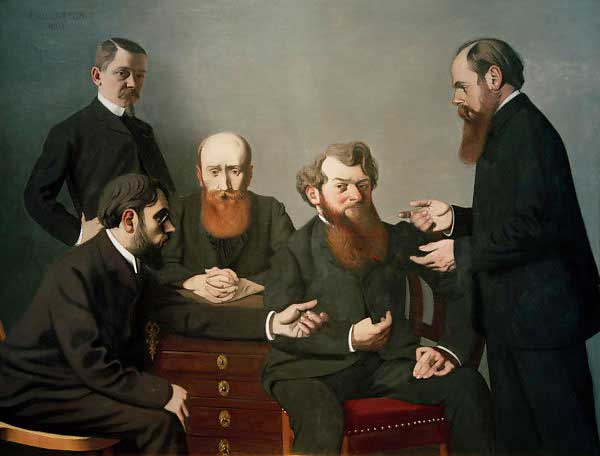
Cinco pintores', de Félix Vallotton, 1902-1903.
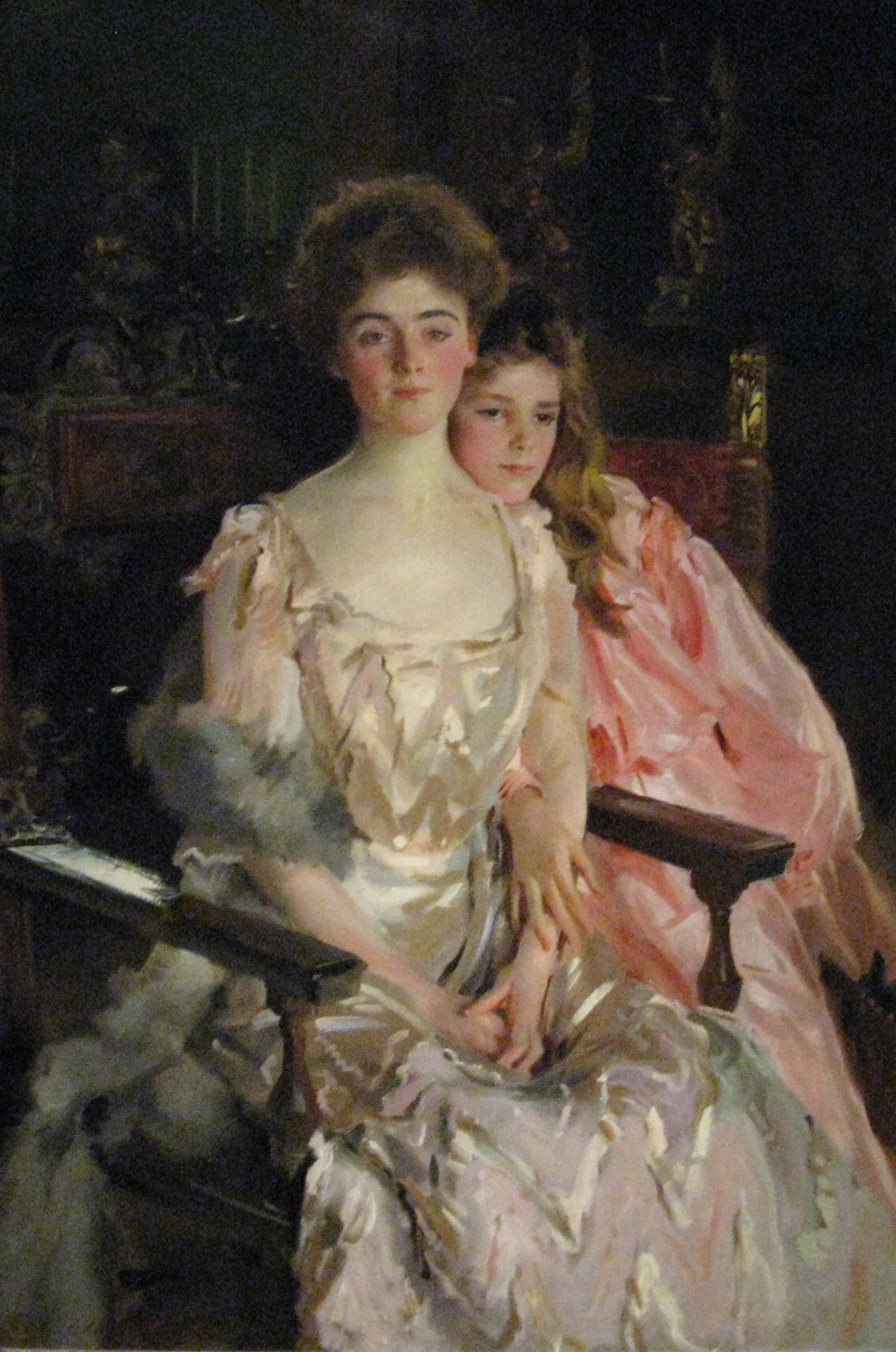
Mrs. Fiske Warren y su hija Rachel, de John Singer Sargent, 1903.
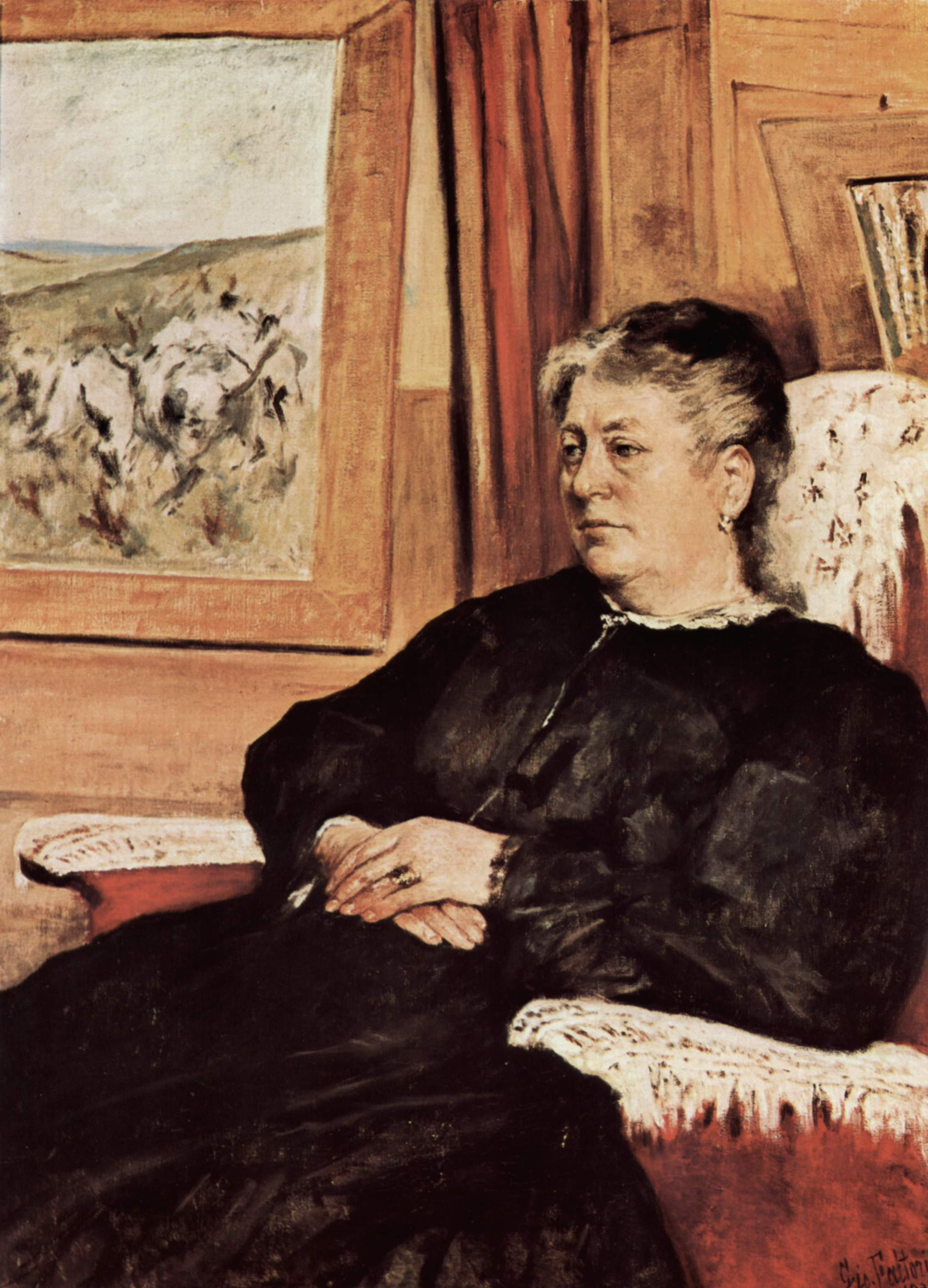
Retrato de su tercera esposa, de Giovanni Fattori, 1905.
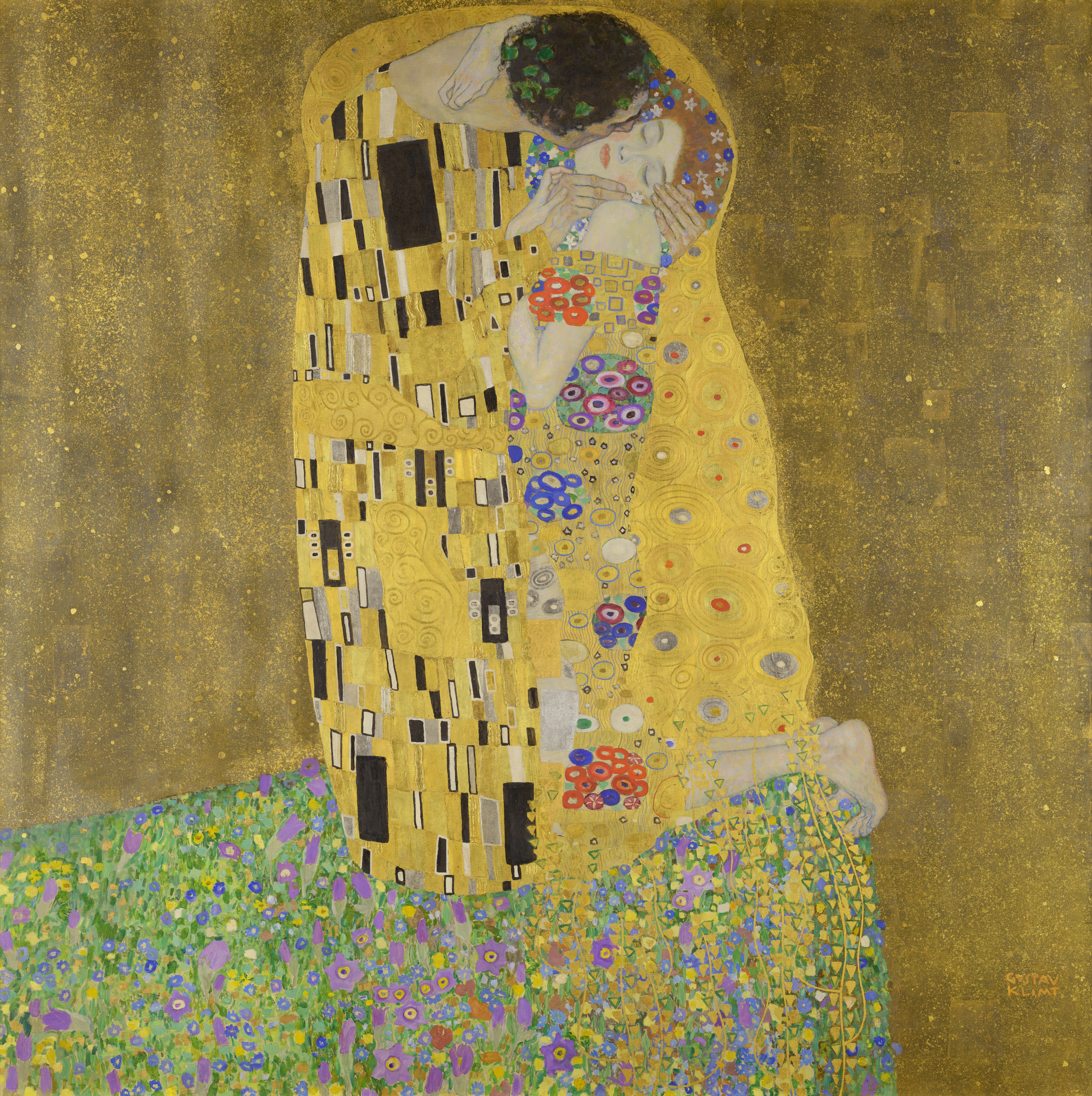
El beso, de Klimt, 1907.
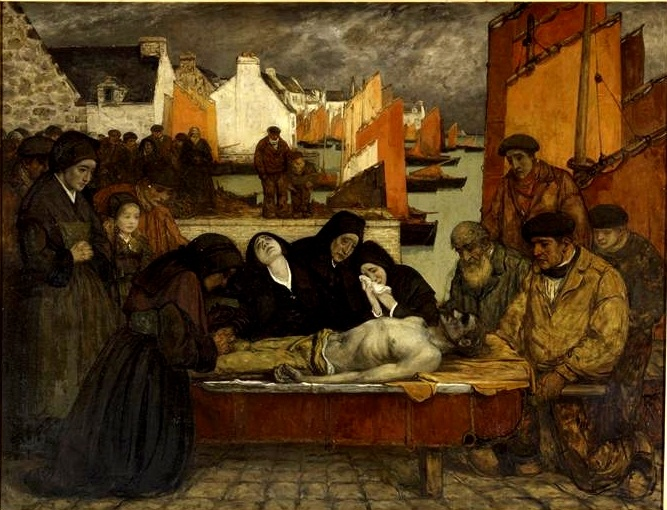
Las víctimas de la mar, de Charles Cottet, 1908-1909.
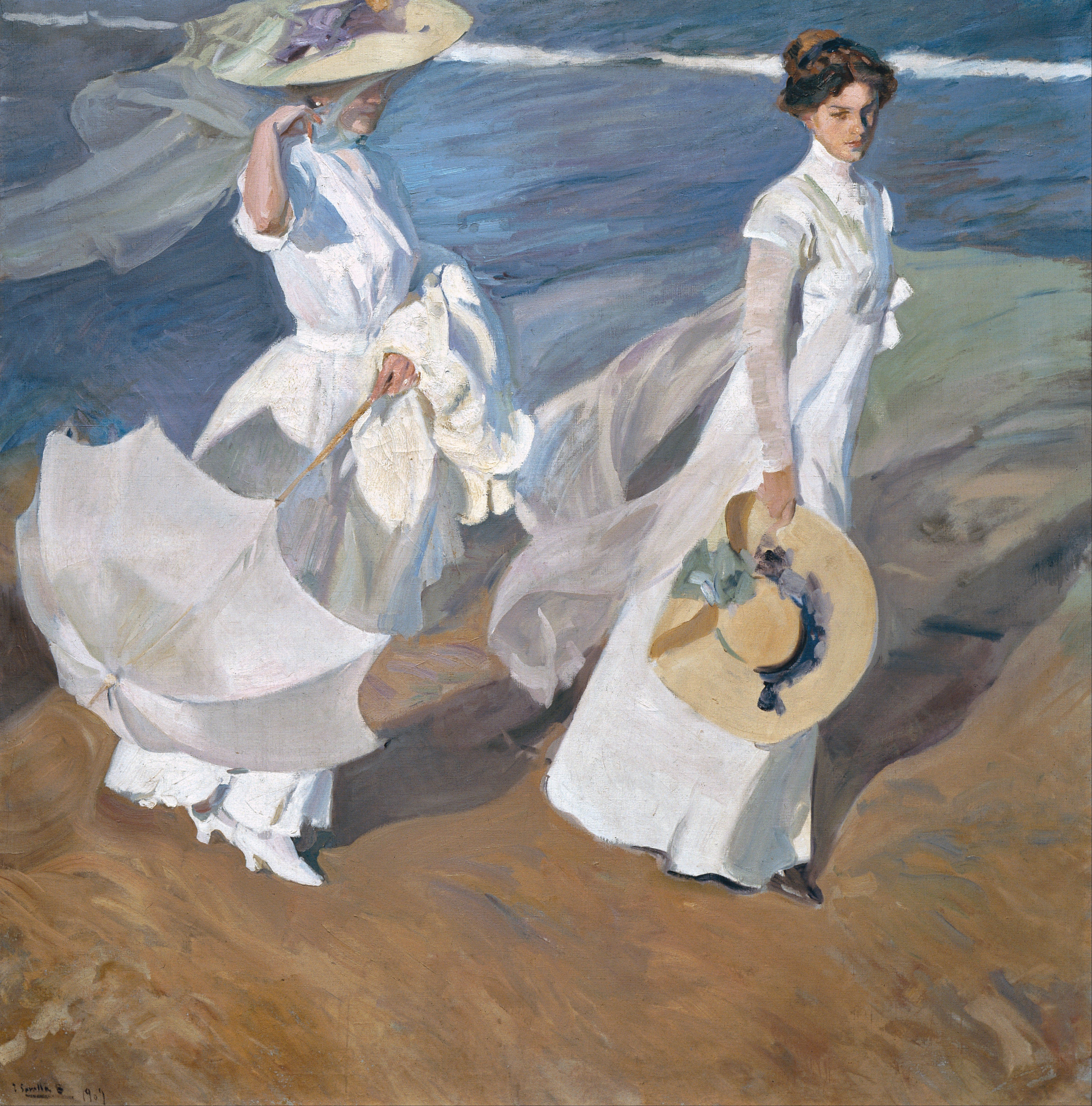
Paseo a orillas del mar, de Sorolla, 1909.
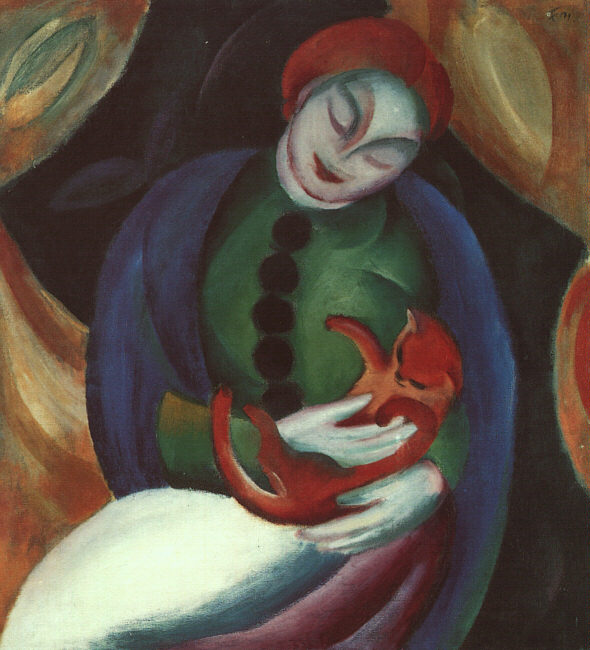
Mujer con gato, de Franz Marc, 1912.
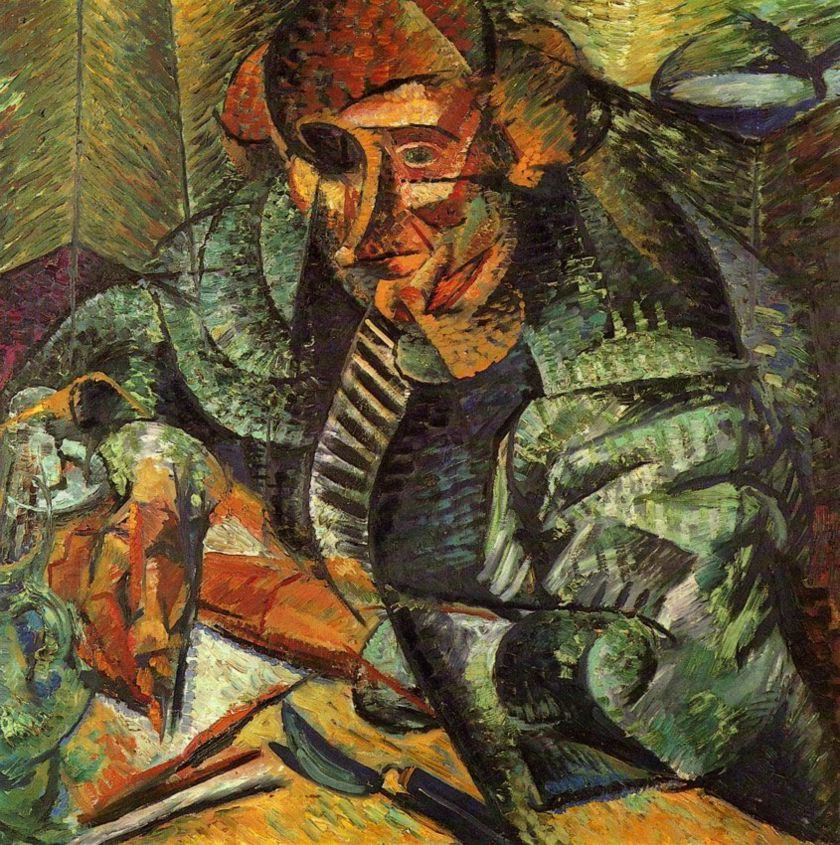
L'antigrazioso, de Boccioni, 1912.
La muerte y la dama, de Egon Schiele, 1915.
Mujer con niño, de Amedeo Modigliani, 1917.
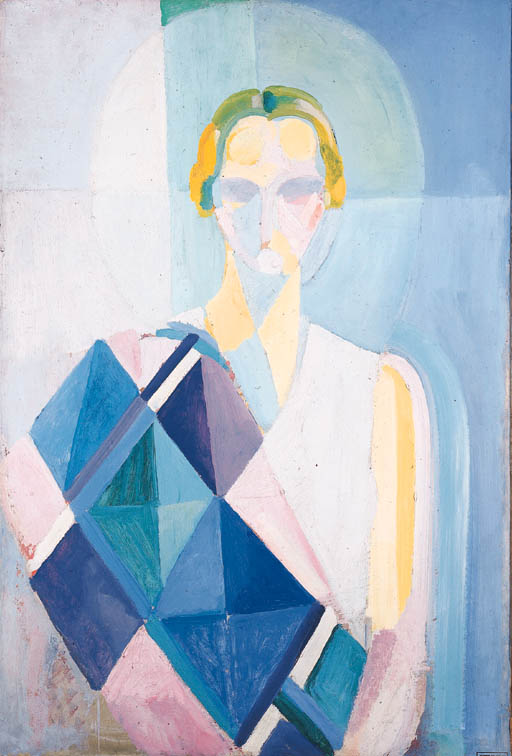
Retrato de la señora Heim, de Robert Delaunay, 1926-1927.
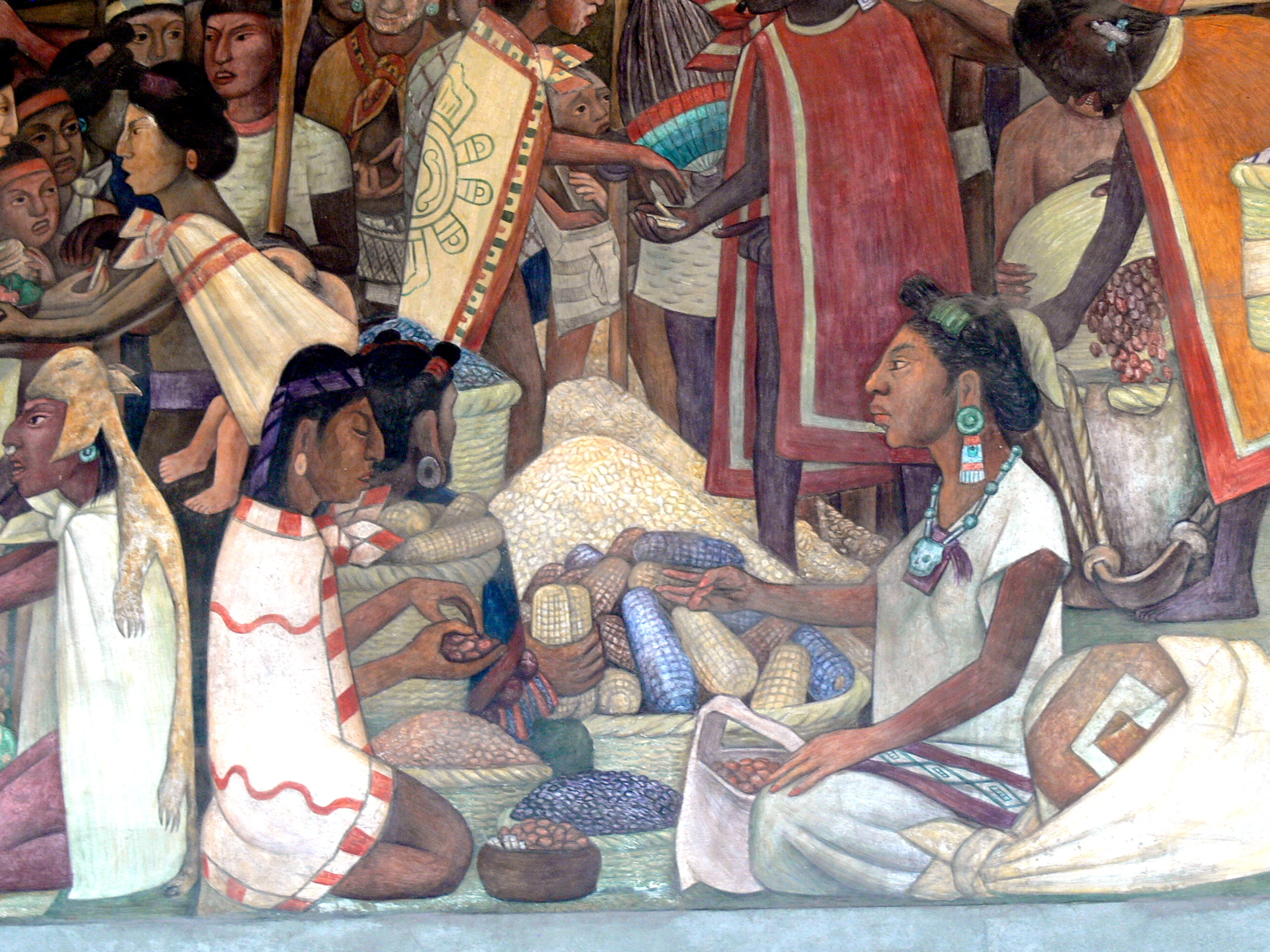
Mercado en Tlatelolco, de Diego Rivera, 1929-1935.

## Escultura

### Edad Antigua
La escultura de las civilizaciones del Próximo Oriente antiguo trató los ropajes con relativa sencillez. Es la escultura griega la que los convirtió en un tema central. La indumentaria femenina comprendía sobre todo tres prendas: el peplo (una túnica abierta por un costado, ceñida con cinturón y sujetada con fíbulas), el quitón (una túnica cerrada, de tela fina, que se representaba con pliegues muy menudos) y el himatión (un manto grueso, de paño de lana, que se representaba con pliegues anchos).

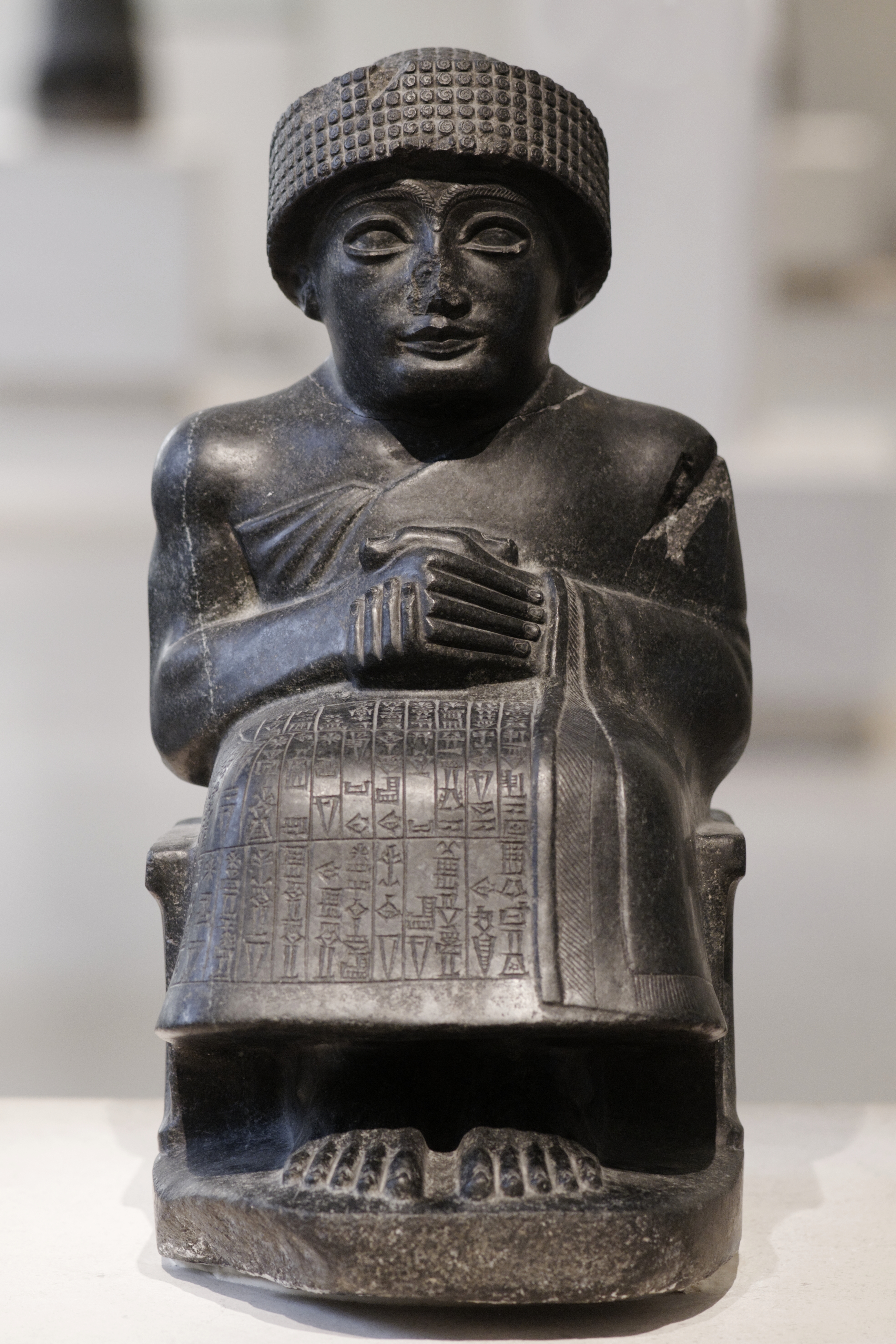
Gudea, Sumeria, III milenio a. C.
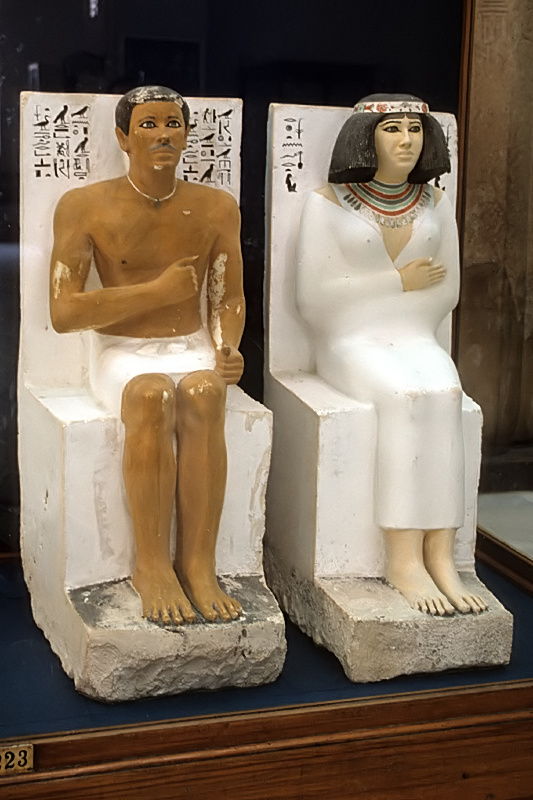
Rahotep y Nefret,[33] Egipto, III milenio a. C.
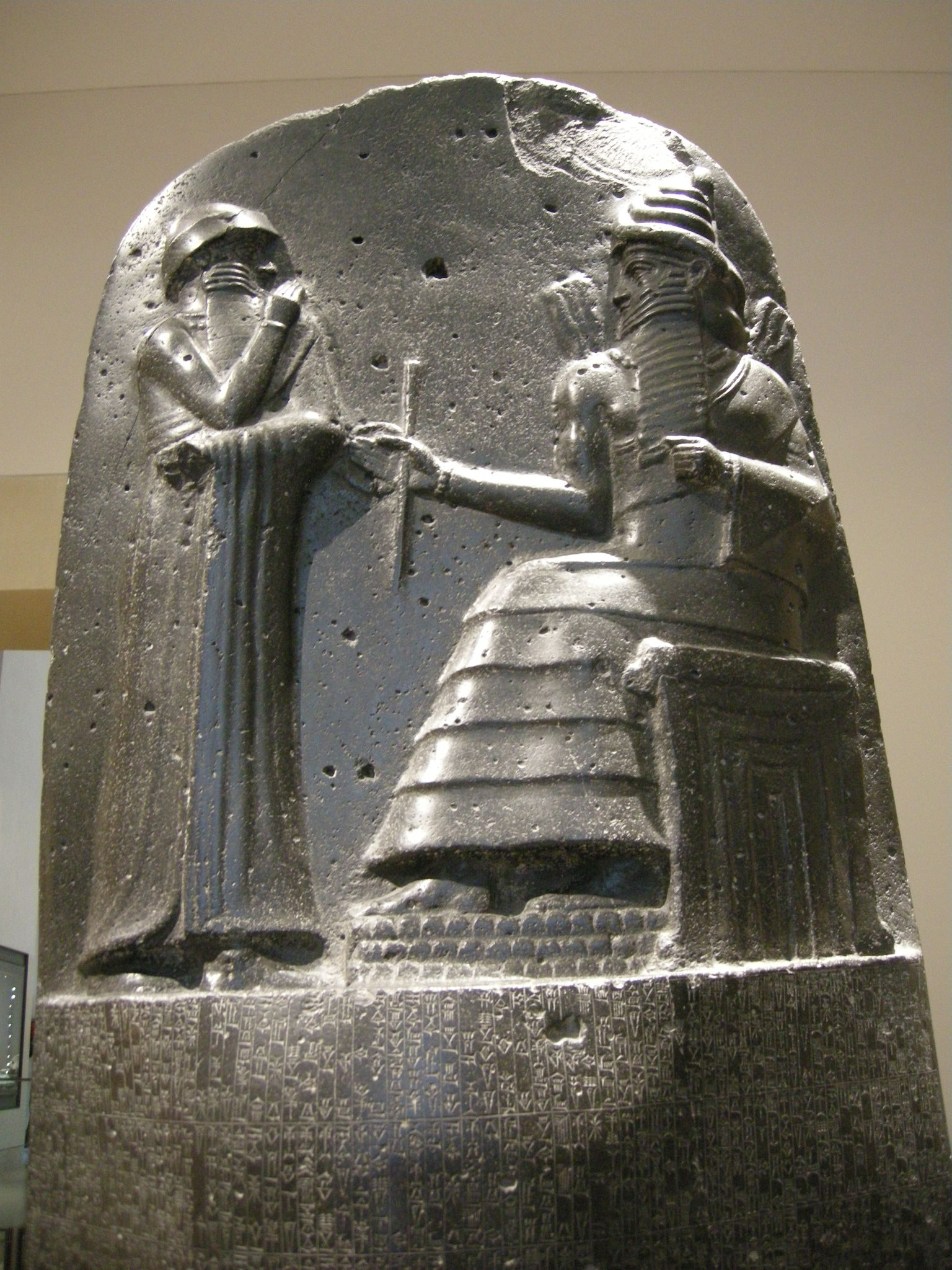
Código de Hammurabi, Babilonia, II milenio a. C.
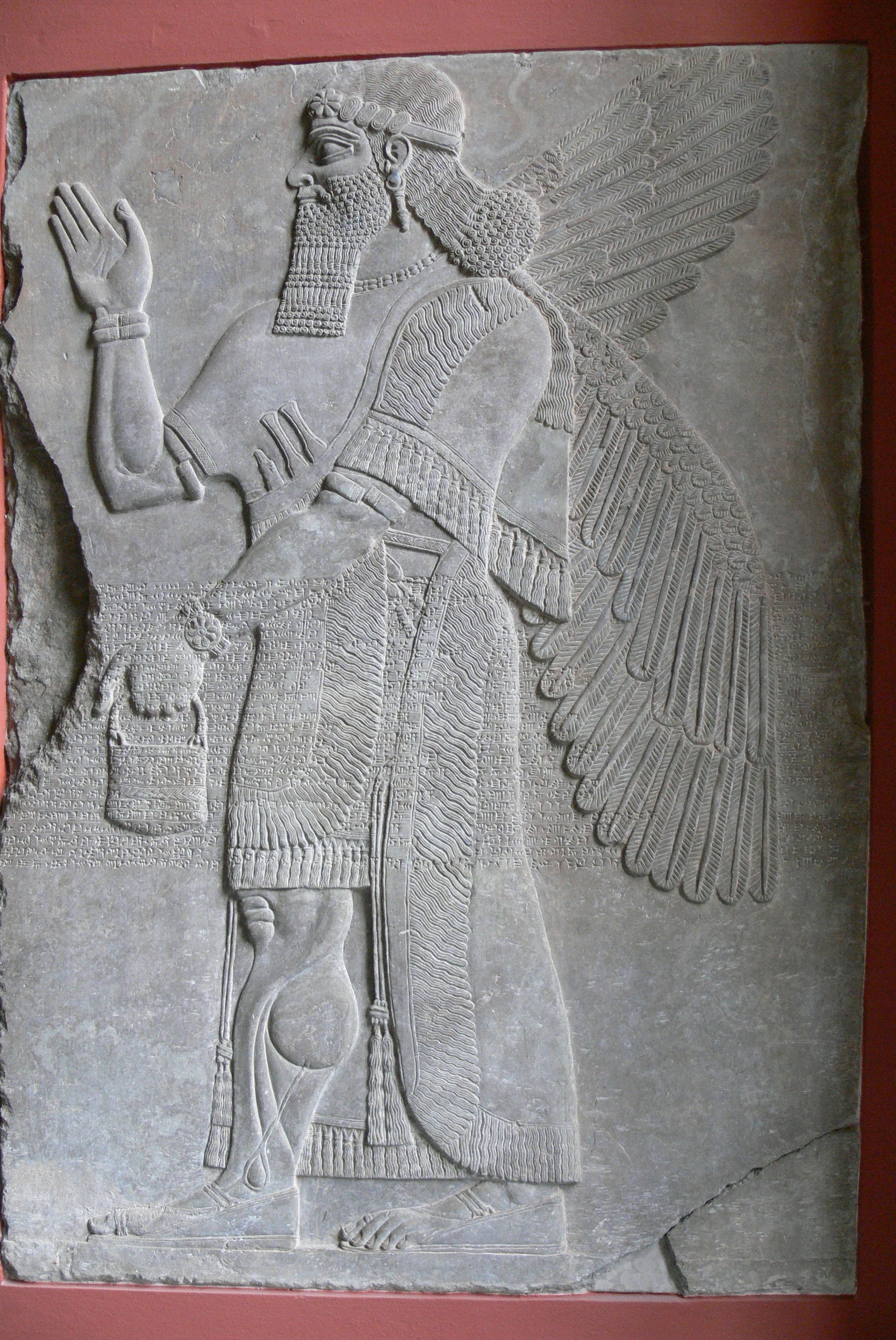
Asurnasirpal II, Asiria, siglo IX a. C.
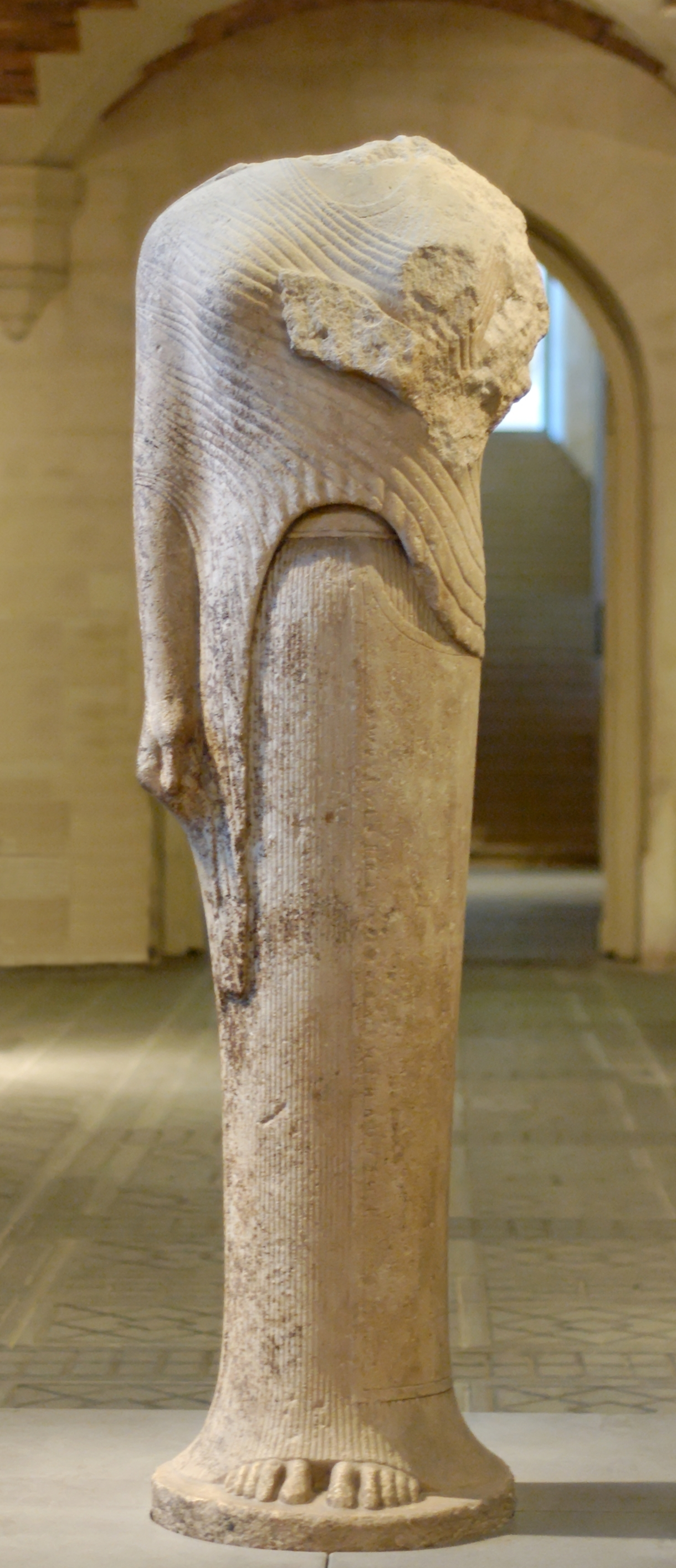
Koré llamada Hera de Samos, siglo VI a. C.
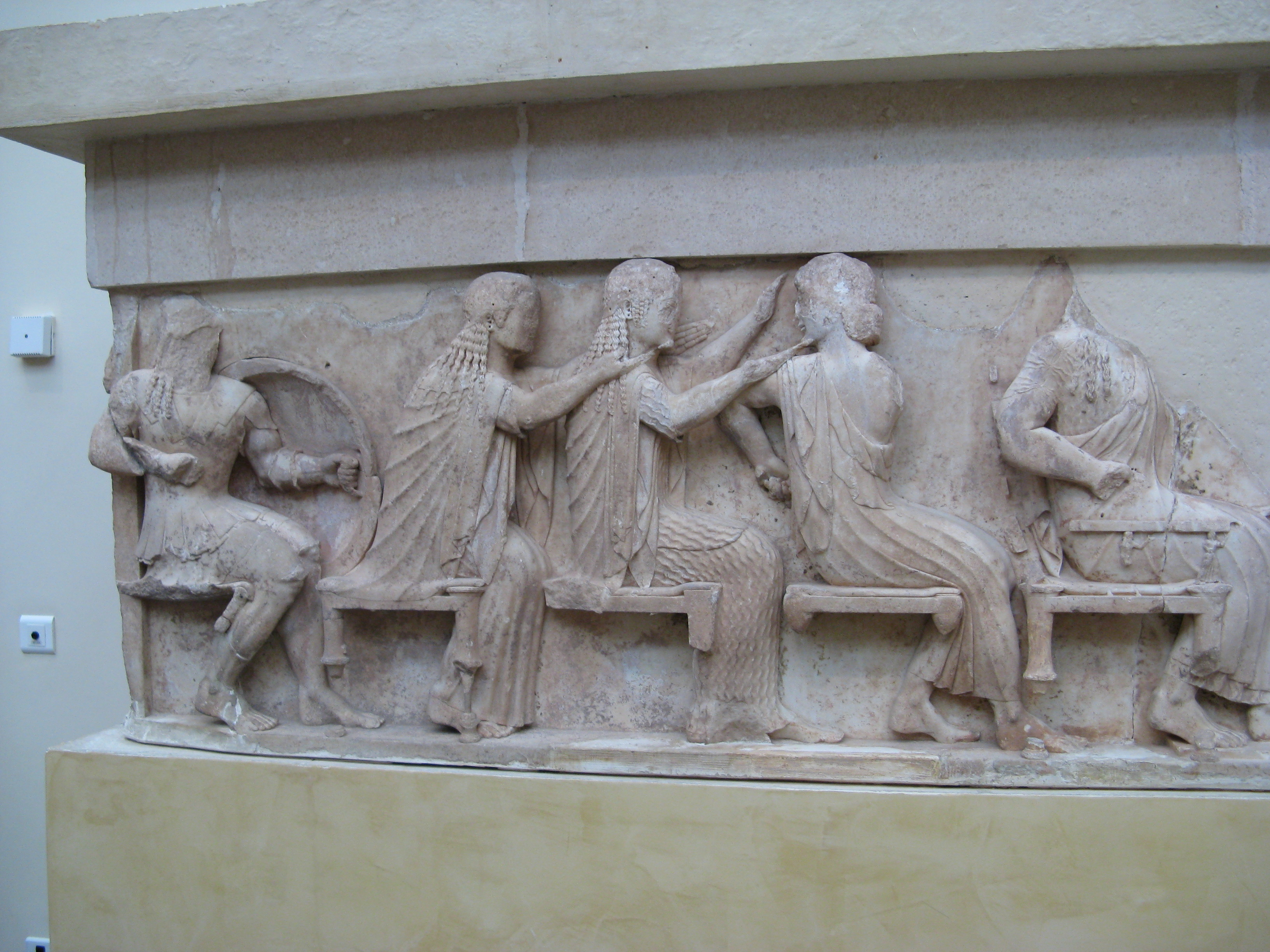
Friso del tesoro de los sifnios[34] en Delfos, siglo VI a. C.
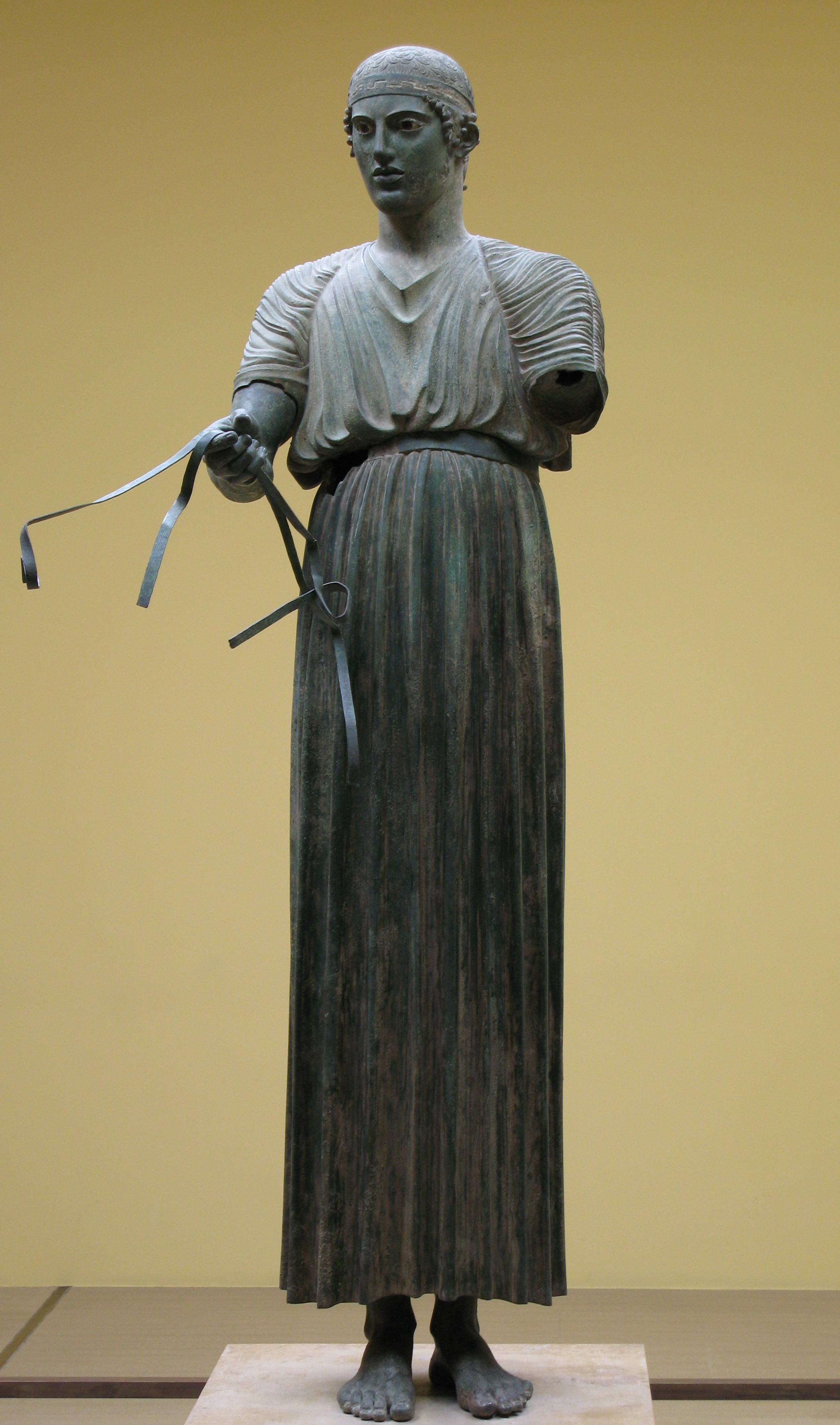
El llamado Auriga de Delfos, siglo V a. C.
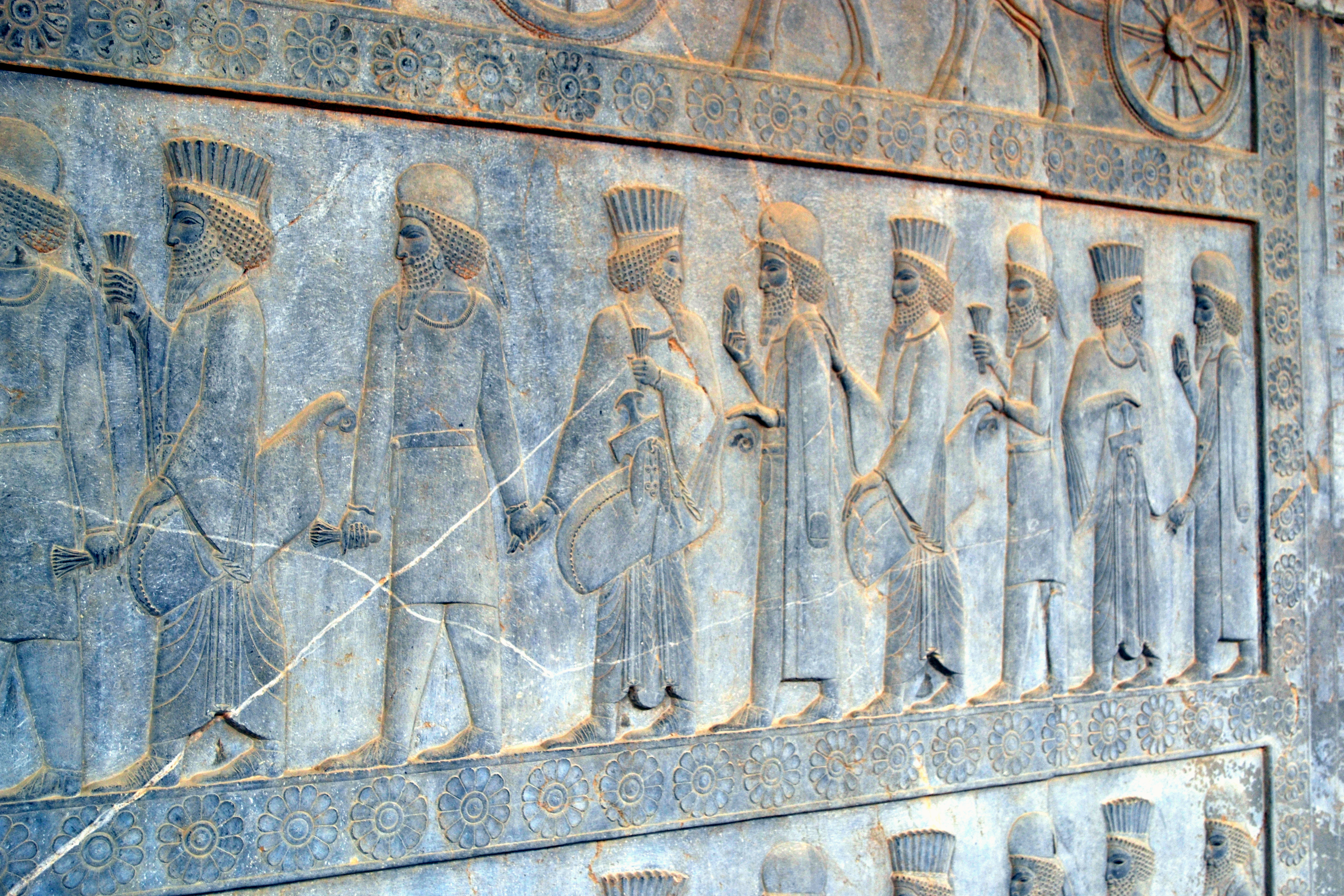
Escalera oriental de la apadana de Persépolis, siglo V a. C.
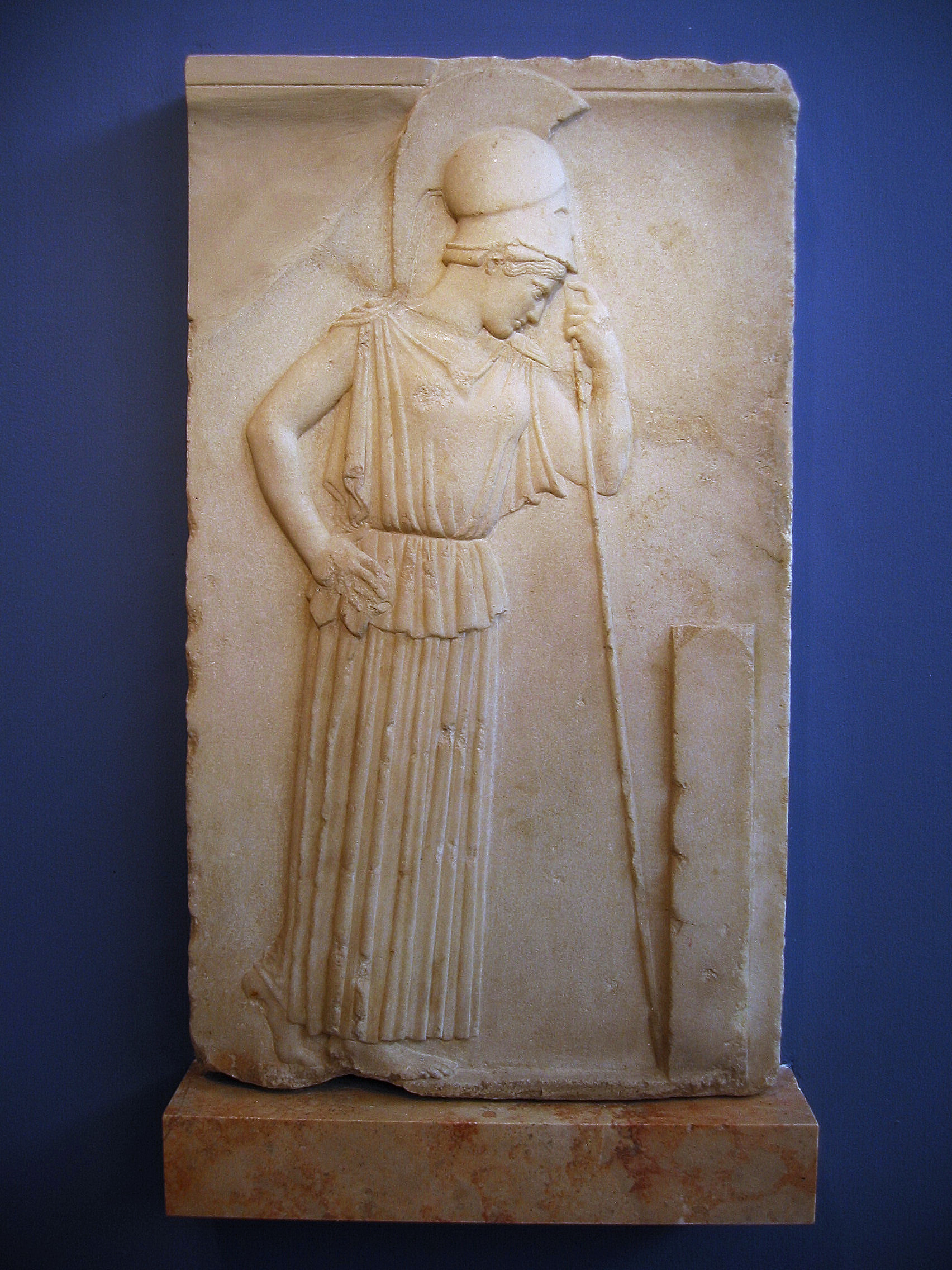
La llamada Atenea pensativa, siglo V a. C.
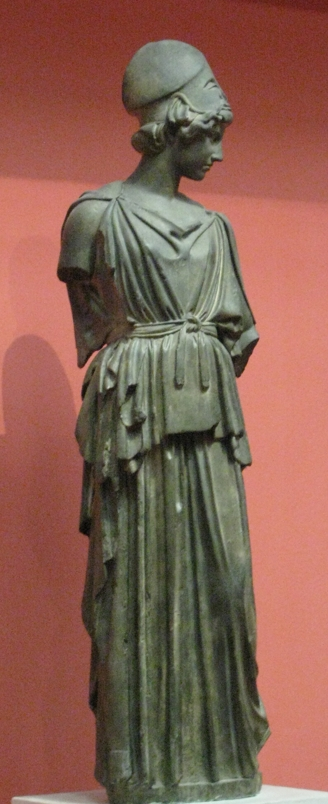
Detalle del grupo de Atenea y Marsias,[35] de Mirón, siglo V a. C.
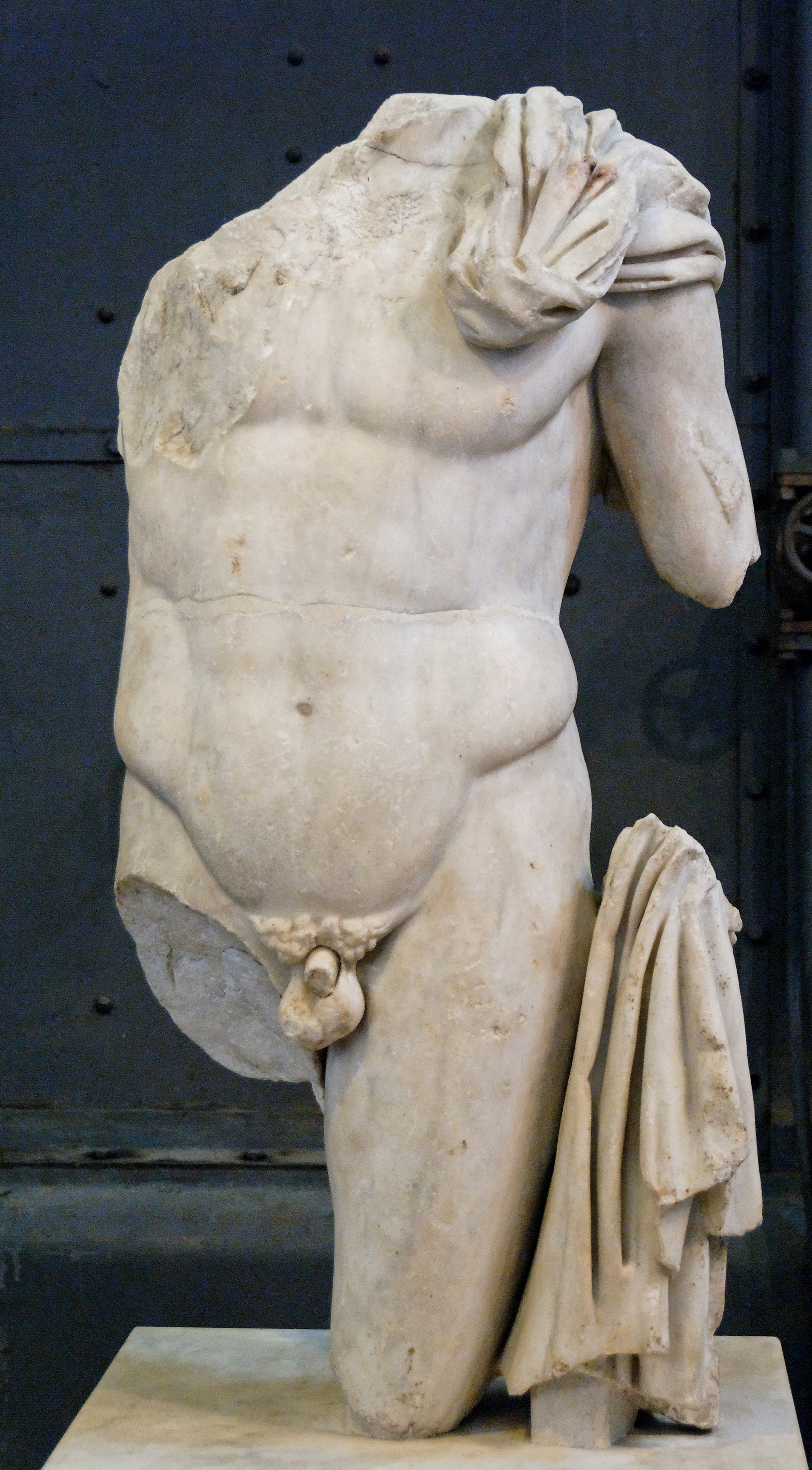
Copia romana de un original griego atribuido a Policleto, siglo V a. C.
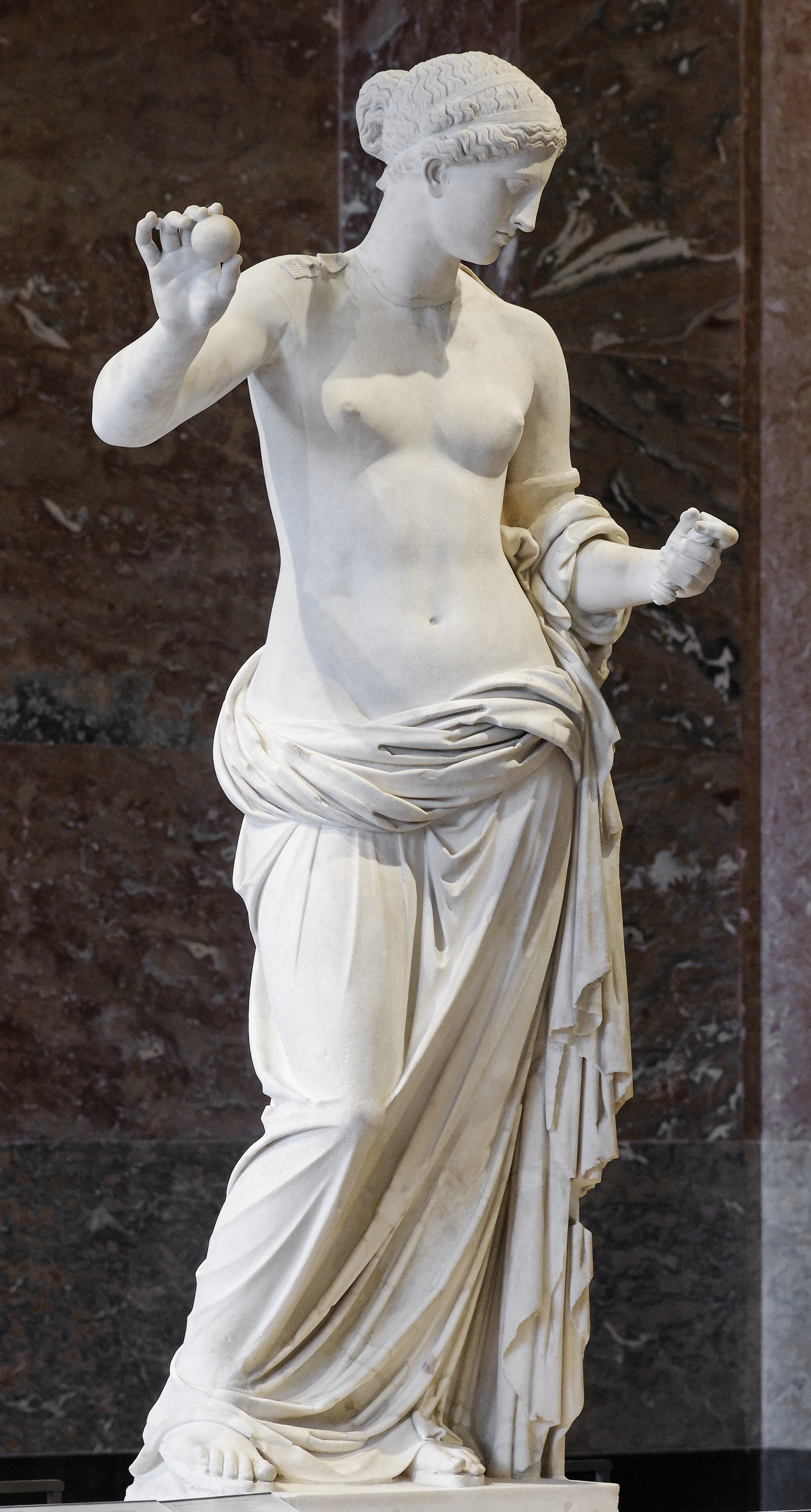
Venus de Arlés, de un original de Praxíteles, siglo IV a. C.
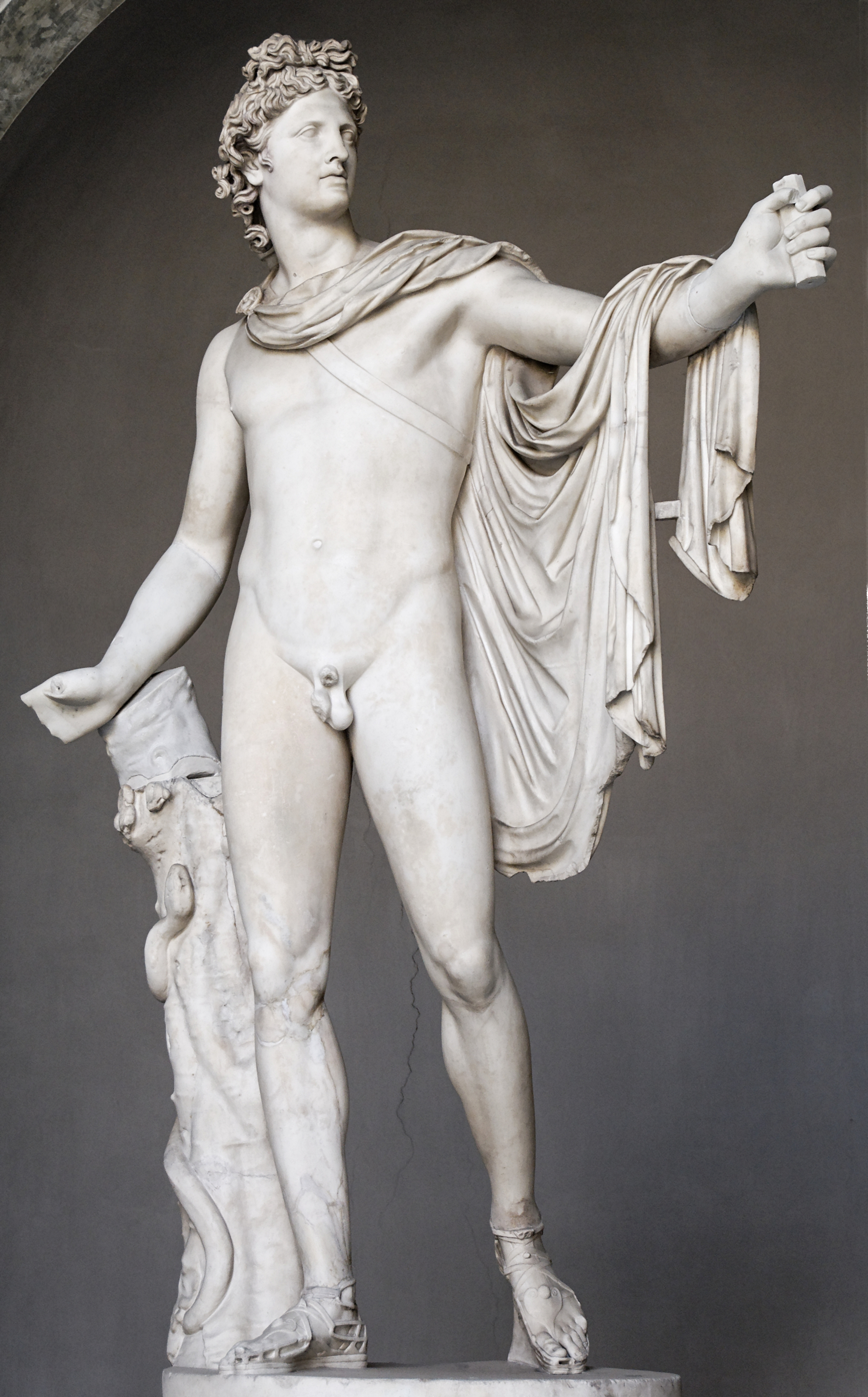
Apolo de Belvedere, de un original de Leocares, siglo IV a. C.
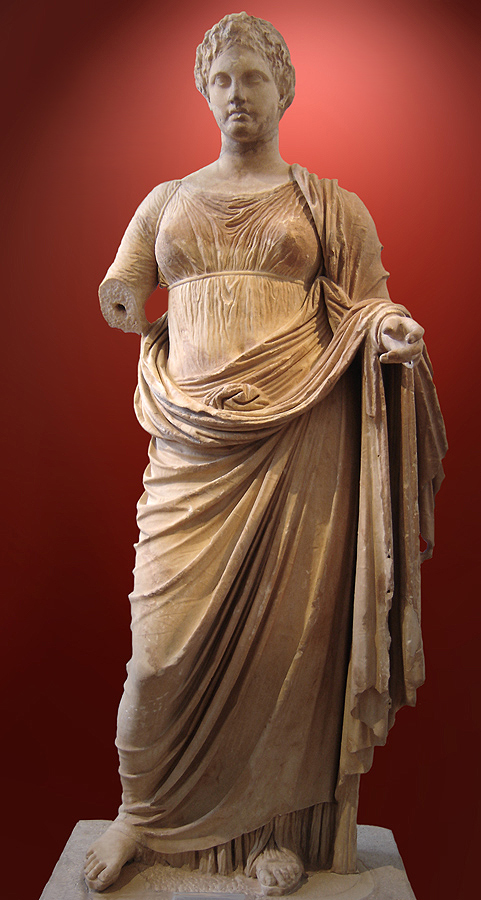
Temis del templo de Némesis en Ramnunte, de Cairestratos o Chairestratos (Χαιρέστρατος),[36] siglo III a. C.
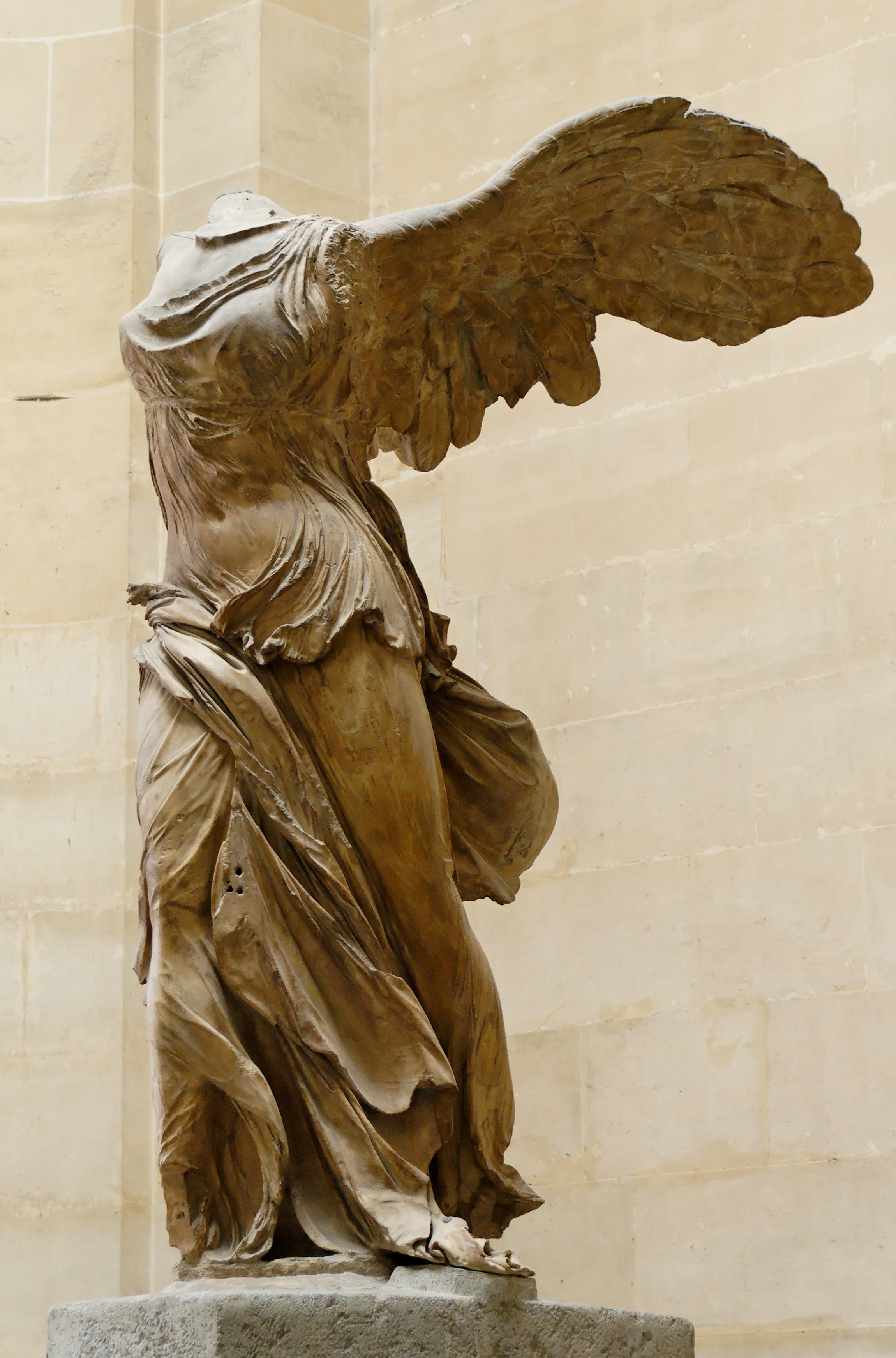
Victoria de Samotracia, siglo II a. C.
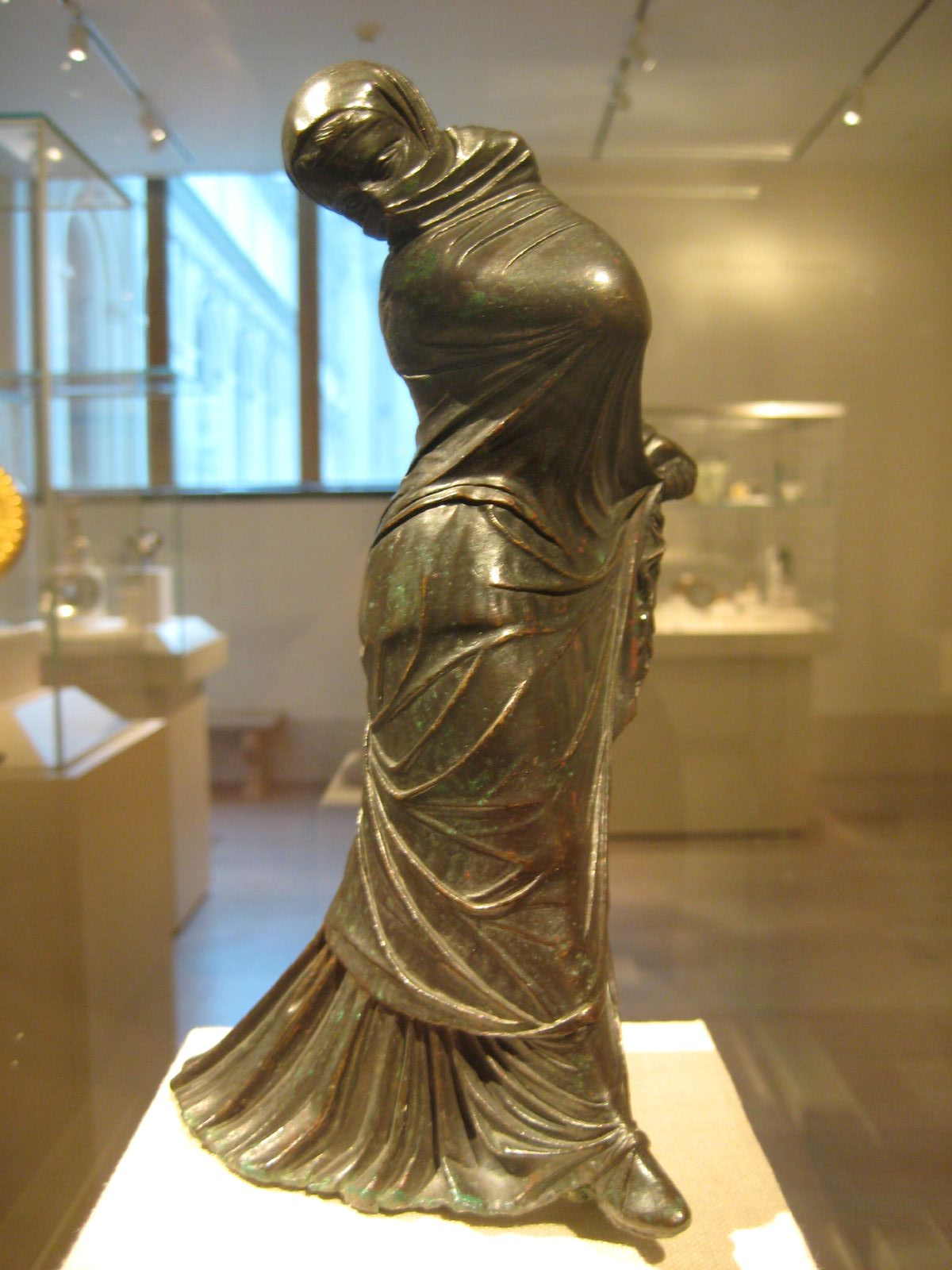
Bailarina velada, siglo II a. C.
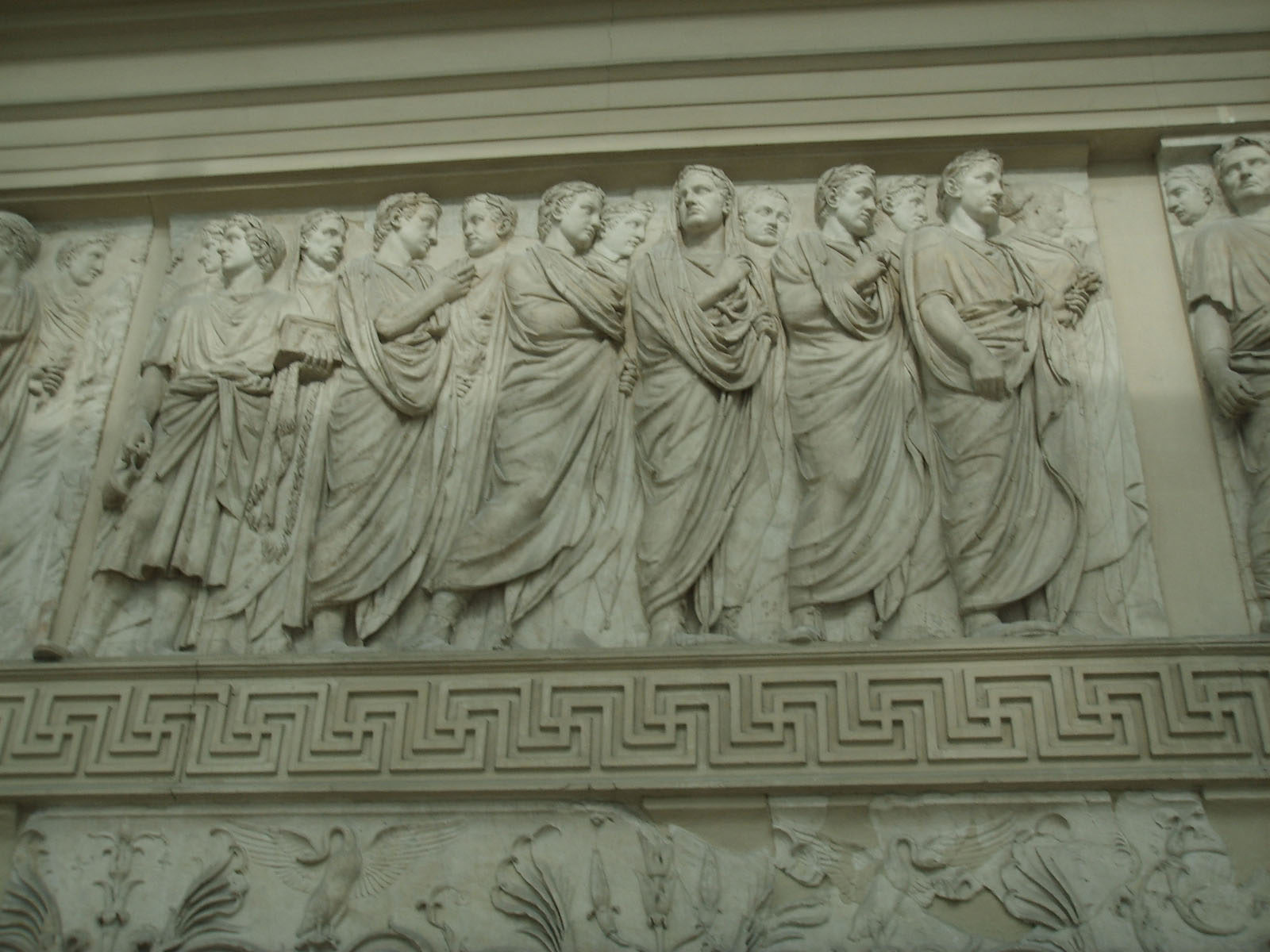
Ara Pacis, siglo I a. C.
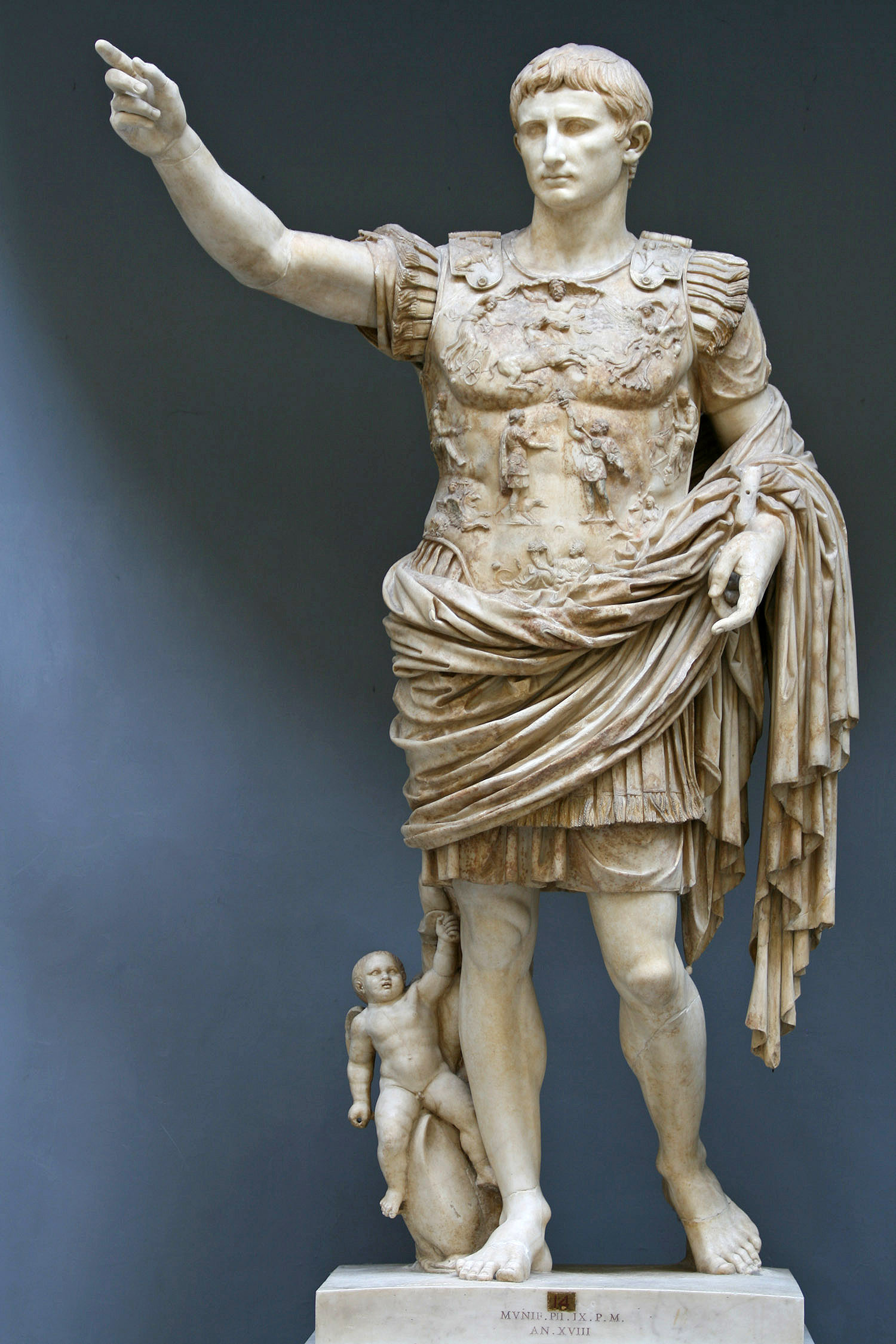
El llamado Augusto de Prima Porta, siglo I a. C.
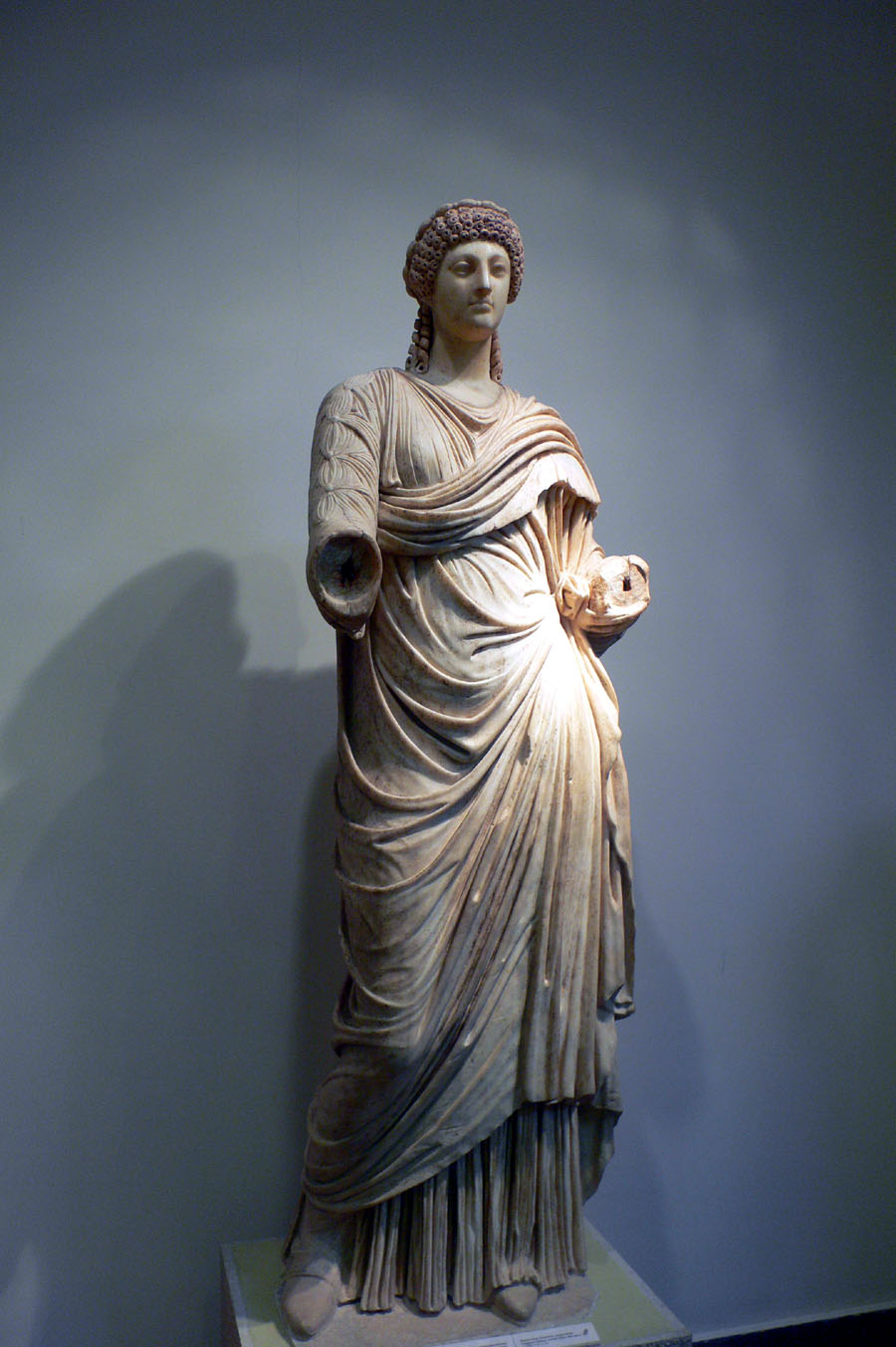
Retrato de Popea Sabina, segunda mujer de Nerón, siglo I.
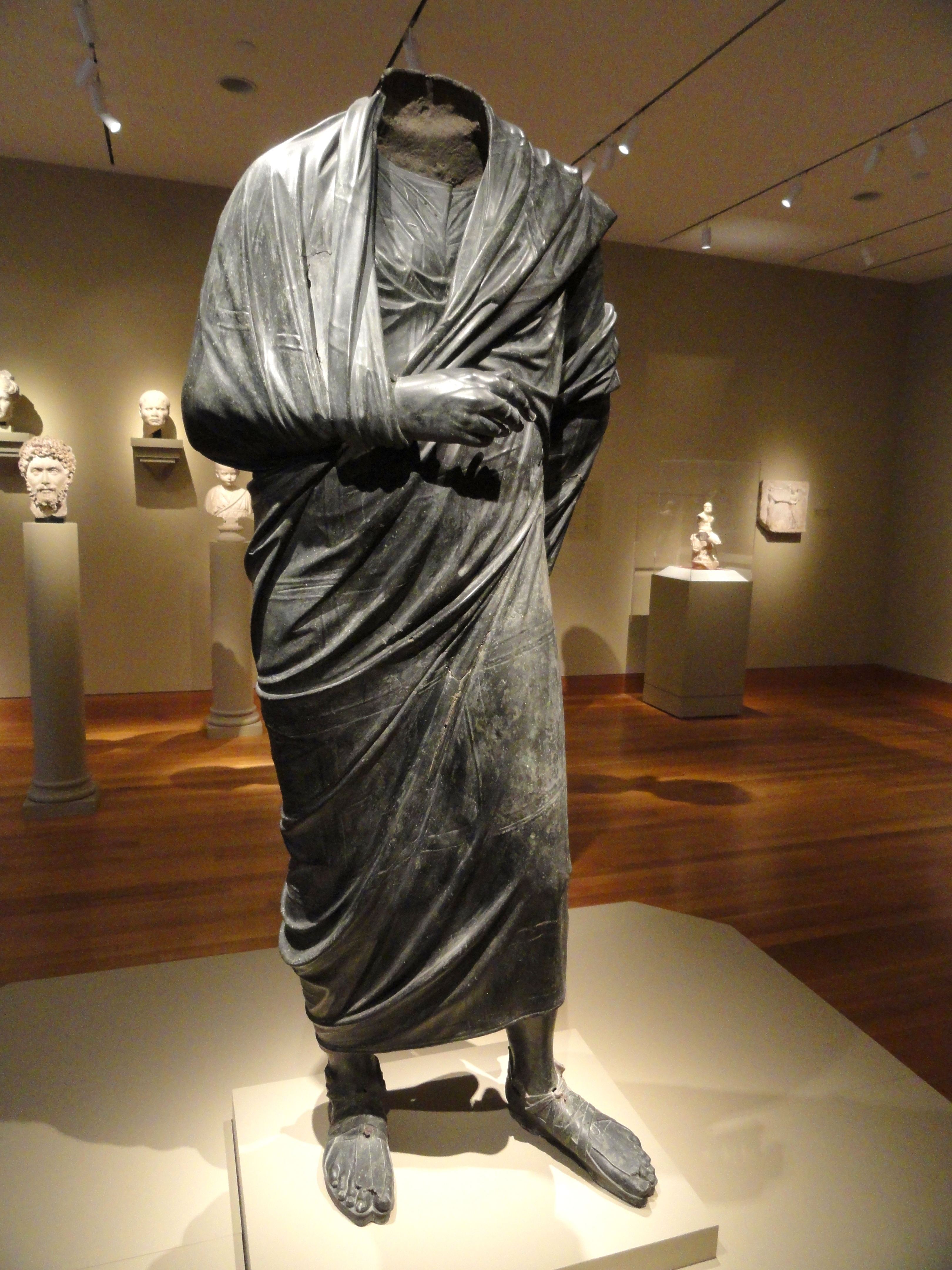
Emperador romano como filósofo, probablemente Marco Aurelio, siglo II.
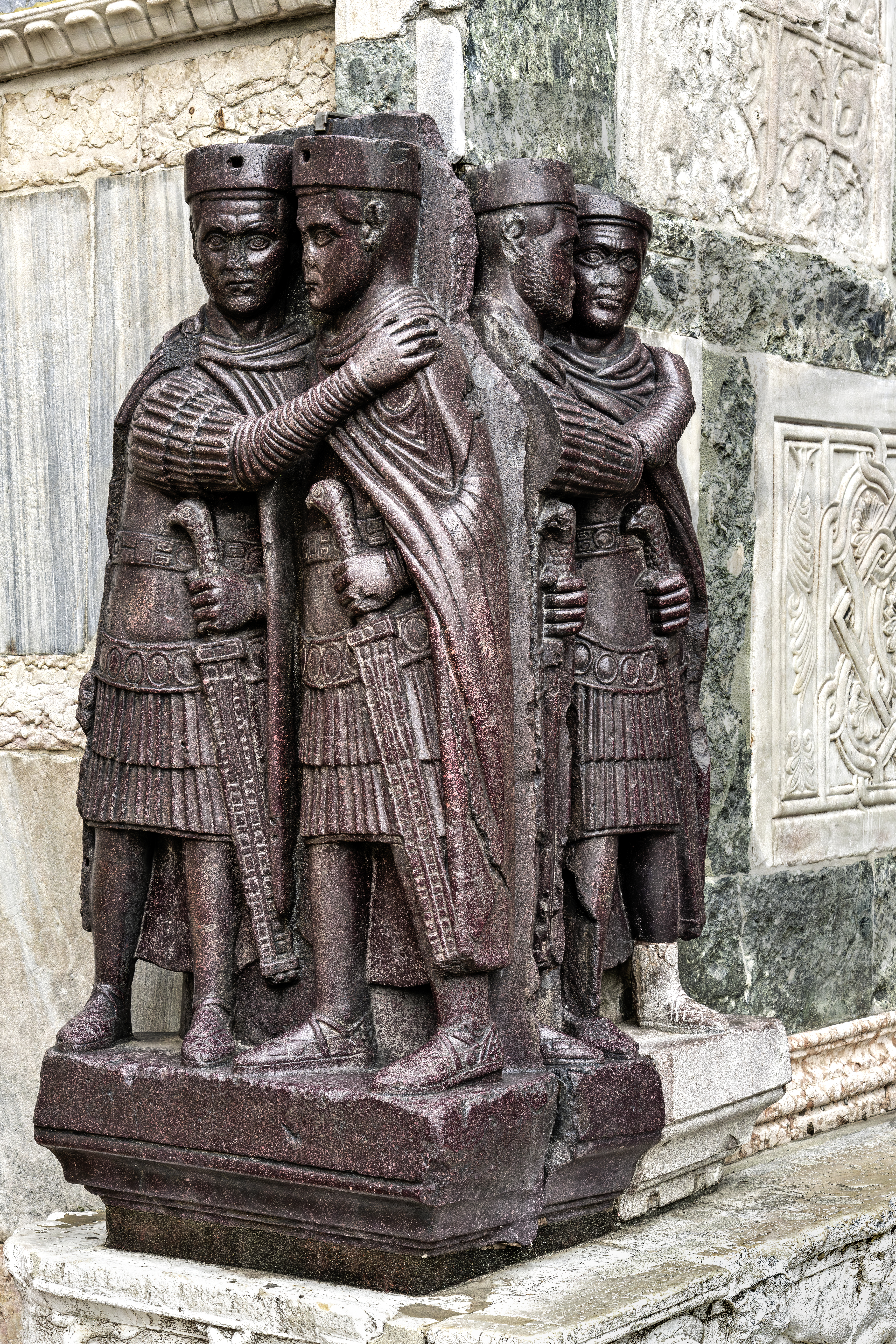
Los tetrarcas,[37] siglo IV.

### Edad Media

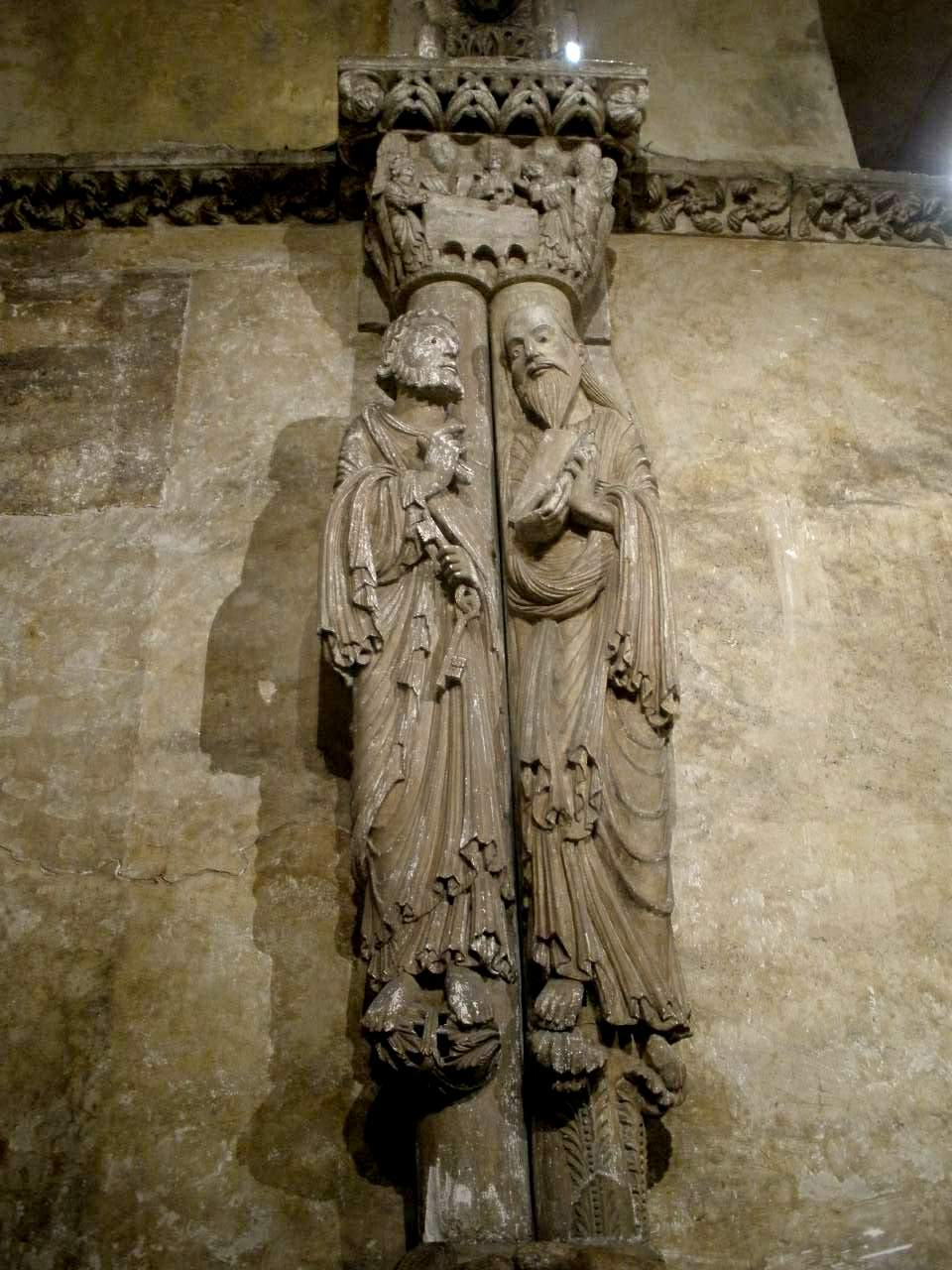
Cámara Santa de Oviedo, siglo XI.
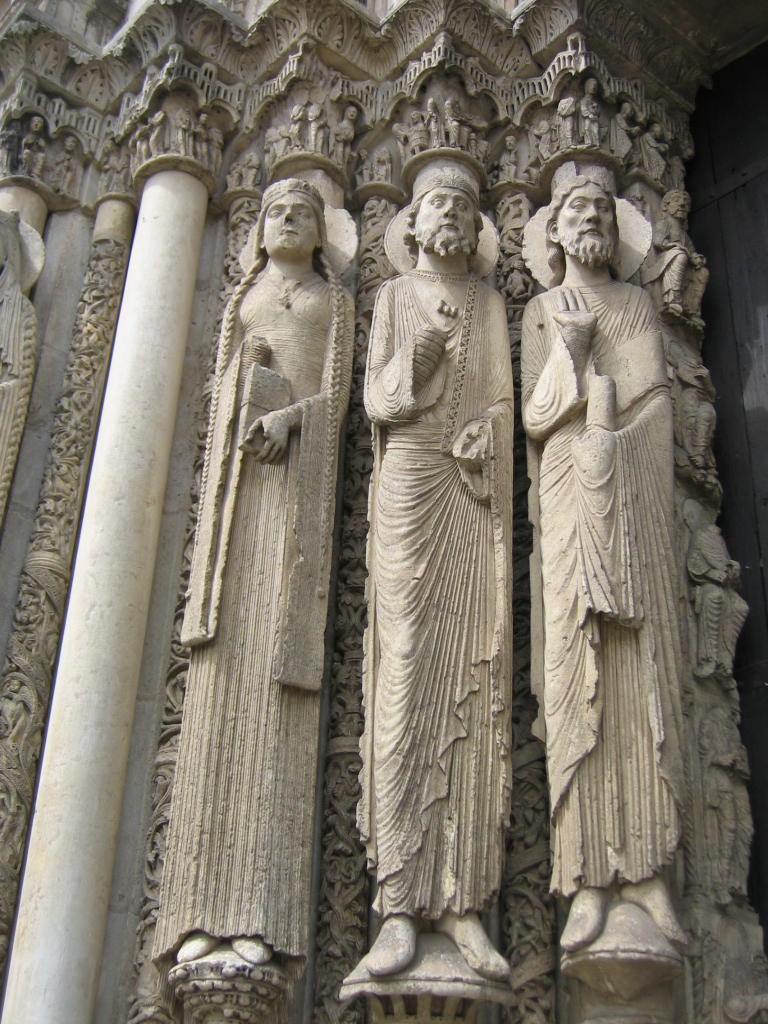
Pórtico real de la Catedral de Chartres, mediados del siglo XII.
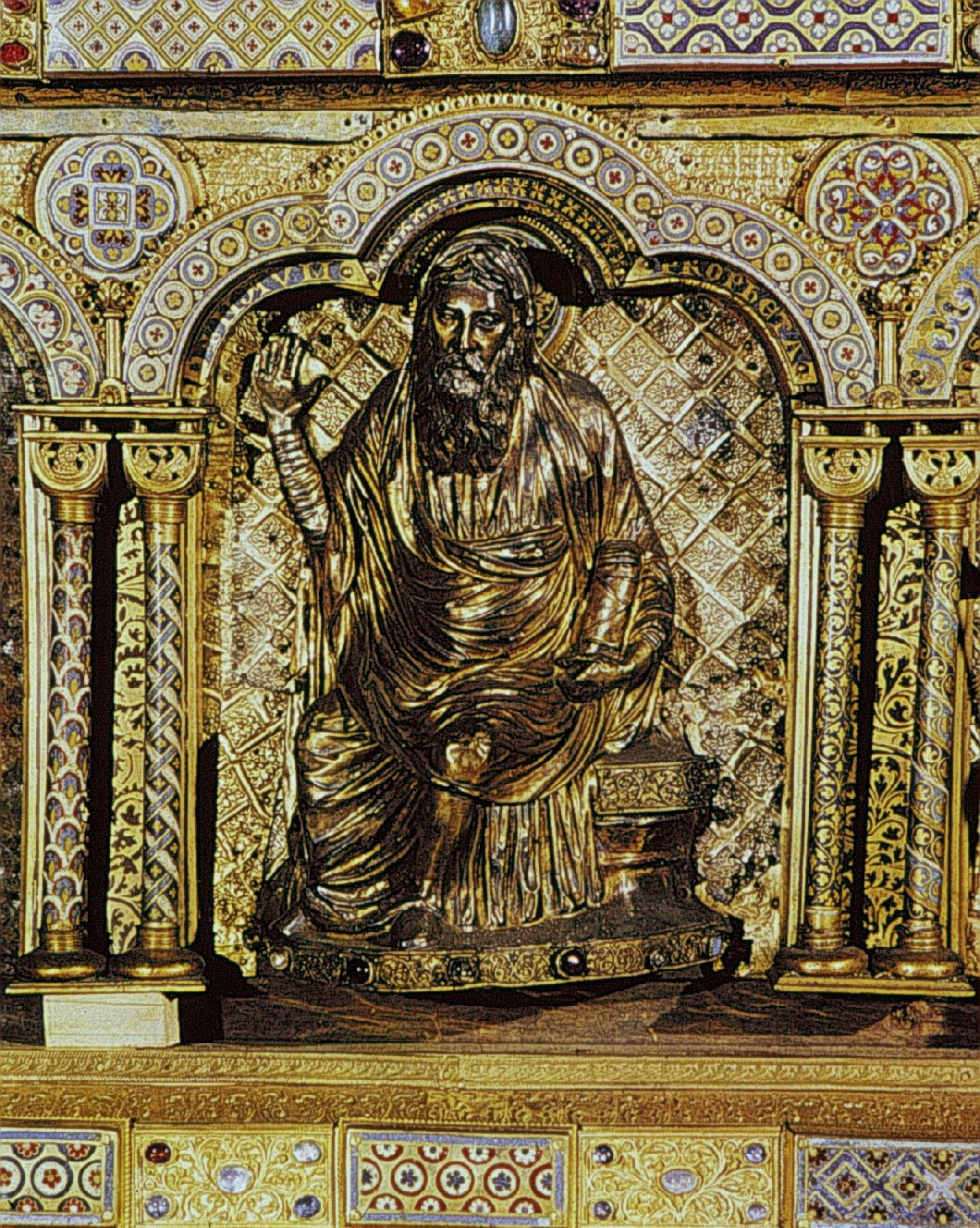
Relicario de los Reyes Magos, de Nicolás de Verdún, finales del siglo XII.
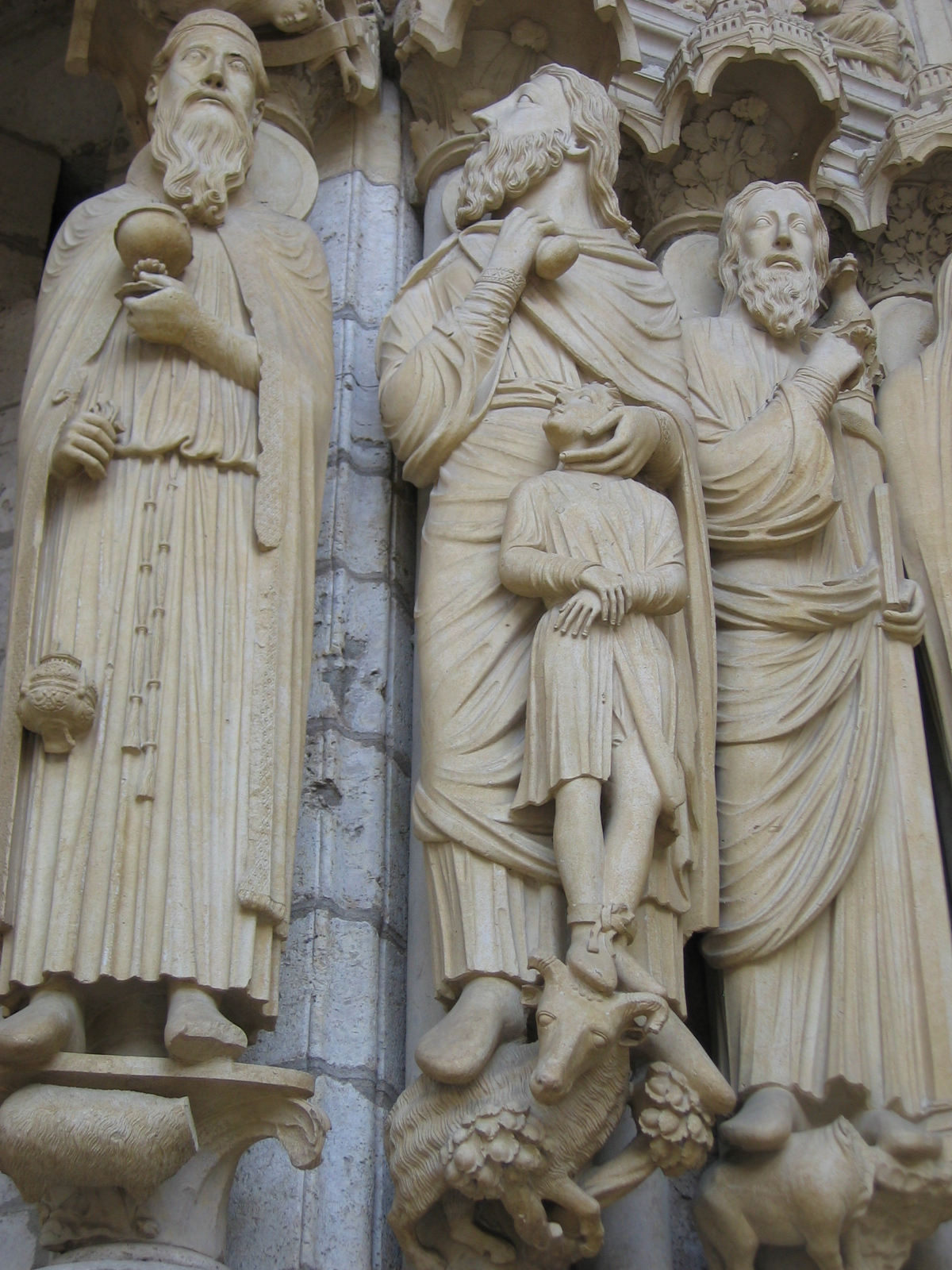
Pórtico norte de la Catedral de Chartres, mediados del siglo XIII.
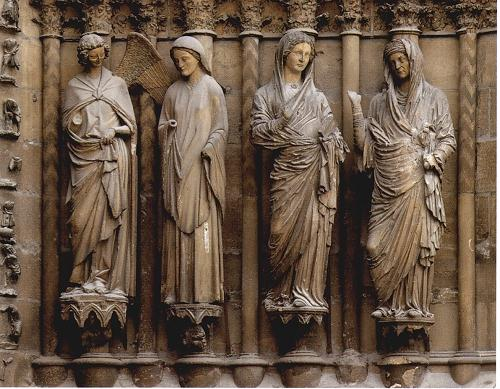
Catedral de Reims, siglo XIII.
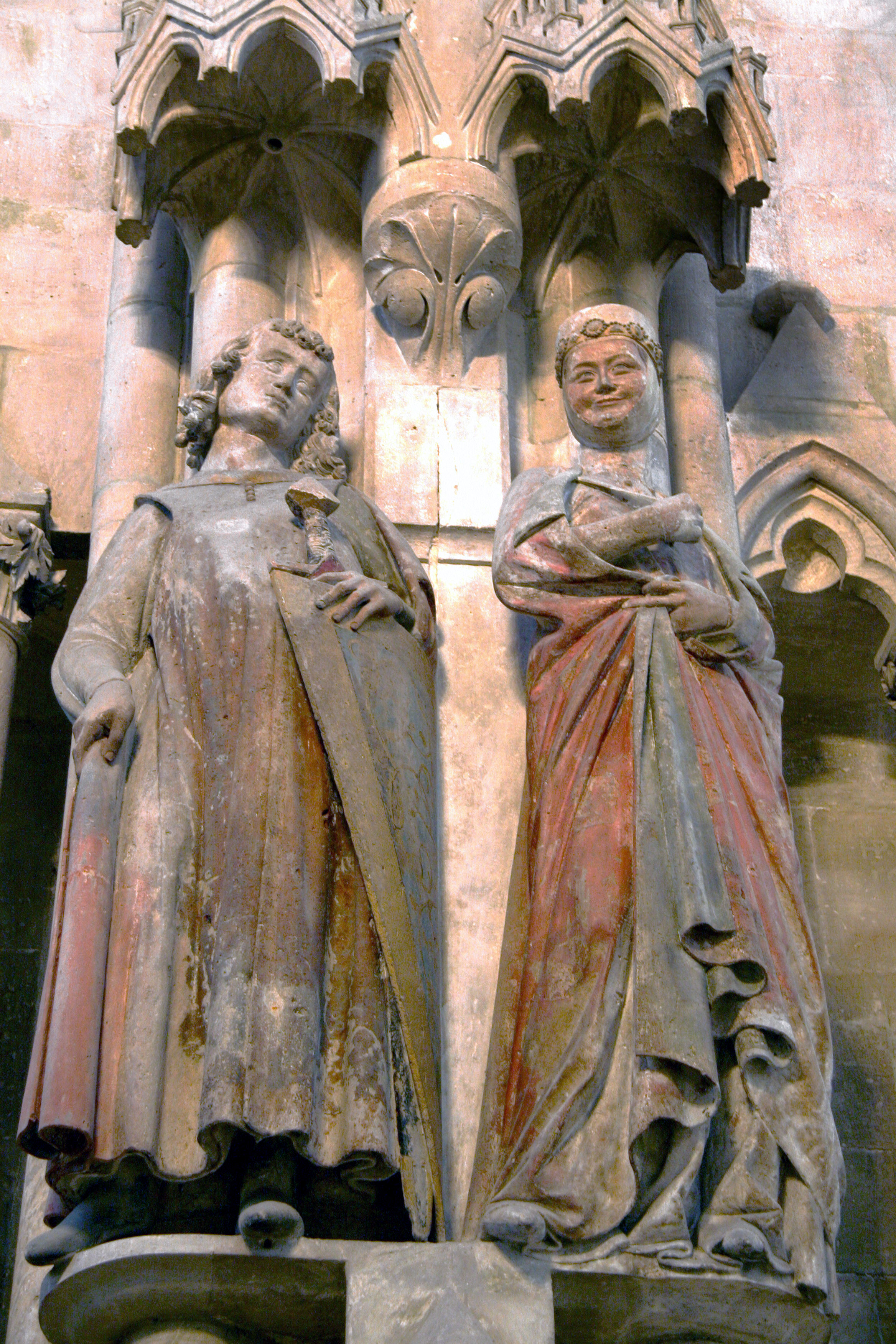
Reglindis y Hermann von Meissen, en la catedral de Naumburgo, siglo XIII.
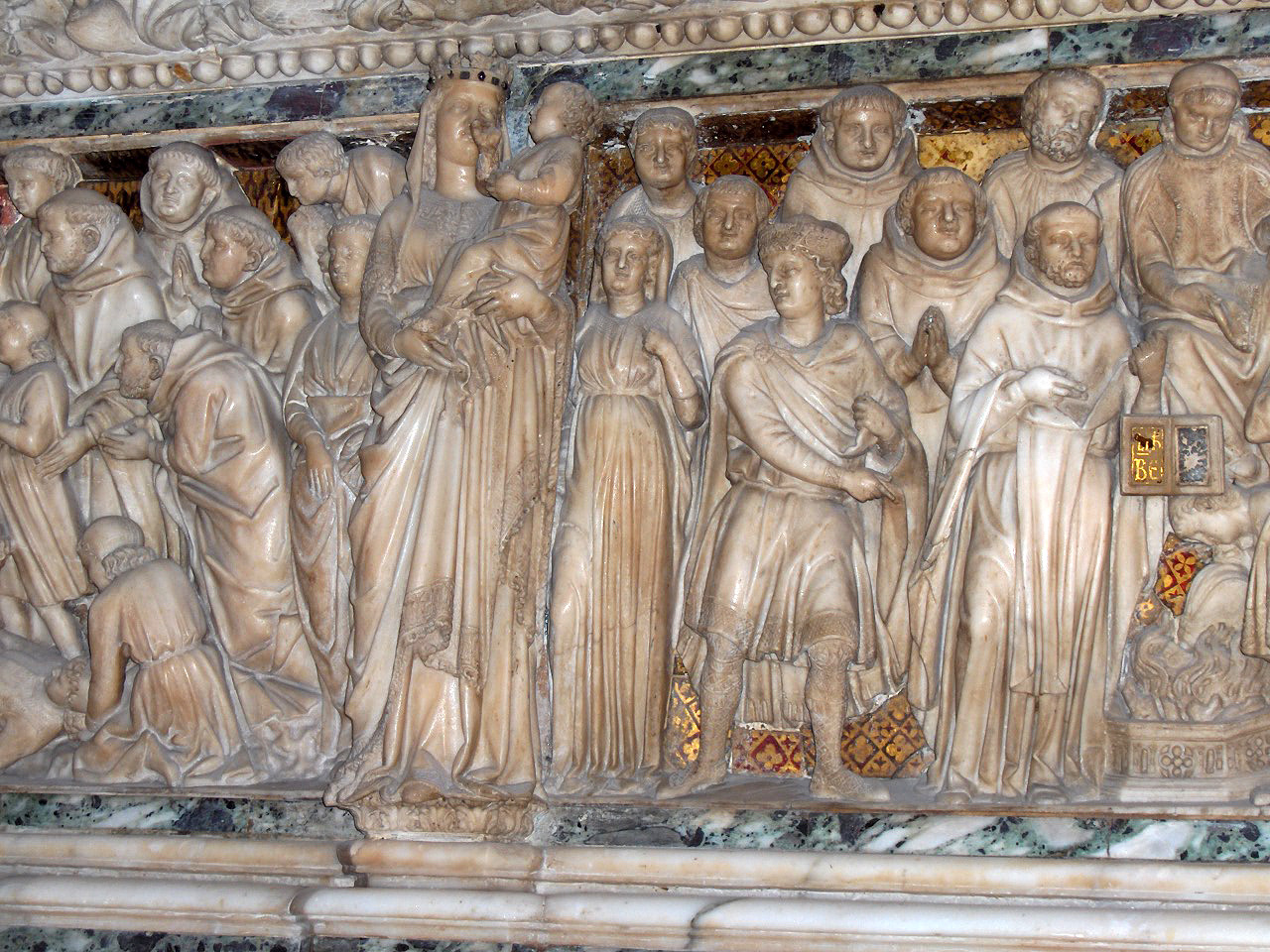
Arca de Santo Domingo, de Nicola Pisano, siglo XIII.
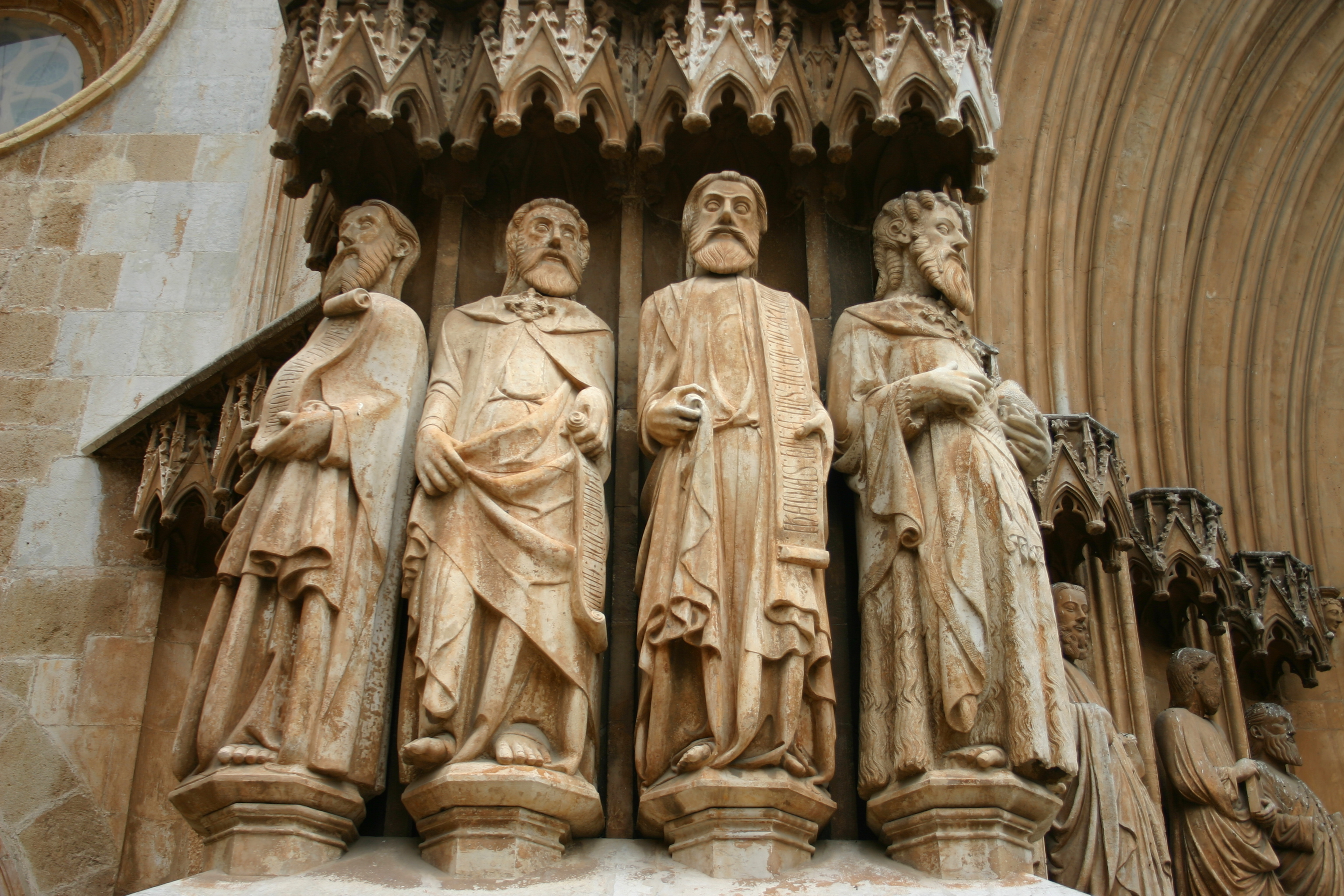
Pórtico de la Catedral de Tarragona, de Jaume Cascalls, siglo XIV.
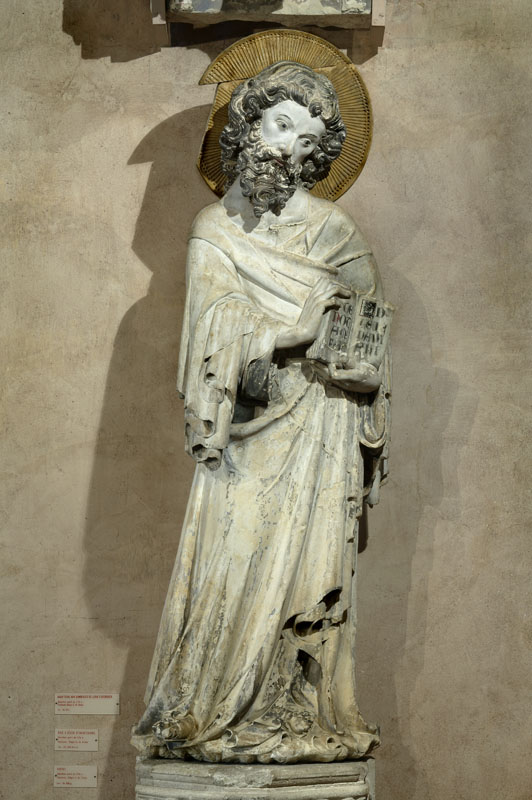
Apostolado del Maestro de Rieux,[38] siglo XIV.
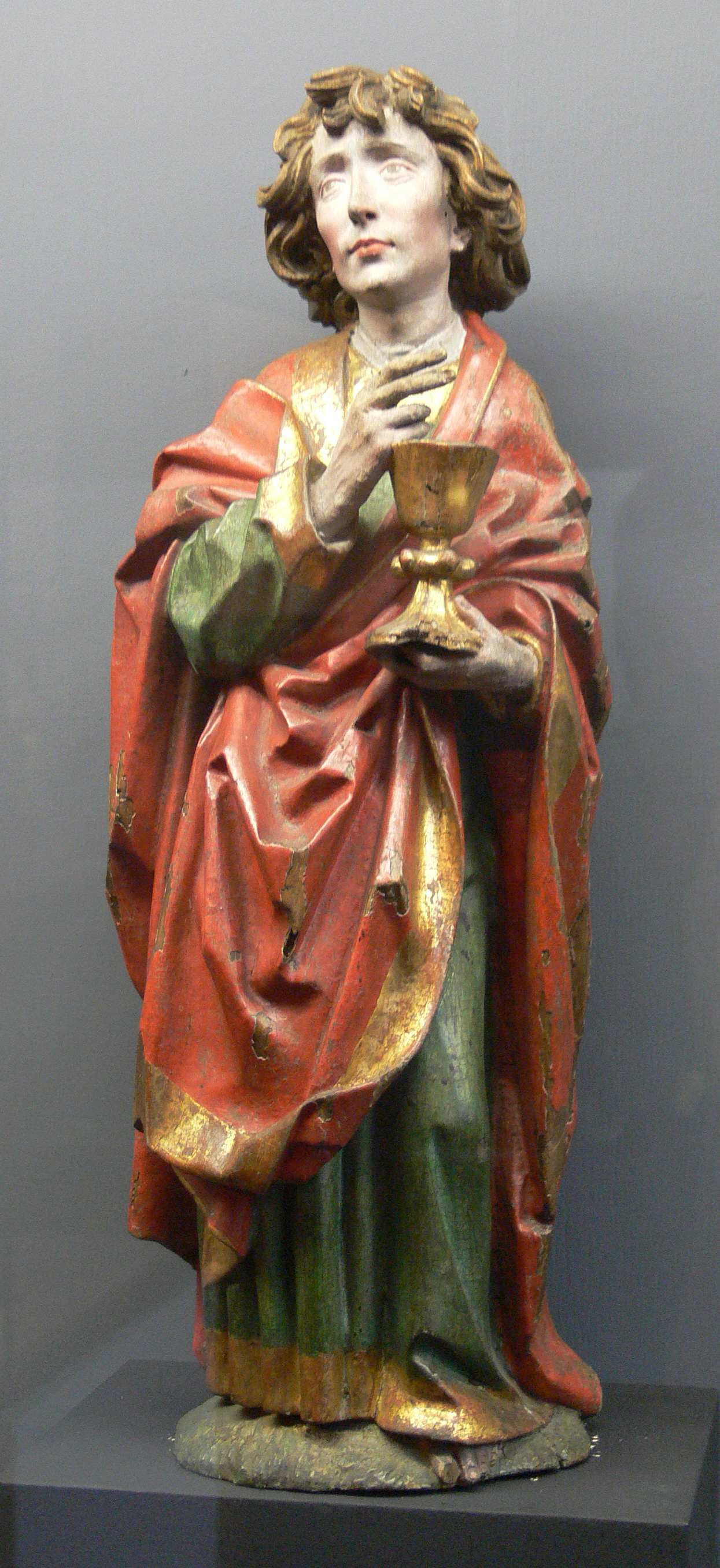
San Juan Evangelista, de Michel Erhart, siglo XV.
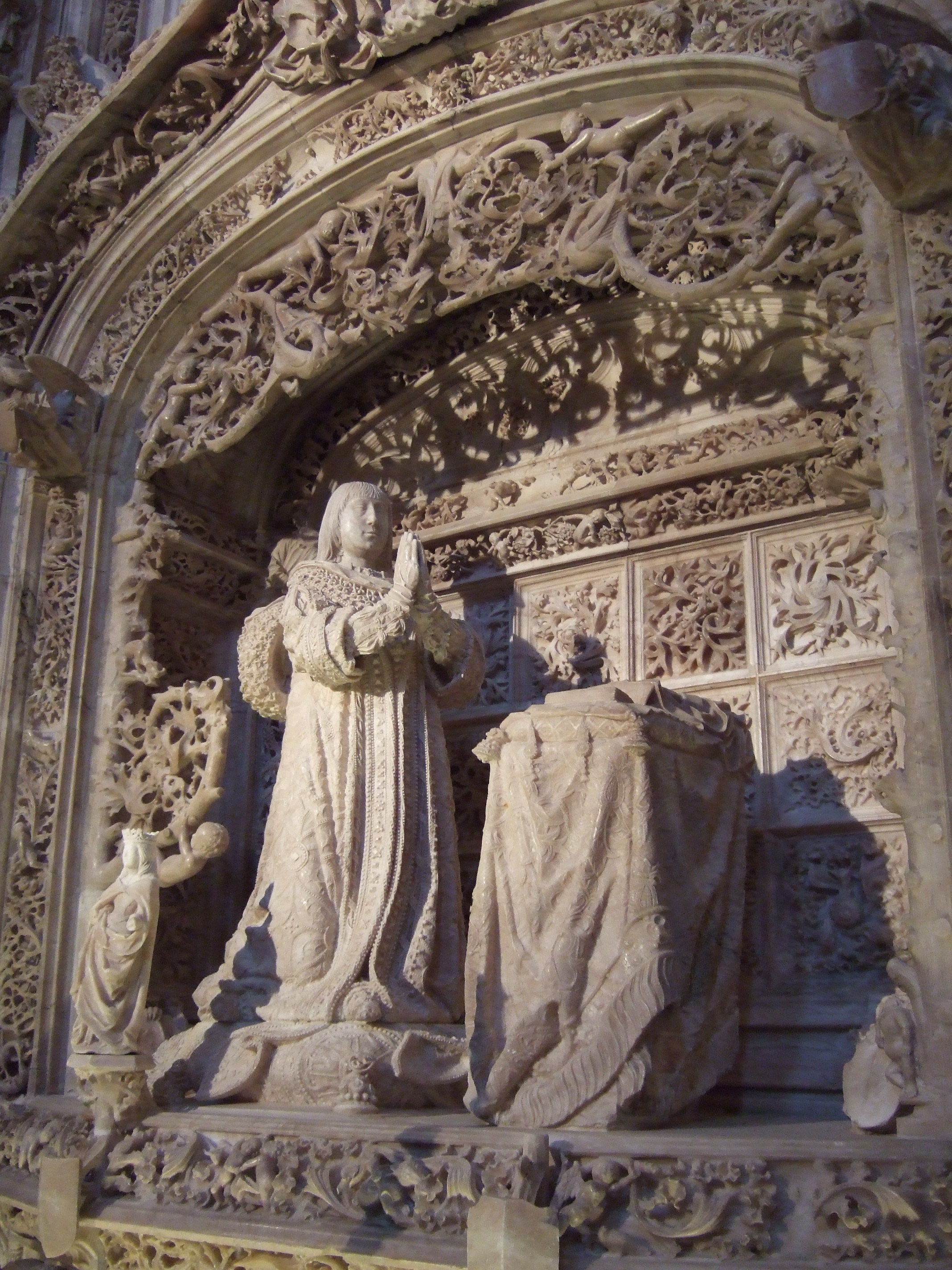
Sepulcro de Alfonso de Castilla, de Gil de Siloé, siglo XV.

### Edad Moderna

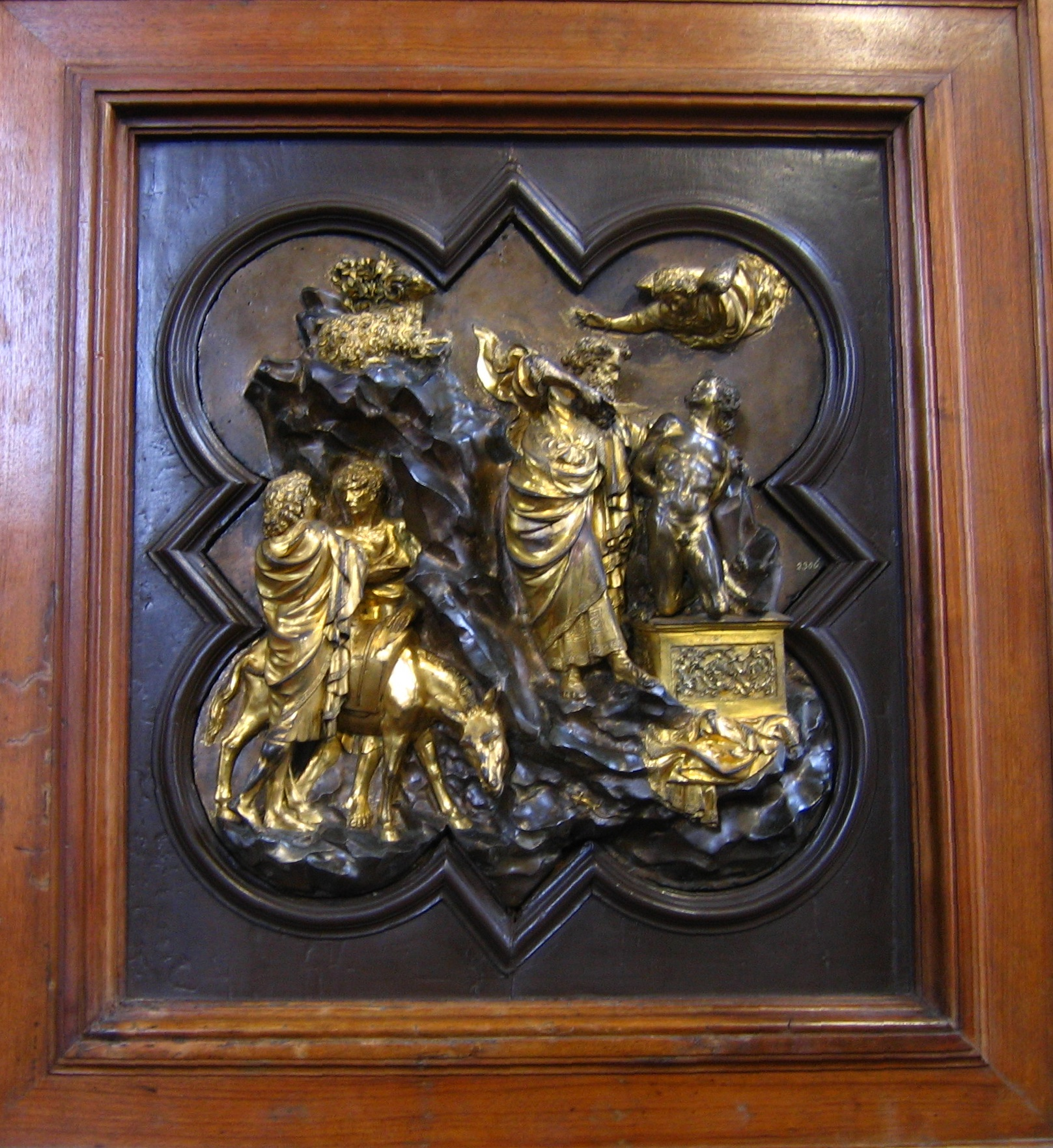
Sacrificio de Isaac, de Ghiberti, siglo XV.
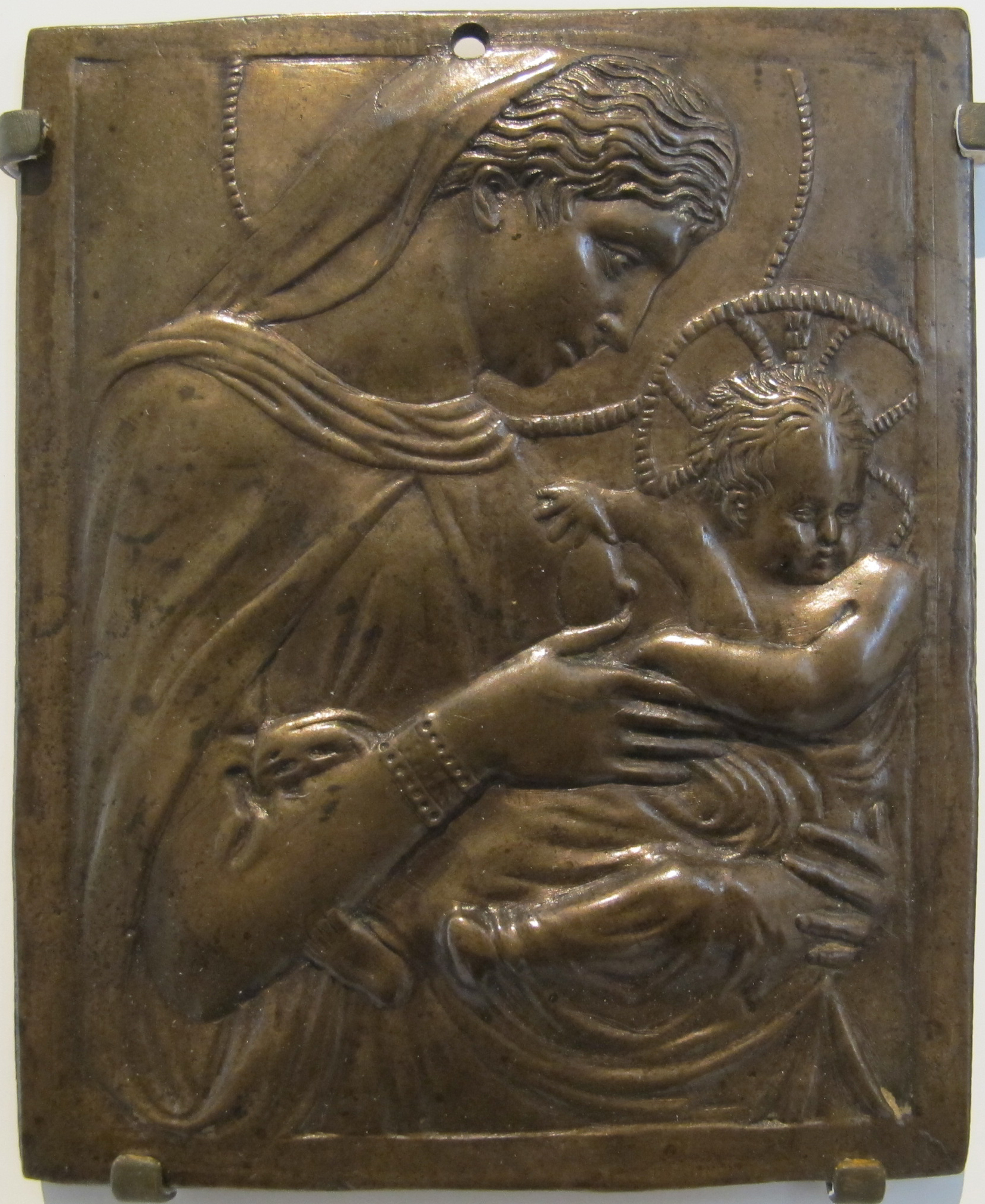
Virgen de la leche, de Donatello, siglo XV.
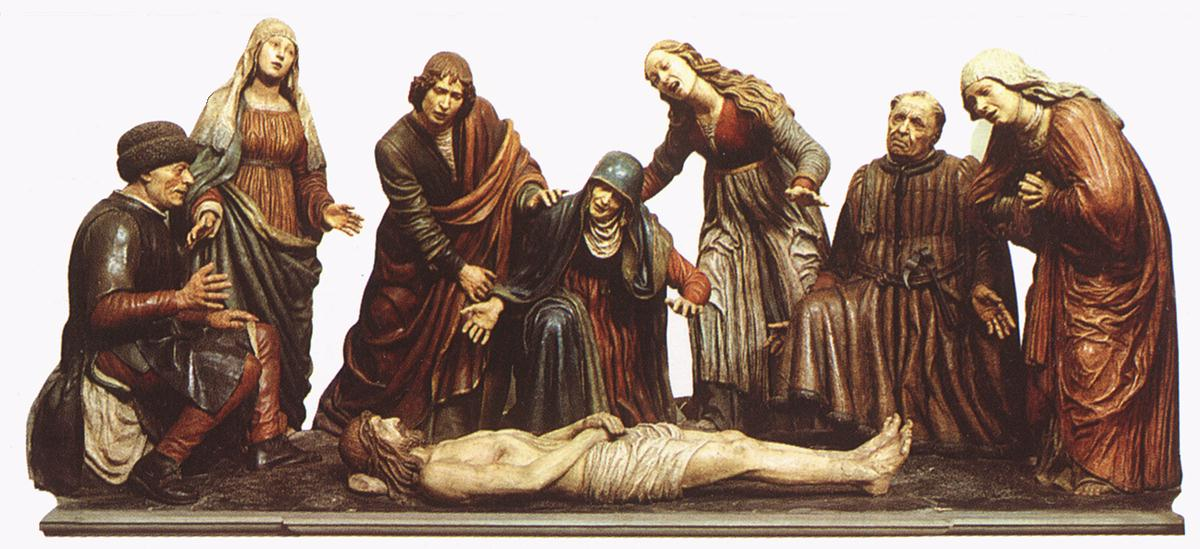
Il compianto, de Guido Mazzoni, siglo XV.
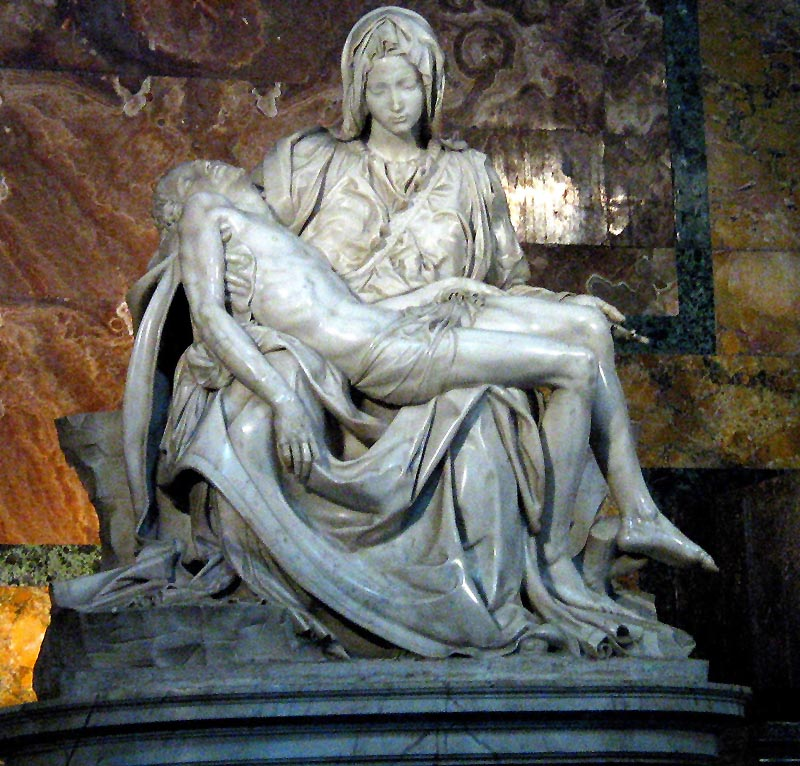
Piedad, de Miguel Ángel, siglo XVI.
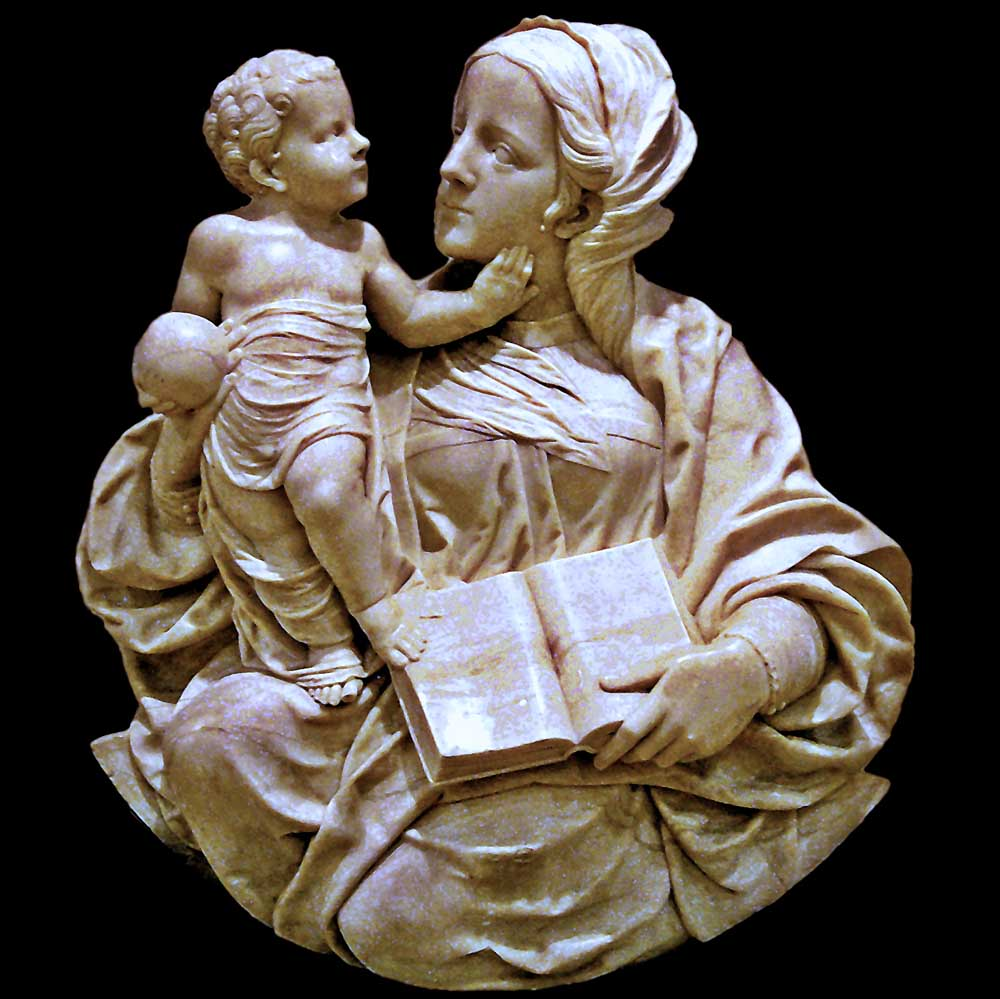
Virgen con el Niño, de Felipe Bigarny, siglo XVI.
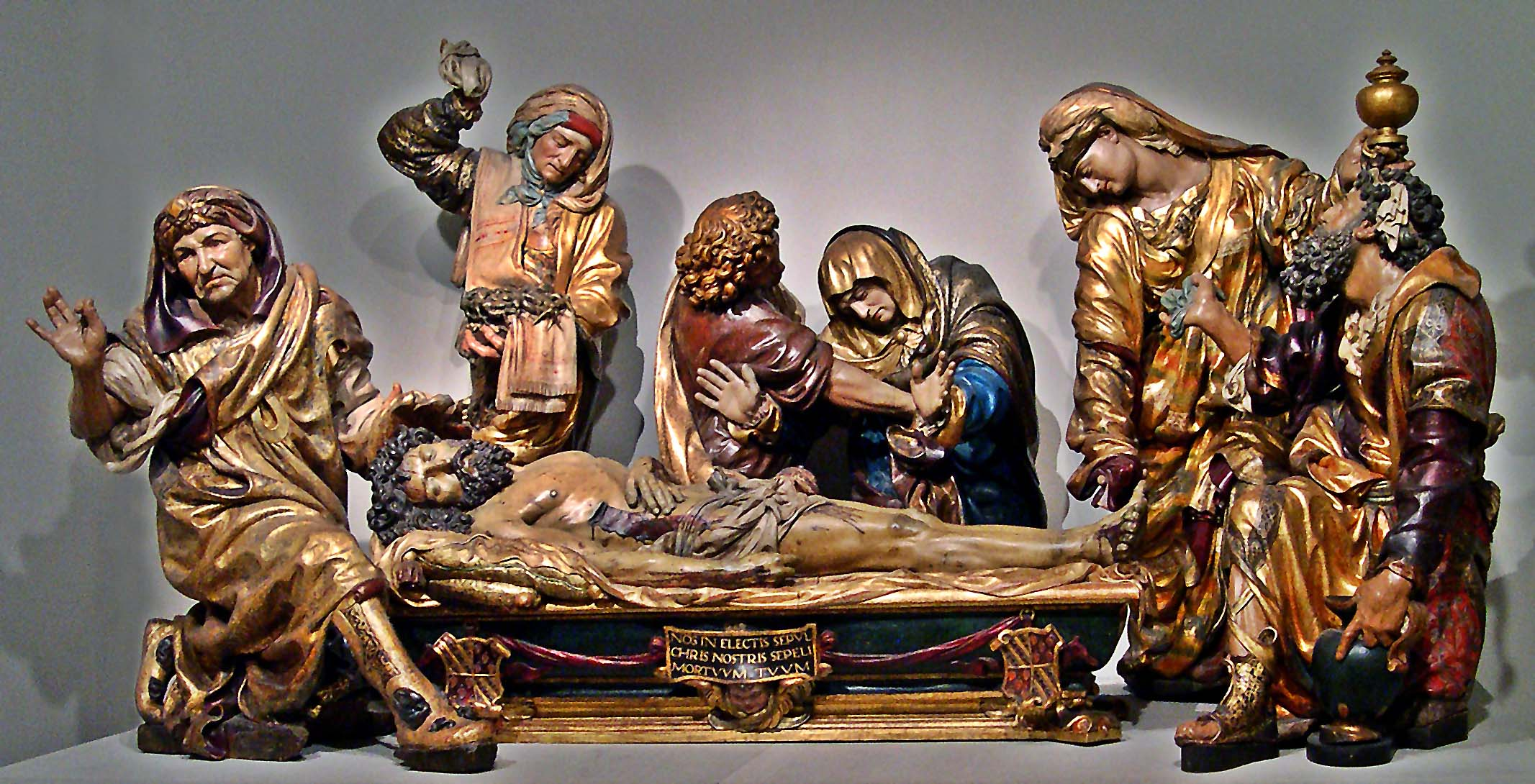
Santo Entierro, de Juan de Juni, siglo XVI.
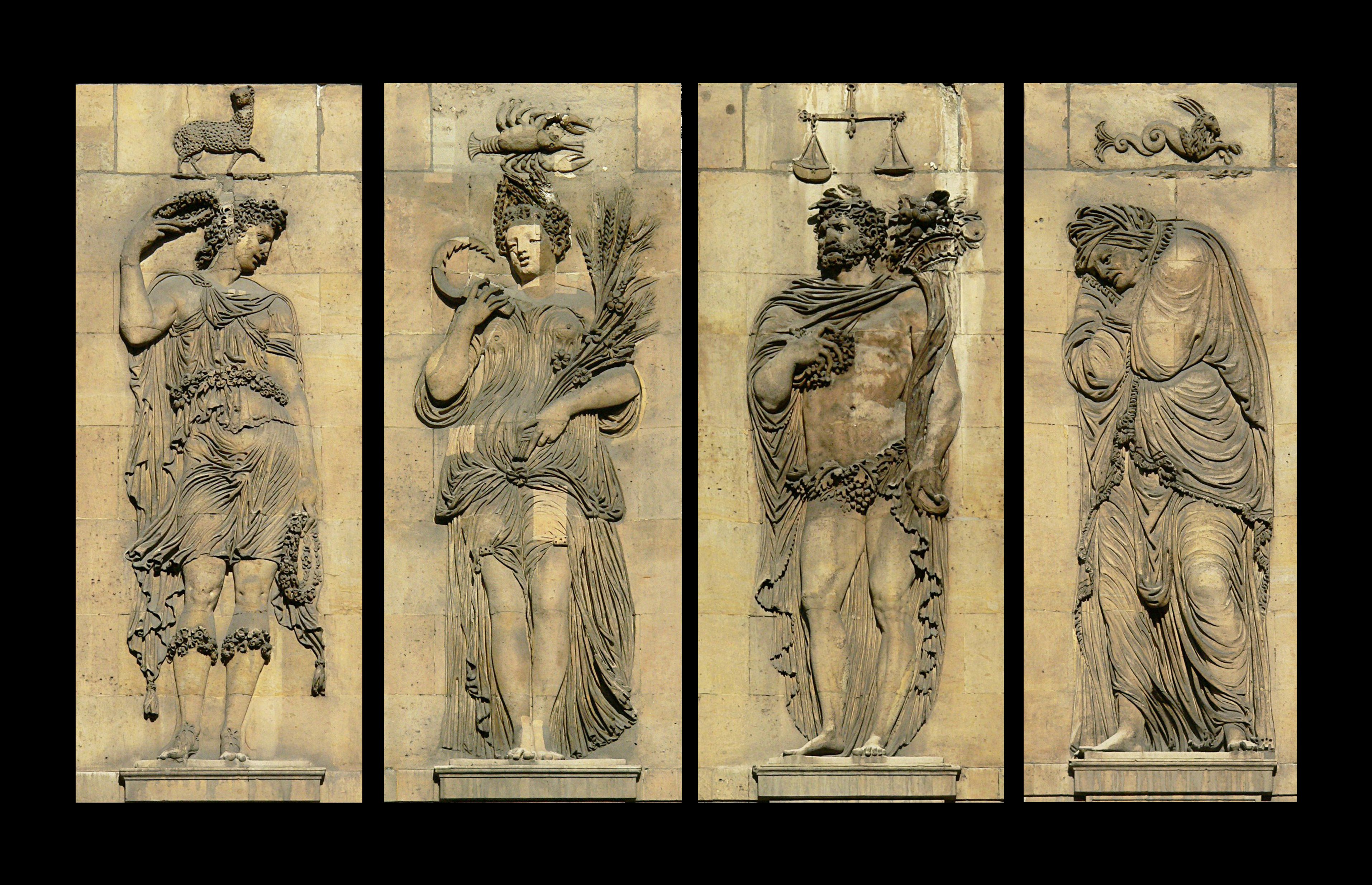
Las cuatro estaciones, de Jean Goujon, siglo XVI.
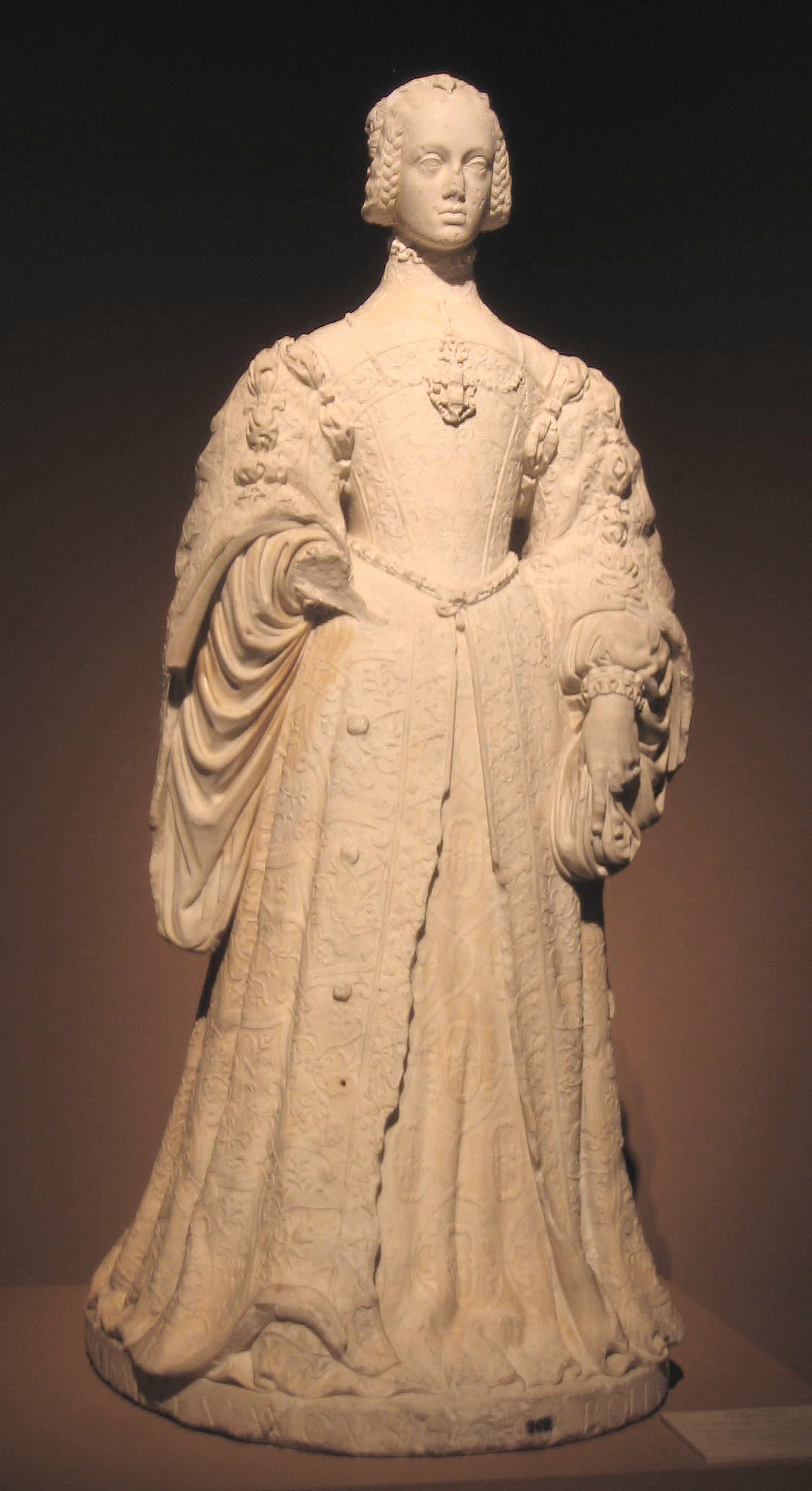
Isabel de Portugal, de Pompeo Leoni, siglo XVI.
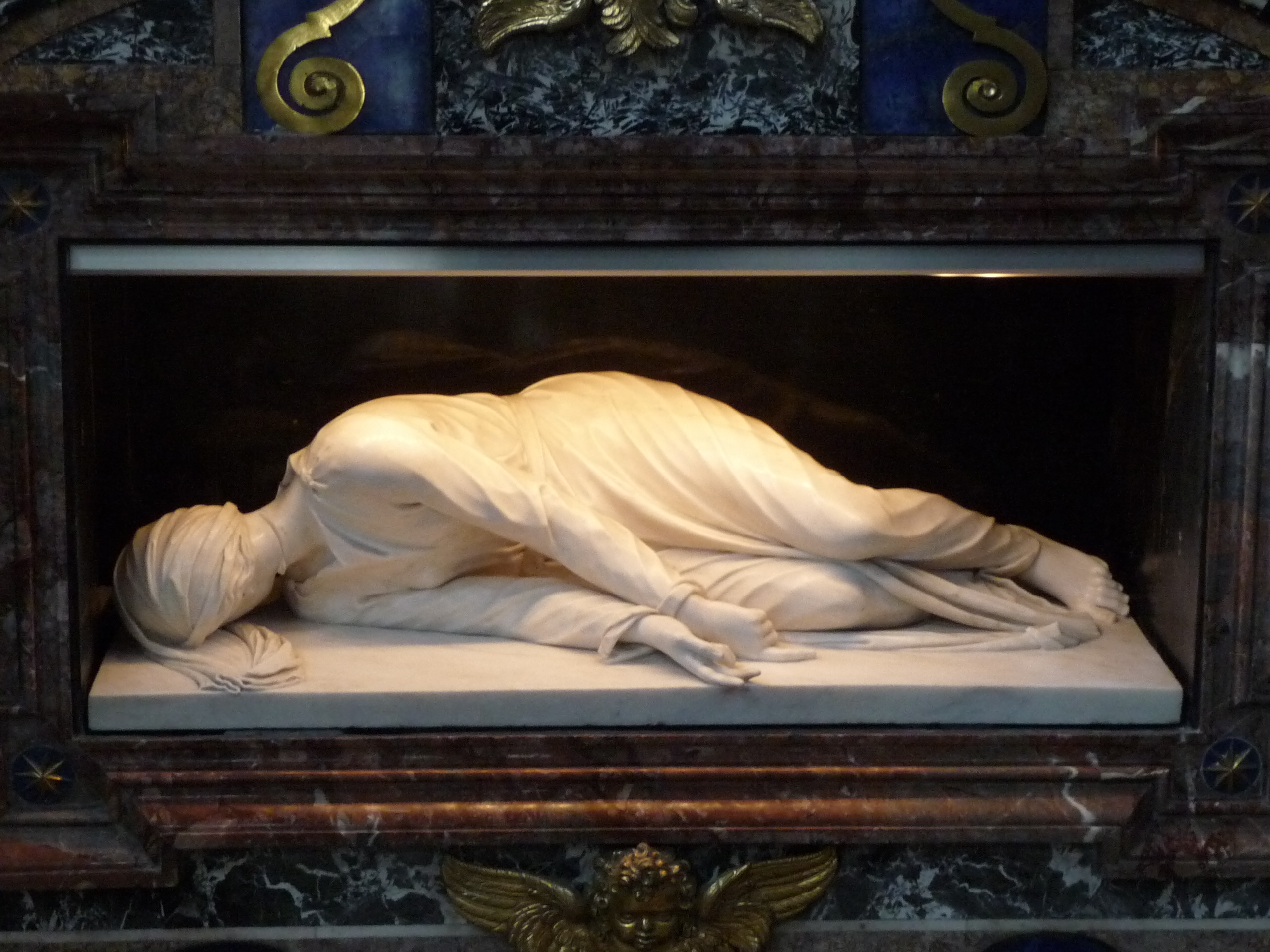
El martirio de Santa Cecilia, de Stefano Maderno, 1600.
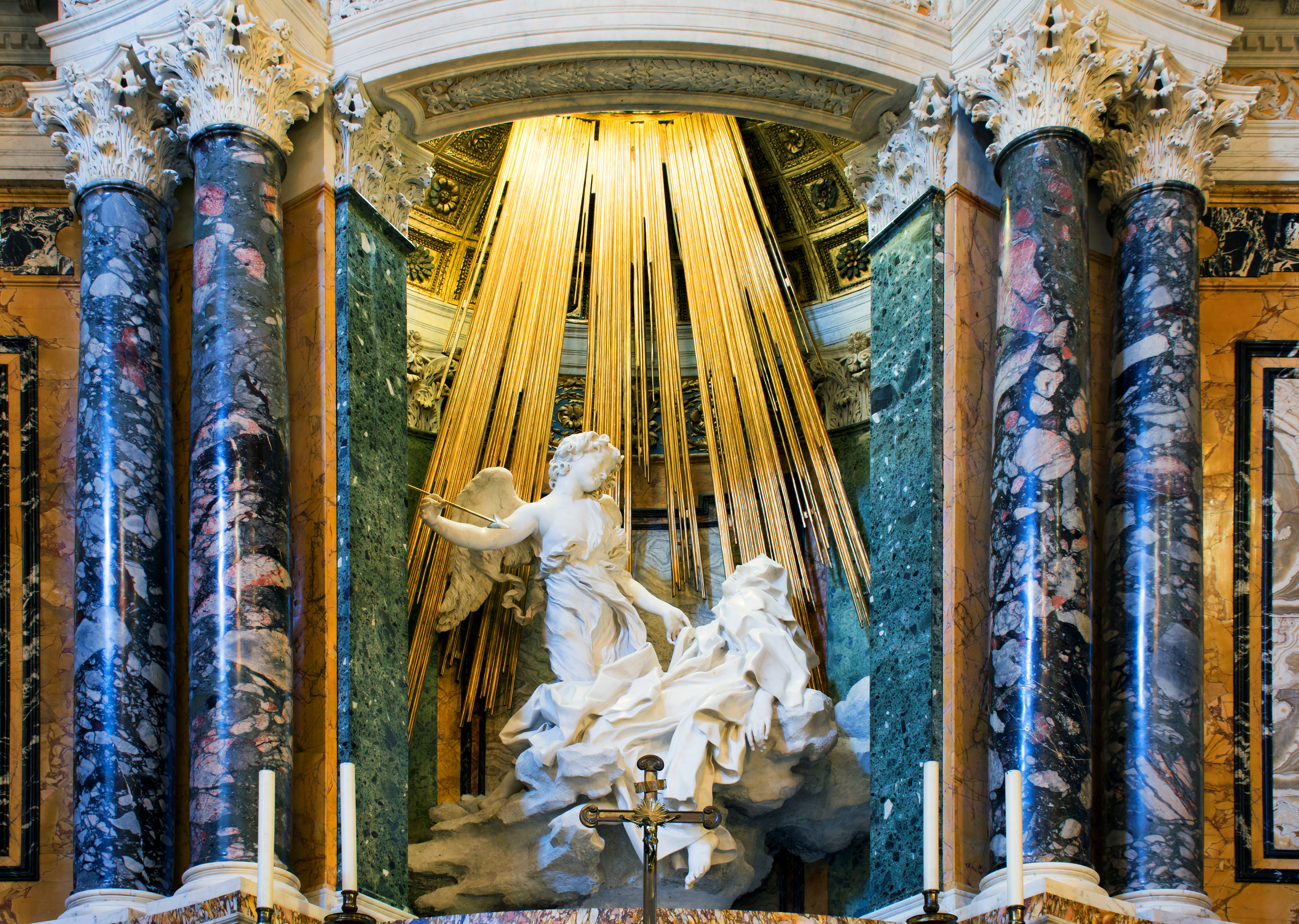
Éxtasis de Santa Teresa, de Bernini, siglo XVII.
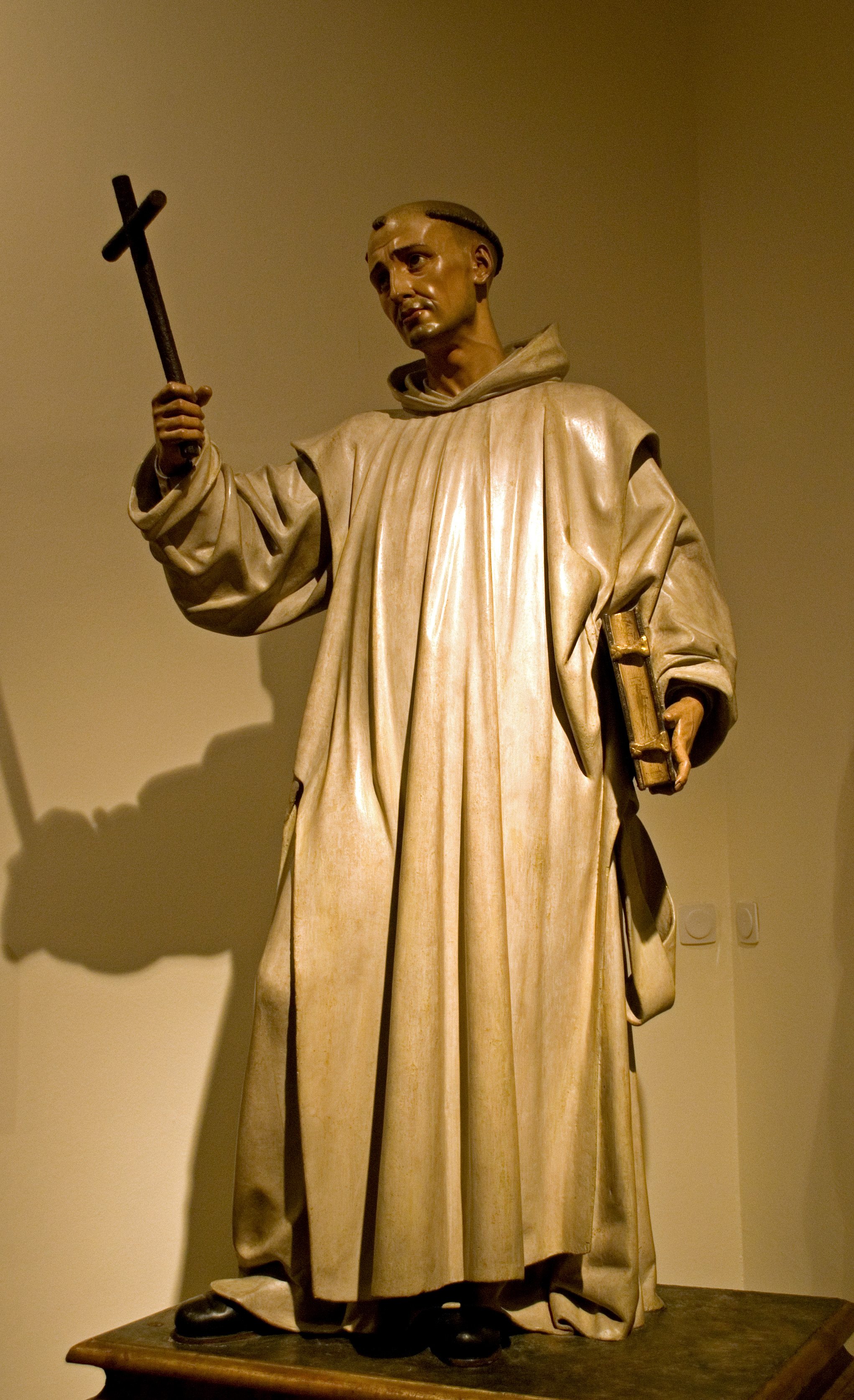
San Bruno, de Martínez Montañés, siglo XVII.
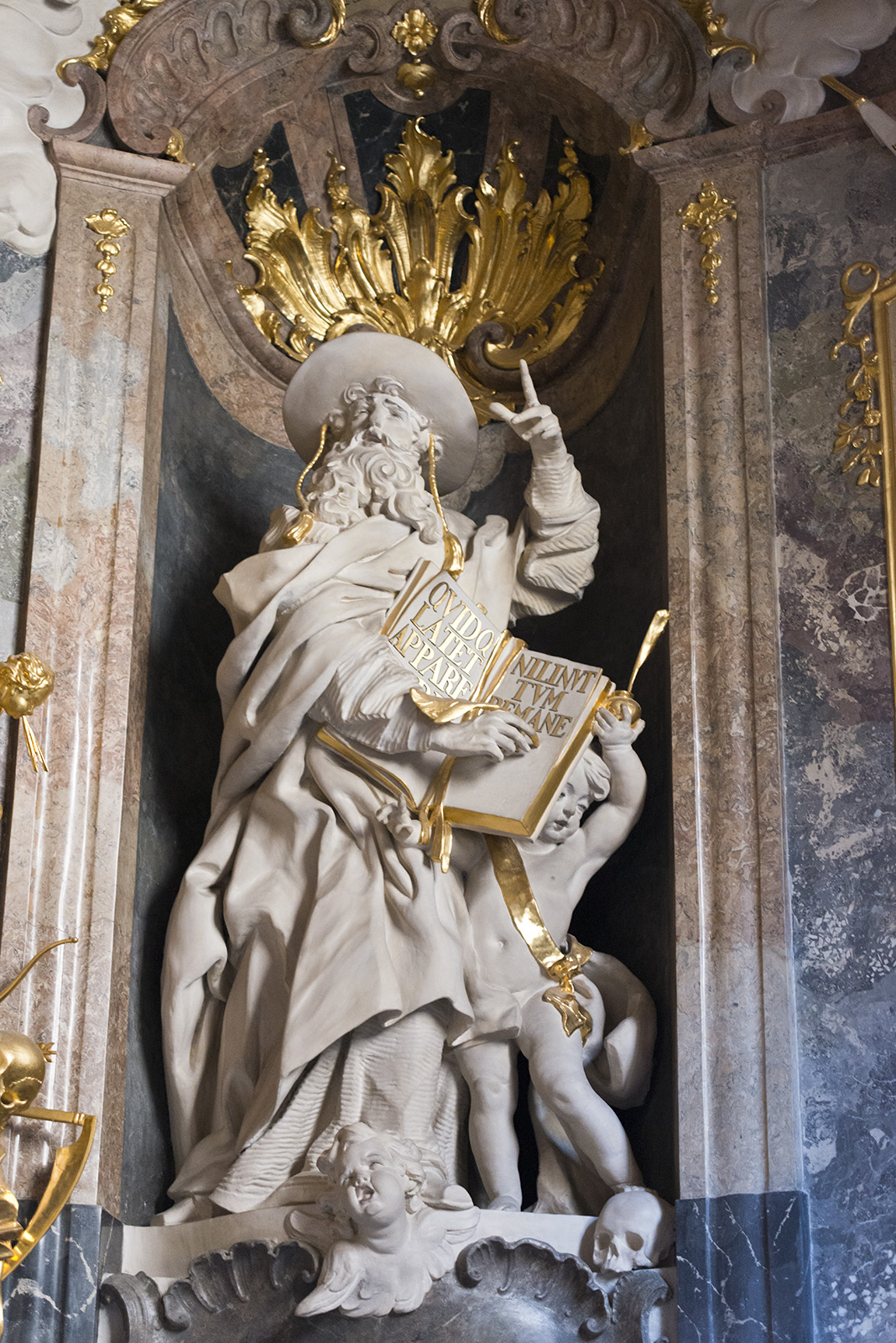
Imagen en la Asamkirche,[39] de los hermanos Asam, comienzos del siglo XVIII.
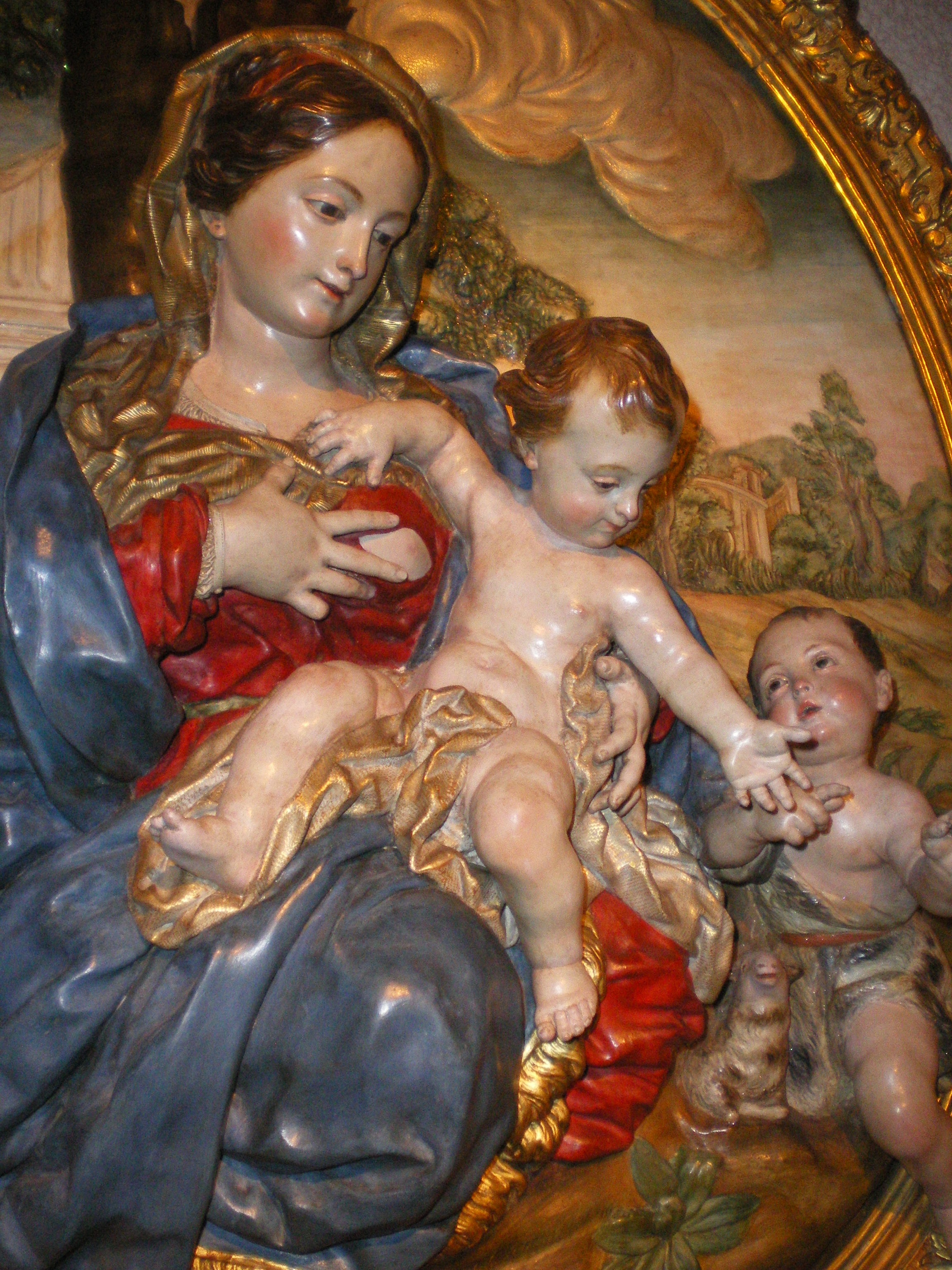
Virgen de la leche, de Salzillo, siglo XVIII, mediados del siglo XVIII.
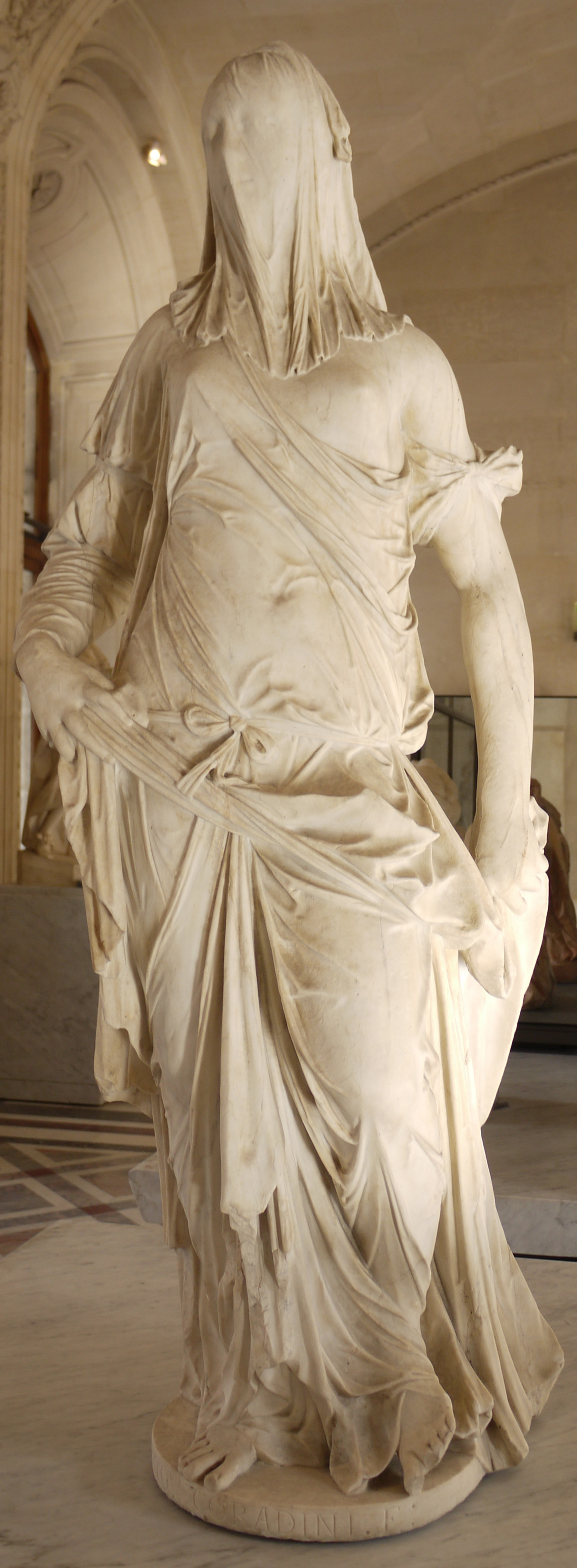
Estatua llamada La femme voilée ("la mujer velada"), posiblemente una alegoría de la fe, de Antonio Corradini, mediados del siglo XVIII.

### Edad Contemporánea

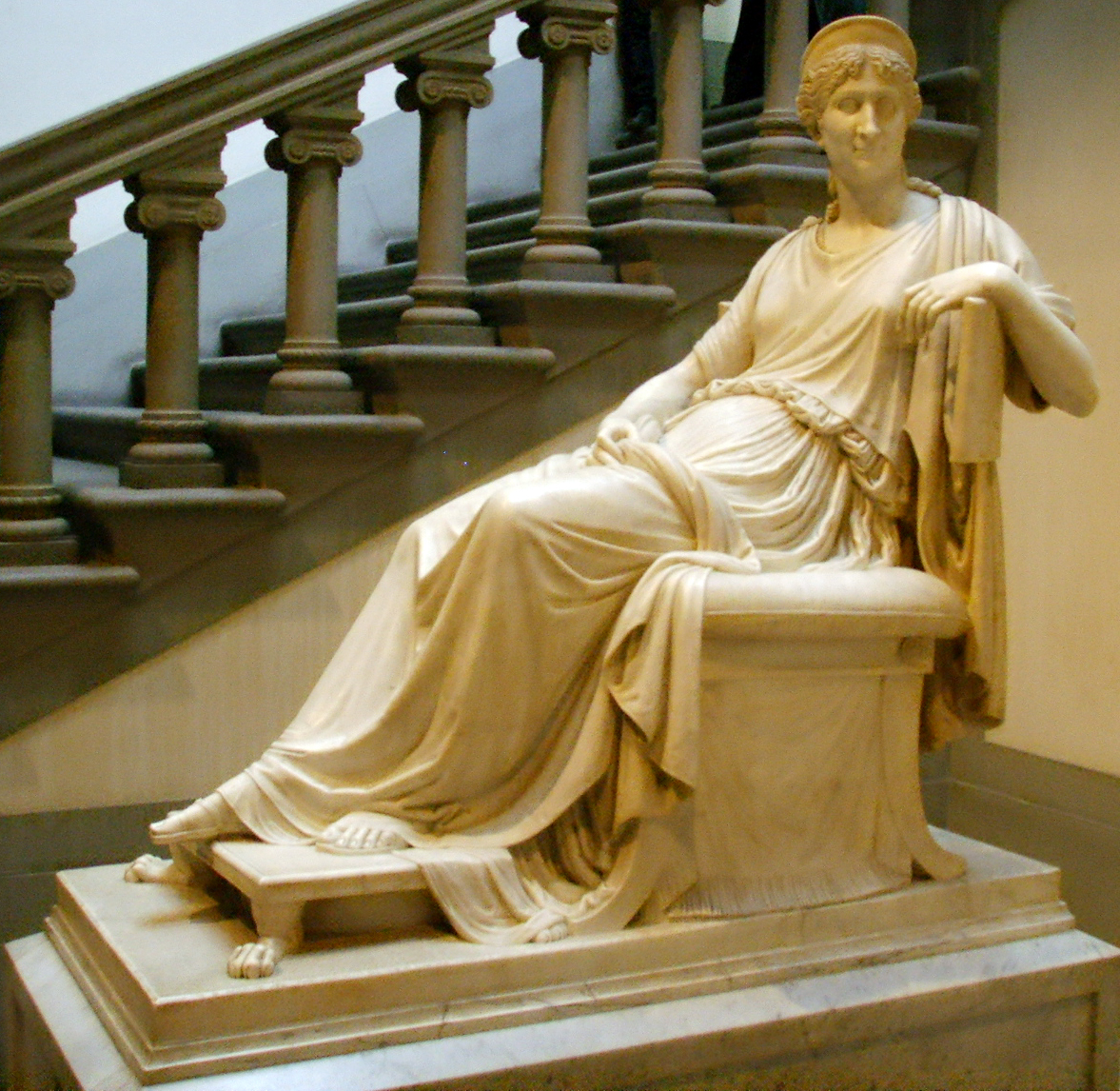
Letizia Ramolino, madre de Napoleón, de Canova, comienzos del siglo XIX.
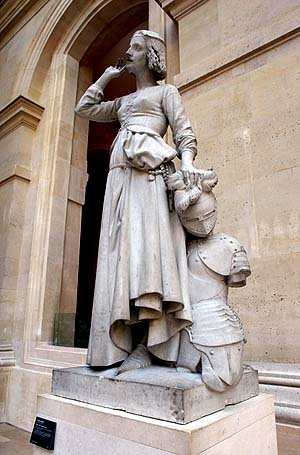
Juana de Arco, de François Rude, mediados del siglo XIX.
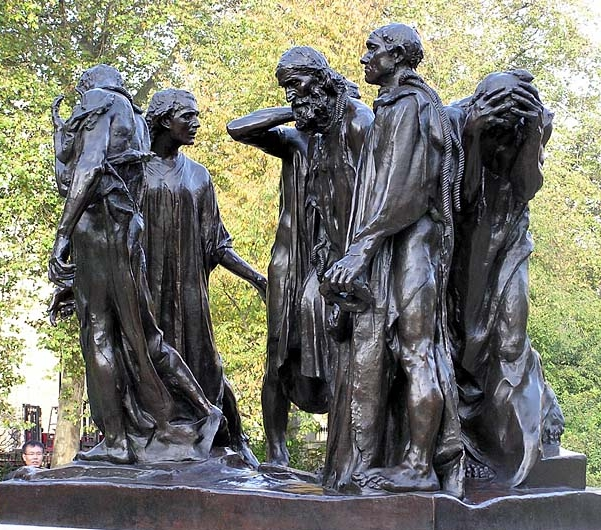
Los Burgueses de Calais, de Rodin, finales del siglo XIX.
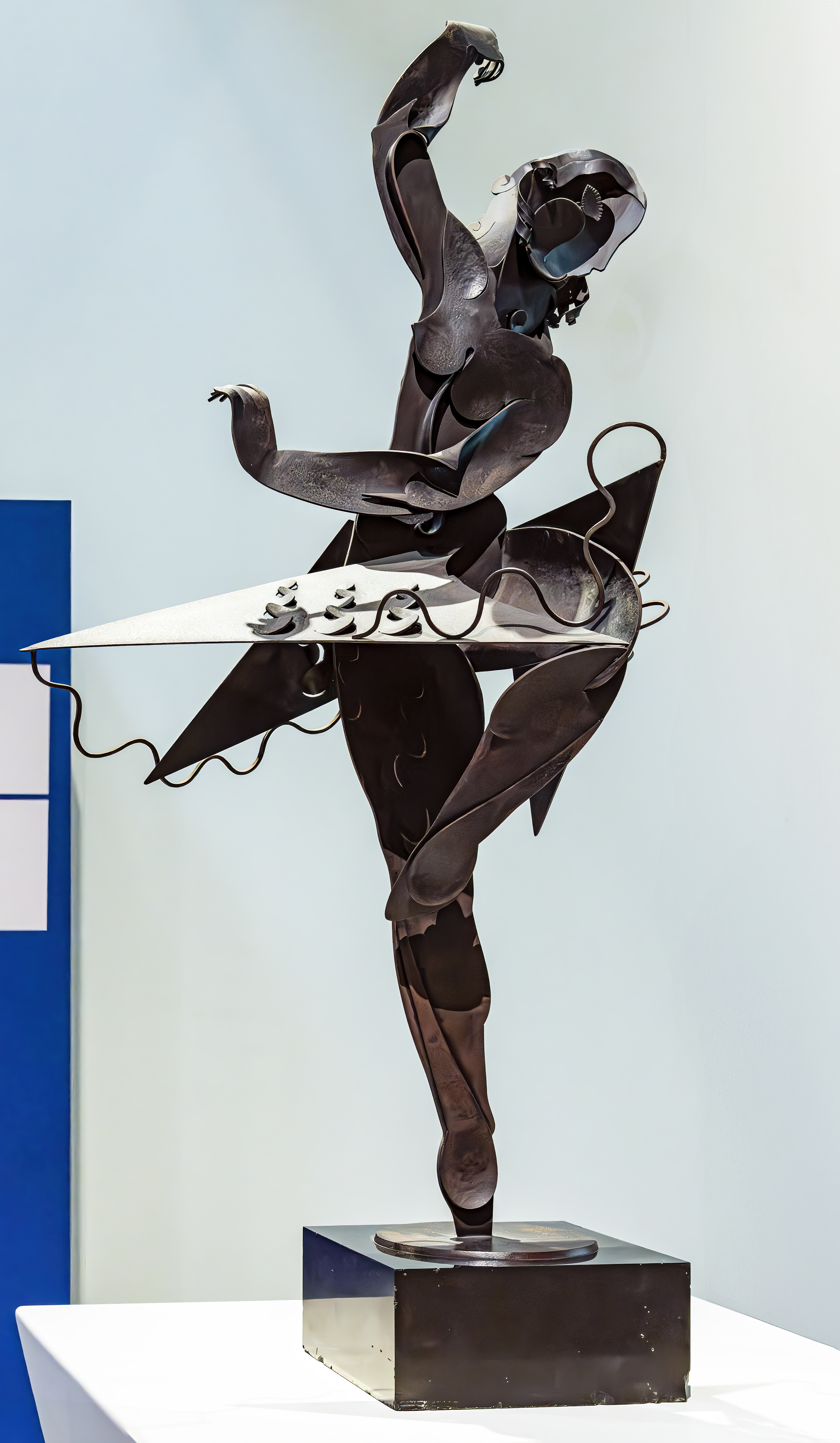
La gran bailarina, de Pablo Gargallo, comienzos del siglo XX.
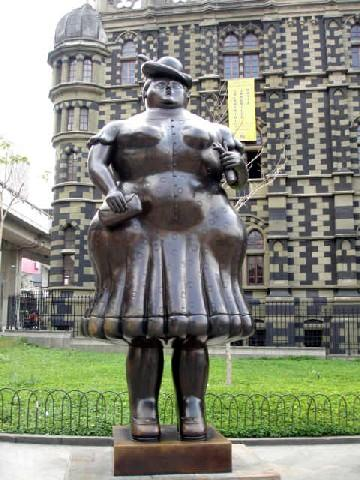
Dama, de Fernando Botero, finales del siglo XX.

## Culturas no occidentales
En el arte de las culturas diferentes de la occidental la representación de los ropajes se ha desarrollado con distintas convenciones. En algunos casos ha recibido la influencia de la cultura occidental, notablemente el arte greco-indio o greco-búdico.
Arte de la India

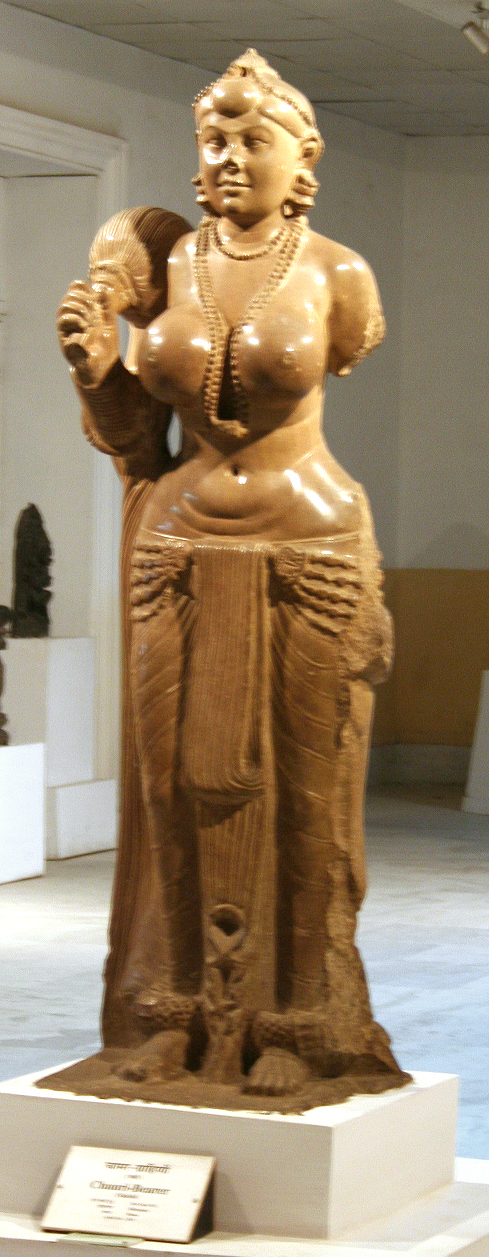
Didarganj Yakshi,[40] cultura Maurya, siglo III a. C.
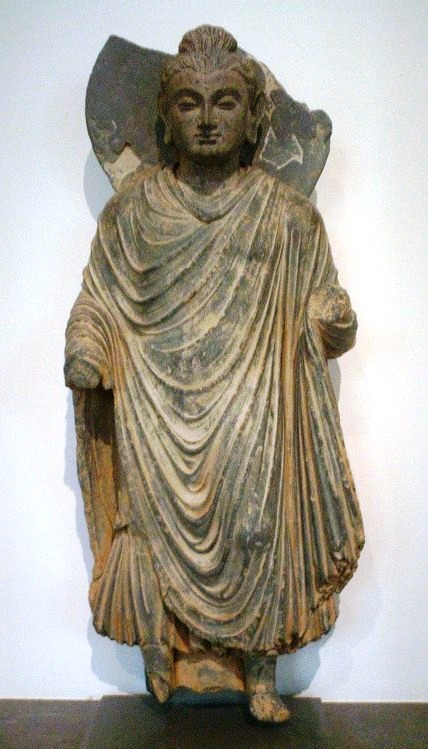
Buda de la cultura Gandhara, siglo I.
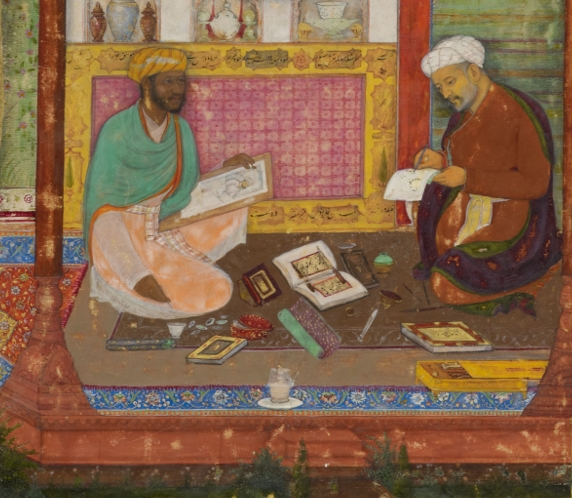
Miniatura moghul, 1610.
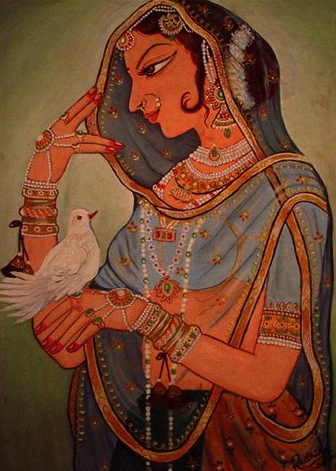
Bani Thani, estilo Rajastán, siglo XVIII.

Escultura y pintura japonesa

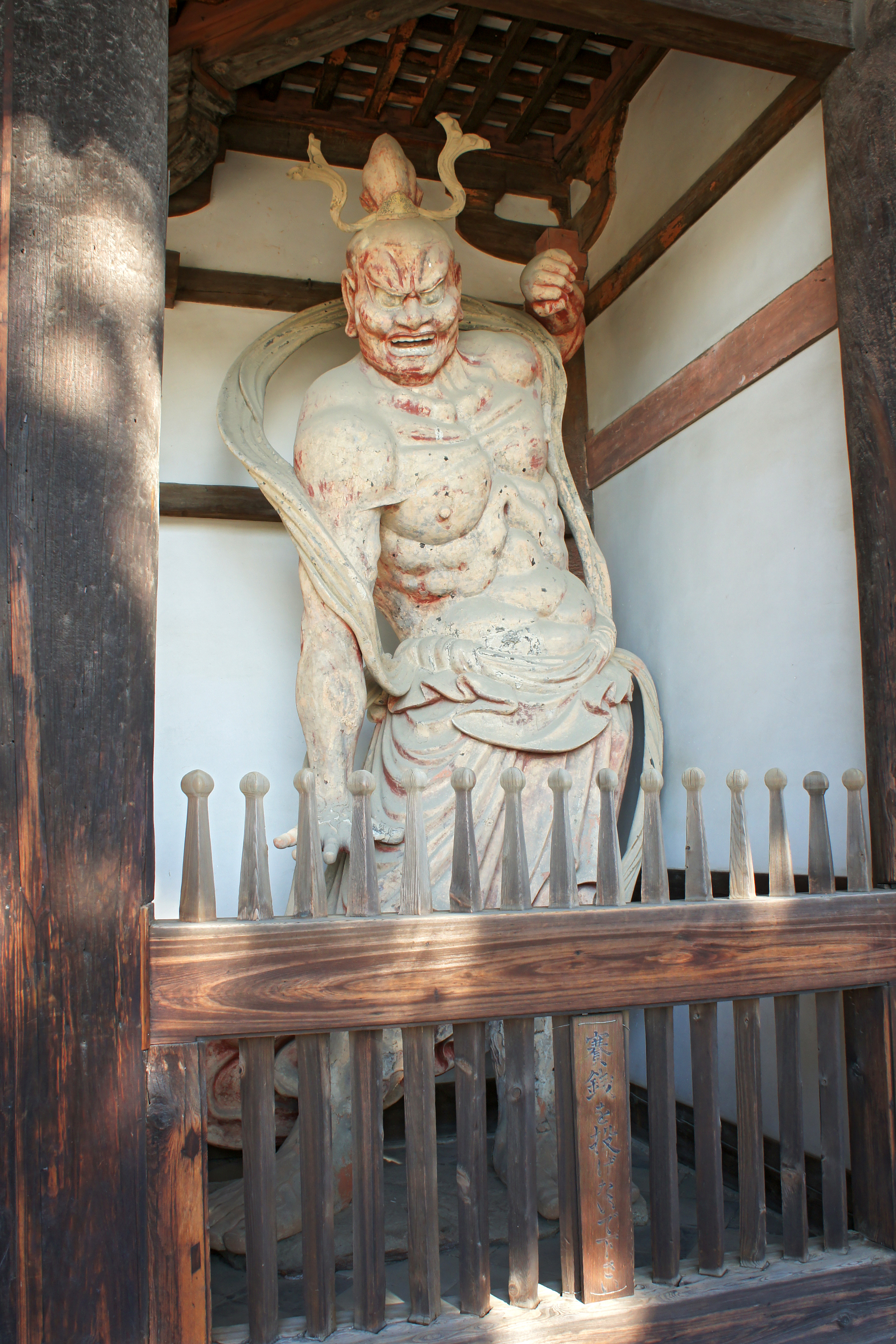
Niō, siglo VII (muy modificado a lo largo del tiempo).
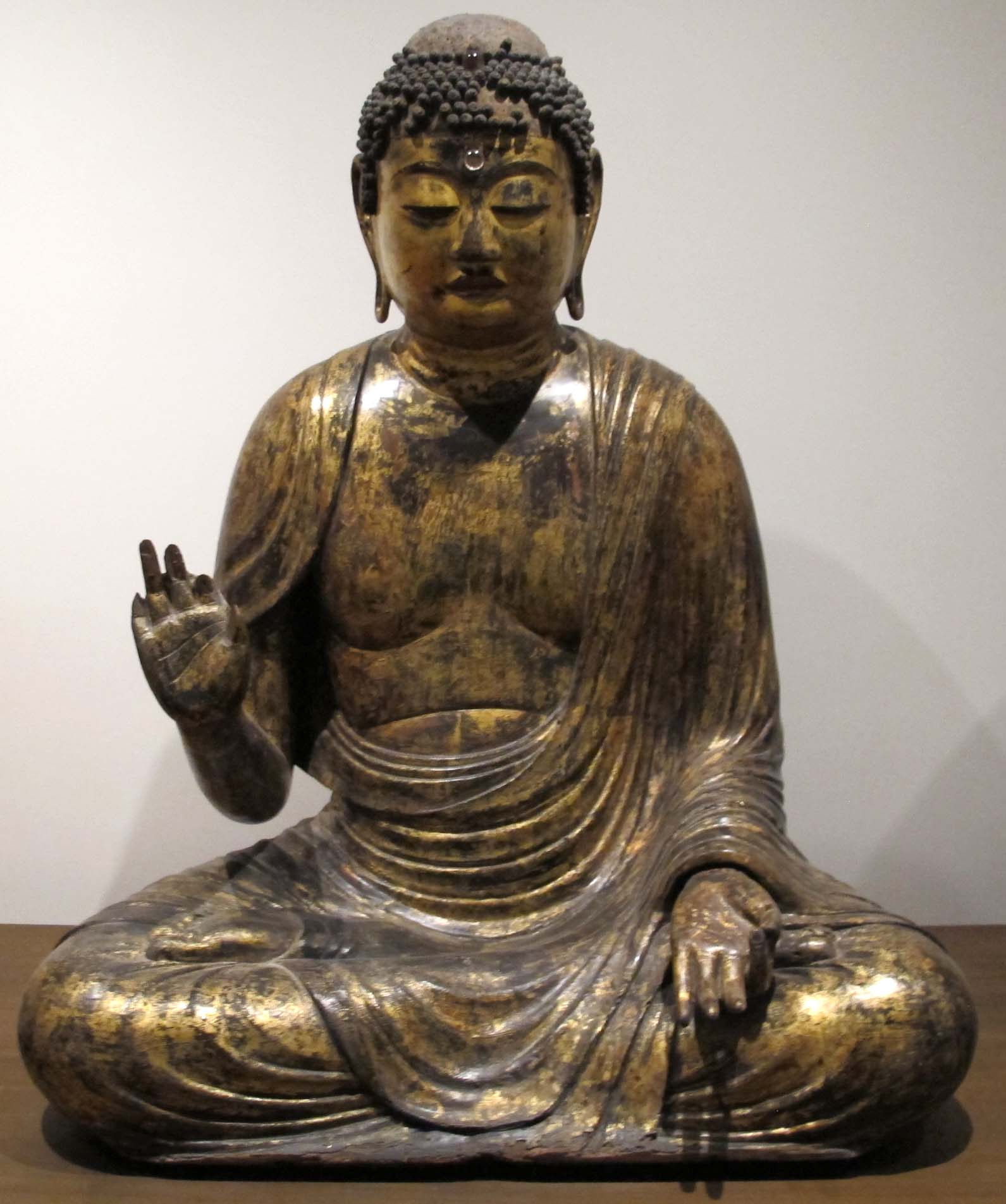
Buda del periodo Heian, siglo XII.
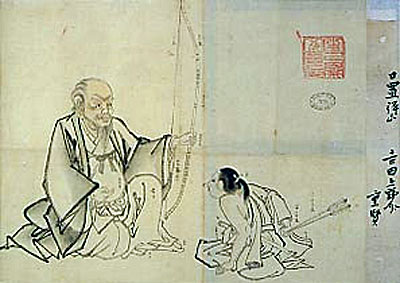
Siglo XIII.
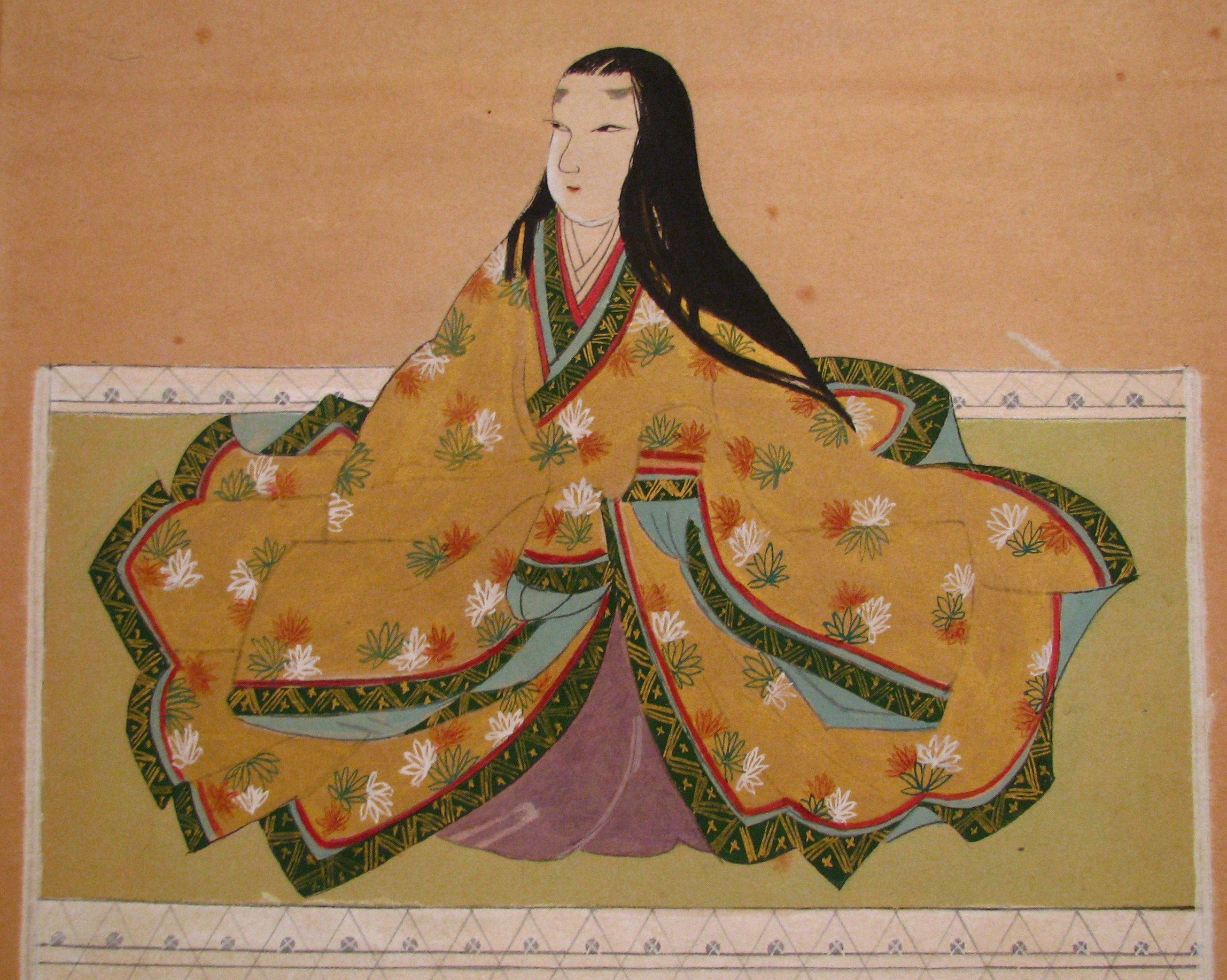
Siglo XVI.
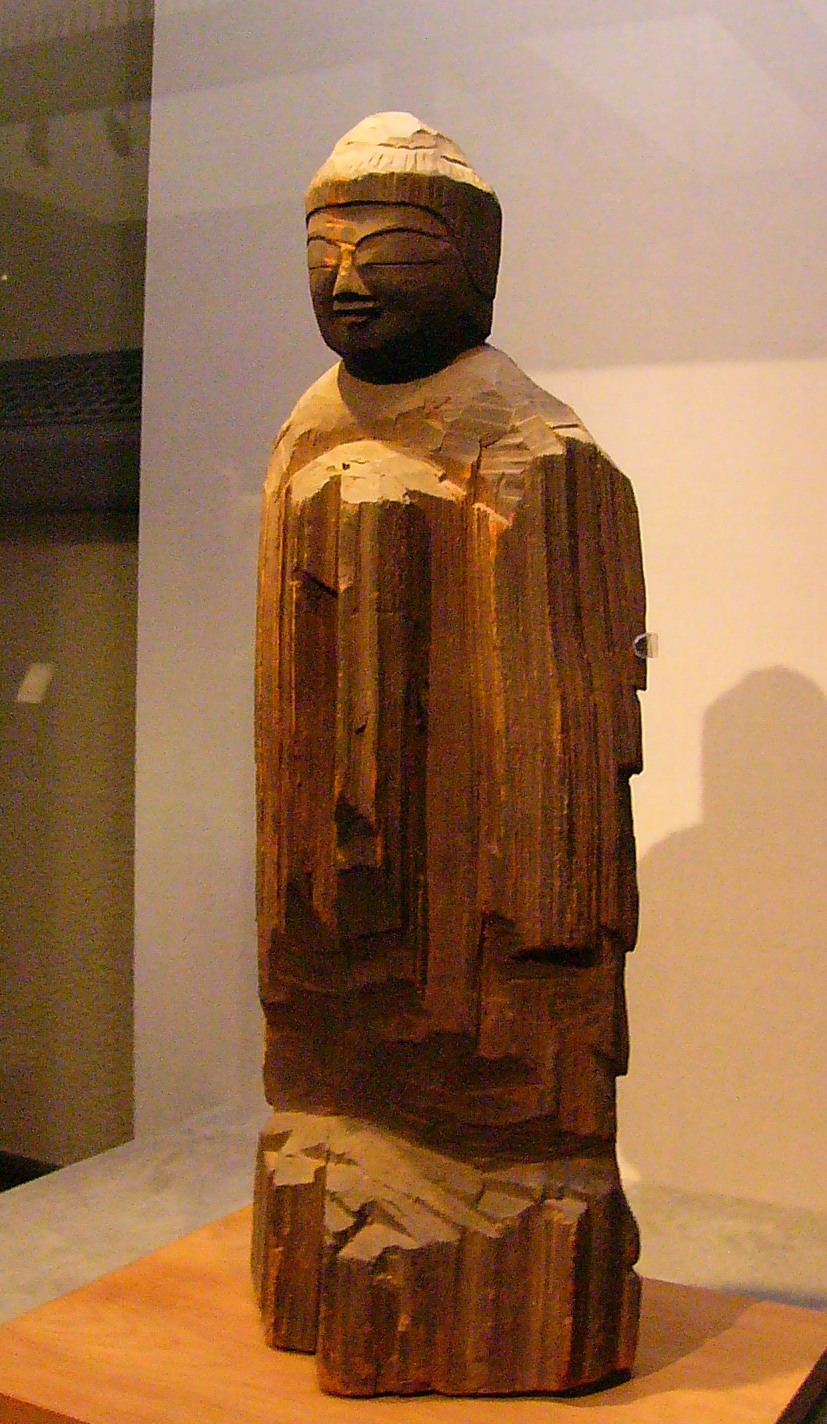
Siglo XVII.
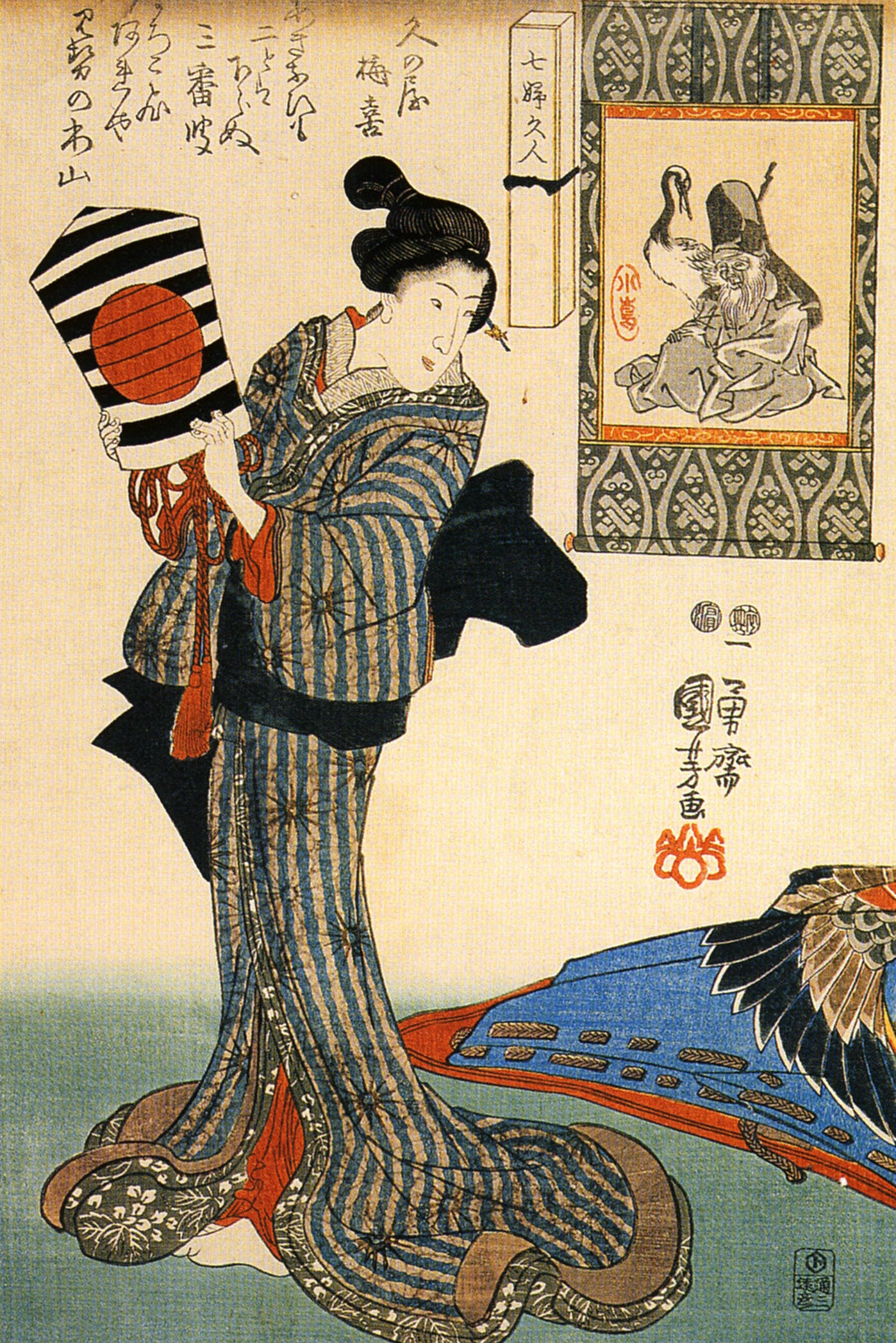
Siglo XIX.

Escultura y pintura china

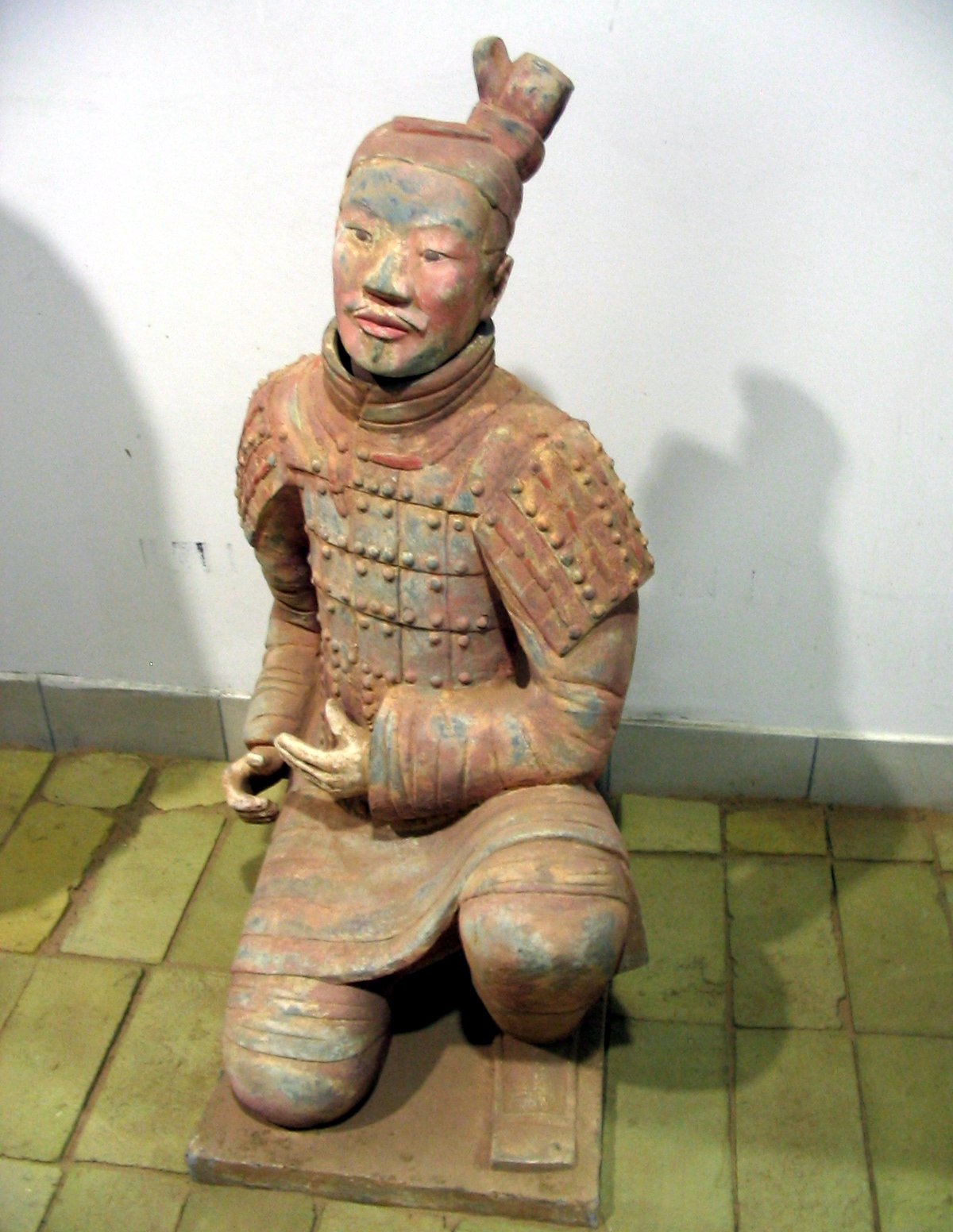
Uno de los guerreros de terracota, siglo III a. C.
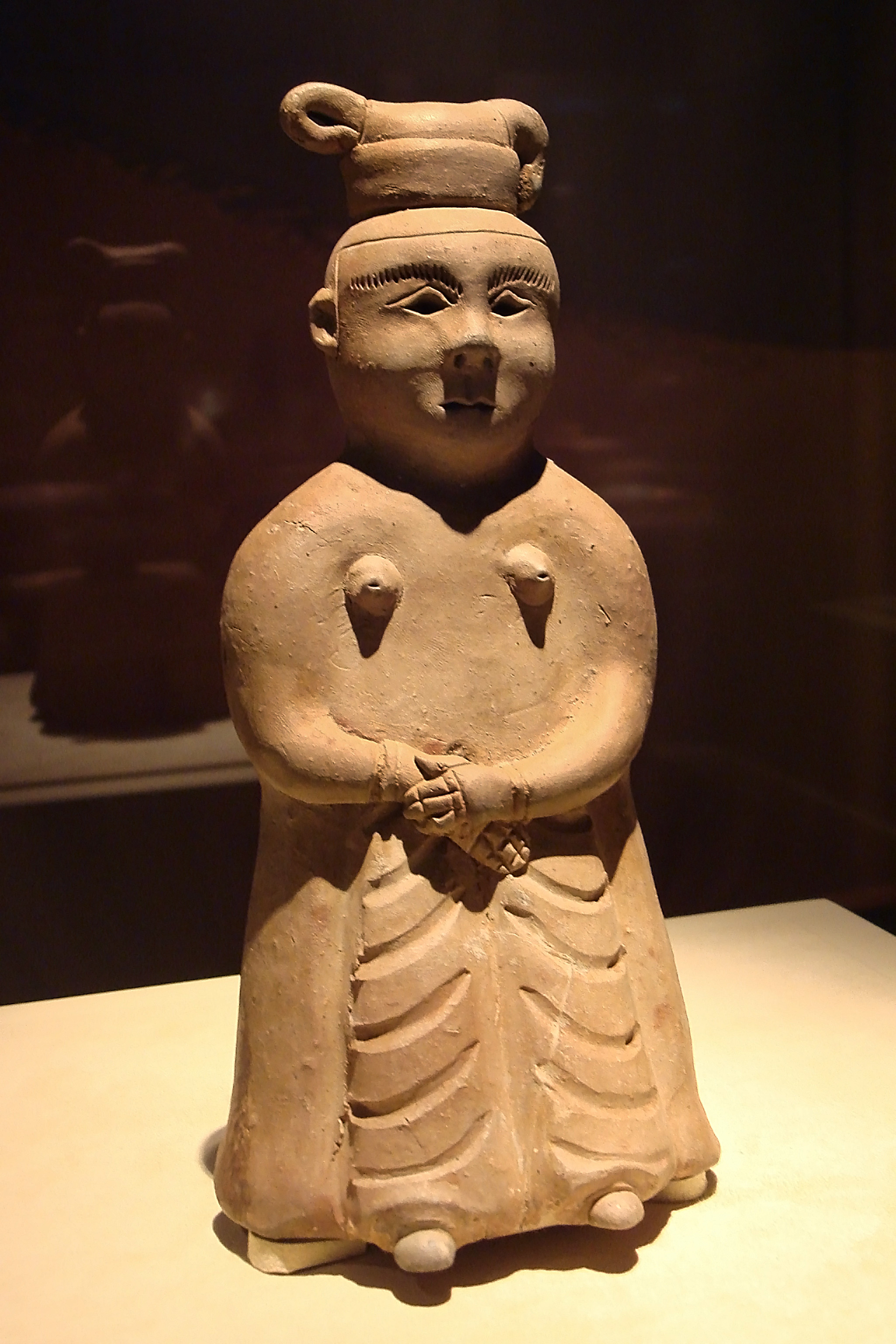
Dinastía Jin occidental, siglo III.
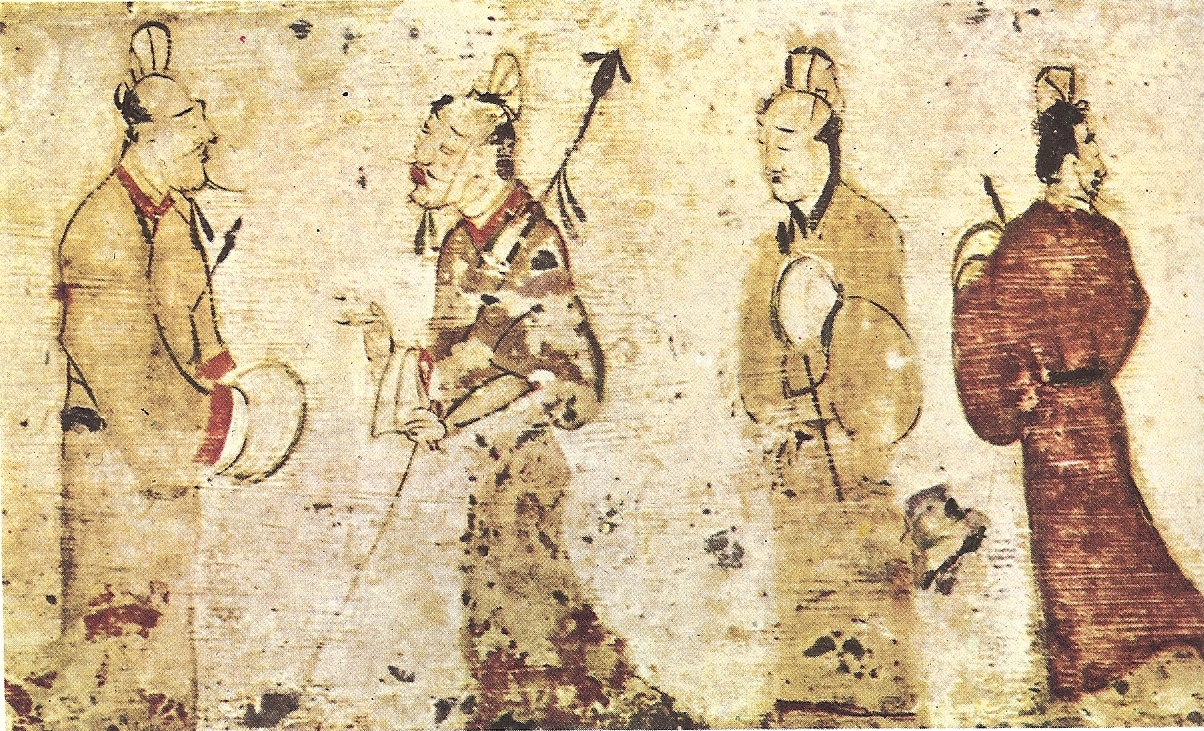
Caballeros en conversación, Dinastía Han oriental.
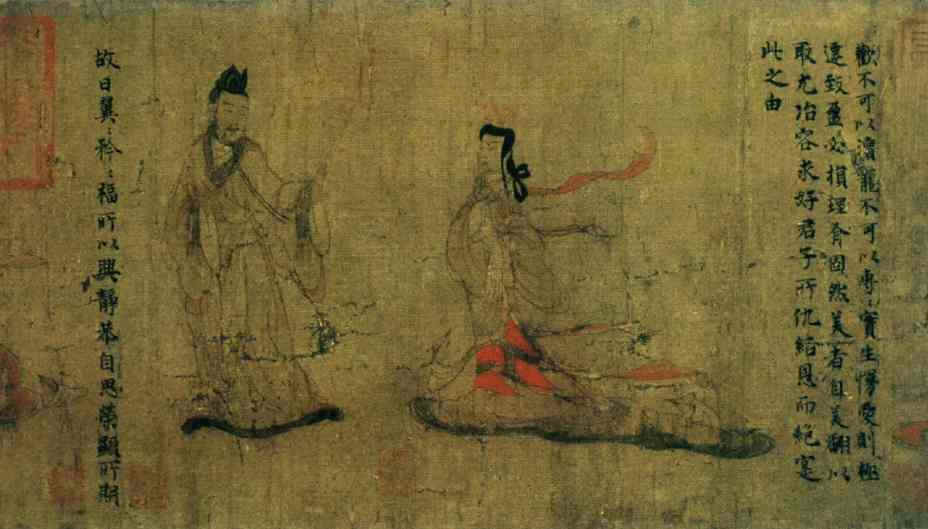
Ilustración de las Admoniciones de las Institutrices del Palacio de las Damas, de Gu Kaizhi, siglo IV.
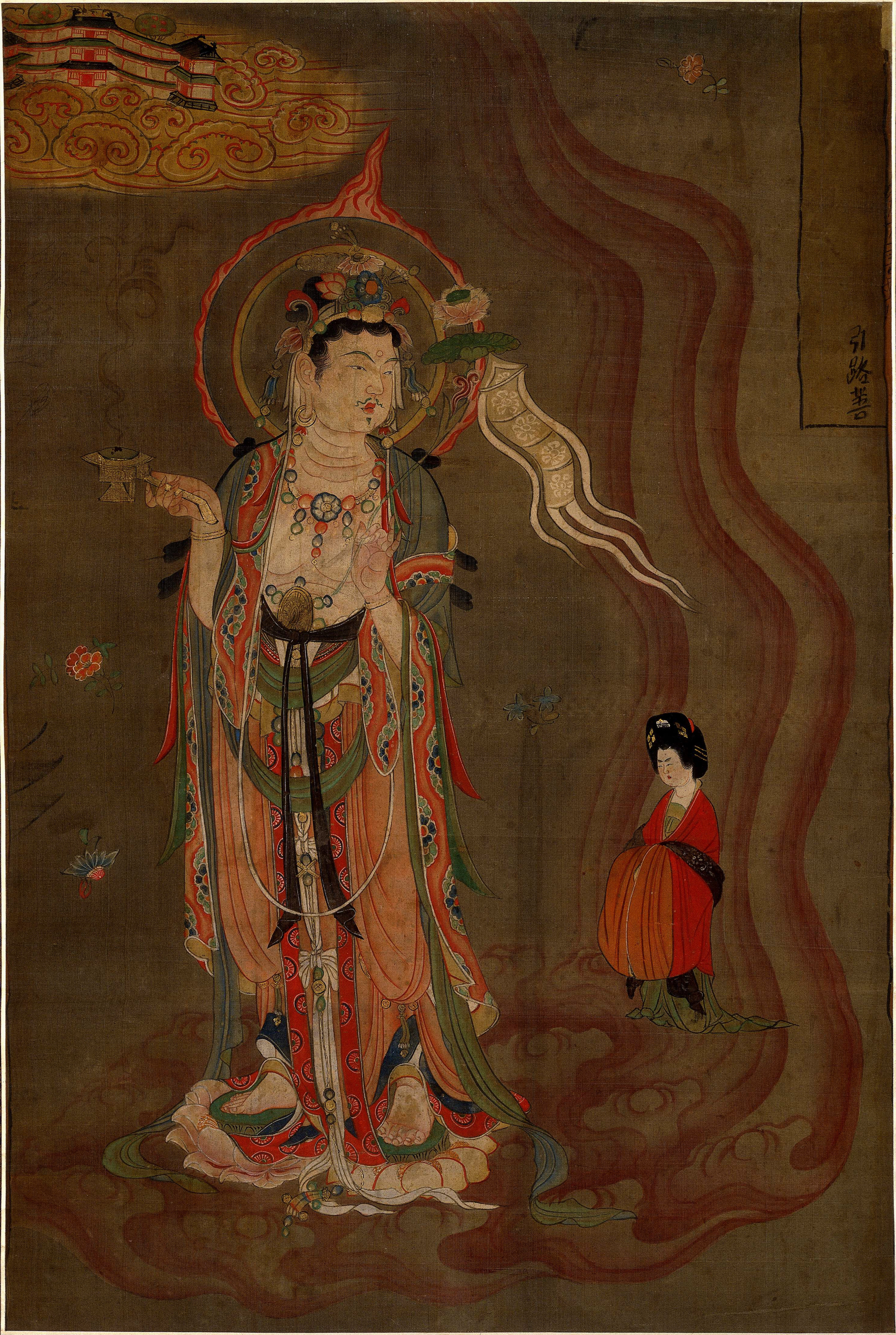
Bodhisattva abriendo el camino, siglo IX.
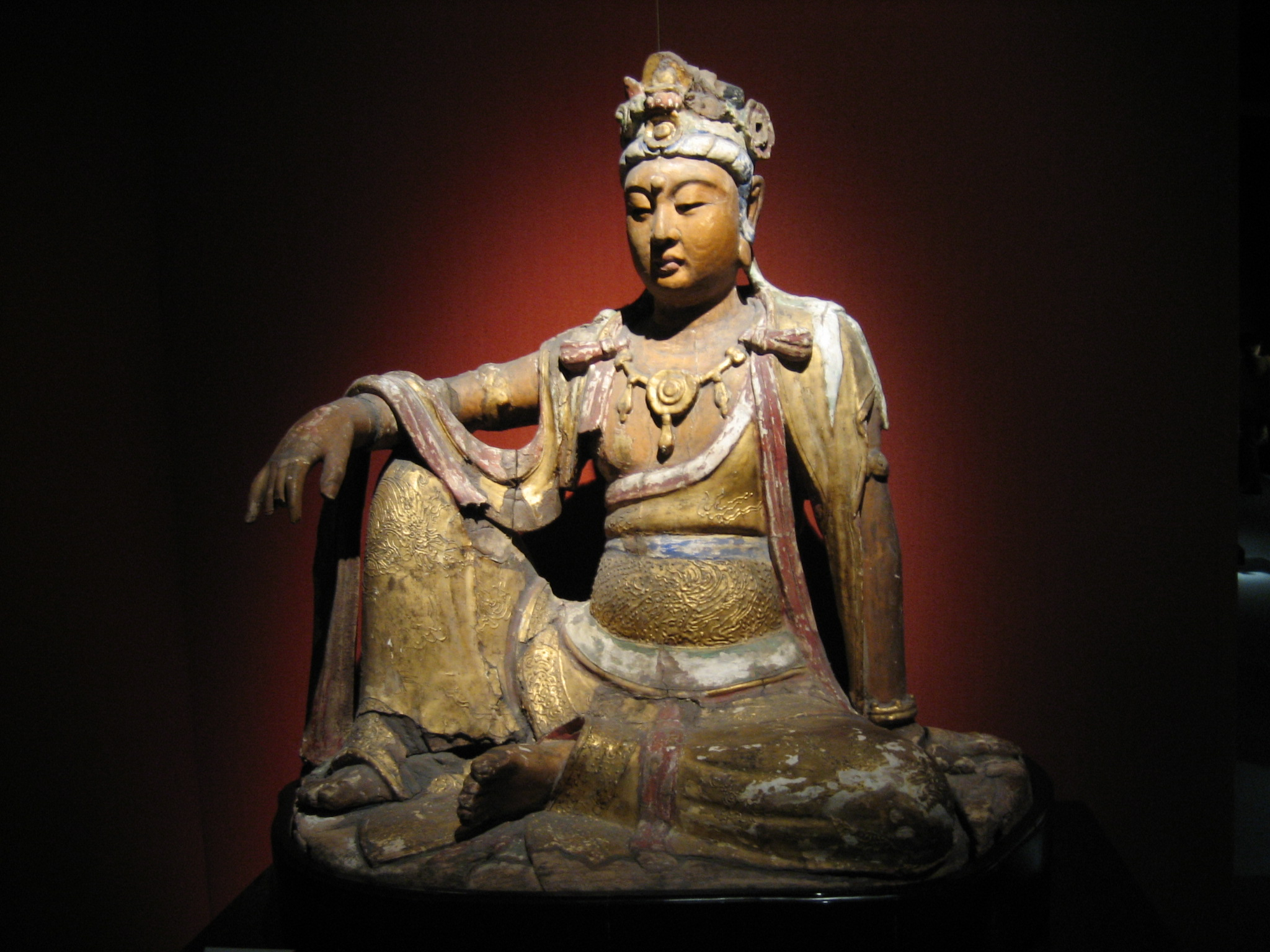
Bodhisattva de madera, Dinastía Song, siglos X al XIII.
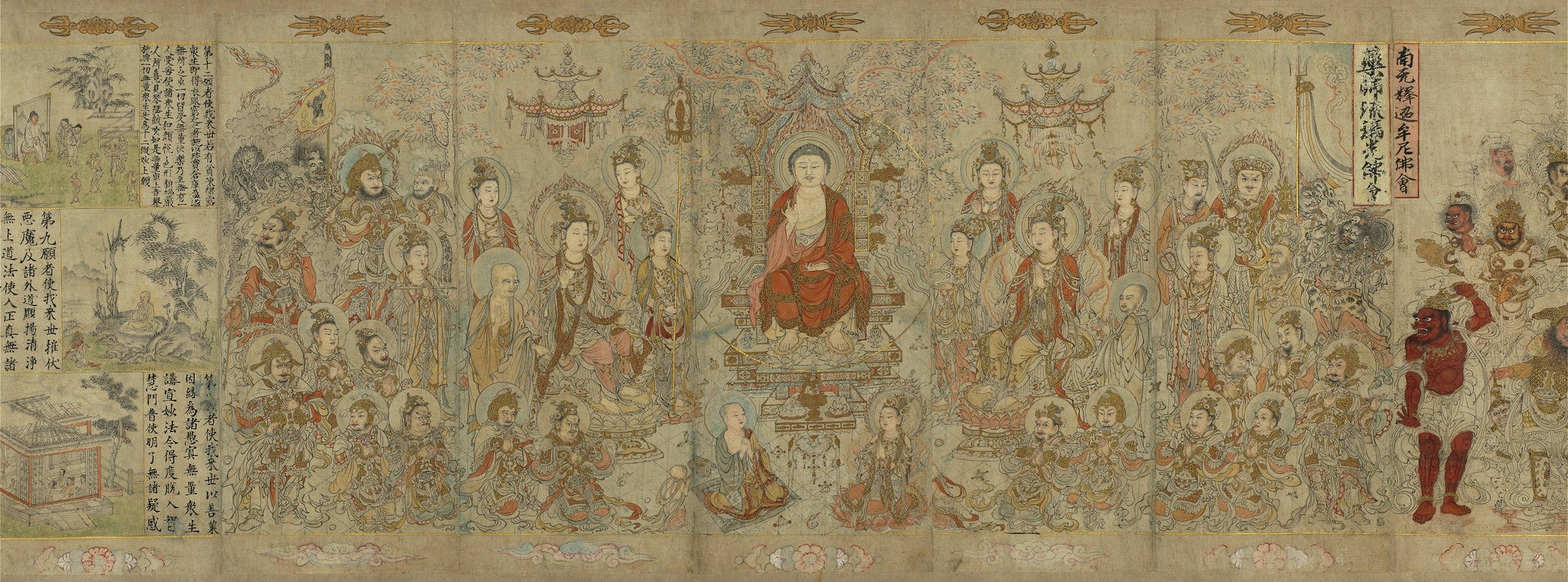
Ilustración de Las enseñanzas de Buda, de Chang Sheng-wen o Zhang Shengwen, siglo XII.
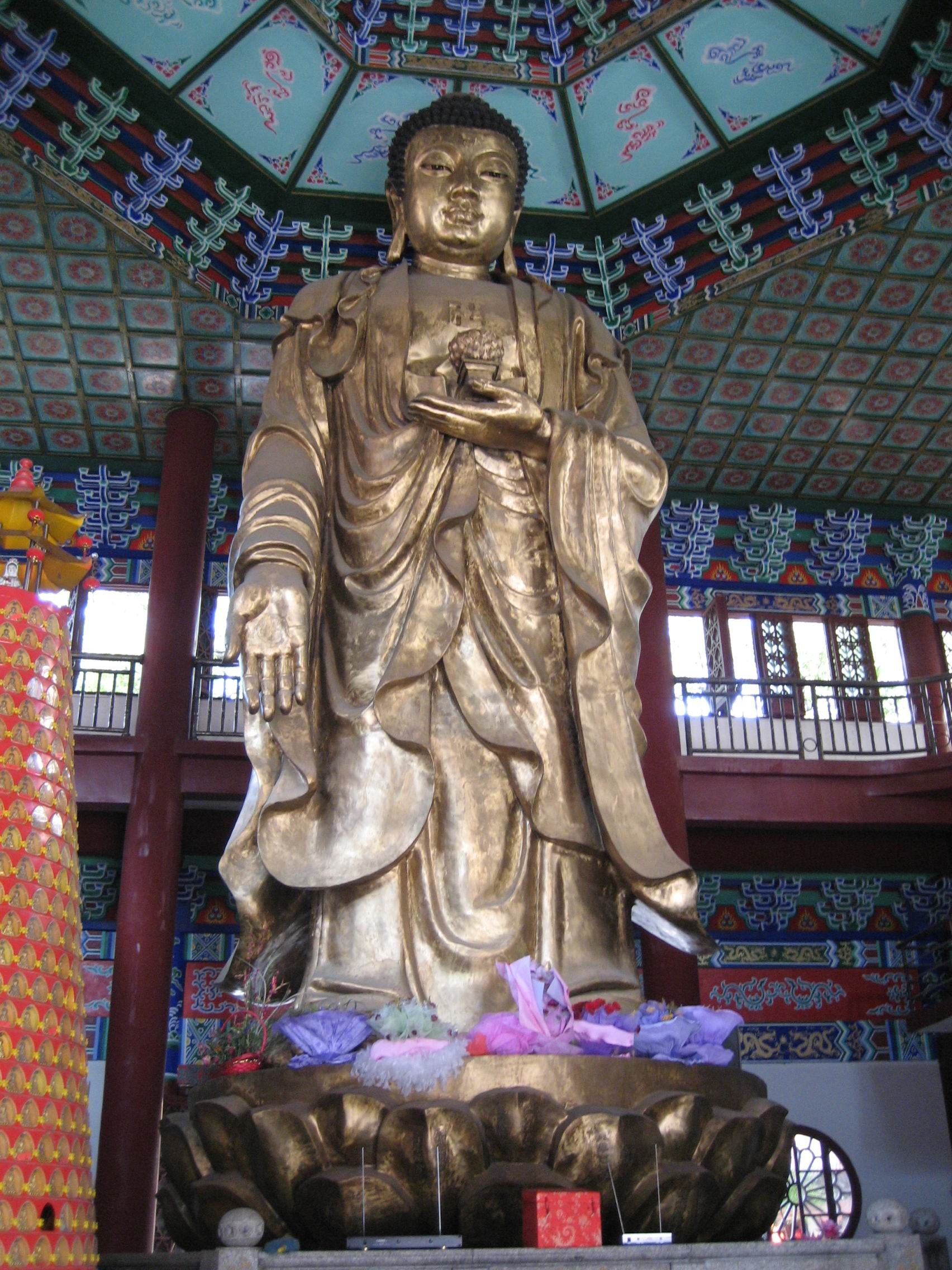
Buda de bronce del templo de Youmin.
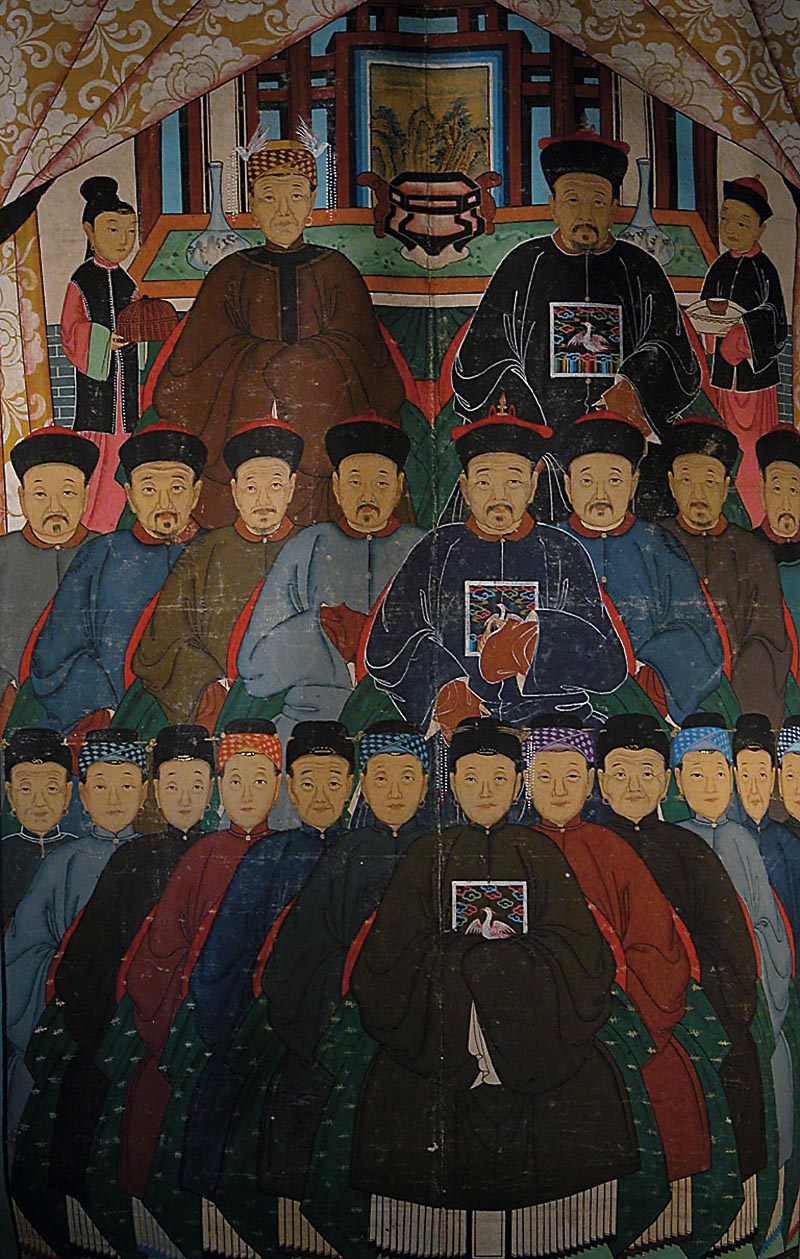
Galería de ancestros. Siglo XIX.

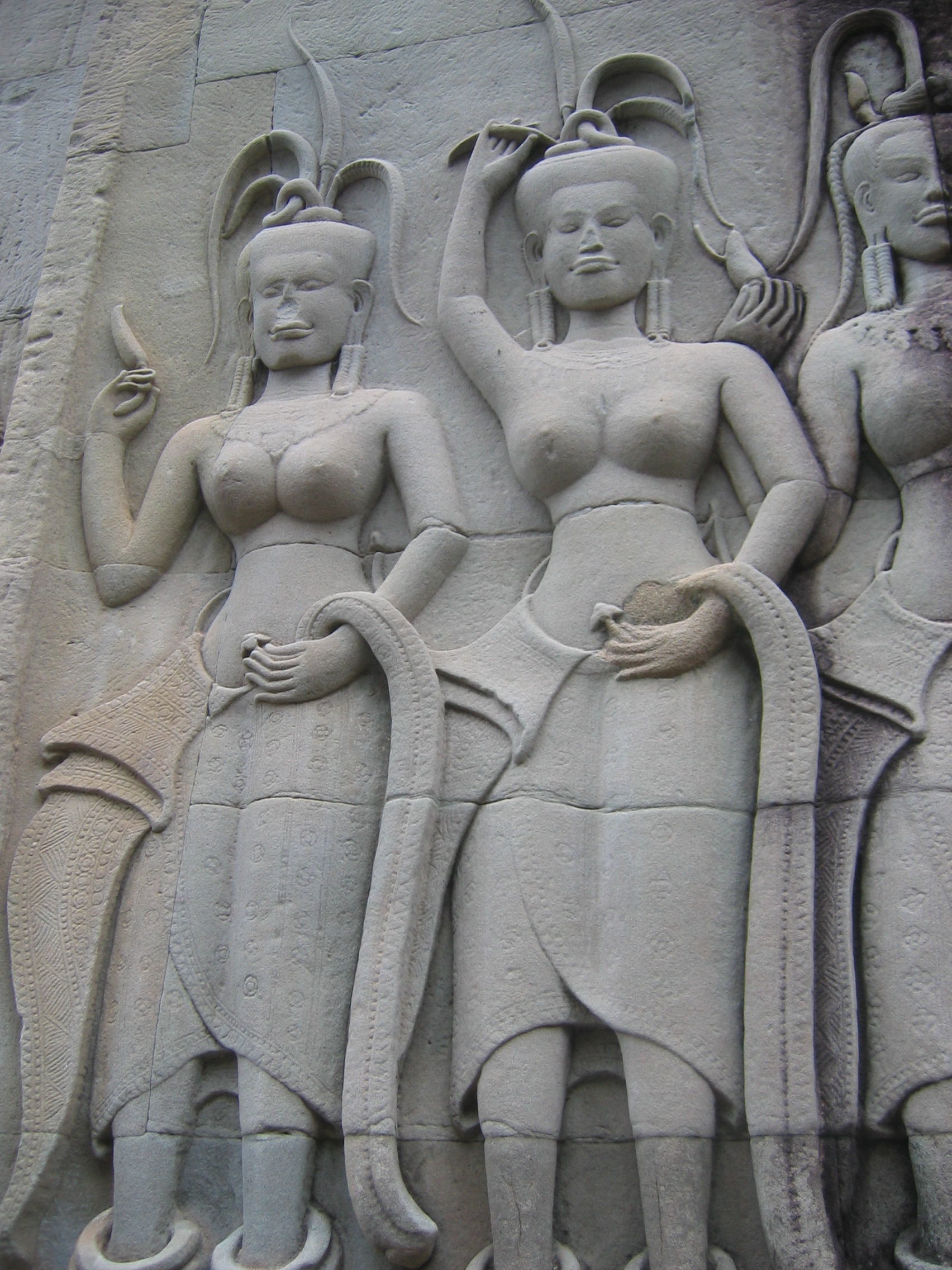
Relieve de Angkor Wat.
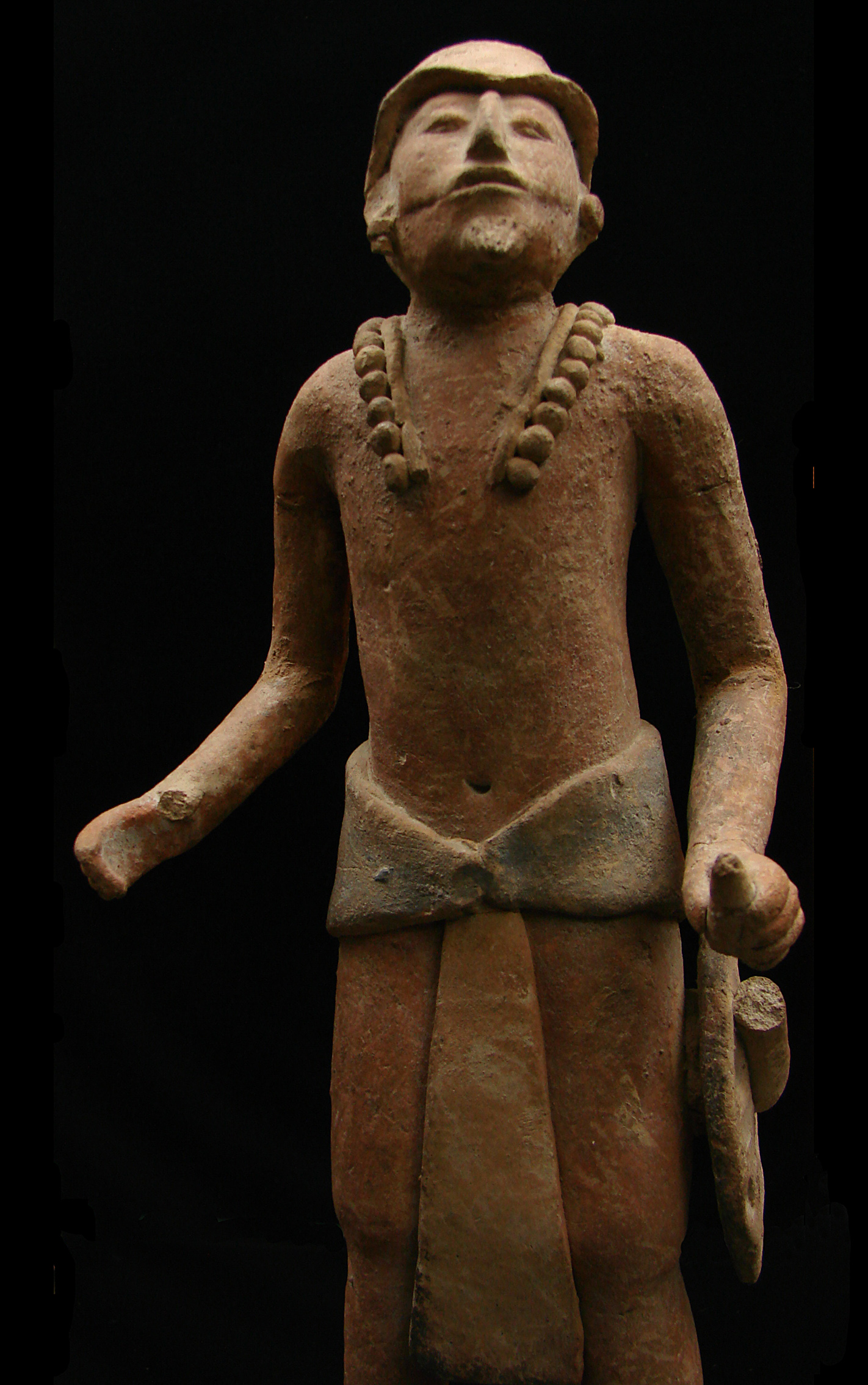
Estatuilla maya.
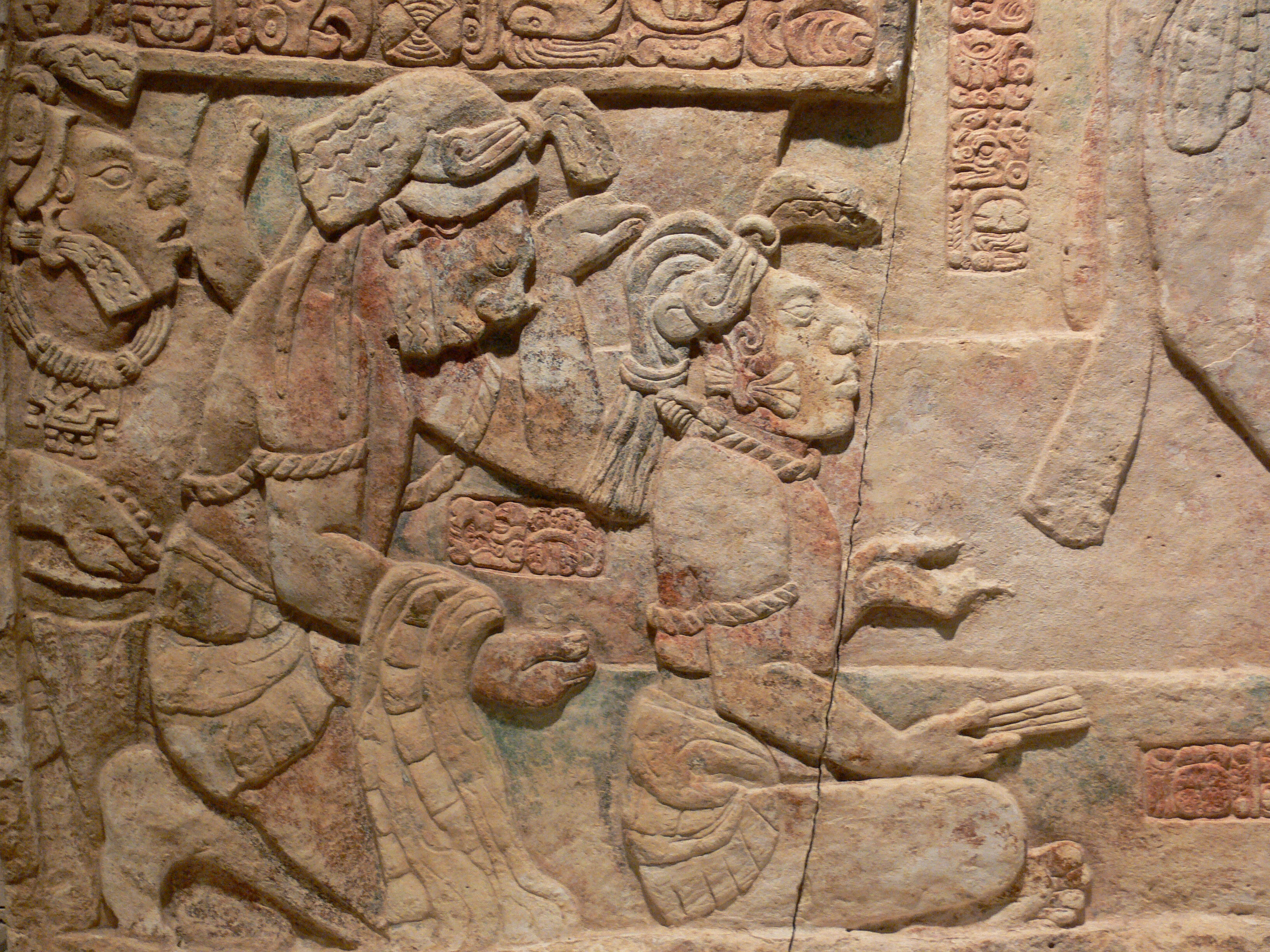
Relieve maya.
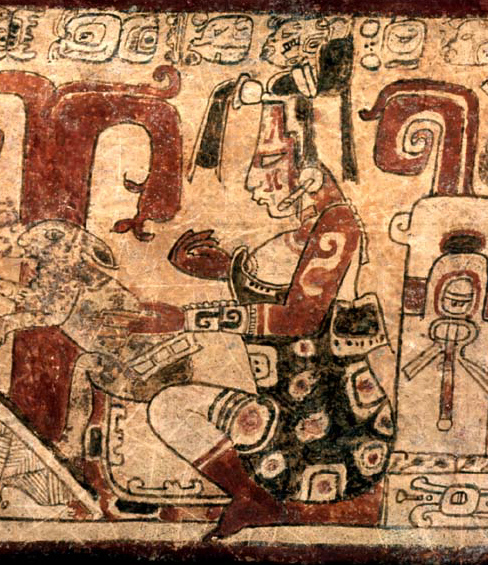
Pintura maya.
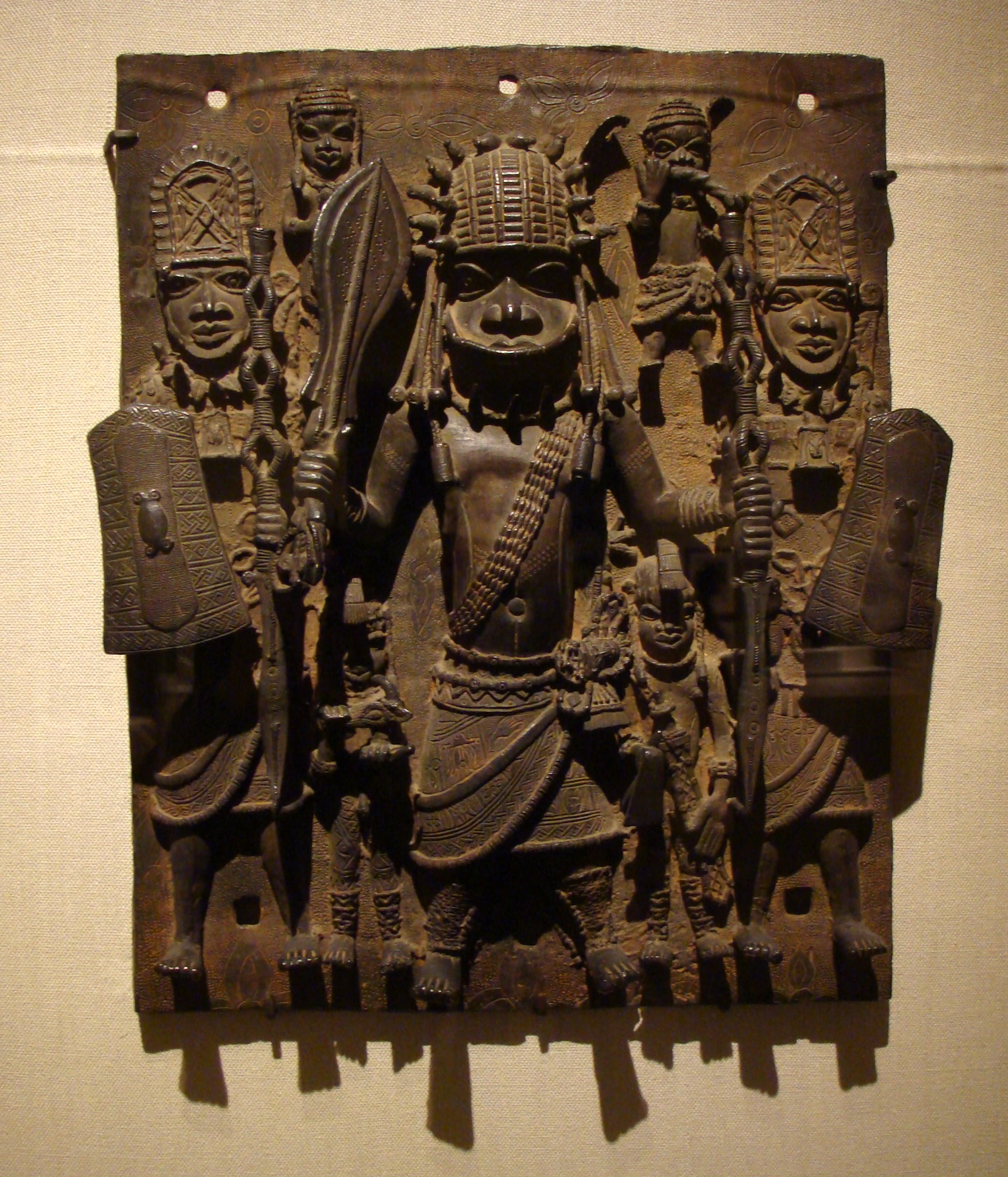
Relieve de la corte de Benín, siglo XVI-XVII. Arte africano.